# امپراتوری گوگوریو
امپراتوری گوگوریو (۳۷ ق. م – ۶۶۸ م)(کره‌ای: 고구려; هانجا: 高句麗; تلفظ در کره‌ای: [ko̞. ɡu. ɾjʌ̹])که به کشور قلعه‌ها شهرت داشت، و بعدها گوریو نیز نامیده شد و هم اکنون نام امروزی کره برگرفته از آن است، یک امپراتوری کره ای از سه پادشاهی باستانی کره (در کنار بکجه و شیلا) بود. این امپراتوری به‌دست جومونگ بنیان‌گذاری شد و در اوج خود، بخش اعظم شمال و مرکز شبه‌جزیره کره، جنوب و مرکز منچوری، و بخش‌هایی از مغولستان داخلی و شرقی و روسیه امروزی را در اختیار داشت.با گستره‌ای حدوداً ۱٫۱۰۰٫۰۰۰ کیلومتر مربع، گوگوریو پهناورترین و قدرتمندترین امپراتوری تاریخ کره و از قدرت‌های اصلی شرق آسیا به‌شمار می‌رفت.

## تاریخچه

### نام ملی
بنیان‌گذار گوگوریو، پادشاه دونگ‌میونگ (جومونگ)، این کشور را «گوگوریو» نامید، اما فرض بر این است که این نام در زمان سلطنت پادشاه جانگسو در قرن پنجم به «گوریو» تغییر یافته است. بعد از گوگوریو، تجو وانگ گان گوریو را تأسیس کرد و این نام را برای کشورش گوریو برگزید.
در مورد تمایز بین سلسله‌ای با همین نام و سلسله گوریو، خاندان وانگ این سلسله را گوریو قدیم (句高麗)، به معنی «گوریویی که قبلاً وجود داشته» می‌نامیدند، و در سنگ‌نبشته پادشاه سوکنامسان گوگوکسا از شیلا، آنها خود را گوریو جدید (後高麗) به معنی «گوریویی که بعداً آمد» نامیدند تا گوریو و گوگوریو را از هم متمایز کنند. کیم بوسیک، که سامگوک ساگی (تاریخ سه پادشاهی) را نوشت، این سلسله را با نوشتن «گوگوریو» که تا قرن چهارم عنوان ملی بود، از گوریو تأسیس شده توسط خاندان وانگ متمایز کرد.

### تلفظ گوگوری
در مورد تلفظ، این عقیده وجود دارد که تلفظ کره‌ای نام کشور «گوگوریو»، «گوگوریو» نیست بلکه «گوگوری» است. این به دلیل قانون آوایی است که تلفظ 麗 هنگام اشاره به نام یک کشور به صورت «ری» تلفظ می‌شود. با این حال، طبق ادبیات هانگول که پس از ایجاد هونمین‌جئون‌گوم در سلسله چوسون پدید آمد، به صورت گوگوریو خوانده و نوشته می‌شود و در «داه‌دونگ‌جی‌جی» ثبت شده است که «(برخلاف کتاب‌های چینی یا آواشناسی) مردم ما آن را «ریو» می‌نامند.» همچنین استثنائاتی وجود دارد که در آنها 麗 هنگام اشاره به نام یک کشور به صورت «ریو» خوانده می‌شود بنابراین این استدلال اعتبار کمی دارد. سلسله‌های دشت‌های مرکزی نیز مائک/گوری/گوری/پیونگ یانگ/یائودونگ و غیره نامیده می‌شوند.
علاوه بر عنوان ملی، «گوگوریو» در مناطقی مانند روستای آهنگری گوگوریو و موزه علوم نجوم چونگجو گوگوریو نیز استفاده می‌شود.

### ریشه‌ها
در تک پژوهش‌های جغرافیایی کتاب هان، واژه گوگوریو (هانجا: 高句驪) برای اولین بار در سال ۱۱۳ق. م به عنوان یک منطقه تحت نظر فرمانداری زوانتو ذکر شده است.  مورخ آمریکایی کریستوفر بکویث پیشنهاد دیگری را ارائه می‌دهد که قوم گوگوریو ابتدا در لیائوژی یا اطراف آن (لیاونینگ غربی و بخش‌هایی از مغولستان داخلی) قرار داشتند و بعداً به سمت شرق مهاجرت کردند که به روایت دیگری در کتاب هان اشاره کرد.
قبایل اولیه گوگوریو که نام رسمی از آنها گرفته شده است در نزدیکی یا در منطقه تحت کنترل فرمانداری زوانتو قرار داشتند. همچنین به نظر می‌رسد که رهبران قبیله‌ای آن لقب فرمانروایی مارکی را در منطقه اسمی گائوگولی/گوگوریو داشته‌اند.
فروپاشی اولین فرمانداری زوانتو در سال ۷۵ قبل از میلاد به‌طور کلی به اقدامات نظامی بومیان گوگوریو نسبت داده می‌شود. در کتاب قدیم تانگ (۹۴۵)، ثبت شده است که امپراتور تایزونگ به تاریخ گوگوریو حدود ۹۰۰ سال اشاره می‌کند. به گفته سامگوک ساگی قرن دوازدهم و سامگوک یوسا قرن سیزدهم، شاهزاده‌ای از پادشاهی بویو به نام جومونگ پس از جنگ قدرت با دیگر شاهزادگان دربار گریخت و گوگوریو را در سال ۳۷ قبل از میلاد در منطقه‌ای به نام جولبون، که معمولاً در حوضه رودخانه آمنوک/یالو و هون میانی قرار دارد، تأسیس کرد. در سال ۷۵ قبل از میلاد، گروهی از مردم یه‌مک که احتمالاً از گوگوریو سرچشمه می‌گیرند، به فرماندهی زوانتو چین در غرب یالو حمله کردند.   اولین باری که گوگوریو به عنوان گروهی مرتبط با قبایل یه‌مک ذکر شده است، به کتاب هان شو بر می‌گردد که در آن از یک شورش گوگوریو در سال ۱۲ قبل از میلاد نام برده شده که در خلال آن آنها از تأثیر چینی‌ها در زوانتو رها شدند. 
طبق کتاب ۳۷ سامگوک ساگی، گوگوریو از شمال چین باستان سرچشمه گرفت، سپس به تدریج به سمت شرق به سمت رود ته‌دونگ حرکت کرد. اعتقاد بر این است که در زمان تأسیس، قوم گوگوریو ترکیبی از مردم بویو ومردم یمائک هستند، زیرا رهبر بویو ممکن است از پادشاهی خود فرار کرده و با روسای یمائک موجود ادغام شده باشد.  سوابق سه پادشاهی، در بخش با عنوان «حکایت بربرهای شرقی»، به‌طور ضمنی اشاره کرد که بویو و مردم یه‌مک از نظر قومی با هم مرتبط بودند و به زبان مشابهی صحبت می‌کردند.
مردم چین نیز در گوگوریو بودند. کتاب ۲۸ سامگوک ساگی بیان کرد که «بسیاری از مردم چین به دلیل هرج و مرج جنگ توسط دودمان چین و امپراتوری هان به شرق گریختند». بعدها سلسله هان چهار فرمانداری را تأسیس کرد و در سال ۱۲ بعد از میلاد گوگوریو اولین حمله خود را به فرمانداری زوانتو انجام داد. جمعیت فرمانداری زوانتو حدود ۲۲۱۸۴۵ نفر بود و در سال ۲ پس از میلاد در سه شهرستان (گائوگولی، شانگیتای و ژیگایما) فرماندهی زوانتو زندگی می‌کردند. بعداً، گوگوریو به تدریج تمام چهار فرمانداری هان را در طول توسعه آن ضمیمه کرد.
گوگوریو و بکجه هر دو اسطوره‌های تأسیسی مشترک داشتند و از بویو سرچشمه گرفتند.

### جومونگ، اسطوره بنیان‌گذاری

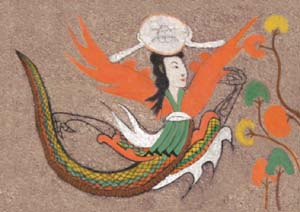
تصویر دالشین از مقبره اوهوی دوران گوگوریو ۴.

نخستین اشارهٔ تاریخی به جومونگ در سنگ یادبود گوانگ‌گه‌تو بزرگ دیده می‌شود، جایی که از او به‌عنوان بنیان‌گذار و نخستین پادشاه گوگوریو یاد شده است. نام جومونگ شکل امروزی تلفظ واژگانی‌ست که در متون هانجا با صورت‌های گوناگون ثبت شده است: 朱蒙جومونگ، چومو: 鄒牟، یا جونگمو: 仲牟 است.
بر پایهٔ سنگ‌نوشتهٔ یادشده، جومونگ فرزند شاهزاده‌ای از پادشاهی بویو و دختری از خاندان هابک، ایزد اسطوره‌ای رودخانه آمنوک است. این روایت در منابع تاریخی کره‌ای همچون سامگوک ساگی و سامگوک یوسا نیز آمده، که در آن‌ها نام مادر جومونگ «یوهوا» (柳花) ذکر شده است. (کره‌ای: 유화; هانجا: 柳花)./> بر اساس این متون، یوهوا به‌سبب بارداری، از سوی خدای رودخانه تبعید شد و به رودخانهٔ اوبال (우발수) فرستاده شد. در آن‌جا با «گوموا» آشنا شد و به دربار او راه یافت.
پدر بیولوژیکی جومونگ، به‌نام «هه موسو» (کره‌ای: 해모수; هانجا: 解慕漱)، چهره‌ای افسانه‌ای توصیف شده که از او با عنوان «شاهزادهٔ آسمانی» و «مردی نیرومند» یاد شده است. جومونگ از همان نوجوانی به مهارت کم‌نظیر خود در تیراندازی با کمان شناخته می‌شد. بنا به روایت‌ها، حسادت پسران گوموا باعث شد جومونگ ناگزیر به ترک بویو شرقی شود.
دربارهٔ منشأ دقیق او اختلافاتی میان منابع وجود دارد. سنگ‌نوشتهٔ گوانگ‌گائتو، بویو را زادگاه وی می‌داند، در حالی‌که سامگوک ساگی و سامگوک یوسا به‌صراحت از بویو شرقی یاد می‌کنند. جومونگ پس از ترک بویو، به منطقهٔ جولبون وارد شد. در آن‌جا با دختری به‌نام «سوسانو» ازدواج کرد. دربارهٔ جایگاه اجتماعی سوسانو نیز دو روایت وجود دارد: در یک روایت او دختر یک بازرگان ثروتمند به‌نام «یون تابال» است و در روایت دیگر، دختر فرمانروای جولبون.
سوسانو نقشی کلیدی در تأسیس گوگوریو ایفا کرد. او با حمایت مالی و سیاسی از جومونگ، در شکل‌گیری این پادشاهی سهیم بود. پس از گذشت چند سال، «یوری»، پسر جومونگ از همسر نخستش بانو «یه سویا»، از بویو به گوگوریو آمد و به‌عنوان وارث تاج‌وتخت شناخته شد. در پی این رویداد، سوسانو گوگوریو را ترک کرد و همراه دو پسر خود، بیریو و اونجو، به جنوب کوچ کرد؛ آن‌ها بعدها پادشاهی بکجه را بنیان گذاشتند.
نکتهٔ مهم دیگر دربارهٔ جومونگ، نام خانوادگی اوست. در ابتدا، نام خانوادگی وی «هه» (کره‌ای: 해; هانجا: 解) بود که به خاندان سلطنتی بویو تعلق داشت. با این حال، طبق روایت سامگوک یوسا، او پس از تأسیس گوگوریو، نام خانوادگی خود را به «گو» (کره‌ای: 고; هانجا: 高) تغییر داد؛ نامی که به خاندان سلطنتی گوگوریو منتقل شد و بعدها الهام‌بخش نام کشور «گوریو» و در نهایت «کره» شد.

### متمرکز سازی و گسترش اولیه (اواسط سده نخست)
گوگوریو از گروهی از قبایل مختلف مردم یه‌مک به یک دولت اولیه توسعه یافت و به سرعت قدرت خود را از حوزه اصلی کنترل خود در زهکشی رودخانه هون گسترش داد. در زمان پادشاه ته‌جو در سال ۵۳ پ. م، پنج قبیله محلی به پنج ناحیه تحت حکومت مرکزی سازماندهی مجدد شدند. روابط خارجی و ارتش تحت کنترل شاه بود. گسترش اولیه ممکن است به بهترین وجه توسط اکولوژی توضیح داده شود. گوگوریو قلمروهایی را در مناطق مرکزی و جنوبی منچوری و شمال کره که هر دو بسیار کوهستانی هستند و فاقد زمین‌های قابل کشت هستند، تحت کنترل داشت. پس از تمرکز، گوگوریو ممکن است قادر به مهار منابع کافی از منطقه برای تغذیه جمعیت آن نباشد و در نتیجه، به دنبال گرایش‌های دامداری تاریخی، به دنبال حمله به جوامع همسایه و بهره‌برداری برای زمین و منابع خود باشد. فعالیت‌های نظامی تهاجمی نیز ممکن است به توسعه کمک کرده باشد و به گوگوریو اجازه دهد تا از همسایگان قبیله‌ای خود خراج بگیرد و از نظر سیاسی و اقتصادی بر آنها تسلط داشته باشد.
پادشاه ته‌جو قبایل اوکجو در شمال شرقی کره فعلی و همچنین دونگ یه و سایر قبایل در جنوب شرقی منچوری و شمال کره را فتح کرد. از افزایش منابع و نیروی انسانی که این قبایل تحت سلطه در اختیار او قرار دادند، پادشاه ته‌جو رهبری گوگوریو را در حمله به فرمانداری هان: لیلانگ و زوانتو در کره و شبه‌جزیره لیائودونگ رهبری کرد و کاملاً از آنها مستقل شد.
عموماً پادشاه ته‌جو به قبایل تصرف شده اجازه می‌داد تا خانسالاران خود را حفظ کنند ولی آنها را ملزم می‌کرد تا به فرماندارانی که مرتبط با نسل سلطنتی گوگوریو بودند گزارش دهند. قبایل تحت سلطه گوگوریو از دادن خراج‌های سنگین معاف می‌شدند. پادشاه ته‌جو و جانشینان وی این منابع افزایش یافته را به ادامه توسعهٔ گوگوریو در جهات شمال و غرب مرتبط کردند. قوانین جدید اشراف و رعایا را تحت نظم درآورد و به موازات آن جذب نمودن روسای قبایل در اشرافیت مرکزی نیز ادامه یافت. جانشینی سلطنتی نیز از روش برادر به برادر به شیوهٔ پدر به پسر تغییر یافت و به این ترتیب دربار سلطنتی ثبات یافت.

### تقسیمات داخلی

#### پیش‌زمینه
بر اساس متن سامگوک ساگی (دفتر تاریخ سه پادشاهی)، جومونگ که در تیراندازی مهارت فوق‌العاده‌ای داشت، سرانجام به جولبون رسید و با سوسانو ازدواج کرد. او سپس با گروه کوچکی از پیروان خود کشور جدید گوگوریو را تأسیس رسمی نمود. این واقعه نشان می‌دهد که گوگوریو از ادغام و بسیج قبایل محلی و مهاجران از بویو پدید آمد. سوسانو، که پیش از آن با شخص دیگری ازدواج کرده و مادر دو پسر بود، بعد از پیوستن به جومونگ، منابع مالی و نیروی انسانی لازم را برای تثبیت حکومت او فراهم آورد. به این ترتیب، جومونگ اولین امپراتور گوگوریو با نام دونگمیونگ نامیده شد و سوسانو ملکه دوم وی.

#### جدایی سوسانو و تشکیل بکجه
برخلاف روایت‌های سینمایی رایج، منابع تاریخی می‌گویند پس از چند سال، اختلافی در دربار گوگوریو رخ داد. جومونگ هم‌زمان با سوسانو فرزندانی داشت که مهم‌ترین آن‌ها بیریو و اونجو بودند. از سوی دیگر، یوری (پسر اول جومونگ با همسر نخستش بانو یه) نیز به سن ازدواج و جانشینی رسید. هنگامی که یوری به همراه مادرش از پادشاهی بویوی شرقی بازگشت و جومونگ را به امر پادشاهی منصوب کرد، سوسانو با درک موقعیت جدید و احتمال نزاع بر سر تخت سلطنت، گوگوریو را ترک کرد. او دو پسرش را به همراه جمعی از پیروان خود به جنوب راند و در آن‌جا پادشاهی تازه‌ای بنیاد نهاد که بعدها بکجه نام گرفت. به بیان دیگر، دولت بکجه توسط اونجو تأسیس شد که از پیروان سوسانو بودند و پیش از آن همراه مادرشان در دربار جومونگ زندگی می‌کردند. این دوگانه شدن دولت‌های شمالی (گوگوریو) و جنوبی (بکجه) از همان آغاز، نوعی شکاف مهم در سلسله سیاسی کره باستان ایجاد کرد.
روایت سامگوک ساگی صراحت دارد:
«پس از آنکه یوری، پسر جومونگ و بانو یه، از دانگ‌بویو آمد و جانشین جومونگ شد، سوسانو گوگوریو را ترک کرد و دو پسرش بیریو و اونجو را به جنوب برد تا پادشاهی خود را تأسیس کنند، که همان پادشاهی بکجه بود».
این جدایی اولیه باعث شد منابع انسانی و منابع اقتصادی جنوب شبه‌جزیره کره در انحصار بکجه قرار گیرد و گوگوریو اساساً منطقه مرکزی و شمالی را در اختیار داشته باشد. از سوی دیگر، سوسانو و خاندانش تا حدود هجده سال بعد نیز در مقام ملکه و حاکمان در بکجه باقی ماندند و روابط خونی میان دو پادشاهی سه‌گانه را شکل دادند.

#### ساختار سیاسی اوایل گوگوریو
اگرچه گوگوریو در اصل از ائتلاف مردم یه‌مک و مهاجران بویو پدید آمد، اما خیلی زود تلاش شد ساختار حکومت مرکزی مستحکمی برپا گردد. کتاب‌های تاریخی می‌گویند در دوره پس از امپراتور دونگمیونگ نیز پادشاهان توانمندتری مانند پادشاه ته‌جو حکومت کردند. طبق برخی منابع، پادشاه ته‌جو در سال ۵۳ میلادی پنج قبیله اصلی محلی را به پنج ناحیه فرمانروایی شده مرکزی منظم کرد و امور خارجی و نیروی نظامی را تحت کنترل مستقیم شاه درآورد. این اقدام‌ها نشان‌دهنده شکل‌گیری ساختار دولتی متمرکز است. قوای جدید حکومت، قبایل تحت‌سلطه را ملزم به پرداخت خراج و اطاعت از فرماندارانی مرتبط با دودمان سلطنتی کرد. به گفته مورخان، در زمان پادشاه ته‌جو در سال ۵۳ میلادی، پنج قبایل محلی به پنج ناحیه تحت حکومت مرکزی سازماندهی مجدد شدند. روابط خارجی و ارتش تحت کنترل شاه بود. همچنین قوانین جدیدی برای جذب و منظم کردن رعیت و طبقه اشراف وضع گردید؛ به گونه‌ای که رئیسان قبایل هرچند پست خود را حفظ کردند ولی مجبور به گزارش به حاکمان وابسته به خانواده سلطنتی شدند. پیشرفت اولیه گوگوریو در این دوره‌ها ظاهراً ناشی از کنترل منابع اقتصادی و جمعیتی مناطق مرکزی و گسترش نظامی به شمال و غرب بود؛ اما مهم‌تر از آن، این اقدامات نهادهای پایه حکومت متمرکز را تقویت کرد و آن را آماده رویارویی با تهدیدات خارجی ساخت.

#### تأثیر شکاف‌های اولیه بر قرن هفتم
عوامل متعددی باعث تداوم و تشدید مشکلات داخلی گوگوریو شد که ریشه‌هایی در دوره تأسیس داشت. مهم‌ترین این عوامل را می‌توان چنین خلاصه کرد:

#### تأسیس دو دولت مجزا
جدایی سوسانو با دو فرزندش منجر به تشکیل همزمان دو دولت مستقل (گوگوریو در شمال و بکجه در جنوب) شد که عملاً قدرت گوگوریو نصف شد. این پدیده موجب شد در سیاست‌های بعدی شبه‌جزیره کره، همیشه دو جبهه رقیب وجود داشته باشد که نهایتاً در قرن هفتم سبب اتحاد شیلا و تانگ علیه گوگوریو گردید.

#### تقویت حکومت متمرکز
شکاف اولیه به حکمرانان گوگوریو نیاز به تمرکز قدرت را گوشزد کرد. از این رو ساختار متمرکزی پدید آمد؛ همان‌گونه که پادشاه ته‌جو قبایل محلی را در پنج ناحیه متمرکز نمود و نظامی و دیپلماتیک کشور را زیر حاکمیت مستقیم پادشاه قرار داد. این تأکید بر تمرکز تا زمان یون گه‌سومون پابرجا ماند؛ هرچند کودتای او ساختار سلطنتی را دستخوش دگرگونی کرد.

#### فروریزی سلطنت قبیله‌ای
شکاف‌های قدرت نشان داد در نهایت سلطنت پادشاهی (برخلاف سنت پیشین جانشینی موازی یا برادری) با چالش بزرگی مواجه می‌شود. پس از مرگ یون گه‌سومون، نزاع فرزندان و برادرش ساختار مشروعیت امپراتوری را درهم ریخت؛ الگویی که شباهتی با الگوی جدایی اولیه (خروج سوسانو و دو پسرش) داشت. این اختلافات خاندان یون موجب شدند کارآمدی حکومتی کاهش یابد و دولت در برابر مهاجمان خارجی ضعیف گردد.

#### نقش اتحادهای دشمنان
وجود دولت بکجه که از ابتدا با گوگوریو نسبت خونی داشت، عرصه رقابت سیاسی در شبه‌جزیره را دوقطبی کرده بود. این وضعیت زمینه را برای اتحاد شیلا با تانگ در برابر گوگوریو فراهم کرد و تضادهای ابتدایی قومی و منطقه‌ای (جدایی جنوب و شمال) یک نسل بعد در قالب مبارزه با یک دشمن مشترک جلوه کرد.
در مجموع، جدایی‌های نخستین دوران تأسیس (به‌ویژه خروج سوسونو و تشکیل بکجه) بخشی از ساختار چندقطبی سیاسی سه‌گانه را تثبیت کرد. این تمایز اولیه، چالش‌های جدیدی برای حفظ ثبات حکومت مرکزی ایجاد نمود و زمینه‌ساز ظهور رجال قدرتمند و برنامه‌های کودتا شد. در واقع، میراث این دودستگی‌ها تا قرن هفتم ادامه یافت: ایجاد پایگاه‌های رقیب قدرت و تکرار الگوی «جدایی/صلح» در خاندان سلطنتی که نهایتاً نابودی گوگوریو را رقم زد.

#### نزاع اواخر سده هفتم
با اینکه ساختار سیاسی گوگوریو همچنان متمرکز بود، ورود به قرن هفتم میلادی با چالش‌های تازه‌ای همراه شد. از اواسط این قرن، دشمنی دیرپای دودمان تانگ و اتحادش با پادشاهی شیلا، گوگوریو را به جنگ‌های بزرگی واداشت. دولت مستقر نیز دستخوش نزاع‌های داخلی شد. مهم‌ترین چهره عصر آخر گوگوریو یون گه‌سومون است؛ او که از خاندان اشرافی یون بود، در سال ۶۴۲ میلادی پس از ترور پادشاه یونگ‌نیو (به گفته منابع چینی)، عملاً به قدرت مطلق رسید و لقب ته‌مانگنیجی (نخست‌وزیر اعظم) گرفت. یون گه‌سومون دهه‌ها در برابر حملات سویی و تانگ مقاومت کرد.اما با مرگ طبیعی او درسال ۶۶۶ میلادی، رقابت‌های درون‌خاندانی بالا گرفت. بر اساس منابع تاریخی، پس از فوت او «جنگ قدرت میان پسرانش و برادرش» آغاز گردید. ابتدا پسر دوم یعنی یون نامگون علیه برادر بزرگترش یون نامسنگ کودتا کرد، پس از این کودتا نامسنگ به تانگ گریخت و به ارتش تانگ جهت نابودی گوگوریو ملحق شد، او در جریان این حملات نقش پررنگی داشت و از آنجا که زادگاهش گوگوریو بود به خوبی از نقاط ضعف و جغرافیای کامل سرزمینش مطلع بود، او تمام تحرکات نظامی و نقاط ضعف دژها و باقی اطلاعات شامل تعداد سربازان هر دژ و محل دقیق آذوقه‌های نظامی، شیفت استراحت ارتش و… را به اطلاع ارتش تانگ رساند،
به بیان مورخان:
«درسال ۶۶۶ میلادی، نخست‌وزیر گوگوریو یعنی یون گه‌سومون درگذشت و جنگ داخلی میان پسرانش سر گرفت. گوگوریو از این نزاع خاندان و همکاری پسر ارشد با تانگ و کودتای پسر دوم ضربه بدی خورد و شکست خورد».
این آشفتگی، نقش محوری در فروپاشی امپراتوری گوگوریو داشت. اتحاد لشکرهای تانگ و شیلا در سال‌های ۶۶۷–۶۶۸ میلادی نهایتاً منجر به محاصره و سقوط پایتخت پیونگ‌یانگ (در سپتامبر ۶۶۸ میلادی) شد.

## مُهر پادشاهی
سابقه‌ای وجود دارد که گوگوریو یک مهر طلایی از آسمان دریافت و استفاده می‌کرد. در دنیای شرق، واژه «سِه» در ابتدا فقط برای مهر یشم امپراتور استفاده می‌شد و شاهزادگان و حاکمان کوچک‌تر مجبور به استفاده از واژه «چاپ» بودند. با این حال، پس از اینکه معنای شاهزادگان گسترش یافت و شامل کشورهای همسایه غیر چینی نیز شد، آن کشورها هم تقریباً در همه اسناد (به جز در دیپلماسی با چین) از مهر سلطنتی خودشان استفاده کردند.
با این حال، دلیل مهم تفاوت مهر طلایی گوگوریو با مهرهای سایر کشورها این است که هیچ سابقه‌ای مبنی بر دریافت مهر توسط گوگوریو از سلسله دشت‌های مرکزی وجود ندارد. در حالی که سایر کشورهای تابعه مهرهای چینی را فقط بر روی اسناد ارسالی به چین مهر می‌کردند و مهرهای یشم خود را بر روی اسناد مورد استفاده داخلی مهر می‌کردند، گوگوریو احتمالاً مهر طلایی خود را بر روی اسناد ارسالی به چین مهر می‌کرد. با قضاوت بر اساس روابط بعدی بین گوگوریو و سلسله‌های چینی، احتمال زیادی وجود دارد که این کار را انجام داده باشد. دشوار است که دقیقاً بدانیم مهر طلایی گوگوریو چه شکلی بوده است زیرا هیچ مهر واقعی و هیچ تصویر یا سابقه‌ای که ظاهر آن را توصیف کند، وجود ندارد.

## اَرج‌داشت و وابستگی
گوشواره‌های طلایی که از آرامگاه شماره ۶ آرامگاه‌های باستانی مانگ‌گانگرو در نزدیکی اونیوسانسونگ، که گمان می‌رود پایتخت اولیه گوگوریو، جولبون‌سونگ، باشد، کشف شده‌اند، با گوشواره‌های کشف شده از آرامگاه‌های باستانی نوهاسیم در یوسوهیون، استان جی‌لین، که گمان می‌رود بقایای بویو باشند، یکسان هستند و به عنوان داده‌هایی در نظر گرفته می‌شوند که نشان می‌دهند گوگوریو از بویو آمده است. در باکجه، گوگوریو به عنوان یک اصطلاح تحقیرآمیز باکجوک نامیده می‌شد، که همانطور که از ظاهر آن پیداست، از باک = مائک به معنی خرس گرفته شده است. این متن نشان می‌دهد که گوگوریو، مانند گوچوسون، خرس‌ها را محترم می‌شمرد و کلید گشودن پیوند خویشاوندی آن با گوچوسون است. به همین دلیل است که گوگوریو اغلب مائکجوک نامیده می‌شود. این موضوع را می‌توان در خوانش ژاپنی گوگوریو = گوریو نیز مشاهده کرد که گوریو را کوما می‌نامد و کوما به معنی خرس است. در مورد، تلفظ ژاپنی کوما است و این نام خانوادگی است که نوادگان پادشاه آنجانگ هنگام رفتن به ژاپن نام خود را به آن تغییر دادند. در مورد بکجه، می‌توانیم ببینیم که اونگجین در نیهون شوکی «گوماناری» نامیده می‌شد. «کوما» یک کلمه بکجه‌ای است که با «اونگ» مطابقت دارد و به همین ترتیب به معنی خرس است. علاوه بر این، بویو، گوگوریو و گوچوسون همگی از پیشگویی با استخوان گاو استفاده می‌کردند. طبق این مقاله، در وی لو که حدود قرن دوم میلادی توسط دونگ یی جون از سوابق سه پادشاهی نوشته شده است، گفته می‌شود که موچون، که در ابتدا به عنوان یک رسم انجام شده در دونگ‌یه شناخته می‌شد، در گوچوسون نیز به طور گسترده انجام می‌شد و این اطلاعات هنگام تدوین سوابق سه پادشاهی حذف شد. گفته می‌شود که پیشگویی نیز از رسوم گوچوسون بوده است. علاوه بر این، طبق تحقیقات اخیر، نظریه‌ای وجود دارد مبنی بر اینکه یوت نوری، برخلاف آنچه در ابتدا شناخته شده بود، نه در بویو، بلکه در گوچوسون سرچشمه گرفته است، بنابراین می‌توان فرض کرد که قرابت قابل توجهی بین این دو کشور وجود داشته است. گوگوریو یک دولت فرهمند بود که قدرت ملی بسیار قوی‌تری نسبت به بکجه و شیلا داشت و در یک زمان، پادشاه بکجه نسبت به گوگوریو سوگند وفاداری یادکرد و به عنوان یک دست نشانده گوگوریو قرار گرفت. گوگوریو نفوذی بر کل شبه جزیره کره اعمال کرد تا جایی که شیلا را به یک دولت دست نشانده تبدیل کرد.
شبه جزیره کره
در طول سلسله چوسون، گوگوریو یکی از سه پادشاهی محسوب می‌شد و لشکرکشی‌های شمالی در طول سلسله گوریو و چوسون نیز از آگاهی از جانشینی گوگوریو سرچشمه می‌گرفت. با این حال، اگرچه سلسله مینگ شبه جزیره لیائودونگ را اشغال کرد و لشکرکشی‌های شمالی پس از چهار فرماندهی و شش جین دچار تزلزل شد، اما به دلیل شکست امپراتور یانگ از سویی در نبرد یوسو و عملکرد خوب در جنگ یوتانگ، هنوز تصویری از یک قدرت نظامی وجود داشت. به طور خاص، در اواسط سلسله چوسون، گوگوریو پس از تجربه جنگ ایمجین و به ویژه پس از تحقیر در طول جنگ بیونگجا و جنگ سامجئوندو، هنگام بحث در مورد دفاع از قدرت نظامی، گوگوریو به عنوان الگویی در نظر گرفته می‌شد، بحث‌ها در مورد لشکرکشی شمالی دوباره فعال شد و آگاهی عمومی از گوگوریو، که منطقه منچوری را اشغال کرده بود، به میزان زیادی افزایش یافت. نیروهای شورشی غیرنظامی نیز اغلب لشکرکشی به شمال را با شعار بازپس‌گیری قلمرو قدیمی و نابودی چینگ پیشنهاد می‌کردند، اما در واقعیت، به دلیل شرایط مختلف این کار انجام نشد. سپس، در چوسوناواخر قدرت‌های خارجی، ارزیابی گوگوریو به دلیل ظهور ملی‌گرایی مدرن حتی بالاتر رفت. بنابراین، تحقیق و تعیین ارزش‌ها در مورد گوگوریو مطابق با دیدگاه ملی‌گرایانه شین چائه هو و دیگران از تاریخ انجام شد و به گوگوریو توجه شد، که به طور فعال در مخالفت با دیدگاه استعماری امپراتوری ژاپن، نظریه دگرآیینی، با چین مخالفت می‌کرد. از نظر فرهنگی، ادعا می‌شود که اوندول، کیمچی و ماکجوک ارثی هستند. سابقه‌ای از ادبیات اوایل سلسله تانگ وجود دارد که نشان می‌دهد گوگوریو قبلاً رسم خوردن سوپ جلبک دریایی را اجرا می‌کرد. همچنین نام‌های خانوادگی وجود دارد که گفته می‌شود مربوط به یک جد گوگوریو یا نوادگان قبیله په‌سو است، جایی که بسیاری از پناهندگان گوگوریو در آنجا بودند. اگر مواردی را که جد، فردی فعال در په‌سو بوده است، در نظر بگیریم، نام‌های خانوادگی با جمعیت زیاد شامل جینجو کانگ، پاپیونگ یون و مونهوا ریو می‌شوند. در مورد نام مکان‌ها، مواردی نیز وجود دارد که از نام مکان‌های گوگوریو استفاده شده است، مانند «مه‌هول» در سوون سی، «جوبوتو» در بوچئون سی و «گوکوون سئونگ» در چونگجو سی.
کره جنوبی
گوگوریو (گوریو) نام انگلیسی جمهوری کره امروزی است. اصطلاح کره‌ای، که به زبان کره‌ای، فرهنگ کره‌ای و کره‌ای‌ها اشاره دارد، به معنای واقعی کلمه به معنای مردم کوریو است. به طور خاص، به دلیل قلمرو وسیع، موفقیت در جنگ‌های گوگوریو و موضع مستقل آن در چین، گوگوریو از محبوبیت بسیار بیشتری در بین عموم مردم نسبت به معاصران خود، شیلا و باکجه یا بعداً چوسون، برخوردار بود. پس از آزادی، هنگام فهرست کردن سه پادشاهی، گوگوریو، باکجه و شیلا معمولاً به همین ترتیب فهرست می‌شدند و گوگوریو در ابتدا ذکر می‌شد.
نام گوریو، سابقه‌ای تقریباً ۱۶۰۰ ساله دارد. این یکی از نام‌های تاریخی است و اولین بار توسط پادشاه گوانگ‌گه‌تو و پادشاه جانگسو، از نسل شانزدهم نوادگان پادشاه دونگ میونگ‌سونگ، در حدود سد پنجم به جهانیان اعلام شد. دائه جویونگ و فرزندانش بین سده‌های هفتم و دهم از آن به عنوان یک عنوان ملی استفاده کردند. در سال ۹۰۱، گونگ‌یه در ابتدا به مدت کوتاهی به مدت ۳ سال از آن استفاده کرد و سپس آن را به ته بونگ تغییر داد. در سال ۹۱۸، وانگ گان ته بونگ را نابود کرد و گوریو را به عنوان یک عنوان ملی اعلام کرد . پس از آن، گوریو در عربستان  به‌عنوان سرزمین مردم گوریو تبدیل شد. پس از آن، در ۲۲ مه ۱۸۸۲، کره/کره به عنوان نام رسمی ملی در پیمان دوستی و تجارت بین کره و ایالات متحده تثبیت شد و در دوران مدرن، در جامعه بین‌المللی با نماد انگلیسی جمهوری کره نامیده می‌شود. به طور خاص، سلسله گوریو و وانگ گان ادعا کرد که جانشین مشروع گوگوریو قدیمی است.
این برداشت در سلسله چوسون نیز تفاوتی نداشت و در بخش جغرافیای سالنامه پادشاه سجونگ، هر هشت استان به جز سه استان پایینی به عنوان قلمرو گوگوریو شناخته می‌شدند. به طور خاص، منطقه گیونگی حتی در دوره سه پادشاهی بعدی نیز حس جانشینی واضحی نسبت به گوگوریو داشت. مردم بومی اولیه این منطقه بکجه و ماهان بودند و اگرچه از زمان فتح پادشاه جین‌هونگ، این منطقه به مدت چند صد سال قلمرو شیلا بود، اما منطقه گیونگی حس قوی جانشینی گوگوریو را داشت، گوگوریو تنها حدود ۷۰ سال این منطقه را اشغال کرده بود. با توجه به این موضوع، آگاهی از جانشینی گوگوریو در شیلای متحد چنان قوی بود که منطقه گیونگی را قلمرو گوگوریو می‌دانست.
با این حال، از آنجایی که بیشتر قلمرو اصلی گوگوریو، از جمله مرکز آن، در کره شمالی و چین واقع شده است، آثار باستانی زیادی از گوگوریو در کره جنوبی وجود ندارد. این در تضاد با شیلا و باکجه است که آثار باستانی و ویرانه‌های متعددی را به جا گذاشته‌اند زیرا مراکز و قلمروهای آنها عمدتاً در کره جنوبی واقع شده بود. از آنجایی که میراث فرهنگی زیادی از گوگوریو در کره جنوبی باقی نمانده است، آثار باستانی گوگوریو مانند بنای یادبود چونگجو، مجسمه برنزی-طلایی یونگا چیلنیون میونگ یهوره آنقدر گرانبها تلقی می‌شوند که به عنوان گنجینه‌های ملی تعیین می‌شوند. در واقع، گوانگجین‌گو در سئول و گوری‌سی در گیونگی‌دو برای عنوان شهر گوگوریو بر سر گروه قلعه کوهستانی آچاسان که توسط گوگوریو ساخته شده بود، رقابت می‌کنند.
در کره مدرن، پروژه شمال شرقی چین و واکنش‌های منفی علیه آن وجود دارد و به دلیل تحقیر تاریخ مدرن و تأسف از دست دادن منچوری، رمانتیسیسم نسبت به این قاره قوی‌تر شده است، بنابراین دیدگاه نسبتاً منفی نسبت به شیلا و چوسون وجود دارد. گوگوریو به دلیل قلمروی خود که شامل منطقه منچوری می‌شد و تاریخ جنگ و پیروزی‌اش در برابر چین، مورد علاقه بسیاری از مردم است. به ویژه از دهه ۲۰۲۰، با تشدید احساسات ضد چینی، محبوبیت گوگوریو در بین مردم جمهوری کره حتی بیشتر شده است. 
کره شمالی
کره شمالی حتی بیش از کره جنوبی برای گوگوریو ارزش قائل است و بیش از حد به آن علاقه دارد و گاهی اوقات از آن به عنوان یک توجیه سیاسی و دیپلماتیک استفاده می‌کند. به طور خاص، کره شمالی به طور فعال از آن به عنوان وسیله‌ای برای توجیه سیاست‌های خود مانند اتحاد کمونیستی، تقویت قدرت نظامی و قدرت ضد خارجی استفاده می‌کند.
با وجود علاقه کره شمالی به گوگوریو، قالبا مشاهده می‌شود که تنها بخشی از آثار گوگوریو در این کشور نگهداری یا بازسازی می‌شوند و حس علاقه آن‌ها به گوگوریو توجیه ای برای سیاست هایشان می‌باشد.
چین
از نظر تاریخی، چین گوگوریو را به عنوان یک کشور خارجی می‌شناخت. حتی در کتاب‌های قدیمی چینی، با گوگوریو به عنوان وحشی رفتار می‌شد و تا دهه ۱۹۶۰ که حزب کمونیست چین به قدرت رسید، گوگوریو به عنوان تاریخ کره شناخته می‌شد، اما اخیراً، به دلیل منافع خود، به دیدگاهی سرزمینی و چین‌محور از تاریخ تغییر کرده و گوگوریو را به عنوان یک دولت چینی تعریف می‌کند.
به دلیل پروژه شمال شرقی، محافل تاریخی جهانی متخصص در تاریخ شمال شرقی آسیا، از جمله کره جنوبی و کره شمالی، نگران نیات سیاسی دولت چین در تحریف تاریخ هستند. در نتیجه، محققان کره‌ای نیز نمی‌توانند آزادانه تحقیقات و سفرهای میدانی مربوط به گوگوریو را در قلمرو چین انجام دهند.
به عنوان بخشی از پروژه شمال شرقی، پایتخت باستانی پادشاهی گوگوریو و گورستان در آرامگاه‌های باستانی تونگگو به عنوان میراث جهانی یونسکو ثبت شدند. این برای کره بسیار ناخوشایند بود، بنابراین کره جنوبی و شمالی برای بررسی این موضوع با هم متحد شدند و در واقع، به گونه‌ای ثبت شد که پروژه شمال شرقی را نفی می‌کرد و به یک پروژه شکست خورده برای چین تبدیل شد. با این حال، این موضع دولت چین و مردم ملی‌گرای چین است و البته مردم چین ناگزیر تحت تأثیر جریان یا نظرات حزب کمونیست چین قرار می‌گیرند، اما در واقع، حتی در چین، هر فرد برداشت متفاوتی از گوگوریو دارد. با این حال، حتی اگر این یک بخش افراطی باشد، برخی از مناطق چین بسیار زیاد هستند و به دلیل توهین به زبان‌های مختلف قابل توجه هستند و این یک تهدید بزرگ است که این یک شخص نیست، بلکه موضع دولت است.
ژاپن
ژاپن نیز گوگوریو را به عنوان بخشی از تاریخ کره قبل از دوره استعمار ژاپن به رسمیت می‌شناخت، اما از دوره استعمار ژاپن، مطالعاتی آغاز شد که تلاش می‌کرد قبیله یِه‌مک در شمال و قبیله حاشیه‌ای در جنوب را از نظر زبان و قومیت از هم جدا کند.
در واقع، این تلاش مقدمه‌ای برای پیشروی قاره‌ای در آن زمان بود و هدف آن جداسازی تاریخی منچوری، که از نظر تاریخی توسط چینی‌های هان کنترل نمی‌شد، از چین بود و از قضا، این امر به منشأ تاریخی تحقیقات دانشمندان چینی (برای یافتن شواهدی مبنی بر اینکه تاریخ منچوری بخشی از چین است) علیه این امر تبدیل شد.

## مناقشات تاریخی
سامگوک ساگی که نگاشته‌ای برجای مانده از قرن ۱۲ در گوریو می‌باشد، مدعی تأسیس گوگوریو در سال ۳۷ قبل از میلاد است، اما امروزه تاریخ تأسیس این امپراتوری مورد تردید در کره جنوبی قرار گرفته، چرا که شواهد باستان‌شناسی نشان دهنده آن است که گوگوریو قبل از شیلا تأسیس شده، و پنج نکته این موضوع را تقویت می‌کند:
1. کیم بوشیک مورخ قرن ۱۲ میلادی و نویسنده کتاب سامگوک ساگی (تاریخچه سه پادشاهی) بود، از آنجایی که او از نسل سلطنتی شیلا بوده، احتمال می‌رود که در تاریخ تحریفاتی انجام داده تا برتری جد خود، شیلا را نشان دهد و این مسئله ای انکارناپذیر است.[۹۰]
2. از آنجایی که کیم بوشیک، حداقل ۵ قرن پس از وقایع سه پادشاهی، تاریخ سه پادشاهی را مکتوب کرده بود و شاهد عینی وقایع آن دوران نبود، کتاب او منبع دست دوم به‌شمار می‌آید و نمی‌توان به صرف، این کتاب را منبع اصلی محسوب کرد.[۹۱]
3. قدمت گوگوریو در کتاب سامگوک ساگی با آنچه که در سنگ یادبود گوانگ‌گه‌تو بزرگ (که یک منبع دست اول است) حک شده، ضد و نقیض دارد، در سنگ نوشته گوانگ‌گه‌تو بزرگ، قدمت گوگوریو ۹۰۰ سال عنوان شده، اما در کتاب سامگوک ساگی از گوگوریو به عنوان سلسله ای که ۷۰۵ سال عمر کرده یاد می‌کنند و در حال حاضر، مورخان امروزی معتقدند که گوگوریو حداقل ۲ قرن قبل از میلاد تأسیس شده است.[۹۲][۹۳][۹۴][۹۵][۹۶][۹۷][۹۸][۹۹][۱۰۰][۱۰۱][۱۰۲][۱۰۳][۱۰۴][۱۰۵]
4. همچنین، کتاب قدیمی تانگ (۹۴۵)، (که یک منبع اولیه است)، اشاره می‌کند که گوگوریو حدود ۹۰۰ سال قدمت دارد.[۱۰۶]
5. در کتاب هان ژو نیز آمده گوگوریو در سال ۱۱۳ قبل از میلاد وجود داشته که در فرمانداری زوانتو بوده اما چینی‌ها آن را یک ایالت چینی می‌دانسته‌اند.[۱۰۷]

گوگوریو تا زمان شکست از اتحاد شیلا و تانگ در سال ۶۶۸ که به دلیل آشفتگی طولانی مدت و درگیری داخلی که بعد از مرگ یون گه‌سومون حادث شده بود، یک امپراتوری قدرتمند و یکی از بزرگ‌ترین قدرت‌های شرق آسیا بود. بعد از سقوط آن، بیشتر قلمرو گوگوریو به سلسله چینی تانگ و درصد کمتری به شیلای متحد تعلق گرفت. بازماندگان گوگوریو بعد از مدتی سلسله‌های: بالهه، ته‌بونگ و گوریو را تأسیس کردند.
نام گوریو که شکل مختصر شدهٔ گوگوریو می‌باشد، به عنوان نام رسمی در قرن پنجم میلادی اتخاذ شد و به عنوان ریشه نام لاتین korea شناخته می‌شود.

## قانون اساسی

### قوانین اساسی و اصول حقوقی
در دورهٔ امپراتوری گوگوریو قانون اساسی مدونی به مفهوم امروزی نداشت، اما یک نظام حقوقی مبتنی بر آداب و رسوم و مجموعه قوانین مشخص وجود داشت. معروف‌ترین اقدام در این زمینه توسط پادشاه سوسوریم (۳۷۱–۳۸۴ م) انجام شد؛ در سال ۳۷۳ میلادی او مجموعه قوانین مکتوبی به نام «یولریونگ» (律令) را انتشار داد که پایه‌های قانونی حکومت متمرکز گوگوریو را شکل می‌داد. این قانون‌نامه که شامل مقررات کیفری و مدنی بود، در واقع نخستین قانون مدون دولت به‌شمار می‌آمد و نقش «پروتوتایپ» برای قوانین آیندگان (نظیر سلسله‌های بعدی کره) را داشت. پیش از آن، هر قبیله معمولاً قواعد مستقل خود را داشت و مجازات‌ها عمدتاً سخت و شدید بود (مشابه سنت «شم‌در برابر چشم»). بررسی منابع نشان می‌دهد حقوق کهن کره‌ای عموماً ساده ولی خشن بودند؛ برای مثال نقض قوانین بنیادی (مانند قتل یا آسیب جسمانی) مجازات‌های شدیدی داشت.

### ساختار دستگاه قضایی
طبق منابع تاریخی، شورا یا مجمع رؤسای قبایل (در متون کره‌ای با عنوان «گا» یاد شده) عالی‌ترین مرجع قضایی بود؛ یعنی پس از هر واقعهٔ حقوقی، رؤسای قبایل دور هم جمع می‌شدند و حکم را صادر می‌کردند. در واقع در دوره‌های اولیه گوگوریو هیچ زندان رسمی‌ای وجود نداشت و جرایم توسط همین شوراها رسیدگی و متخلفان مجازات می‌شدند. همین مجامع قبیله‌ای عملاً جایگاه قضاوت عالی را داشتند و هر «گا» (رئیس قبیله) در قلمرو خود حق قضاوت داشت. با تمرکز بیشتر قدرت مرکزی و وضع قوانین مکتوب، احتمالاً امور دادگاه در سطوح پایین‌تر به مقامات محلی (نظیر فرمانداران ایالتی یا محلی) سپرده شد، اما از آن‌جا که اصولاً در حقوق سنتی کره هیچ جدایی قوا وجود نداشت و قوهٔ قضایی با قوهٔ مجریه ترکیب بود، پادشاه خود عالی‌ترین مرجع قضایی به حساب می‌آمد و کارگزاران دولت (نظامیان یا مقامات منصوب شاه) احکام صادرشده را اجرا می‌کردند.

### مراجع اجرایی
پس از صدور حکم، اجرای آن به عهده مقامات و نهادهای دولتی بود. در منابع مستقیم گوگوریو اطلاعات دقیقی از نهادهای خاص مجری مجازات‌ها در دست نیست، ولی با توجه به نبود جدایی قوا، می‌توان گفت که مقامات محلی (فرمانداران دولت‌ها و شهرستان‌ها) و واحدهای نظامی تحت امر حکومت اجرای احکام را بر عهده داشتند. به عبارت دیگر، وظیفهٔ اِعمال مجازات‌ها (اعدام، تبعید، شلاق و…) بر دوش «دستگاه اجراییِ» دولت بود و هیچ نیروی جداگانه‌ای مانند پلیس مدرن تعریف نشده بود.

### برخورد با اسیران جنگی
اسیران جنگی و دشمنان مغلوب معمولاً بدون حق و حقوق حقوق بشری تلقی می‌شدند. منابع تاریخی یادآورند که «تعداد زیادی از افراد در جنگ‌ها اسیر می‌شدند و به بردگی گرفته می‌شدند». به عبارت دیگر، اسیران جنگی اغلب جزو طبقهٔ برده (نوکیان) محسوب شده و در منازل یا مزارع اشراف کار می‌کردند. در برخی موارد سنگین‌تر، ممکن بود شماری از دشمنان کشته شوند و شمار دیگری اسیر شوند؛ اسیران و حتی بستگان مجرمان بزرگ، عملاً مالکیت پادشاه یا اشراف درمی‌آمدند. این رویکرد مطابق با سنت‌های دیرینه منطقه‌ای بود که مجازات دسته‌جمعی و کار اجباری قربانیان جنگ را مجاز می‌شمرد.

### تأثیر فرهنگ کنفوسیوسی و بودایی بر عدالت و مجازات
گوگوریو در عصر پادشاه سوسوریم به‌طور همزمان تحت تأثیر کنفوسیوس و بودیسم قرار گرفت. پادشاه سوسوریم «مدرسهٔ ته‌هاک» (نهاد آموزشی کنفوسیوسی) را تأسیس کرد و با پذیرش رسمی بودیسم درسال ۳۷۲ میلادی، این دین را به عنوان ایدئولوژی جدید دولت برگزید. این بدان معنا بود که آموزه‌های کنفوسیوسی (تأکید بر نظم سلسله‌مراتبی، اخلاق و تربیت فرزندان نجیب) و تعالیم بودایی (تأکید بر وحدت معنوی و جایگاه حکومتیون) هر دو وارد ذهنیت قانونی حاکمان شد. قانون مدون («یولریونگ») نیز بر پایهٔ مدل حقوقی چین باستان (که خود آمیزه‌ای از سنت‌های کنفوسیوسی و قانون‌گرایی بود) تدوین شد.
به‌طور مشخص، کنفوسیوس‌گرایی به تثبیت ایدئولوژی رسمی دولت و آموزش اخلاقی مقامات حکومتی کمک کرد؛ «تمامی کشورهای سه‌گانه کنفوسیونیسم را به عنوان ایدئولوژی رسمی پذیرفتند و به توسعهٔ مدارس کنفوسیوسی اهتمام ورزیدند». از سوی دیگر، بودیسم نقش همگن‌کننده داشت و با مشروعیت‌دادن به قدرت پادشاه (مثلاً با مقایسه او با یک پادشاه مقدس) به استحکام ادارهٔ متمرکز کمک کرد؛ چنان‌که برخی پژوهشگران اشاره کرده‌اند پذیرش رسمی بودیسم «نه تنها به خاطر دریافتی آزادنه از فرهنگ چینی، بلکه به عنوان وسیله‌ای مناسب برای متمرکزکردن قدرت دولت و تقویت ساختار اداری» انجام شد. با این حال، تأثیر مستقیم آموزه‌های بودایی یا کنفوسیوسی بر خود مجازات‌ها در اسناد باستانی گوگوریو مشخص نیست. آنچه روشن است این که سیستم قضایی همچنان بسیار سخت بود و نظایر آن در دوره‌های بعدی تاریخ کره نیز ادامه یافت.

## فرهنگ و اجتماع

### گروه‌های قومیتی

#### یه‌مک
قوم یه‌مک گروه قومی اصلی و بنیادگذار امپراتوری گوگوریو محسوب می‌شود. آن‌ها بومی مناطق شمالی شبه‌جزیره کره و منچوری بودند و عموماً به عنوان اجداد کره‌ای‌های مدرن شناخته می‌شوند. فرهنگ عصر برنز یه‌مک تحت تأثیر فرهنگ‌های عشایری مغول-سیبری در منطقه توسعه یافته بود. اعتقاد بر این است که قوم یه‌مک نیای بسیاری از پادشاهی‌های مهم در شمال شرق آسیا، از جمله گوجوسان و بویو بوده است. اولین اشاره تاریخی به نام گوگوریو در کتاب هان شو به عنوان نوعی گروه مرتبط با قبایل یه‌مک ذکر شده است. برخی معتقدند که مردم بنیان‌گذار گوگوریو ترکیبی از مردم بویو و یه‌مک بودند.

#### مالگال
مردم مالگال به عنوان یکی از گروه‌های قومی در کنار یه‌مک و سوشِن ذکر شده است. این مردم عمدتاً به عنوان خراجگزاران گوگوریو شناخته می‌شوند. در قرن پنجم میلادی، در دوره گسترش قدرت گوگوریو، این امپراتوری قبایل مالگال را در شمال فتح و ضمیمه کرد. پس از سقوط گوگوریو، بازماندگان آن به سمت شمال گریختند و در تأسیس پادشاهی بالهه نقش داشتند. مردم مالگال از نظر قومی تونگوزی در نظر گرفته می‌شوند و از اجداد جورچن‌ها و منچوها هستند. در دوره بالهه، اشراف از مردم گوگوریو بودند، در حالی که بیشتر مردم عادی از مردم مالگال بودند.

#### خیتان

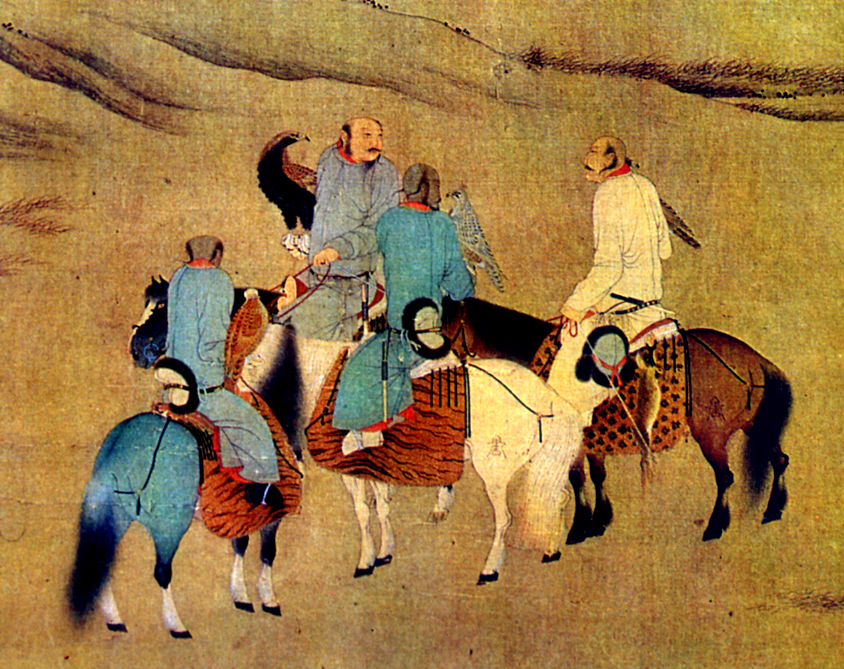
قوم خیتان

خیتان‌ها یک گروه قومی باستانی بودند که از منطقه مغولستان داخلی سرچشمه گرفتند. در دوره پادشاهی گوانگ گائتو بزرگ (۳۹۱–۴۱۳ پس از میلاد)، گوگوریو با قبایل خیتان تعاملاتی داشت و آن‌ها را تحت سلطه خود درآورد. در اواخر قرن پنجم میلادی، گوگوریو تعداد بیشتری از قبایل خیتان را جذب کرد. بعدها، پس از سقوط گوگوریو در سال ۶۶۸ پس از میلاد، برخی از بازماندگان گوگوریو به سمت شمال به سوی خاقانات ترک یا قبایل موهه گریختند.

### فرهنگ، آئین و ازدواج
در گوگوریو، تک‌همسری رایج بود.رسم ازدواج برادر با بیوه برادر (هیونگسا چویسو) در میان طبقه حاکم رایج بود. ازدواج مادرسالارانه‌ای به نام سواوک جه تا قرن سوم رایج بود. ازدواج‌ها غالباً بر اساس علاقه متقابل صورت می‌گرفت.

### آداب و رسوم

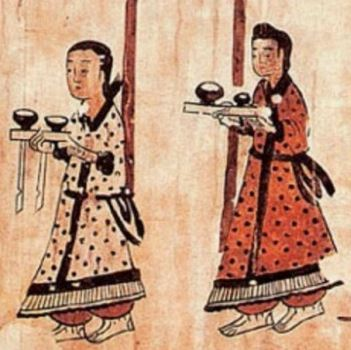
تصویری از خدمتگذاران گوگوریو

آداب و رسوم مردم گوگوریو ترکیبی از باورهای کهن و مراسم رسمی بود. یافته‌های باستان‌شناسی و نقاشی‌های دیواری آرامگاه‌ها نشان می‌دهند که مردم گوگوریو در جشن‌ها و مراسم‌های مختلف شرکت می‌کردند و در آن‌ها لباس‌های سفید مجلل به تن داشتند و در حال رقص بودند. مهم‌ترین آیین رسمی این پادشاهی، «جشن دونگمنگ» (کره‌ای: 동맹) بود که هر سال در ماه اکتبر برگزار می‌شد. مراسم مذهبی سالانه مانند یونگگو برای پرستش آسمان برگزار می‌شد که احتمالاً برگرفته از فرهنگ بویو بود. هدف اصلی دونگمنگ جشن «عبادت خدایان و ارواح نیاکان» بود. جشن دونگمنگ شامل قربانی‌دادن، آیین‌های نیایش و برگزاری ضیافت‌های بزرگ بود.

پرنده سه‌پا، نماد گوگوریو

علاوه بر این، رسوم قومی مانند «مراسم شکار در سوم مارس» بر رونق از جنگل‌داری و شکار به عنوان منبع غذایی دلالت دارد. مراسم دینی خانگی نیز پابرجا بود؛ مردم ارواح نیاکان خود را محترم می‌شمردند و باور به موجودات افسانه‌ای مانند: ققنوس، اژدها و کلاغ سه‌پا رایج بود. از سوی دیگر، با گسترش بودیسم (پذیرفته‌شده در ۳۷۲ م) مراسم بودایی نیز به‌آرامی رواج یافت و معابد و ضریح‌های تازه‌ای بنا شد.

#### پوشاک و آرایش
سبک‌های لباس در گوگوریو بر اساس طبقه اجتماعی و جنسیت متفاوت بود. لباس اصلی مردان و زنان شامل شلوار (باجی) و ژاکت (جوگوری) می‌شد. زنان اغلب دامن‌های پلیسه‌دار (چیما) را روی شلوار می‌پوشیدند. ژاکت‌های بلند و کمربندهایی شبیه شال (تویی) نیز توسط هر دو جنس استفاده می‌شد.
اشراف، لباس‌هایی از جنس ابریشم رنگارنگ و تاج‌هایی با نخ طلایی می‌پوشیدند. در مقابل، افراد عادی لباس‌هایی ساده‌تر و کم‌رنگ‌تر از رامی یا پنبه داشتند. لباس‌های نقش بسته در نقاشی‌های دیواری مقبره‌ها، نمونه‌هایی از شکل ابتدایی هانبوک را به نمایش می‌گذارند.
مواد مورد استفاده برای لباس شامل ابریشم، کنف، پنبه و پوست حیوانات بود. لوازم جانبی نیز از اهمیت ویژه‌ای برخوردار بودند؛ از جمله کلاه‌های تزیین‌شده با طلا و نقره برای نخبگان، گل‌های نقره‌ای چند اینچی برای مردان، و تاج‌ها و جواهرات زرین که مهارت بالای صنعتگران را نشان می‌دادند.
نقاشی‌های دیواری، منابع تصویری ارزشمندی برای بررسی پوشاک گوگوریو محسوب می‌شوند و تمایزهای موجود در مواد و تزئینات احتمالاً بازتابی از وضعیت اجتماعی افراد بوده‌اند. پیوند با منشأ هانبوک، تداوم فرهنگی پوشاک در تاریخ کره را نشان می‌دهد.

### آداب مذهبی، نظامی و خانوادگی
مذهب اولیهٔ مردم گوگوریو شامونیسم و طبیعت‌پرستی بود. مراسم ساحری (شمن) در مناسبت‌های محلی برگزار می‌شد و کشیشان محلی مانند: «که‌کانگ» نقش مهمی در گشایش فعالیت‌ها داشتند. در حوزه نظامی، شکار و تیراندازی نقش تربیتی داشت: شکار منطقه‌ای عمدتاً برای آموزش جوانان جهت خدمت نظامی انجام می‌شد و مسابقات تیراندازی (کمان) نیز به‌عنوان بخشی از تربیت جنگاوران متداول بود. زندگی خانوادگی نیز نشانه‌های ویژه‌ای داشت؛ طبق منابع، در دورهٔ گوگوریو رسم براوندگی (ماتریلوسی‌تی) وجود داشت به این معنا که پس از ازدواج مرد به خانهٔ همسر نقل مکان می‌کرد. ضرب‌المثل کره‌ای «وارد شدن به خانهٔ پدرزن» (چیانگا) نشانه‌ای از همین سنت دیرینه است. همچنین رسم مرسوم «روزهای عزا و جشن خانوادگی» وجود داشت که خانواده‌ها در مناسبت‌های خاص گردهم می‌آمدند و آیین‌های ویژه‌ای را رعایت می‌کردند (مثلاً تهیهٔ هدایا و برگزاری مهمانی پس از مراسم تشییع). کلاً سنت‌های خانوادگی در گوگوریو بر پایهٔ احترام به سالخوردگان، تمایز مشاغل طبقاتی و احترام به پدر (هرچند با تأثیر مذهب محلی) شکل می‌گرفت.

#### آیین‌های تدفین
آیین‌های تدفین باشکوه با تابوت‌های سنگی و کالاهای ارزشمند انجام می‌شد. مقبره‌ها با تپه‌های سنگی یا خاکی پوشیده می‌شدند و بسیاری از آن‌ها دارای نقاشی‌های دیواری از زندگی روزمره و باورهای مذهبی بودند. قربانی انسانی (سونسانگ) برای شخصیت‌های برجسته، تحت تأثیر بویو، انجام می‌شد.

#### آداب معاشرت
سلسله‌مراتب اجتماعی و اقتدار، تحت تأثیر آموزه‌های کنفوسیوسی قرار داشت. احترام به بزرگان، مردان بر زنان، و طبقات بالا بر پایین‌تر تأکید می‌شد. جشنواره‌ها، شیوه‌های ازدواج و آیین‌های تدفین، بازتابی از ساختار اجتماعی و باورهای گوگوریو هستند که تحت تأثیر فرهنگ‌های همسایه نیز قرار داشتند.

### تحولات فرهنگی و مذهبی
مردم گوگوریو در آغاز به باورهای شمن پرستی و نیاپرستی متکی بودند، اما رفته‌رفته تحت تأثیر فرهنگ چینی و همسایگان تغییراتی پدید آمد. درسال ۳۷۲ میلادی پادشاه سوسوریم بودیسم را رسمی کرد و نخستین قانون مدوّن و مدرسهٔ آموزش کنفوسیوسی را به‌وجود آورد. پذیرش بودیسم آثار فرهنگی عمیقی داشت: نگارگری بودایی، ساخت معابد و ترجمه متون مقدس آغاز شد. به تدریج آیین بودایی تبدیل به دین حاکم پادشاهی گردید، هرچند شمن‌پرستی و باور به طبیعت مقدس همچنان پابرجا ماند. پژوهش‌های باستان‌شناسی و متون متاخر نشان می‌دهند که در آرامگاه‌های گوگوریو، تدفین با ریختن گل خون (نذر به ارواح) و استفاده از طلسم‌ها رایج بوده است؛ این‌ها نشان‌دهندهٔ بقای برخی خرافات باستانی در کنار مذهب رسمی بود. همچنین، فرهنگ ترکیبی گوگوریو از آداب و رسوم سرزمینی پدید آمده بود: لباس سفید ویژهٔ جشن‌ها، موسیقی و رقص سنتی، و هنرهای رزمی مانند سورپوم (رزمی‌آموزی با گرز) در منابع مختلف ذکر شده‌اند. به‌طور خلاصه، تحول مذهبی گوگوریو از اعتقادات عامیانه به بودیسم رسمی، خمیرمایهٔ اصلی تغییرات فرهنگی بود که تا فروپاشی این امپراتوری در سده هفتم ادامه یافت.
جامعه گوگوریو از نظام سلسله‌مراتبی مبتنی بر تولد پیروی می‌کرد.رتبه اجتماعی افراد تعیین‌کننده صلاحیت آنان برای تصدی یکی از ۱۴ رده اداری بود. القاب رسمی نظیر «هیونگ» (برادر بزرگ‌تر)، «ته‌هیونگ» (برادر بزرگ) و «سوهیونگ» (برادر کوچک‌تر) برای مقامات به‌کار می‌رفت.
بالاترین رتبه، «ته‌ده‌رو»، منصبی انتخابی بود که از میان نخبگان برگزیده می‌شد و نقشی مهارکننده در برابر قدرت سلطنتی ایفا می‌کرد. شورای اشرافی موسوم به «جونگ‌دِه‌بو» نیز به عنوان نهاد مشورتی پادشاه فعالیت می‌کرد.

#### معیشت و خوراک
کشاورزی و تولید غذا: محصولات اصلی شامل برنج، جو، ارزن و لوبیا بودند. پیش از رواج برنج، ارزن غله اصلی بود. سیستم‌های آبیاری پیشرفته و کشت پلکانی توسعه یافته بودند. استفاده از گاوآهن و داس آهنی نشان‌دهنده بهره‌گیری از حیوانات در کشاورزی و برداشت مؤثر بود.
شکار نیز در رژیم غذایی اهمیت داشت، به‌ویژه در مراحل اولیه گوگوریو که زمین‌ها برای کشاورزی مناسب نبودند. اشراف به شکار به عنوان ورزشی سطح بالا نگاه می‌کردند و مردم عادی نیز با شکار یا ماهی‌گیری رژیم غذایی خود را تکمیل می‌کردند.

### نقش‌ها در حکمرانی، نظامی‌گری و مالکیت
اشراف در سمت‌هایی چون مشاوران شاه، فرماندهان نظامی، و فرمانداران نواحی خدمت می‌کردند. آن‌ها مالک زمین‌های وسیع بودند و از قدرت سیاسی و اقتصادی بالایی برخوردار بودند.

### امتیازات و سبک زندگی
اشراف معمولاً لباس‌هایی از خز و کلاه‌هایی تزئین‌شده با طلا و نقره به تن داشتند. شلوارهای گشاد با مچ‌های تنگ‌تر نیز از نشانه‌های منزلت اجتماعی بود. لباس سلطنتی ویژه با عنوان «اوچه‌بوک» شناخته می‌شد. آن‌ها در کاخ‌های باشکوه با باغ‌هایی شامل تپه‌های مصنوعی و دریاچه زندگی می‌کردند. شکار، اسب‌سواری و برگزاری مهمانی‌های رسمی از سرگرمی‌های متداول آنان بود. آموزش رسمی در نهادهایی مانند «ته‌هاک» عمدتاً برای مردان اشراف‌زاده در دسترس بود و شامل مطالعات کلاسیک چینی و آموزه‌های کنفوسیوس می‌شد.
سلسله‌مراتب اجتماعی گوگوریو بر پایه تولد استوار بود و تحرک اجتماعی بسیار محدود بود. گرچه نظام امتحانات کنفوسیوسی در دوره‌های بعدی امکان ارتقا فراهم می‌کرد، اما دسترسی به آن عمدتاً محدود به نخبگان بود. استفاده از القاب خانوادگی در اداره دولت، اهمیت پیوندهای خویشاوندی را برجسته می‌سازد.

### طبقه کشاورز
کشاورزی زیربنای اصلی اقتصاد گوگوریو بود. محصولات اصلی شامل برنج، جو، ارزن و لوبیا بودند. در نواحی جنوبی بیشتر برنج و در نواحی شمالی ارزن کشت می‌شد. نظام‌های پیشرفته آبیاری و کشت پلکانی به بهره‌وری کمک می‌کردند.

#### مالیات و کار اجباری
دهقانان مالیات را به صورت جنس پرداخت می‌کردند. آنان موظف به خدمت نظامی و شرکت در پروژه‌های عمرانی مانند ساخت استحکامات بودند. سکونت‌گاه‌ها بیشتر روستایی و مبتنی بر کشاورزی اشتراکی بود. خانه‌های دهقانان معمولاً دارای سقف‌های کاه‌گلی و سیستم گرمایشی سنتی «اوندول» بودند.

### صنعتگران

#### پیشه‌ها و مهارت‌ها
صنایع‌دستی و هنرهای کاربردی در گوگوریو توسعه‌یافته بودند. صنعت فلزکاری در ساخت سلاح، زره، تاج و جواهرات بسیار پیشرفته بود. سفالگری با سبک‌ها و تکنیک‌های منحصربه‌فرد نیز رایج بود. پارچه‌های لوکس با استفاده از ابریشم و تکنیک‌های بافندگی پیچیده تولید می‌شدند.

#### جایگاه اجتماعی
در جامعه سنتی، صنعتگران از نظر منزلت پایین‌تر از کشاورزان و علما قرار داشتند، اما مهارت‌های آنان برای توسعه نظامی، معماری شهری و هنر کاربردی حیاتی بود. آنان احتمالاً در قالب اصناف موروثی سازماندهی می‌شدند و برای دولت کار می‌کردند.

#### ابزار کار و تقاضا
فلزکاران از روش‌هایی چون ریخته‌گری، قلم‌زنی، مرصع‌کاری و مفتول‌کاری بهره می‌بردند. سفال‌ها معمولاً دارای پایه‌های صاف و دسته‌های تسمه‌ای‌شکل بودند. تقاضا برای صنایع‌دستی در میان اشراف و برای تجارت خارجی بالا بود؛ از جمله منسوجات، طلا، نقره و مروارید که به دیگر کشورها صادر می‌شدند.

### بردگان

#### وضعیت اجتماعی
بردگان و مجرمان در پایین‌ترین سطح ساختار اجتماعی قرار داشتند. بسیاری از آنان اسیران جنگی یا بدهکارانی بودند که به بردگی درآمده بودند، یا داوطلبانه برای فرار از فقر خود را به خدمت می‌سپردند.

#### وظایف و فعالیت‌ها
بردگان در املاک اشرافی کار می‌کردند. «نوبی» های خانگی به عنوان خدمه و همراهان شخصی به کار گرفته می‌شدند، در حالی که «نوبی» های غیرمقیم، وضعیت مشابهی با کشاورزان مستأجر داشتند. بردگان همچنین برای پروژه‌های دولتی مانند ساخت کانال‌ها و شهرها بسیج می‌شدند.

#### شرایط زندگی
بردگان به‌عنوان اموال تلقی می‌شدند و قابلیت خرید، فروش یا بخشش داشتند. نوبی‌های خانگی گاهی حقوق ماهانه دریافت می‌کردند و نوبی‌های غیرمقیم ممکن بود مالک زمین و خانواده باشند (در دوره‌های بعدی). ساختار سلسله‌مراتبی میان ارباب و برده با آموزه‌های کنفوسیوسی مشابهت داشت؛ بردگان منبع مهم نیروی کار برای طبقات بالا بودند و نظام برده‌داری یکی از ارکان اقتصادی و اجتماعی گوگوریو محسوب می‌شد.

#### مسکن و سکونت
ساختمان‌های محل سکونت در گوگوریو بسته به طبقه اجتماعی متفاوت بودند. اشراف در بناهای بزرگ و قصرهایی با باغ زندگی می‌کردند، در حالی که مردم عادی احتمالاً در خانه‌های ساده‌تر با سقف‌های کاهگلی اقامت داشتند. پادشاهی شامل مراکز استانی و حدود ۱۷۰ شهر و شهرک محصور بود. مناطق روستایی در اطراف روستاهای کشاورزی متمرکز شده بودند.
از نظر معماری، دیوارها و استحکامات در شهرهایی مانند تونگگو، فوشون و پیونگ‌یانگ مشاهده شده‌اند. ساختمان‌ها با آجرهای سقفی منقوش به طرح گل نیلوفر و نقاب‌های دیو تزئین شده بودند. سامانه گرمایش اوندول برای گرم کردن مسکن‌ها به‌کار می‌رفت. مقبره‌ها از سنگ ساخته می‌شدند و با تپه‌های سنگی یا خاکی پوشیده بودند، همراه با طراحی سقف‌های پیچیده. تعدد شهرهای محصور، گوگوریو را جامعه‌ای نسبتاً شهرنشین جلوه می‌دهد. کاربرد اوندول نشانگر نوآوری در فناوری مسکن و معماری مقبره‌ها بیانگر اهمیت به زندگی پس از مرگ و جایگاه متوفی بود.

#### سرگرمی و اوقات فراغت
سرگرمی‌ها نقش برجسته‌ای در زندگی مردم گوگوریو ایفا می‌کردند. شکار، به‌ویژه در میان اشراف، محبوب بود و اسب‌سواری نیز از فعالیت‌های رایج محسوب می‌شد. آواز و رقص میان تمامی اقشار اجتماعی رایج بود و گردهمایی‌هایی به این منظور برگزار می‌شد. بازی‌های سنتی مانند یوت‌نوری و سیروم رایج بودند. سئوک‌جون (نبرد سنگی) نیز نوعی بازی ملی بود که پادشاه نیز در آن شرکت می‌کرد. نقاشی‌های دیواری مقبره‌ها، تصاویری از مهمانی‌ها، رقصندگان، نوازندگان و آکروبات‌بازان ارائه می‌دهند.

### موسیقی

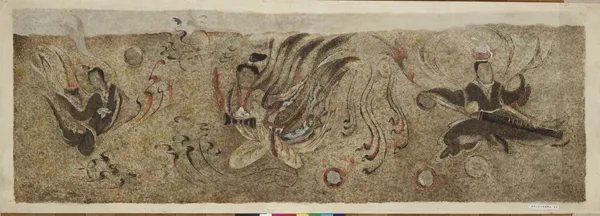
طبل کمری، که شکل اولیه‌ای از جانگو می‌باشد

یکی از سازهای موسیقی گوگوریو، گئومونگو است. با توجه به اینکه بسیاری از صحنه‌هایی که مردم این ساز را می‌نوازند، که ردیف پرده‌های مشخص گئومونگو را دارد، در نقاشی‌های دیواری به تصویر کشیده شده‌اند، به نظر می‌رسد که در آن زمان ساز مهمی در گوگوریو بوده است.

#### تاریخچه و منشأ
بر اساس سامگوک ساگی (تاریخ سه پادشاهی)، منشأ گئومونگو به قرن چهارم یا پنجم میلادی بازمی‌گردد. در آن زمان، سلسله جین غربی یک ساز هفت‌سیمه به امپراتوری گوگوریو اهدا کرد. از آنجا که هیچ‌کس در گوگوریو نمی‌دانست چگونه این ساز را بنوازد، پادشاه جایزه‌ای برای کسی که بتواند آن را بنوازد تعیین کرد. وانگ سان-آک، موسیقیدانی از گوگوریو، این ساز را بومی‌سازی و بازسازی کرد. گفته می‌شود هنگامی که او این ساز را می‌نواخت، یک درنای سیاه به پرواز درمی‌آمد و می‌رقصید. به همین دلیل، این ساز ابتدا هیئون‌هاک‌گوم، به معنای «چنگ درنای سیاه» و سپس هیئون‌گوم نامیده شد. نام «گئومونگو» که یک واژه خالص کره‌ای است، بعدها برای این ساز به کار رفت.
در دوره ایالت‌های شمالی-جنوبی، گئومونگو از گوگوریو به پادشاهی شیلا منتقل شد و به عنوان یکی از سه ساز زهی اصلی شیلا تثبیت گردید. این ساز که در شیلا به نام سیلا گئوم شناخته می‌شد، به‌تدریج در فرهنگ موسیقایی این منطقه ریشه دواند. در سلسله گوریو، گئومونگو به محبوبیت بیشتری دست یافت و حتی گفته می‌شود که پادشاه گونگ‌مین از این ساز استفاده می‌کرده است. نمونه‌ای از گئومونگوی متعلق به این دوره در معبد سودئوکسا نگهداری می‌شود. در سلسله چوسون، گئومونگو به عنوان سازی مورد علاقه روشنفکران و مقامات عالی‌رتبه شناخته می‌شد. گفته شده است که روشنفکران چوسون معتقد بودند: «اگر شما یک محقق فرهیخته هستید، گئومونگو بهترین است». این ساز به دلیل جایگاه والای فرهنگی‌اش، تا به امروز به عنوان یکی از نمادهای موسیقی سنتی کره باقی مانده است.
گئومونگو در کره جنوبی مدرن همچنان یکی از سازهای کلیدی در موسیقی سنتی به‌شمار می‌رود. این ساز با نام خالص کره‌ای خود، که بیش از ۱۵۰۰ سال قدمت دارد، بدون تغییر به نسل‌های بعدی منتقل شده است. این تداوم نشان‌دهنده اهمیت و محبوبیت بی‌نظیر گئومونگو در فرهنگ کره‌ای است.
گئومونگو در کره جنوبی مدرن همچنان یکی از سازهای کلیدی در موسیقی سنتی به‌شمار می‌رود. این ساز با نام خالص کره‌ای خود، که بیش از ۱۵۰۰ سال قدمت دارد، بدون تغییر به نسل‌های بعدی منتقل شده است. این تداوم نشان‌دهنده اهمیت و محبوبیت بی‌نظیر گئومونگو در فرهنگ کره‌ای است.

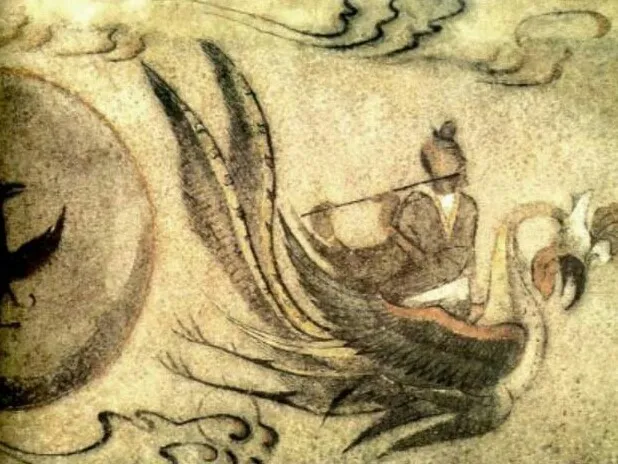
ساز فلوت افقی(تراورسی)
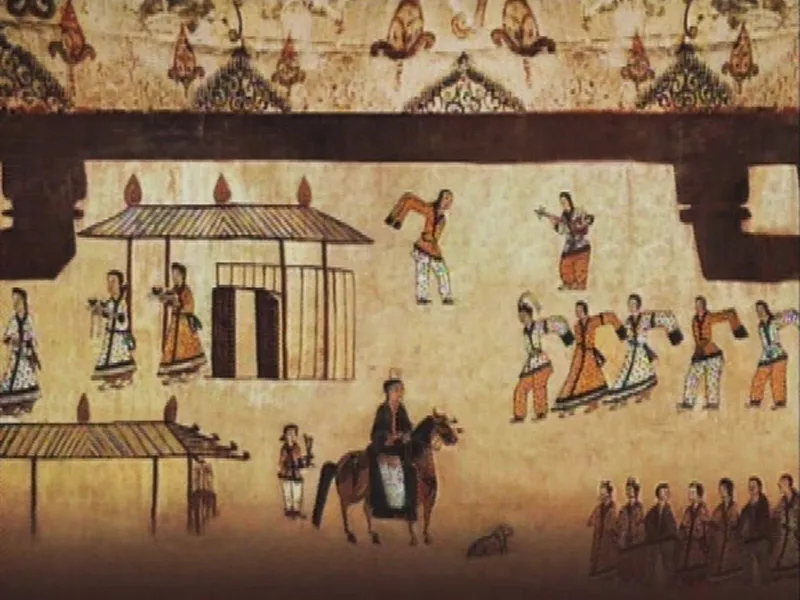
ساز ولگام در نقاشی دیواری گوگوریویی

همچنین صحنه‌هایی از سربازان مسلح در حال نواختن شیپور و طبل وجود دارد، بنابراین به نظر می‌رسد که آنها ممکن است نقشی مشابه یک گروه موسیقی نظامی برای تقویت روحیه سربازان یا ارسال سیگنال‌های خاص در نبرد ایفا می‌کردند.
مردم گوگوریو از رقص و آواز خواندن لذت می‌بردند. آهنگ‌هایی که نسل به نسل منتقل شده‌اند که شامل: هوانگ‌جوگا، اثر پادشاه یوری و نائون سونگ، یئون‌یانگ و میونگ‌جو، آهنگ‌هایی از دوران گوگوریو هستند که داستان‌های پیدایش آنها در آکجی تاریخ گوریو نقل شده است. گفته می‌شود که حدود ۱۰۰ آهنگ توسط وانگ‌ساناک برای نواختن گئومونگو نوشته شده است.
اما متأسفانه به دلیل آشفتگی‌های مختلف در طول تاریخ، هیچ‌یک از آهنگ‌هایی که تا به امروز منتقل شده‌اند، وجود ندارند. همچنین سابقه‌ای وجود دارد که چینی‌ها نوازندگانی را از سلسله هان به گوگوریو فرستادند و گفته می‌شود که آنها سازی به نام «گوچویی» را نیز با خود آورده و به گوگوریو منتقل کرده‌اند. در کتاب سوئی گفته شده است که آهنگی به نام جیسئو (芝栖) از گوگوریو و یک آهنگ رقص به نام گاجی‌سو (歌芝栖) وجود داشته است. همچنین، در کتاب جدید تانگ، گفته شده است که در مجموع ۲۱ ساز موسیقی از گوگوریو وجود داشته است و اگر سازهای دیگر را نیز در نظر بگیریم، تخمین زده می‌شود که حدود ۳۰ ساز وجود داشته است.
سلسله تانگ موسیقی گوگوریو را در موسیقی دربار خود گنجاند. ملکه وو زتیان گهگاه از گوش دادن به ۲۵ آهنگ گوگوریو لذت می‌برد، اما در اواسط سلسله سونگ، همه آهنگ‌ها به جز یک آهنگ از بین رفتند و گفته می‌شود که حتی یک آهنگ باقی مانده نیز سبک اصلی خود، از جمله لباس‌هایش را از دست داده است.
ساز کوبه‌ای گوگوریو، یوگو، به جانگ‌گو تبدیل شد و این جانگ‌گو در طول سلسله گوریو به ژاپن منتقل شد و به سانوتسوزومی، تبدیل شد که در موسیقی گوریو نیز مورد استفاده قرار می‌گرفت.
برخلاف موسیقی سنتی چینی و ژاپنی که عمدتاً از «ضرب‌های دوتایی» مانند ۴ ضرب و ۲ ضرب استفاده می‌کنند، موسیقی سنتی کره‌ای عمدتاً از «ضرب‌های سه‌تایی» مانند ۶/۸ ضرب و ۳ ضرب استفاده می‌کند. منشأ دقیق آن هنوز مشخص نشده است، اما محققان داخلی و خارجی اغلب حدس می‌زنند که ممکن است از صدای سم اسب که مردمان سوارکار اغلب می‌شنیدند، سرچشمه گرفته باشد.
هونگ دونگ-گی (۱۹۶۷~)، آهنگساز موسیقی سنتی کره‌ای، یک قطعه ارکسترال سنتی کره‌ای با موضوع گوگوریو به نام «روح گوگوریو» خلق کرد. گفته می‌شود که این قطعه با گنجاندن یکی از ریتم‌های سنتی ما، «دونگسالپوری جانگدان»، ساخته شده است. ریتم کوبه‌ای در نیمه دوم یادآور الگویی شبیه به صدای سم اسب است.
همچنین مواردی وجود دارد که وزن سه‌گانه به‌طور برجسته در ویدیوی اجرای بازسازی‌شدهٔ نت موسیقی باستانی «پروانه (胡蝶، کوچو)» نمایش داده می‌شود، قطعه‌ای که گفته می‌شود به سبک موسیقی گوریو در ژاپن باستان ساخته شده است

## آشپزی و تغذیه

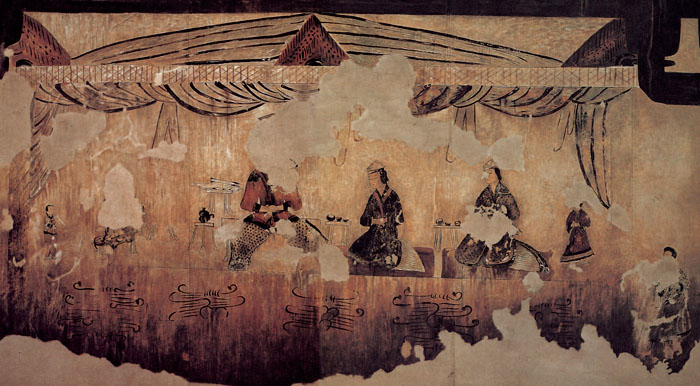
نقاشی دیواری از گاکجوچونگ (مقبره‌های کشتی گیران) گوگوریو، مقبره‌ای که در حدود قرن پنجم ساخته شده است، یک نجیب‌زاده گوگوریو را نشان می‌دهد که با دو خانم غذا می‌خورد.

#### روش‌های آشپزی

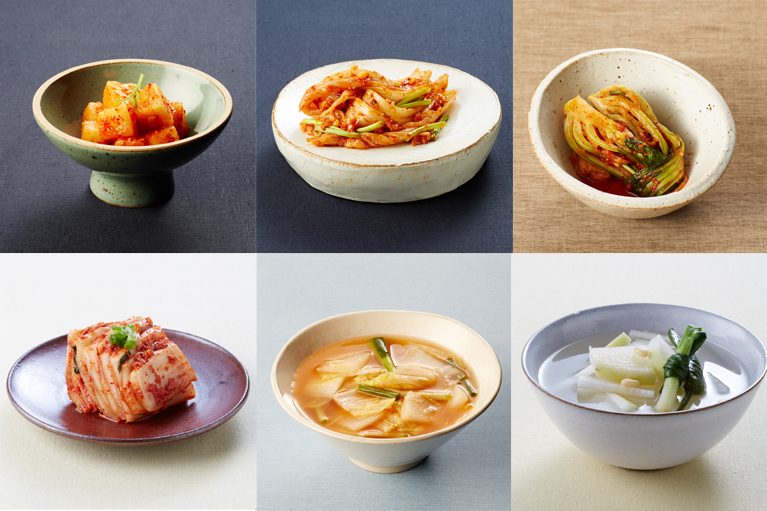
کیمچی، غذای باستانی گوگوریو

تخمیر، روش اصلی برای حفظ غذا بود.کباب کردن و جوشاندن نیز کاربرد داشت.کیمچی که امروزه یکی از غذاهای رایج کره است، نخستین بار توسط گوگوریو ابداع و آماده‌سازی شد، کیمچی از غذاهای تخمیر شده رایج بود و نمک نقش اصلی در نگهداری غذا ایفا می‌کرد. غذاهای اصلی شامل غلات، سبزیجات، ماهی و گوشت بود.رژیم غذایی اشراف متنوع‌تر و غنی‌تر از طبقات پایین‌تر بود.برخی غذاهای کره‌ای مانند: کیمچی، سام و ماک‌جئوک ریشه در گوگوریو دارند و نشان‌دهنده سهم فرهنگی این امپراتوری در آشپزی کره‌ای هستند.

## روابط با ایرانی‌تباران

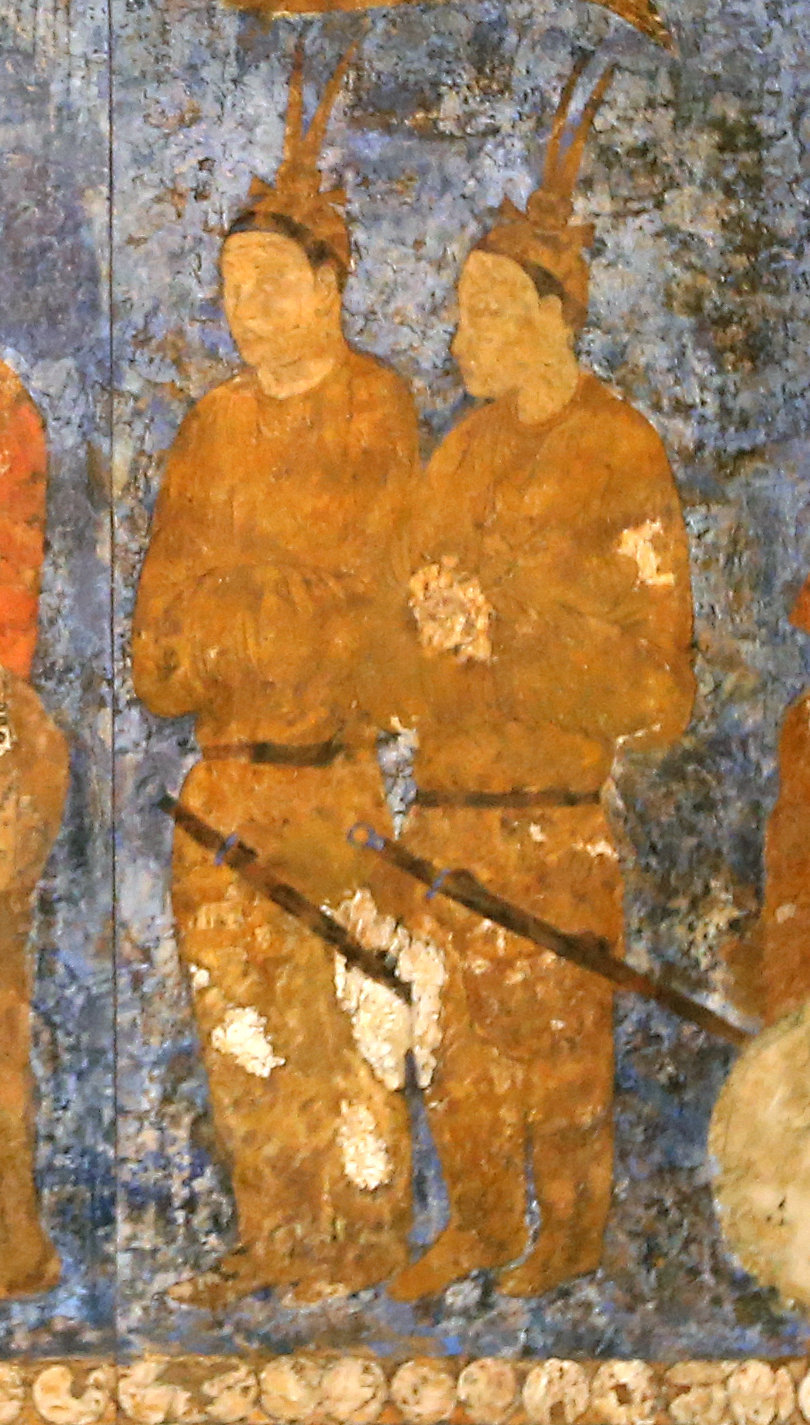
سفیران گوگوریو در حین دیدار با پادشاه ورخومان در شهر سمرقند. ۶۴۸–۶۵۱ پس از میلاد، نقاشی‌های دیواری افراسیاب، سمرقند. ورخومان میراث کوتاهی داشت و کاخ او توسط سردار عرب، سعید بن عثمان، میانِ سال‌های ۶۷۵ تا ۶۷۷ میلادی، ویران شد. پس از آن به گفتهٔ نرشخی، دیگر «پادشاه سمرقند» ـی وجود نداشت.

امروزه به دلیل تقسیمات جغرافیایی جدید، ارتباط گوگوریو و مردمان ایرانی‌تبار اصلاً دیده نمی‌شود، زیرا سمرقند را ازبکستان امروزی می‌دانند و برخی از تاریخ‌نگاران، سمرقند را مستقل از ایران می‌دانند. اما در مقابل برخی دیگر از پژوهشگران معتقدند که نگاه مدرن به مرزهای جغرافیایی موجب نادیده گرفتن ارتباط تاریخی میان گوگوریو و شهر سمرقند شده است. آنها بر این باورند که سمرقند بخشی از تاریخ ایران است.در قرن هفتم میلادی، سمرقند یکی از شهرهای ایرانی محسوب می‌شد و تحت حکومت سلسله سغدی که از مردمان ایرانی‌تبار بود قرار داشت، و گوگوریو به آن شهر دو نماینده اعزام کرد، یکی از مهم‌ترین شواهد ملموس ارتباط گوگوریو با راه ابریشم، نقاشی دیواری نقش افراسیاب در شهر قدیمی سمرقند است.این نقاشی نیمه‌ویران سده هفتم میلادی هیأتی از نمایندگان سرزمین‌های مختلف را نشان می‌دهد؛ در گوشه‌ای از آن دو فرستاده گوگوریو با کلاه‌های منقش به پر دیده می‌شوند. همچنین یکی از نقوشِ دیواری، سفیر چینی را می‌نمایاند که ابریشم و رشته‌ای از پیله‌های کرم ابریشم را برای حاکمِ محلیِ سغدی آورده است. صحنه‌ای که در نقش افراسیاب به تصویر کشیده شده است احتمالاً مربوط به اندکی پس از سال ۶۵۸ پس از میلاد است که دودمان تانگ، خاقانات ترک غربی را فتح کرده بود. به باور پژوهشگران، وجود این نمایندگان (بیش از ۵۰۰۰ کیلومتر دورتر از پایتخت گوگوریو) نشانگر سفرهای دیپلماتیک گوگوریو تا قلب آسیای مرکزی و تعامل مستقیم با شاه سمرقند بوده است. همین نقاشی دیواری، بازسازی آن در موزه آسیای مرکزی، جزئیاتی از لباس و نمادهای نمایندگان گوگوریو را به نمایش گذاشته است. علاوه بر این، مقابر باستانی گوگوریو (مناطق جی‌آن امروزی در چین و پیونگ‌یانگ قدیم) مملو از دیوارنگاره‌هایی است که شواهد هنر مشترک با تمدن‌های غربی را در خود دارند. برای مثال، تصاویری چون کماندار ضربه پارتی و معماری یونانی در نقاشی دیواری مقابر گوگوریو مشاهده شده است. یافته‌های باستان‌شناسی دیگر، از ظروف فلزی تا سکه و سفال‌آلات، کاروان‌های تجاری جاده ابریشم را تأیید می‌کند. کنده‌های تاریخی مانند سامگوک ساگی و سنگ‌نوشته گوانگ گائتو بزرگ نیز به تجارت و روابط خارجی گوگوریو اشاره کرده‌اند. به‌طور کلی، شواهد تصویری و باستان‌شناسی گوگوریو از نقاشی دیواری تا اشیای یافته‌شده در آرامگاه‌ها همگی بر پیوند گوگوریو با شبکه راه‌های ابریشمی تأکید دارند.

## وسعت
در اوج، گوگوریو تقریباً «نیمهٔ شمالی شبه‌جزیره کره و، در چین امروز، شبه‌جزیره لیائودونگ و بخش بزرگی از منچوری را در بر می‌گرفت». به عبارت دیگر، سرزمین گوگوریو بخش عمده کره شمالی و مرکزی امروزی و نیز مناطق وسیعی از استان‌های لیاونینگ و جیلین چین و همچنین بخش‌های دیگر شرق آسیا (از جمله مناطق پیرامون رودخانه یالو تا حد فاصل خیتان) را در بر می‌گرفت، وسعت امپراتوری گوگوریو در اوج خود یا نزدیک به آن تقریباً حدود ۱٬۱۰۴٬۰۰۰ کیلومتر مربع می‌شود.

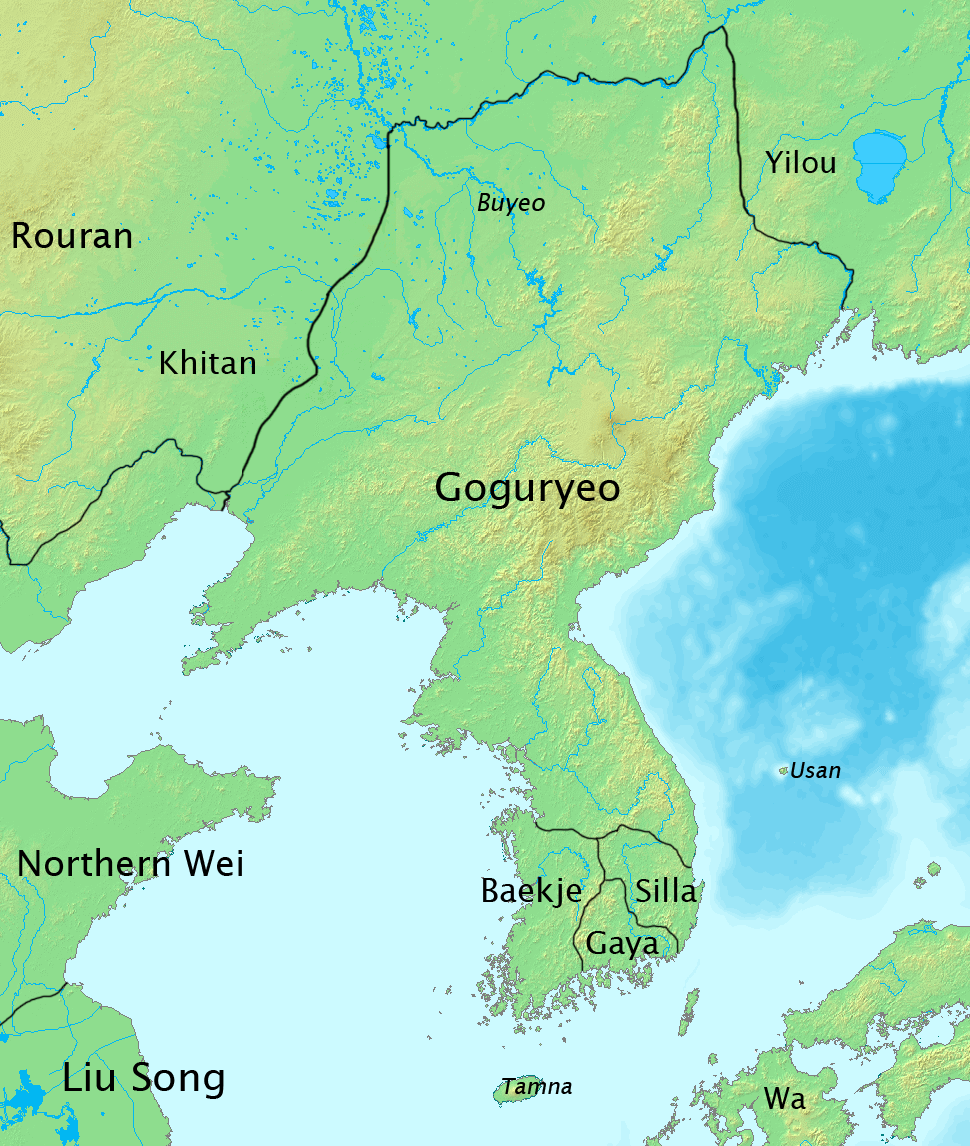
قلمرو گوگوریو

در نقشه مشخص شده است که در مرزهای شمالی قلمرو گوگوریو قبایل روران و خیتان حضور داشته‌اند و در جنوب آن دولت‌های بکجه و شیلا همسایه بودند. این شواهد نشان می‌دهد قلمرو تاریخی گوگوریو در سدهٔ پنجم و ششم بسیار وسیع بوده است.
وسعت امپراتوری گوگوریو با تحقیق بر روی بُن مایه و شواهد تاریخی معتبر محاسبه و کسب شده که به شرح زیر است:
۱. شبه‌جزیره کره (کره شمالی + مرکزی) – مجموعاً حدود ۲۲۰ هزار کیلومترمربع
۲. استان لیاونینگ (شرقی چین) – ۱۵۱٬۰۰۰ کیلومترمربع
۳. جی‌لین (شمال‌شرقی چین) – ۱۸۷٬۰۰۰ کیلومتر مربع
۳. هیلونگ‌جیانگ (منچوری شمالی) – ۴۶۳٬۶۰۰ کیلومترمربع
۴. ناحیه پریمورسکی (سواحل روسیه) – ۱۶۴٬۶۷۳ کیلومتر مربع.
بدین‌ترتیب، وسعت قلمرو گوگوریو در اوج قدرت دست‌کم معادل یک میلیون کیلومتر مربع است. این نتیجه با ادعای منابع معتبر تاریخی دربارهٔ گستردگی بسیار زیاد قلمرو گوگوریو سازگار است و بنابراین مستندی قاطع در مقابل ارقام نادرست یا کم‌انگاشته در مورد وسعت این امپراتوری است.
بنا به برآورد پژوهش‌ها، وسعت امپراتوری گوگوریو در اوج قدرت آن بین ۱٫۱ تا ۱٫۵ میلیون کیلومتر مربع بوده است. عدد ۱٫۱ میلیون ناشی از محاسبه کره + منچوری + بخش‌هایی از مغولستان است؛ اگر مناطق نفوذ بیشتر در نظر گرفته شود، حداکثر تا ۱٫۵ میلیون می‌رسد.
به‌طور کلی، از زمانی که گوگوریو کنترل رودخانه لیائو را به دست گرفت، سیاست توسعه طلبانه خود را بدون توقف ادامه داد.
در زمان پادشاهی یونگ‌یانگ، گوگوریو مناطق دیگر زیادی نیز تصرف کرد، که این موضوع با بررسی‌هایی در منطقه یئو-سو و تحت سلطه درآوردن قوم‌هایی مثل خیتان در شمال غربی و مالگال در شمال شرقی می‌تواند از نظر تاریخی تأیید شود. اما در جغرافی‌هایی این مورد را انکار می‌کنند که می‌توان دلیل این کار را از بین بردن شواهد وسعت گوگوریو بعد از نابودی اش باشد.
اما با تمام این موارد سوابق ادبی بسیار زیادی وجود دارد که نشان می‌دهد قلمرو گوگوریو تا لیائودونگ به اتمام نمی‌رسد بلکه فراتر از قلمرو لیائودونگ بوده است. و از دوران پیشین تا به حال تحقیقات زیادی در مورد این موضوع وجود داشته. و کتاب تاریخ چوسان و سوابقی در کره شمالی وسعت فراتر از لیائودونگ را تأیید می‌کنند.
لی این چئول، یون یونگ گو، یون بیونگ مو و جئونگ وون جو نیز بر اساس این سوابق، گسترش به سمت رودخانه دالینگ، کوه ایمریو، سرزمین پریمورسکی و مغولستان داخلی را مورد مطالعه قرار دادند که نتایج آن تأیید فراتر رفتن قلمرو گوگوریو از لیائودونگ است.
گوگوریو به عنوان یک کشور کوچک در منطقه جنوبی منچوری آغاز به کار کرد. از همان ابتدا، به‌طور مداوم قلمرو خود را گسترش داد و در طول سلطنت پادشاه ته‌جو، موفق به مطیع کردن اوکجه شد و قلمرو قابل توجهی را دربر گرفت که شامل جنوب منچوری، هامگیونگ دو و گانگوون دو می‌شد. با این حال، از آنجایی که فرمانداری للانگ و بویو هنوز قدرت خود را حفظ کرده بودند، قدرت کامل انحصاری در برگیرنده بخش شمالی شبه جزیره کره و منچوری نداشتند، اما بین اواسط قرن سوم تا اواسط قرن چهارم، ایالت‌های مهم موجود بویو، للانگ و موکجی یکی پس از دیگری توسط گوگوریو تصرف شدند و در طول سلطنت پادشاه میچئون، فرمانداری للانگ و فرمانداری دایبانگ توسط گوگوریو نابود و ضمیمه شدند. این امپراتوری در طول سلطنت پادشاه گوگوکوون دچار تزلزل شد، اما در طول سلطنت پادشاهان بزرگ متوالی مانند پادشاه سوسوریم، پادشاه گوگوک‌یانگ، پادشاه گوانگ‌گه‌تو بزرگ و پادشاه جانگسو، منطقه استان لیائونینگ را که در دوران بویو و دانگون چوسون قدیم داشت، دربر گرفت و همچنین حوضه رودخانه هان را تصرف کرد و به یک کشور قدرتمند تبدیل شد که بخش مرکزی و شمالی شبه جزیره کره، لیائودونگ و منچوری را در بر می‌گرفت و حتی بکجه و شیلا نیز با اکراه آن را تصدیق کردند. گوگوریو در اوج خود، بکجه را مطیع خود کرد و خساراتی را که نزدیک به نابودی بود، به آن وارد کرد و شیلا را از نیروهای متحد بکجه، گایا و وا نجات داد و عملاً شیلا را به یک کشور تابع تبدیل کرد. در شمال، بیشتر نیروهای مالگال در منچوری شرقی و استان دریایی و برخی از نیروهای خیتان در لیائوشی و مغولستان داخلی را مطیع خود کرد و آنها را در حوزه نفوذ گوگوریو گنجاند. پس از تصرف لیائودونگ، قدرت کافی به دست آورد که حتی سلسله‌های چینی نیز نمی‌توانستند با آن بی‌تفاوت باشند. در این دوره، جایگاه گوگوریو به اندازه‌ای بالا بود که حضور آن حتی در سراسر آسیا مشهود بود و به عنوان یک ملت قدرتمند حکومت می‌کرد. گوگوریو، چه در ظاهر و چه در واقعیت، یک قدرت بزرگ منطقه‌ای در شبه جزیره کره، لیائودونگ و منچوری بود. با این حال، قدرت ملی آن به‌طور مداوم کاهش می‌یافت زیرا حدود ۷۰ سال در برابر تهاجم سلسله‌های متحد چینی که قوی‌ترین ایالت‌ها در شرق آسیا بودند، مقاومت می‌کرد.
کتاب تونگ‌دیان که در دوران اولیه تانگ نوشته شده است. به وضوح می‌گوید که قلمرو گوگوریو گسترده شد و در زمان سلسله سوئی از تمام جهات ۶/۱۰۰ لی (سه میلیون کیلومتر) بوده است. (تونگ‌دیان جلد ۱۸۱ صفحه ۲ بند مرزها و قلمرو).
در کتاب‌های تاریخ کره مدارس و دانشگاه‌های کره جنوبی (لی‌این‌چئول) وسعت گوگوریو، بیش از یک میلیون و صد هزار کیلومتر نمایش داده شده است. و در کتاب‌های مدارس و دانشگاه‌های کره شمالی طبق نقشه ای که در سال ۱۹۶۰ تهیه شد، وسعت گوگوریو بیش از سه میلیون کیلومتر نمایش داده شده است.

## سیاست

### ساختار دوجانبه
گوگوریو یک امپراتوری متمرکز بود که امپراتور از «خاندان گو» بر سر آن فرمان می‌راند. طبقه حاکم شامل خود امپراتور، اعضای خاندان سلطنتی و گروهی از نجیب‌زادگان به نام «ته‌گا» می‌شد. ته‌گاهی و رؤسای ده خاندان بزرگ ساختار سیاسی را می‌ساختند و رفته‌رفته قدرت مرکزی امپراتور افزایش یافت. در روزگار نخست، شاه نمایندهٔ پنج ناحیهٔ اصلی بنیان‌گذار قلمرو بود، اما با گسترش حکومت، به ویژه در زمان‌های پادشاه ته‌جو و پادشاه سوچون، قدرت و شکوفایی اداری او تقویت گردید. دولت مرکزی با وضع قوانین و مؤسسات نوین، مانند تدوین اولین قانون مدون درسال ۳۷۲ میلادی توسط پادشاه سوسوریم، اقتدار خود را تثبیت کرد. ساختار مالی حکومت بر پایه مالیات از دهقانان بود و به‌تدریج دولت بکوشید تا دهقانان را حفظ کند و از کشته شدن اقتصادشان جلوگیری نماید. (برای مثال، گزارش شده که شاه پادشاه گگوکچون در زمان قحطی دستوری مبنی بر قرض‌دادن غلات انبارشده به مردم صادر کرد و مقرر داشت وجه آن پس از برداشت بازپس گرفته شود) مجموعه این تحولات حکومتی نشان از تمرکز و دولتمندی نسبتاً منسجم گوگوریو دارد؛ طوری که در سنگ‌نوشته‌ها و متون چین باستان به قدرت گستردهٔ آن اشاره شده است.
امپراتوری گوگوریو یکی از پیشرفته‌ترین ساختارهای حکومتی در شرق آسیا در دوران باستان را دارا بود. این ساختار تلفیقی از سنت‌های قبیله‌ای بومی، تجربهٔ نظامی گسترده، و تأثیرات حکومت‌های همسایه مانند دودمان‌های چینی بود. در این ساختار، عناصر قدرت سلطنتی، اشرافیت جنگجو، دیوان‌سالاری متمرکز، و سازوکارهای دیوانی به‌شکل هماهنگ به‌کار گرفته شده بودند.
امپراتور در گوگوریو نه‌تنها فرمانروای مطلق سیاسی، بلکه رهبر مذهبی و نظامی نیز بود. او به‌عنوان واسطه‌ای میان مردم و خدایان شناخته می‌شد و مشروعیت حکومت او، در سنت‌های اولیه، از تبار اسطوره‌ای دودمان مؤسس سرچشمه می‌گرفت. این دیدگاه اسطوره‌ای در منابعی چون «سامگوک ساگی» و «'٬سامگوک یوسا» حفظ شده است که گوگوریو را با نژادی نیمه‌آسمانی پیوند می‌دهند.
در سده‌های نخست، ساختار سیاسی بیشتر حالت قبیله‌ای داشت؛ اما با گسترش سرزمینی و افزایش تماس با چین، به‌ویژه از زمان پادشاه ته‌جو و سپس پادشاه سوسوریم، اصلاحات ساختاری در جهت تمرکز قدرت صورت گرفت. امپراتور با ایجاد طبقات مشخص در اشرافیت و گماردن مقامات دولتی در رأس وزارت‌خانه‌ها و نواحی، زمینهٔ یک حکومت دیوان‌سالاری را بنیان گذاشت.

### طبقه‌بندی سیاسی
امپراتوری گوگوریو یکی از سه پادشاهی کره و قدرتمندترین آن‌ها بود، دارای ساختار سیاسی پیچیده و قابل توجهی بود که در طول قرون تکامل یافت و ترکیبی از عناصر قبیله‌ای و بوروکراتیک را دربرداشت.
۱. پادشاه (ته‌وانگ – «بزرگ‌ترین پادشاه»):
در رأس ساختار قدرت پادشاه قرار داشت. عنوان «ته‌وانگ» نشان‌دهنده جایگاه بالای او نه‌تنها به‌عنوان فرمانروای سیاسی، بلکه رهبر نظامی و مذهبی کشور بود. پادشاه اختیار انحصاری در امور نظامی، دیپلماتیک، انتصاب مقامات و امور مذهبی داشت و جایگاه او با آیین‌ها، تاج‌های طلایی و معماری سلطنتی تقویت می‌شد.
۲. شورای عالی سلطنتی (ته‌سانگ/گوکسانگ):
شورایی متشکل از اشراف عالی‌رتبه و مقامات ارشد در کنار پادشاه عمل می‌کرد. در رأس این شورا، «گوکسانگ (نخست‌وزیر)» قرار داشت. این شورا در تصمیم‌گیری‌های مهم، سیاست‌گذاری‌های کلان و مدیریت جنگ و صلح نقش داشت. همچنین دو مشاور عالی تحت عنوان «چوابو (چپ)» و «اوبو (راست)» به امپراتور مشاوره می‌دادند.
۳. نظام ۱۲ رتبه‌ای اداری:
از زمان پادشاه سوسوریم، نظامی اداری با ۱۲ رتبه رسمی پی‌ریزی شد که هر رتبه اختیارات، امتیازات، دستمزد و حوزه نفوذ خاصی داشت. این ساختار به تثبیت بوروکراسی، سازماندهی اشراف، و مدیریت منسجم کشور کمک کرد. مقامات برتر مانند «ته‌ناگا»، «پیونگجانگسا» و «ته‌ساجا» از جمله رتبه‌داران عالی محسوب می‌شدند.
۴. ساختار منطقه‌ای: نظام پنج‌گانه (اوبو)
گوگوریو به‌طور سنتی به پنج واحد قبیله‌ای–اداری تقسیم می‌شد: «قبیله سونا»، «قبیله جیرو»، «قبیلع سونو»، «قبیله گهونا» و «قبیله
گونا» بود. هرکدام توسط رئیس محلی اداره می‌شدند که به دربار مرکزی پاسخگو بود اما در عمل از خودمختاری گسترده‌ای برخوردار بودند. این ساختار در طول زمان از حالت قبیله‌ای به شبه‌استانی تکامل یافت.
۵. پایتخت‌ها و مراکز حکومتی:
گوگوریو در طول تاریخ خود چندین پایتخت داشت: جولبون، گونگنه و در نهایت پیونگ‌یانگ. علاوه بر این، از پایتخت‌های فرعی نیز برای کنترل بهتر مرزها و تمرکززدایی استفاده می‌شد. این مراکز معمولاً محل استقرار فرماندهان نظامی و مقامات محلی بودند.
۶. وزیران دربار:
-گوکسانگ: نخست‌وزیر و مسئول اداره کشور
-ته‌ناگا: رئیس اشراف و مسئول هماهنگی میان خاندان‌های قدرتمند
-چوابو/اوبو: مشاوران ارشد پادشاه
-پیونگجانگسا: معاون اجرایی دولت مرکزی
-ته‌ساجا: فرماندار نواحی بزرگ و مأمور کنترل ایالت‌ها
-ته‌ریونگ: فرمانده نظامی عالی‌رتبه
۷. رابطه اشراف و دربار:
خاندان‌های اشرافی مانند خاندان یون (کره‌ای: 연) جایگاه ویژه‌ای در ساختار قدرت داشتند. در زمان ضعف پادشاهی، برخی از آن‌ها دارای ساختار موازی سیاسی (دربار سایه) شدند و قدرت واقعی کشور را در دست گرفتند، مانند یون گه‌سومون در اواخر دوران گوگوریو.
۸. ساختار سیاسی و نظامی ترکیبی:
در گوگوریو، مرز روشنی میان سیاست و نظامی‌گری وجود نداشت. اغلب مقامات عالی‌رتبه هم‌زمان فرمانده نظامی نیز بودند. این ویژگی به دلیل ماهیت نظامی‌گرای گوگوریو و جنگ‌های مستمرش با بویو، بکجه، شیلا، و دودمان‌های چینی (هان، وی، تانگ) ایجاد شده بود.
۹. اصلاحات پادشاه سوسوریم:
پادشاه سوسوریم با تصویب مجموعه‌ای از اصلاحات، زمینه‌ساز بوروکراسی منظم در گوگوریو شد. این اصلاحات شامل:
-رسمی‌سازی رتبه‌بندی مقامات
-تأسیس مدرسهٔ کنفوسیوسی برای آموزش نخبگان
-ایجاد قوانین اخلاقی و سیاسی با الهام از کنفوسیانیسم
-تقویت قدرت شاه در برابر اشراف
۱۰. روابط قبایل و دربار:
سنت هم‌پیمانی اشراف بلندمرتبه در قالب هم‌پیمانی‌های قبیله‌ای با دربار و با یکدیگر اتحاد می‌بستند که نوعی از مشروعیت سنتی، قبیله‌ای و نخبگان‌محور برای ساختار سیاسی کشور فراهم می‌کرد.
۱۱. نظام قضا:
اطلاعات مستقیمی از ساختار قضایی گوگوریو باقی نمانده، اما شواهد تاریخی و منابع چینی نشان می‌دهد که اشراف در دربار محاکمه می‌شدند و مردم عادی در سطح محلی توسط مأموران منطقه‌ای یا اشراف پایین‌رتبه مورد قضاوت قرار می‌گرفتند. مجازات‌ها متنوع بوده و از تازیانه تا اعدام متفاوت بوده است.
۱۲. نقش زنان در دربار:
در برخی دوره‌ها مانند ملکه وو، ملکه‌مادر یا همسران سلطنتی نفوذ سیاسی قابل توجهی داشتند.
1. دیوان اسناد سلطنتی: اسناد چینی و یافته‌های باستان‌شناسی گواه آن است که گوگوریو دارای نظام بایگانی‌داری سلطنتی بوده که شامل قوانین، فرمان‌ها و گزارش‌های اجرایی بوده است.
2. فرستادگان بازرسی (سانگسا): پادشاه مأمورانی ویژه به نام سانگسا اعزام می‌کرد که وظیفه بازرسی ایالات و ارزیابی عملکرد مقامات محلی را داشتند؛ نوعی سیستم نظارت درونی برای جلوگیری از فساد و شورش.
3. سیاست مذهبی در خدمت سلطنت: از بودیسم و شمن‌باوری برای مشروعیت‌بخشی به سلطنت استفاده می‌شد. بسیاری از معابد سلطنتی به دستور پادشاه ساخته می‌شدند.

### نظام اشرافیت
نظام اشرافیت گوگوریو به‌طور رسمی به رتبه‌هایی از ۱ تا ۵ تقسیم می‌شد. این رتبه‌ها که تحت عنوان «پوم» (品) شناخته می‌شدند که به افراد اجازه می‌دادند در سطوح مختلف حکومتی خدمت کنند. بالاترین مقام پس از پادشاه «تائه‌ناگ» یا «کوک‌ناگ» بود که عملکردی شبیه به صدراعظم داشت. سایر مقام‌ها شامل فرمانده کل ارتش، وزیر مالیات، وزیر تشریفات، وزیر دربار و وزیر نگهبانان سلطنتی بودند. قدرت واقعی اغلب در دستان اشراف بلندپایهٔ خاندان‌های قدیمی قرار داشت، که در قالب شورایی قدرتمند، نفوذ سیاسی چشمگیری داشتند.

### نظام اداری
ساختار اداری گوگوریو از چند سطح عمده تشکیل شده بود. پایتخت و شهرهای بزرگ تحت کنترل مستقیم دربار قرار داشتند، در حالی که نواحی مرزی و فتح‌شده به مناطق نظامی تقسیم می‌شدند که توسط ژنرال‌ها یا اشراف محلی اداره می‌شدند. در این مناطق، فرمانداران محلی که گاهی از خاندان سلطنتی یا خاندان‌های وفادار منصوب می‌شدند، وظایف نظامی، مالیاتی و قضایی را به‌طور هم‌زمان برعهده داشتند.
دربار سلطنتی گوگوریو نه‌تنها مرکز سیاست، بلکه جایگاه اجرای تشریفات مذهبی، دیپلماتیک و فرهنگی بود. کاخ‌های سلطنتی در شهرهای جولابو و پیونگ‌یانگ با شکوه و نظم خاصی ساخته شده بودند و مکان‌هایی مانند «قصر آن‌اک» یا «قلعه نانام‌سان» در مرکز فعالیت‌های درباری بودند. پادشاه در آیین‌های سالیانه، تاجی زرین با شمایل اژدها یا ققنوس بر سر می‌گذاشت که نمادی از قدرت آسمانی (اژدها و ققنوس) و مشروعیت زمینی بود.
تشریفات درباری شامل آیین‌های دقیق سلطنتی، پذیرش سفرای خارجی، جشن‌های پیروزی نظامی، و مراسم نیایش برای ارواح نیاکان بود. هر رویداد با نظم مشخص، با همراهی نوازندگان درباری، قربانی‌های آیینی، و حضور مقامات طبقه‌بالا انجام می‌شد. دربار گوگوریو در این زمینه به‌عنوان الگوی تشریفات سلطنتی در شبه‌جزیرهٔ کره شناخته می‌شود.
در زمینهٔ جانشینی، نظام مشخصی وجود نداشت؛ گرچه پسر ارشد معمولاً اولویت داشت، اما جانشینی به‌ویژه در دوران‌های بحرانی، می‌توانست میان برادران یا حتی عموزادگان پادشاه نیز صورت گیرد. این امر باعث بروز درگیری‌های درونی، مانند شورش شاهزادگان، یا سوءاستفادهٔ اشراف از موقعیت ضعف سلطنت می‌شد. نمونهٔ مشهور آن، نزاع‌های داخلی پس از مرگ یئون گائه سومون بود که به فروپاشی قدرت مرکزی و نهایتاً سقوط گوگوریو در برابر ائتلاف تانگ-شیلا انجامید.

### بازسازی و توسعه بیشتر (۳۰۰ تا ۳۹۰)

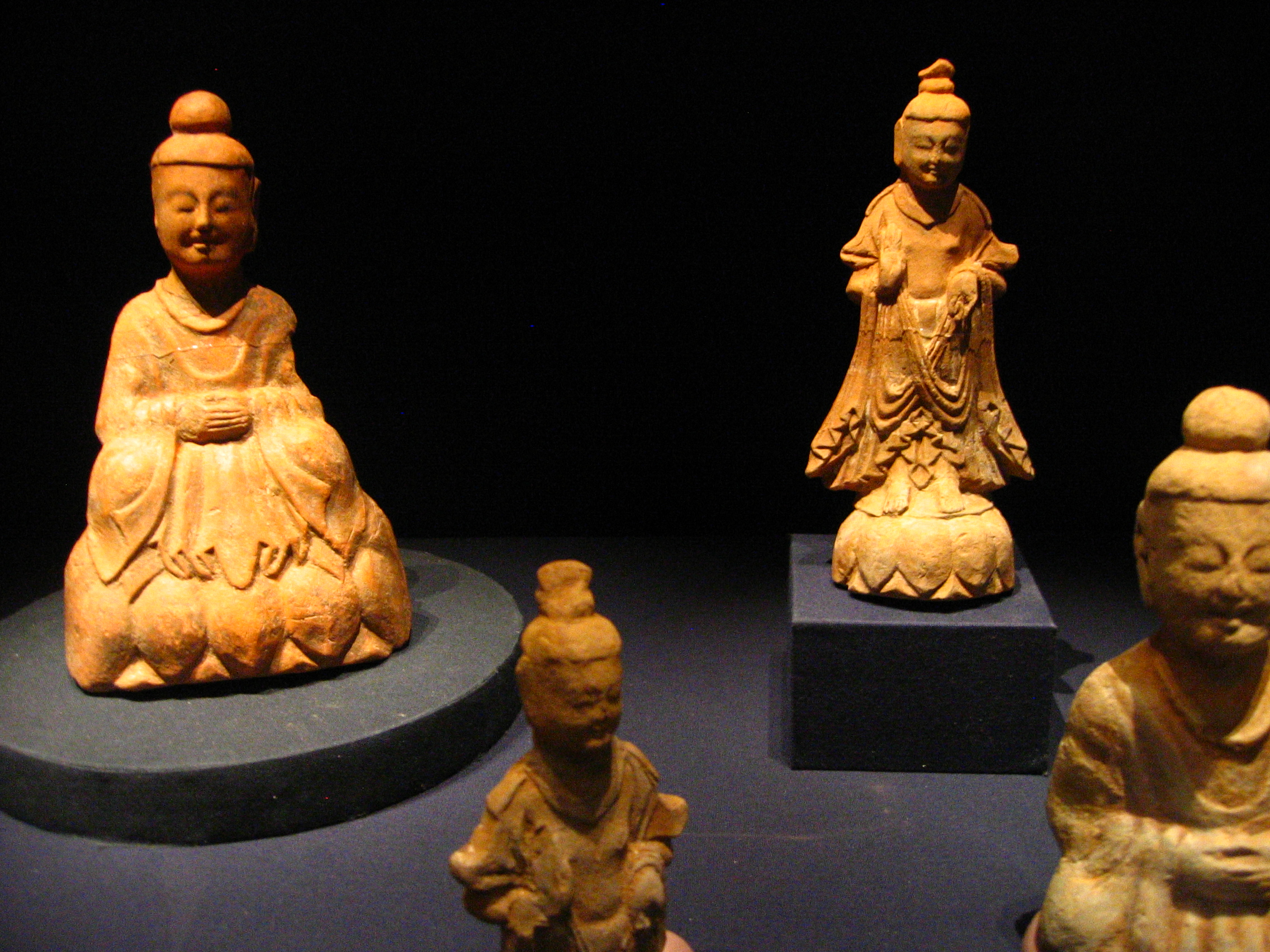
بوداها و بودیساتواهای نشسته از وونو-ری، گوگوریو.

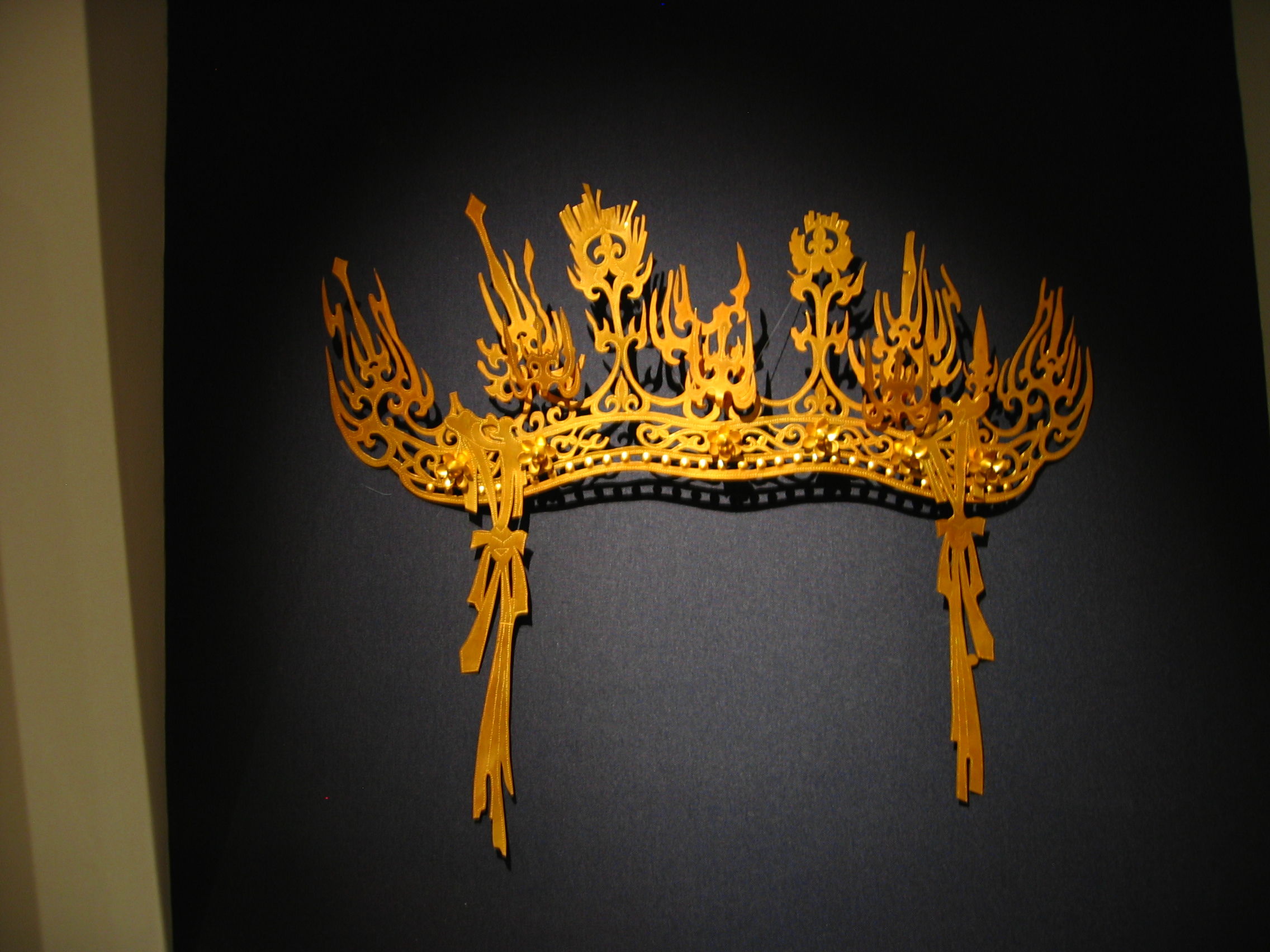
یک تاج برنزی طلایی از گوگوریو که تصور می‌شود زمانی سر یک تصویر بودیساتوا را زینت می‌داد.

در عرض تنها هفتاد سال، گوگوریو پایتختش هواندو را بازسازی کرد و مجدداً شروع به تهاجم به فرمانداری‌های لیائودونگ، لیلانگ و زوانتو کرد. زمانی که گوگوریو قلمرو خود را به شبه جزیره لیائودونگ رساند، آخرین فرمانداری چینی در لیلانگ توسط پادشاه میچون مغلوب شده و در سال ۳۱۳ جذب گوگوریو شد. با این کار باقی مانده بخش‌های شمالی شبه جزیره کره به تصرف درآمد. این فتوحات موجب پایان حکومت چینی‌ها بر مناطق شمالی شبه جزیره کره شد که به مدت ۴۰۰ سال ادامه داشت. از آن زمان به بعد تا قرن هفتم میلادی، اولویت رقابت بر سر کنترل قلمرو شبه‌جزیره توسط سه پادشاهی کره انجام می‌گرفت.
گوگوریو در دوران حکومت گگوگوون در قرن چهارم با ناکامی‌ها و شکست‌های بزرگی روبرو شد. در اوایل قرن چهارم، قوم ژیان‌بی که از مغول‌های عشایری بودند، شمال چین را تصرف کردند. در زمستان سال ۳۴۲، ژیان‌بی‌های سلسلهٔ یان سابق که توسط قبیله مورونگ هدایت می‌شدند، حمله نموده و پایتخت گوگوریو در هواندو را نابود کردند، ۵۰ هزار مرد و زن گوگوریو را برای استفاده به عنوان نیروی کار برده به اسارت گرفتند، ملکه مادر و ملکه را به عنوان زندانی گرفته و گگوگوون را مجبور نمودند تا برای مدتی فرار کند. همچنین ژیان‌بی در سال ۳۴۶ بویو را نابود کرد و مهاجرت پناهندگان بویو به گوگوریو را تسریع کرد. در سال ۳۷۱، گون‌چوگو، گگوگوون را در نبرد چی یانگ کشت و پیونگ‌یانگ، یکی از بزرگ‌ترین شهرهای گوگوریو را غارت کرد.
سوسوریم که جانشین گگوگوون شد، نهادهای کشور را تغییر داد تا آن را از یک بحران بزرگ نجات دهد. سوسوریم با روی آوردن به ثبات داخلی و اتحاد قبایل مختلف تسخیر شده، قوانین جدیدی را اعلام کرد، بودیسم را به عنوان دین دولتی در سال ۳۷۲ پذیرفت و یک مؤسسه آموزشی ملی به نام تائه‌هاک (کره‌ای: 태학; هانجا: 太學) را ایجاد کرد.
با توجه به شکست‌هایی که گوگوریو از ژیان‌بی و بکجه متحمل شده بود، سوسوریم اصلاحات نظامی را با هدف جلوگیری از چنین شکست‌هایی در آینده ایجاد کرد. ترتیبات داخلی سوسوریم زمینه را برای گسترش گوآنگ‌گائتو فراهم کرد. جانشین او و پدر گوانگ‌گه‌تو بزرگ، گگوگ‌یانگ، به هویان، ایالت جانشین یان سابق، در سال ۳۸۵ و بکجه در سال ۳۸۶ حمله کرد گوگوریو از ارتش خود برای محافظت و استثمار از مردم نیمه کوچ نشین استفاده کرد که به عنوان رعیت، سرباز پیاده یا برده خدمت می‌کردند، مانند مردم اوکجه در انتهای شمال شرقی شبه جزیره کره، و مردم مالگال در منچوری، که بعدها تبدیل به مردم جورجی شدند.

### اوج قدرت گوگوریو (۳۹۱ تا ۵۳۱ بعد از میلاد)

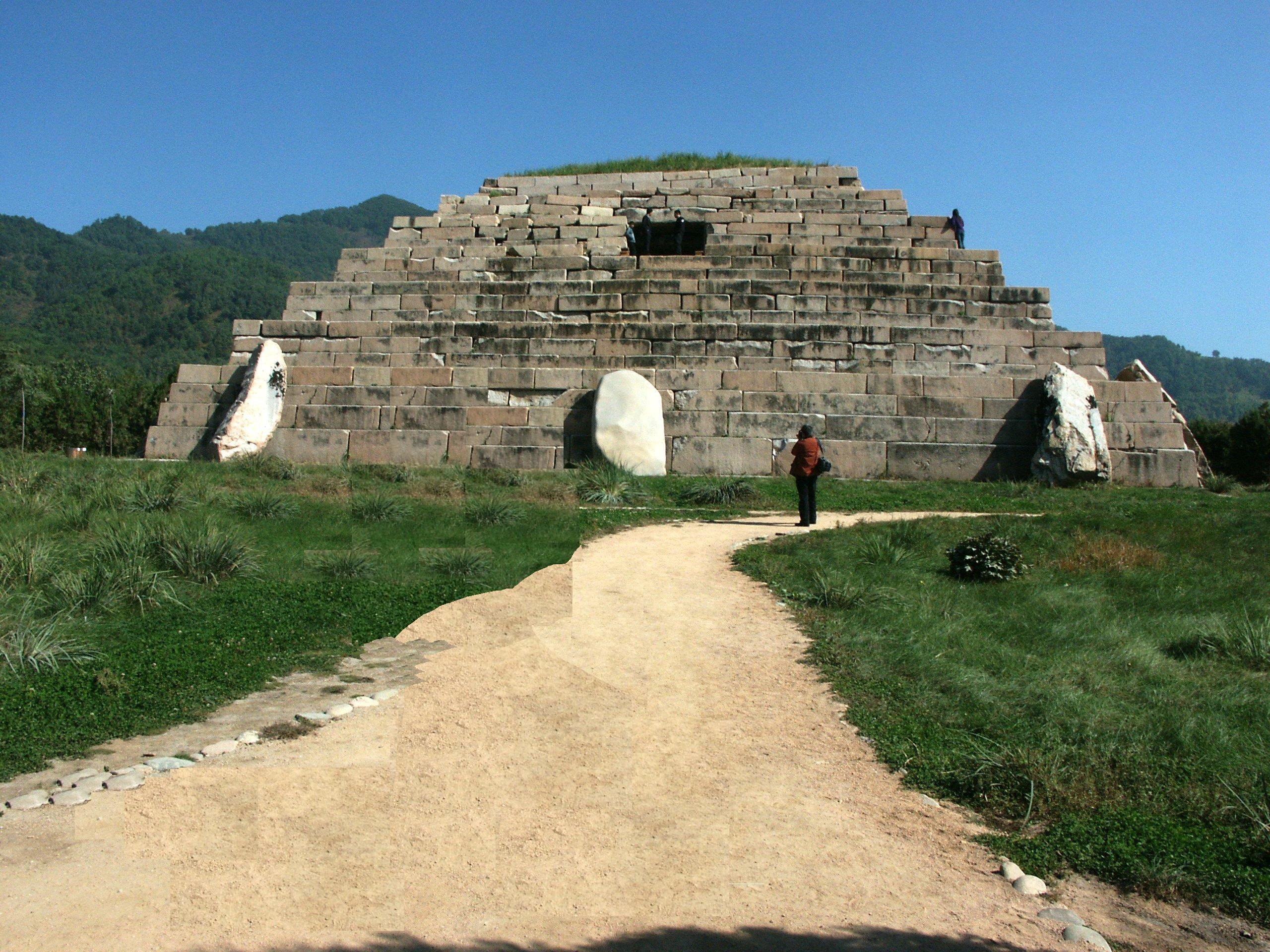
یک مقبره سلطنتی، واقع در جیان، جیلین، چین، توسط پادشاهی گوگوریو ساخته شد.

گوگوریو دوران طلایی خود را در دوران گوانگ‌گه‌تو بزرگ و پسرش جانگسو تجربه کرد. در این دوران، قلمروهای گوگوریو شامل سه چهارم شبه‌جزیره کره، از جمله سئول کنونی، تقریباً تمام منچوری، و بخش‌هایی از مغولستان داخلی و روسیه کنونی بود. شواهد باستان‌شناسی وجود دارد که بر اساس اکتشافات ویرانه‌های قلعه گوگوریو در مغولستان، حداکثر گستره گوگوریو در مغولستان کنونی حتی بیشتر از آن به سمت غرب قرار دارد.
گوانگ‌گه‌تو بزرگ امپراتوری بسیار قدرتمند بود که به دلیل گسترش سریع نظامی خود در قلمرو به یاد می‌آید. او نام عصر خود را یونگ‌ناک به معنی شادمانی داخلی گذاشت و با این کار به‌طور قاطعانه‌ای تأکید کرد گوگوریو اعتبار مشابهی با سلسله‌های چینی دارد. گوانگ‌گه‌تو بزرگ در طول لشکرکشی‌های خود ۶۴ شهر محصور شده و ۱۴۰۰ روستا را فتح کرد. در غرب، او قبایل همسایه خیتان را نابود کرد و بعداً به هویان حمله کرد و کل شبه‌جزیره لیائودونگ را فتح کرد. در شمال و شرق، او بسیاری از بویو را ضمیمه کرد و سوشن‌ها را که اجداد تونگوسی، یورچن‌ها و منچوها بودند، فتح کرد. و در جنوب، او بکجه را شکست داد و تحت سلطه خود درآورد، به انحلال گایا کمک کرد و شیلا را پس از دفاع از آن در برابر ائتلافی از بکجه، گایا و ژاپن، تحت سلطه خود درآورد. گوانگ‌گه‌تو بزرگ یک اتحاد تقریبی در شبه‌جزیره کره به دست آورد و به کنترل بلامنازع بیشتر منچوری و بیش از دو سوم شبه‌جزیره کره دست یافت. کارهای گوانگ‌گه‌تو بزرگ بر روی سنگ بنای بزرگی که پسرش جانگسو در جیان امروزی در مرز بین چین و کره شمالی برپا کرده بود، ثبت شد.
جانگسو (۴۱۳–۴۹۱) در سال ۴۱۳ به سلطنت رسید و در سال ۴۲۷ پایتخت را به پیونگ‌یانگ که منطقه ای مناسب تر برای رشد به صورت یک پایتخت کلان‌شهری بود، منتقل کرد. این موضوع سبب رسیدن گوگوریو به سطحی بالا از موفقیت‌های اقتصادی و فرهنگی شد. جانگسو مانند پدرش به گسترش سرزمینی گوگوریو به منچوری ادامه داد و به رودخانه سونگهوا در شمال رسید. او به خیتان‌ها حمله کرد و سپس با متحدانش روران به دیدویو واقع در شرق مغولستان حمله کرد. جانگسو نیز مانند پدرش به اتحاد سه پادشاهی کره دست یافت. او بکجه و شیلا را شکست داد و از هر دو قلمرو زیادی به دست آورد. علاوه بر این، سلطنت طولانی جانگسو شاهد تکمیل ترتیبات سیاسی، اقتصادی و سایر نهادهای گوگوریو بود. جانگسو به مدت ۷۹ سال تا سن ۹۸ سالگی، طولانی‌ترین سلطنت در تاریخ شرق آسیا، بر گوگوریو حکومت کرد. در طول سلطنت مونجامیونگ، گوگوریو بویو را به‌طور کامل ضمیمه کرد، که نشان‌دهنده دورترین گسترش گوگوریو در شمال است، در حالی که به نفوذ قوی خود بر پادشاهی شیلا و بکجه و قبایل ووجی و خیتان ادامه داد؛ گرچه اکثر مورخان دو کره بر امپراتوری بودن گوگوریو اتفاق نظر دارند اما واقعیت این است که گوگوریو در اکثر طول حیات خود نه آنقدر ضعیف بود که مثل تمام پادشاهی‌های کره پادشاهی باشد و نه آنقدر قدرتمند بود که آن را امپراتوری بدانیم، گوگوریو همیشه یک قدرت منطقه‌ای بود؛ البته در طول حیات گوانگتو و پسرش جانگسو و میراث این دو از این کشور در زمامداری خود به‌ویژه دوران شکوهمند جانگسو از این کشور یک ابرقدرت ساختند و عنوان امپراتوری لایق و به‌جای این عصر می‌باشد، آن حجم از اقتدار و شکوفایی هرگز در طول تاریخ کره دیده نشد.

### اختلافات داخلی (۵۳۱ تا ۵۵۱)
گوگوریو در قرن ششم به اوج خود رسید. با این حال، پس از این، روند کاهشی پیوسته آغاز شد. آنجانگ ترور شد و برادرش آن‌وون جانشین او شد، که در دوران حکومتش جناح‌بندی اشرافی افزایش یافت. شکاف سیاسی عمیق‌تر شد زیرا دو جناح از شاهزادگان مختلف برای جانشینی دفاع کردند تا اینکه سرانجام یانگ‌وون هشت ساله تاج گذاری کرد. اما جنگ قدرت هرگز به‌طور قطعی حل نشد، زیرا قضات و حکام محلی خائن دارای ارتش خصوصی خودشان را به عنوان حکام بالفعل مناطق تحت کنترلشان منصوب کرده بودند، اعمال آنان عمدتاً فساد همه‌جانبه برای تجمیع ثروت ملی بود و از آن نیز برای گسترده ساختن و تقویت ارتشهای خصوصی استفاده می‌کردند و هم حاکمیت را تحت فشار و سیطره قرار می‌دادند و هم مخالفان همهٔ اقشار را سرکوب می‌ساختند، به‌مرور تنها دو عنصر قدرت در گوگوریو شکل گرفت که بر پادشاه کنترل کامل نیز داشتند و آن هم نظامیان و اشراف بودند که در میانهٔ قرن ششم درگیری گسترده‌ای مخصوصاً با نبود پادشاه میان تمامی عناصر حکومتی رخ داد همچنین بویو و قبایل حاشیه‌ای نیز شروع به سرکشی نمودند و کار به یک جنگ داخلی خانمان‌سوز کشیده شد و هرج و مرج سرتاسر کشور را برای سالها درگرفت.
با بهره‌گیری از مبارزات داخلی گوگوریو، گروهی عشایری به نام توچوئه که از گوک‌ترک‌ها بودند در دهه ۵۵۰ به قلعه‌های شمالی گوگوریو حمله کردند و برخی از سرزمین‌های شمالی گوگوریو را فتح نموده و ضربات کاری بر پیکر گوگوریو وارد ساختند، ارتش نیز که دیگر شکل منسجمی نداشت توانایی مقابله با دشمنان خارجی را نداشت. با تضعیف بیشتر گوگوریو و با ادامه جنگ داخلی بین اربابان فئودال بر سر جانشینی سلطنتی، بکجه و شیلا برای حمله به گوگوریو از جنوب در سال ۵۵۱ متحد شدند آنان نه تنها توانستند از سیطرهٔ گوگوریو که در سلطنت جانگسو و گوانگتو ریشه داشت دربیایند بلکه توانستند زمینهایی را تصرف سازند، پس از جنگی سخت بین گوگوریو و بکجه درحوالی سئول امروزی در قلعه هانسئونگ (منطقه‌ای وافر از گوگوریو که بعدها به‌مدت پانصد سال پایتخت چوسان شد و امروز نیز پایتخت کره جنوبی‌است) ارتش گوگوریو به علل مذکور عقب‌نشینی کرد، بکجه که بدون کمک شیلا پیروز شده بود تلفات بسیار زیادی داده بود، شیلا عامدانه کمک نکرد و شهر را که ده‌ها هزار کشته بر سرش داده بودند با کمترین تلفات از قوای کم بکجه به تصرف خود درآورد و به عبارتی پیمان‌شکنی کرد و در جنگ متعاقب آن بکجهٔ ضعیف را درهم کوبید این امر قدرت بکجه را نیز شدیداً به تحلیل برد و زمینه‌ساز قدرت‌گیری شیلا شد (داستان و حکایتی معروف از تاریخ سه پادشاهی). 

## پرچم‌ها
سه‌پا در متون کهن کره‌ای «سمبل خاستگاه آسمانی (천손)» پادشاهان گوگوریو به‌شمار می‌آمده است. منابع مدرن فرهنگی گزارش می‌دهند که در دورهٔ گوگوریو کلاغ سه‌پا «نمادی از خورشید، قدرت و به‌طور خاص نماد امپراتوران گوگوریو» بوده است.
همچنین نقوش دیواری گورهای مشهور گوگوریو (مثلاً سقابیزو* و مقابر شاهان) حاوی تصویر سه‌پا هستند، گواه اهمیت این نماد در آستانهٔ سلطنت گوگوریو. بنا بر گردآوری مستندات تاریخی، نقش کلاغ سه‌پا حتی از اژدها هم برتر دانسته شده است.
یافته‌های باستان‌شناسی از مقابر گوناگون گوگوریو، از جمله نقاشی‌های دیواری مقابر امپراتوران، بارها تصویر سه‌پا را نشان می‌دهد
این تصاویر به روشنی سه‌پا را با گوگوریو مرتبط می‌کنند. همچنین در نبشته‌های تاریخی چینی و کره‌ای به نماد سه‌پا اشاره شده که بیانگر اهمیتی نمادین آن برای دولت گوگوریو است. همه این شواهد نشان می‌دهد نقش سه‌پا به‌عنوان نماد حکومتی (و نه صرفاً یک افسانه) در گوگوریو شناخته می‌شد.

پرچم ملی امپراتوری گوگوریو
پرچم نظامی ثابت
تونگو (پرچم نظامی اواسط سده ۵ میلادی)
سانگیونگچونگ (پرچم نظامی اواخر سده ۵ میلادی)

ارتش گوگوریو از پرچم قرمز به عنوان نماد خود استفاده می‌کرد. فرض بر این است که در ابتدا فقط گیرو-بو یا ارتش مرکزی گوگوریو از پرچم‌های قرمز استفاده می‌کردند. با این حال، با گذشت زمان، پرچم‌های ارتش گوگوریو به عنوان پرچم‌های قرمز متحد شدند. این اطلاعات این نوشته‌ها را با استناد به رژه اسب در نقاشی دیواری یئوندو-دونگ مقبره سانگ‌یونگ می‌توان تأیید کرد.
نقاشی دیواری مقبره آن اک شماره ۳، حامل سربازان نیز یک پرچم قرمز در دست دارند و داستانی وجود دارد که واحد جنگجویان گائما از یک پرچم قرمز استفاده می‌کرده است، بنابراین واضح به نظر می‌رسد که پرچم قرمز به عنوان یک پرچم نظامی استفاده می‌شده است.

## اقتصاد
امپراتوری گوگوریو، کشوری بود با موقعیت جغرافیایی ویژه در بخش‌های شمالی شبه‌جزیره کره و جنوب شرق منچوری. این ویژگی‌های جغرافیایی (کوهستانی و کم‌حاصل) بر ساختار اقتصادی آن تأثیر عمیقی داشت. به عنوان مثال، گوگوریو کوه‌های مرتفع و دره‌های عمیق بسیاری داشت و دشت‌های کم‌تر برای زراعت در اختیار بود؛ در نتیجه مردم مجبور بودند تلاش خود را به‌طور متمرکز بر کشاورزی بگذارند، ولی معمولاً محصول به‌دست آمده برای تأمین گسترده و کامل نیازهای‌شان کافی نبود. برای جبران کمبود غذای کشاورزی، آن‌ها دامداری و جنگلداری را نیز توسعه دادند (به‌عنوان مثال حفظ گله و استفاده از منابع چوبی). علاوه بر این، منابع معدنی مانند معدن‌های آهن نسبتاً فراوان بودند که از همان دوران نخست منجر به پیشرفت تکنولوژی آهنگری شد؛ نمونه‌های کشف‌شده از اسلحه، زره و ابزارهای آهنین نشان‌دهنده کیفیت بالای تولید آهن در گوگوریو است.

### کشاورزی و دامداری
طبق کتاب سامگوک ساگی (تاریخچه سه پادشاهی کره)، کشاورزی صنعت اصلی گوگوریو بود؛ دولت از بدو تأسیس آن را تشویق و گسترش داد. در دوره‌های آغازین، کشاورزی آن‌چنان پیشرفت نکرده بود که بتواند به‌تنهایی جمعیت روستایی را تغذیه کند. ولی به تدریج با توسعه مسیرهای آبیاری و تصرف زمین‌های کشاورزی حاصلخیز در دره‌های رودهای مهم (مانند دره آمونک و سپس دشت‌های پیونگ‌یانگ با فتح فرمانداری‌های ناکرانگ و تاپیانگ) مسئله کمبود غذا حل شد. به‌طور کلی کشت محصولات دیم (جنگلی) در منطقه کوهستانی گوگوریو رواج داشت؛ محصولاتی مانند چوپسال (نوعی ارزن) برای مالیات اصلی محسوب می‌شد. کاشت برنج نیز (که نیازمند زمین‌های هموار و آبرسانی بود) از قرن چهارم میلادی به بعد و پس از تصرف مناطق جلگه‌ای‌تر به‌تدریج گسترش یافت. کشاورزان (که در منابع کلاسیک «هاهو» خوانده می‌شدند) عمدتاً به تولید غذایی برای خود و بالاخص تبارهای اشراف می‌پرداختند. حکومت گوگوریو برای حمایت از دهقانان در زمان قحطی تدابیری نیز به کار می‌بست؛ مثلاً در اواخر سده دوم میلادی، پس از کم‌محصول شدن یک سال، پادشاه گگوکچون دستور داد از ذخایر دولتی غلات را به مردم قرض دهند تا پس از برداشت آن را بازپرداخت کنند. این نظام معروف به «جینده‌بوپ» به فقرا کمک می‌کرد تا به‌وسیله آذوقه دولتی از فروپاشی اقتصادی نجات یابند.
دامداری نیز بخش مهمی از معیشت بود. گله‌های حیوانی همچون گاو، اسب، خوک و گوسفند در مناطق کوهستانی و دشتی پرورش می‌یافت تا نیازهای کشاورزی (دوران با چارپایان چون گاو نر شخم) و غذایی تأمین شود. ذخایر غلات حکومتی در انبارها نگهداری می‌شد تا در مواقع ضروری (مانند حوادث طبیعی یا جنگ) دولت بتواند آن را به‌عنوان ذخیره استراتژیک عرضه کند. علاوه بر این، مناطق جنگلی گوگوریو منبع میوه‌ها، گیاهان خوراکی و چوب بود؛ مردم رسوم آیینی سالانه‌ای داشتند (مراسم سوم مارس با شکار) که نشان می‌دهد همواره از جنگلداری و شکار برای تأمین مواد غذایی و کالاهای مصرفی بهره می‌بردند.

### صنایع و صنایع دستی
گوگوریو دارای صنایع فلزی پیشرفته‌ای بود. از معدن‌های آهن متعدد این سرزمین، آهن استخراج و در تولید تسلیحات و ابزار به‌کار می‌رفت. کاوش‌های باستان‌شناسی نشان می‌دهد که فناوری آهنگری گوگوریو در حد بسیار بالایی بود؛ سلاح‌ها، زره‌ها و قطعات ارابه‌های آهنی به کیفیت عالی ساخته می‌شدند. همچنین فلزکاری طلا و نقره در این دوره بسیار پیشرفته بود؛ متون چینی قرن ششم میلادی تصریح می‌کنند که طلای گوگوریو به‌اندازه‌ای پالوده است که قابل خوردن بوده (نشانه مهارت درجه یک آن‌ها در فراوری فلزات گران‌بها). سایر صنایع دستی شامل سفالگری و فرش‌بافی بود. سفال‌های گوگوریو، که در انواع مختلف دسته‌دار و نقش‌دار تولید می‌شدند، هم برای کاربردهای روزمره و هم برای آیین‌های تدفین استفاده می‌شدند و تا ۲۴ نوع مختلف آن شناخته شده است (پژوهش‌های اخیر گویای مهارت ویژه در خمیرسازی چینی، روش چرخ‌سازندگی و طرح‌های تزئینی هستند). پارچه‌بافی با الیاف کتان، پنبه و پشم نیز رونق داشت و دستاوردهای سرخسابی و رنگ‌آمیزی پارچه‌ها نشان از صنعت نساجی رو به رشد دارد. علاوه بر این، هنرهای تزئینی مثل ساخت جواهرات و طلاکاری زیبا مرسوم بود. با وجود برخی اطلاعات پراکنده، به نظر می‌رسد بازرگانان مستقل نقشی کم‌رنگ داشتند و معاملات عمدتاً به‌صورت مبادله کالا و خدمات (بارتربار) بین روستاییان، کارگران شهری و نجبا صورت می‌گرفت. به هر حال آثار برجای مانده در کاخ‌ها و مقابر (از جمله در دوره‌های میانه و متأخر گوگوریو) نشان می‌دهد که صنایع دستی لوکس و مصنوعات فلزیِ فاخر برای استفاده اشراف و تقدیم هدایا به کار می‌رفته است.

### بازارهای محلی و مبادلات
با گسترش سکونتگاه‌ها و شهرهای گوگوریو، به‌ویژه پس از برگزاری مقاومت در برابر حملات خارجی، بازارهای شهری و انبارهای دولتی شکل گرفت. متون تاریخی می‌گویند انبارهایی برای دریافت مالیات‌ها و خراج‌ها ایجاد شد و بازارهایی برپا گردید که کالاهای ویژه مناطق مختلف را عرضه می‌کردند. در پایتخت پیونگ‌یانگ و شهرهای بزرگ، این بازارها محل گردهمایی بازرگانان داخلی و مشتریان بودند. حکومت همچنین عادت‌های بازرگانی خاصی داشت؛ در سال ۴۷۲ م، علاوه بر تجارت خصوصی معمول، تجارت رسمی دولتی (جونگمو) نیز به‌طور جدی‌تری توسعه یافت. در این شرایط، کالاهای گران‌بها و تولیدات کارگاهی (مانند پوشاک فاخر، پارچه‌های ابریشمی و زیورآلات زرینی) از چین وارد گوگوریو می‌شد و برعکس، گوگوریو نیز طلا، نقره، مروارید و منسوجات پشمی (هزارجایی) به چین می‌فرستاد.

### خدمات غذایی
دولت گوگوریو دارای انبارهای دولتی بود. در سال‌های کم‌محصول، دولت غلات را به عنوان وام در اختیار روستاییان قرار می‌داد.
به هنگام بحران‌های نظامی یا قحطی، شاه دستور توزیع کمک‌های نقدی یا جنسی می‌داد؛ روایتی از سامگوگ ساگی اشاره به اهدای لباس و غذا به مستمندان شده است.

### نقش حکومت و بودجه نظامی
دولت متمرکز گوگوریو نقش پررنگی در هدایت اقتصاد داشت. این حکومت طبقات اجتماعی را سازماندهی و نظام مالیاتی ـ اداری مفصلی ایجاد کرده بود (مراسم گزینش «ته‌ده‌رو» به عنوان نخست‌وزیر هر سه سال یک‌بار انجام می‌شد). یکی از کارگزاران اقتصادی مهم، منصب «ساجا» بود که در اصل نماینده رئیس قبیله برای جمع‌آوری مالیات از مناطق تابع به‌شمار می‌رفت. هزینه‌های نظامی بخش عمده‌ای از بودجه را می‌بلعید. گوگوریو همواره در جنگ با سلسله‌های چین (هان، سویی، تانگ) و پادشاهی‌های همسایه شبه‌جزیره کره (بکجه و شیلا) بود و ذخایر زیادی را صرف آموزش و تجهیز لشکریان می‌کرد. این وضعیت به ساختن دیواره‌های دفاعی و قلعه‌های مرزی گسترده منجر شد. (مثلاً دیوار دفاعی به طول حدود ۴۸۰ کیلومتر درسال ۶۲۸ میلادی در قسمت‌های جنوبی گوگوریو برای مهار حملات چین ساخته شد) علاوه بر نظامی‌گری، پادشاهان پروژه‌های عمرانی و عمرانی ملی نظیر ساخت سدها و شبکه‌های آبیاری را نیز پشتیبانی می‌کردند تا کشاورزی و ارتباطات داخلی قوی‌تر شود. یکی دیگر از شیوه‌های حکومتی توزیع مواد، اعطای اراضی دولتی به بزرگان و فرماندهان شایسته بود: مناطقی مانند «جیلسان» (علفزارهای سلطنتی) و «گوان‌وون» به عنوان دهکده‌های مقرری (سیگوپ) به کارگزاران وفادار تعلق می‌گرفت. این اقدام شبیه به سیستم پاداش‌های ارضی چین قدیم بود و انگیزه اعطای زمین‌های حاصلخیز برای خدمت به کشور به فرماندهان بالا می‌داد. از سوی دیگر دولت بر ثبات قیمت‌ها و منابع غذایی نظارت داشت. به‌عنوان مثال، ذخیره غلات دولتی برای وام‌دهی به کشاورزان در فصل پیش از برداشت (تا اجتناب از بیکاری مزرعه‌داران در سال‌های قحطی) مورد استفاده قرار می‌گرفت.

### مشارکت اقشار مختلف
در طبقه‌بندی اجتماعی گوگوریو، بیشترین نقش اقتصادی را طبقه عمومی ایفا می‌کردند؛ کشاورزان و صنعتگران آزاد («هاهو» و «هومین» در اسناد) اکثریت جمعیت را تشکیل می‌دادند و مسئولیت تولید محصولات عمده و مالیاتی را بر عهده داشتند. سران قبیله‌ها و نجیب‌زادگان صاحب زمین و بردگان (نوبی) نیز بودند اما در کار تولید کالا سهم کمتری داشتند. نوبی‌ها (بردگان) عموماً در سطوح پایین جامعه قرار داشتند و در جنگ‌ها به اسارت درمی‌آمدند یا به‌خاطر بدهی به بردگی کشیده می‌شدند؛ با این حال نقش آن‌ها در کشاورزی نسبتاً اندک بود و بیشتر کارهای مزدی یا مسئولیت حمل و نقل کالاها را بر عهده داشتند. کسب و کارهای تجاری نیز معمولاً توسط خود روستاییان یا واسطه‌های محلی انجام می‌شد و طبقه مشخصی از بازرگانان شهری ظهور نکرد. اشراف حاکم بیشتر بر معاملات عمده و سیاست‌گذاری تمرکز داشتند تا مدیریت بازار.

### سیستم پولی، مالیات و ذخایر
گوگوریو به‌تدریج از سکه چینی وام گرفت. ووجوچان (五銖錢)، سکه‌ای که از دودمان هان چین به بعد متداول بود، در گوگوریو نیز پذیرفته شد و به نام «اوشوچن» شناخته می‌شد. با این همه، اقتصاد عمدتاً بر پایه کالا و خدماتِ واقعی بود و شواهد معدودی از گردش آزاد پول در دست است؛ منابع تاریخی تنها نشان می‌دهند که سیاست‌های خراج‌گذاری و تجارت ایجاب می‌کرده استفاده از پول همچنان محدود باشد و بر مبنای داد و ستد کالا صورت گیرد.
نظام مالیاتی گوگوریو جامع و مرحله‌ای بود. درآمد دولت عمدتاً از محصولات کشاورزی و نیروی کار تأمین می‌شد. در اوایل تاریخ گوگوریو، مالیات به‌صورت گروهی (مشابه نظام قبایل مقهور شده مانند اوکوچو شرقی) اخذ می‌شد؛ اما در سده‌های چهارم و پنجم میلادی، قاعدتاً هر مرد بالغ از خانوار مستقل موظف به پرداخت مالیات شد که در واقع یک نوع مالیات سرانه (인세) به‌حساب می‌آید. از قرن ششم به بعد، با افزایش تفاوت‌های اقتصادی در میان شهروندان عادی، حکومت خانوارها را بر اساس وضعیت اقتصادی‌شان رتبه‌بندی کرد و مقدار مالیات را مطابق با توان هر گروه تنظیم نمود. بر اساس منابع چینی (سوی‌شو)، مصادیق آن زمان این‌گونه بوده است که هر خانوار عادی پنج تختهٔ کتان و پنج سوک (واحد غله) به عنوان مالیات پادشاهی می‌پرداخته، در حالی که برخی گروه‌های خاص (به نوعی مستثنی یا ثروتمند) هر سه سال یک بار با پرداخت کتان مرغوب کمتری مالیات می‌داده‌اند. همچنین غنایم جنگی و خراج‌گذاری منطقه‌ای بخش دیگری از منابع اقتصادی بودند. برای مثال، مناطق تابع شده شرقی مانند اوکجو ملزم به تحویل منظم محصولات کشاورزی و فرآورده‌های چرمی و دریایی به حکومت بودند و حتی افراد (زنان زیبا) را به عنوان خدمتکار یا کنیز به دربار گوگوریو می‌فرستادند.

### تأثیر شرایط جغرافیایی و سیاسی
جغرافیای کوهستانی و اقلیم سرد بخش شمالی، محدودیت‌های کشاورزی و ضرورت جنگل‌داری و دامداری را تحمیل می‌کرد. موقعیت استراتژیک گوگوریو در مرزهای چین و شبه‌جزیره کره موجب برخوردها و همکاری‌های پیچیده شد. از یک سو این سرزمین، مدخل پلید جنگ‌ها با دودمان‌های چین (هان، سویی، تانگ) و همسایگان کره‌ای (بکجه و شیلا) بود؛ از سوی دیگر، همین ارتباطات سیاسی دسترسی به بازارها و فنون مختلف را فراهم می‌کرد؛ مثلاً روابط نزدیک با قلمروهای شمالی (قوم مالگال و ژیان‌بی و سوشن) امکانات مبادلات مرزی را ایجاد کرد؛ اگرچه این جوامع اغلب به روش‌های برده‌سپاری یا خراج گروگان تحت سلطه درمی‌آمدند. از جمله، کنترل اوکجو دستاوردی مهم بود که باعث دسترسی گوگوریو به منابع دریایی (ماهی، نمک) شد. شرایط سیاسی ناامن مداوم، مردم را به تدابیر جنگی و اداری واداشت. درگیری‌های بی‌وقفه نظامی هزینه‌های سنگینی داشت اما اقلام جنگ‌افزاری (مانند اسلحه‌های آهنی) و تدارکات لازم را از داخل تولید می‌کردند.

### روابط تجاری خارجی
گوگوریو در تجارت بین‌المللی منطقه فعال بود. روابط مهم اقتصادی با چین برقرار بود. منابع چینی و کره‌ای می‌گویند در درسال ۳۲ میلادی (دوره امپراتور تموشین) گوگوریو و هان تجارت بین‌المللی را آغاز کردند که بیش از ۷۰ سال ادامه داشت. از قرن پنجم به بعد، سکه چینی در آنجا متداول شد و کالاهای تجملی چینی از جمله ابریشم، نسوج ظریف و برخی اسلحه‌های پیشرفته به گوگوریو راه یافت. در عمل، گوگوریو از چین طلای خام، نقره، مروارید، پارچه‌های پشمی و پوست و ابزار جنگی صادر می‌کرد و در عوض اسلحه، پارچه‌های ابریشمی، پوشاک گران‌قیمت، ظروف و نوشت‌افزارهای چینی (کتاب و کاغذ) دریافت می‌کرد.
روابط تجاری با ژاپن به نسبت کمتر مستند است، اما برخی منابع حاکی از آن است که از زمان آغاز سه پادشاهی کره، ارتباط دریایی از طریق بازرگانان به صورت غیرمستقیم جریان داشت. به‌طور کلی گفته شده گوگوریو از ژاپن کالاهای محلی (مانند چوب و فرآورده‌های دریایی) می‌خرید. در آن سوی، شبه‌جزیره کره از طریق دولت بکجه به ژاپن صادرات داشت. در فاصله سال‌های میانی دودمان تانگ و سقوط گوگوریو، برخی اسناد چینی نیز اشاره می‌کنند که محصولات کشاورزی و پارچه از گوگوریو به ژاپن رفته است. با این حال، نظام رسمی تجاری میان گوگوریو و ژاپن هرگز شکل نظام‌مند نیافت و بیشتر تجارت از راه‌های چینی میانجی صورت می‌گرفت.
تجارت با اقوام شمالی (ممالک غیرمتمرکز مانند مالگال، ژیان‌بی و…) نیز انجام می‌شد. این مبادلات معمولاً شامل مبادله کالاهای صنعتی و تولیدات کشاورزی گوگوریو (مانند غلات و منسوجات) در مقابل کالاهای دام‌پروری (گوشت، پشم، کرک و احتمالاً حصاری) و کالاهای جنگلی آنها بود. برخی شواهد حکایت از داد و ستد اسب و فرآورده‌های لبنی دارد (با توجه به قومیت‌های اویغورها و کومان‌ها در سرزمین شمالی) که نیازهای مشترک منطقه‌ای را برآورده می‌ساخت.
در مقایسه با همسایگان سه‌گانه خود، اقتصاد گوگوریو تفاوت‌هایی آشکار داشت. برای نمونه بکجه (در جنوب غربی) اقتصادش بر کشاورزی حاصلخیز و تجارت دریایی با جنوب چین و ژاپن متمرکز بود و به لطف مراوده آزاد در دریای چین شرقی رشد چشمگیری داشت.
شیلا (در جنوب) در ابتدا بازرگانی اندکی داشت و بخش عمده واردات و صادراتش را پس از مدتی از طریق گداخته‌های نظامی (کسب گلوگاه هان‌رور) مدیریت کرد. دهه‌های پایانی گوگوریو همزمان با اوج دوران طلایی دودمان تانگ بود که اقتصاد بسیار پیشرفته‌تری بر پایه سکونت ثابت، نظام مشاع و شبکه وسیع بازارها داشت. در دولت تانگ، معاملات بر پایه پول منظم و جاده‌های متصل (جاده ابریشم) انجام می‌شد و ساختار مالیاتی پیچیده‌ای برقرار بود. در نتیجه، اقتصاد گوگوریو که بیشتر بر خودکفایی جنگی و صنایع دستی محل متمرکز بود، از نظر کالایی و تکنیکی از اقتصاد برآمده از تانگ عقب‌تر بود. با این حال، این تفاوت‌ها موجب شد تا هر یک از این کشورها به نیاز به تجارت میان یکدیگر اهمیت دهند.

## علم و دانش
در کره نخستین مؤسسه آموزشی رسمی توسط گوگوریو با عنوان «ته‌هاک» (مدرسهٔ عالی کنفوسیوسی) بود که درسال ۳۷۲ میلادی توسط پادشاه سوسوریم تأسیس شد. این آکادمی، تحت تأثیر فرهنگ دودمان جین شرقی چین ساخته شده بود و تنها فرزندان اشراف (نجیب‌زادگان) را به‌عنوان دانش‌آموز می‌پذیرفت. در ته‌هاک، متون کنفوسیوسی، کتاب‌های تاریخ و متونی برای آموزش زبان چینی به‌عنوان منابع درسی به کار می‌رفت و معلمان آن «هنرمندان» یا «دانشمندان بزرگ» (هاکجا، اصطلاحی شبیه استادان «دانش‌بنیاد») نامیده می‌شدند. علاوه بر مدرسهٔ مرکزی ته‌هاک، گوگوریو در سراسر کشور «مدارس دهستانی خصوصی» (مصطلحاً گیونگدانگ) نیز تأسیس کرد. این مدارس دهستانی که نوجوانان مجرد خاندان‌های اشرافی و حتی برخی خانواده‌های عادی را گرد هم می‌آوردند، به تعلیم متون کنفوسیوسی و تاریخ و همچنین آموزش تیراندازی مشغول بودند؛ بنابراین نظام آموزشی رسمی گوگوریو متمرکز بر پرورش کارگزاران حکومتی با مبانی کنفوسیوسی بود؛ در حالی که آموزش غیررسمی بیشتری نظیر تمرین‌های رزمی و آیین‌های مذهبی ممکن است در معابد و آموزشگاه‌های محلی انجام می‌شد. منابع تاریخی چین مانند «کتاب کهن تانگ» و «کتاب جدید تانگ» از «گیونگدانگ» به‌عنوان مدرسه‌ای برای جوانان مجرد پیش از ازدواج گوگوریو نام می‌برند که در آن‌ها نوجوانان قبل از ازدواج به مطالعهٔ متون کنفوسیوسی و تمرین تیراندازی می‌پرداختند.

### دانشمندان، متفکران و مربیان برجسته
به دلیل از بین رفتن منابع، هیچ نام مشخصی از دانشمندان یا فیلسوفان بومی گوگوریو در منابع تاریخی باقی نمانده است. تنها اشاره‌ها به انتقال دانش و ایده در قالب افراد مذهبی یا استادان کلی است. برای مثال منابع چینی گزارش می‌دهند که پادشاه سوسوریم در سال ۳۷۲ با واسطه فرستادگان بودایی چین (دولت «کیانگ» سابق) بودیسم را پذیرفت و معابد احداث کرد؛ در این ماجرا «راهب ساندو» (از چین) و «راهب آدو» (اصالتاً گوگوریو) به همراه تعدادی دستورها و متن‌های بودایی وارد کشور شدند. این سرشناسایان دینی بیشتر کار انتقال معرفت بودایی را انجام دادند. در رشتهٔ تعلیمات رسمی نیز، استادان آکادمی کنفوسیوسی گوگوریو «دانشمندان بزرگ» یا هاکجا نامیده می‌شدند که ظاهراً متون چینی را تدریس می‌کردند. با این حال، هیچ‌یک از این معلمان در منابع با نام شناخته نمی‌شوند. برخلاف دولت باکجه که مؤسسات آموزشی و گروه‌هایی از «دانشمندان بزرگ» را برای ریاضیات، داروشناسی و نجوم به ژاپن می‌فرستاد، در منابع تاریخی چنین تبادلات رسمی که مرتبط به گوگوریو باشند وجود ندارد.

### اصلاحات آموزشی و فرهنگی پادشاهان
مهم‌ترین اصلاح آموزشی و فرهنگی گوگوریو در زمان پادشاه سوسوریم (۳۷۱–۳۸۴ م) انجام شد. وی درسال ۳۷۲ میلادی بودیسم را به‌عنوان دین رسمی پذیرفت و به حکومت مرکزی مشروعیت بخشید.
در همان سال، «ته‌هاک» (آکادمی ملی کنفوسیوس) را برای تربیت فرزندان اشراف برپا کرد و در سال بعد (۳۷۳ م) قانون‌مداری متمرکز با مجموعه قوانین مدون (ویلیونگ) را ابلاغ نمود. این اقدامات پایه‌های فکری و حقوقی دولت متمرکز گوگوریو را تقویت کرد. در دوره‌های بعد، شاهان بزرگ مانند گوانگ‌گه‌تو بزرگ (۳۹۱–۴۱۲ م) و جانگسو (۴۱۳–۴۹۱ م) موفقیت‌های نظامی بسیاری داشتند؛ جانگسو به‌ویژه پس از انتقال پایتخت به پیونگ‌یانگ (۴۲۷ م) ساختار سیاسی و اقتصادی را تکمیل کرد و «نظم و ترتیبات نهادی» گوگوریو را به بهترین وجه تثبیت نمود. با این حال مستندات تاریخی از اصلاحات آموزشی مشخصی در زمان جانگسو یا پادشاهان بعدی یاد نکرده‌اند. پادشاه یونگ‌یانگ (۵۹۰–۶۱۸ م) نیز جنگ‌های موفقیت‌آمیزی علیه دودمان سویی داشت (جنگ‌های گوگوریو–سویی)، اما در منابع جدید الگوی تازه‌ای از توسعهٔ آموزش گزارش نشده است. به‌طور کلی، تنها دوره‌ای که شواهد مکتوب در مورد اصلاحات فرهنگی و آموزشی بارز داریم، زمان پادشاه سوسوریم است.

### وضعیت و توسعه علوم گوناگون

#### نجوم و تقویم
مراسم نجومی در نقاشی‌های سقف بعضی از آرامگاه‌های گوگوریو به تصویر کشیده شده است؛ برای مثال آثار باستان‌شناسی نشان می‌دهند که در نقاشی‌های برخی مقبره‌های قرن ۴–۶ میلادی، صورت‌های فلکی معروف همچون دب اکبر یا پلیادها به چشم می‌خورد. همین آثار نشان می‌دهد که دانش ستاره‌شناسی و رصد نجوم در میان نخبگان گوگوریو وجود داشته است. همچنین منابع تاریخی کره‌ای گزارش می‌دهند که در سال ۶۲۴ (دوره پادشاه یونگ‌نیو) گوگوریو تقویم چین (تقویم وویی‌شان) را از دودمان تانگ تحویل گرفت. بدین‌ترتیب، گوگوریو از نظام تقویمی پیشرفته چینی بهره‌مند شد و می‌توان نتیجه گرفت که دانش نجومی و تقویمی چین در این دوره، برای تنظیم سال و برنامه‌های کشاورزی به‌کار می‌رفت.

#### پزشکی و داروشناسی
هیچ سند مستقلی از طب یا داروسازی اختصاصی گوگوریو در دست نیست. مشاهدات تاریخی نشان می‌دهد که تبادل دارویی و گیاهی بین چین و کره جریان داشته، اما جز روایت‌های کلی، نشانه‌ای از دانش پزشکی منظم در گوگوریو باقی نمانده است زیرا اسناد در زمان نابودیش از بین رفتند. (در مقایسه، پادشاهی همسایه یعنی بکجه دارای عالمان طب شناخته‌شده‌ای بود که به ژاپن فرستاده شدند)

#### ریاضیات
نظام عددی یا معادلات منظم خاصی از گوگوریو گزارش نشده است. احتمالاً تعلیمات ریاضیات در حد محاسبات روزمره و متأثر از متون چینی، مشابه دیگر قلمروها بوده است.

#### جغرافیا
توسعهٔ قلمرو گوگوریو تا رود آمور در منچوری و جنوب شبه‌جزیره کره نشانگر آگاهی جغرافیایی نسبتاً پیشرفته‌ای بود. سنگ یادبود گوانگ‌گه‌تو بزرگ نام بسیاری از نواحی اشغالی را فهرست می‌کند و این خود گواه شناخت سرزمینی گسترده از سوی آنان است. اما شرح علم جغرافیای طبیعی یا دانش نقشه‌برداری در متون یافته نشده است.

#### نظام فکری، دین و فلسفه
آموزه‌های کنفوسیوس و بودا کانون زندگی فکری در گوگوریو بودند. پذیرش بودیسم درسال ۳۷۲ میلادی همراه با تأسیس آکادمی کنفوسیوسی نشان می‌دهد که دو مکتب عقلی بزرگ چین برای حفظ ثبات حکومتی و اخلاق اجتماعی در این دوره برجسته شدند. آیین‌های شمن‌باوری محلی پیشین نیز وجود داشته، اما شواهد مکتوبی از آن در باقی‌مانده نیست. به‌طور کلی، فلسفه و مذهب گوگوریو ترکیبی از بودایی، کنفوسیوسی و آموزه‌های ادیان شرقی بود که به تثبیت قدرت مرکزی کمک می‌کرد.

### تأثیر تعاملات علمی با دیگر فرهنگ‌ها
ارتباط نزدیک سیاسی و فرهنگی با چین بزرگ‌ترین منبع اثر علمی و فکری برای گوگوریو بود. همان‌طور که ذکر شد، معرفی بودیسم و کنفوسیوس در سال ۳۷۲ با واسطه گروهی از راهبان و اندیشمندان چینی انجام گرفت. افزون بر این، در قرن هفتم میلادی پایتخت جدید گوگوریو (پیونگ‌یانگ) به حکومت تانگ تقویم و دستورهای نجومی درخواست کرد و دریافت نمود. در جنوب شرقی آسیا، دو پادشاهی هم‌عصر (بکجه و شیلا) با ژاپن ارتباط علمی داشتند؛ برای نمونه باکجه چند متخصص کنفوسیوس، طب و تقویم را به ژاپن فرستاد. اما شواهدی از تبادل علمی مستقیم بین گوگوریو و ژاپن دیده نشده است. در شمال غربی، گوگوریو با قبایل نوماد منچوری و مغولی (خیتان، ترگول و روآن) در ارتباط نظامی بود؛ هرچند اطلاعاتی از نقل دانش نجومی یا دارویی از این راهبان نیست. در مجموع، بیشتر تأثیر علمی بر گوگوریو از چین و فرهنگ چینی بود؛ آثاری که امروزه باقی است عمدتاً به زبان چینی نوشته شده و نمایانگر انتقال دانش از چین به حاکمان گوگوریو است.

## جمعیت
در کتاب‌های جدید و قدیم تانگ و همچنین سامگوک ساگی، جمعیت گوگوریو هنگام سقوط این امپراتوری، ۷۰۰ هزار خانوار ثبت شده است. این آمار در کتاب قدیم تانگ، سامگوک ساگی و سالنامه‌های سلسله چوسون نیز به عنوان رکورد شمارش خانوار گوگوریو ذکر گردیده است. در این میان تأیید شده‌ترین نظریه، نظریه همگانی (بیش از ۳ میلیون تا ۴ میلیون) است، زیرا در کتاب‌های معتبر آن زمان، این تعداد نوشته شده است.
محاسبه جمعیت در آن دوره، به ازای هر خانوار (۳۵۴۳ نفر / ۷۶۳ خانوار) بود.
اگر جمعیت گوگوریو را بین ۳ تا ۴ میلیون نفر در نظر بگیریم (۲۰۰ هزار نفر در ۲۸۲۰۰ خانوار تا ۲۰۰ هزار نفر در ۳۸۲۰۰ خانوار)، این رقم حتی می‌تواند از ۶ میلیون نفر هم فراتر رود. هرچند این تعداد نسبت به جمعیت خانوارهای سلسله‌های جنوبی چین (۵۰۰ تا ۹۰۰ هزار خانوار) و سلسله وی (۶۶۰ هزار خانوار) زیاد به نظر می‌رسد، اما باید توجه داشت که به علت جنگ‌های پی‌درپی و عقب‌نشینی مرزها پس از شورش عمامه‌زردها، جمعیت خانوارها در سلسله‌های وی، جین، جنوبی و شمالی به یک‌دهم جمعیت سلسله هان متأخر، که حدود ۵۰ میلیون نفر بود، کاهش یافت. بسیاری از مردم به دلیل جنگ و آشوب، به پناهندگی یا راهزنی روی آوردند و جمعیت واقعی با آمار ثبت‌شده تفاوت چشمگیری داشت.
برای نمونه، در سال ۱۴۰ میلادی، جمعیت فرمانداری نانیانگ در اواخر سلسله هان به ۲٫۴ میلیون نفر و جمعیت فرمانداری ییژو حتی از ۷٫۲ میلیون نفر هم فراتر رفت؛ بنابراین، اگر جمعیت گوگوریو را ۷۰۰ هزار خانوار و ۳٫۵ میلیون نفر در نظر بگیریم، تراکم جمعیت آن در واقع پایین است. اگر بخواهیم جمعیت گوگوریو را با توجه به اختلاف زیاد تعداد خانوارهای سلسله‌های جنوبی و شمالی کمتر از واقعیت برآورد کنیم، ناگزیر دچار خطا خواهیم شد. بر پایه بخش جغرافیای کتاب هان، جمعیت سه فرمانداری ناکرانگ، لیائودونگ و لیائوژی تنها در سال ۲ میلادی بیش از یک میلیون نفر بوده است، که در نوع خود بسیار بالا می‌باشد.
شکاف زیادی بین حداکثر و حداقل مقادیر برای تخمین جمعیت گوگوریو وجود دارد، از جمله نظریه کمتر از ۱ میلیون نفر که توسط مورخان چینی و لی اوک، یون جونگ جو و غیره ارائه شده است، نظریه ۱ میلیون نفر که با مراجعه به یادگارهای سه پادشاهی یا سوابق چینی از قرن اول تا سوم مورد انتقاد یا اصلاح قرار گرفته است، و نظریه بیش از ۵ میلیون یا حتی نظریه بیش از ۷ میلیون نفر که توسط مورخان کره شمالی مانند سون یونگ جونگ و چائه هوی گوک و برخی از محققان کره جنوبی مانند کیم یونگ من ارائه شده است.
با این حال در بین نظریه‌های مختلف از بیشتر یا کمتر بودن جمعیت، قالبا جمعیت بیش از ۳ میلیون نفر در نظر گرفته می‌شود که نظریه ای مطمئن است.
با در نظر گرفتن جمعیت گوگوریو در قرن ۱ که از یک میلیون نفر فراتر رفته بود، بسیار قانع کننده است که جمعیت گوگوریو حداقل تا زمان سقوطش، بیش از سه میلیون نفر بوده باشد.

### نظریه اقلیت
اگر هر خانوار را معمولاً پنج نفر در نظر بگیریم، جمعیت گوگوریو از ۱۵۰ هزار نفر تا بیش از ۳ میلیون نفر برآورد می‌شود. برخی تاریخ‌نگاران می‌گویند بکجه ۷۶۰ هزار خانوار (یعنی ۳٫۸ میلیون نفر) و شیلای تنها در پایتختش، گیونگجو، ۱۷۸٬۹۳۶ خانوار (حدود ۹۰۰ هزار نفر) جمعیت داشته است. این اعداد آشکارا اغراق‌آمیزند و نویسنده معتقد است که در اینجا «خانوار» باید به معنای «نفر» تفسیر شود؛ زیرا در یکی از منابع کشور کره جنوبی آمده که گوگوریو ۲۱۰٬۵۰۸ خانوار (حدود ۱ میلیون نفر) و بکجه ۱۵۲٬۳۰۰ خانوار (حدود ۷۶۱٬۵۰۰ نفر) داشته که این ارقام با تعداد خانوارهای ذکرشده در کتاب «گودانگ‌سو» همخوانی دارد.
دلیل دیگر این باور آن است که در میانه قرن یازدهم، کل جمعیت شبه‌جزیره کره ۲٫۱ میلیون نفر و در قرن هفدهم کمی بیش از ۵ میلیون نفر بوده است؛ بنابراین، این ادعا که جمعیت در عصر سه پادشاهی بیش از ۸ میلیون نفر بوده و سپس در فاصله قرن هفتم تا یازدهم به حدود ۵ میلیون نفر کاهش یافته، از نظر ریاضی غیرممکن است. با توجه به همه این نکات، روشن است که در پایان دوره گوگوریو، نه ۶۹۷٬۰۰۰ خانوار، بلکه ۶۹۷٬۰۰۰ نفر زندگی می‌کرده‌اند.

### نظریه همگانی
معمولاً بدون تردید، عدد ۷۰۰ هزار خانوار برای جمعیت گوگوریو پذیرفته می‌شود و رایج است که برای برآورد جمعیت کل، این عدد را در تعداد افراد هر خانوار ضرب می‌کنند.
اما با توجه به آمار جمعیتی که در کتاب هان دربارهٔ فرمانداری‌های هان و جمعیت شمال شبه‌جزیره کره و منچوری در قرن سوم آمده، این رقم از ۱ میلیون نفر فراتر می‌رود و حتی همین هم سرشماری کاملی نیست. چون وسعت سرزمین‌ها در دوره سه پادشاهی و دوره‌های بعدی متفاوت بوده و نمی‌توان یک فرمول ثابت را برای همه دوره‌ها به کار برد. همچنین تخمین جمعیت در دوره‌های گوریو و چوسون هم چندان دقیق نیست و باید توانایی نظامی گوگوریو را هم در نظر گرفت، پس انتقادهایی به نظریه جمعیت کم و برآورد جمعیت گوگوریو وجود دارد.
جو سانگ هیون با بررسی این موضوع اشاره می‌کند که بیش از ۲۵٪ مردم گوگوریو سرباز بودند و این سربازان از سال ۶۴۰ تا ۶۷۰ میلادی، به مدت ۳۰ سال بدون تعویض خدمت کردند. حتی اگر فرض کنیم تعداد کشته‌شدگان یا اسیرشدگان توسط سلسله تانگ، کل سربازان گوگوریو بوده، باز هم جمعیت گوگوریو باید بیش از ۱٫۶ میلیون نفر باشد و عدد ۷۰۰ هزار خانوار حتی در دوره چوسون هم بررسی شده است. برخی بر این باورند که جمعیت گوگوریو باید بیش از ۳ میلیون نفر بوده باشد.
در این زمینه تفاوت دیدگاه‌هایی وجود دارد؛ مثلاً برخی می‌گویند ۷۰۰ هزار خانوار، جمعیتی نیست که توسط تانگ شمارش شده، بلکه مربوط به دوران اوج یا پیش از جنگ‌های گوگوریو-سوئی و گوگوریو-تانگ است. یا اینکه حدود ۷۰۰ هزار نفر از مردم گوگوریو و بقیه خارجی بوده‌اند. همچنین نظریه‌هایی هست که جمعیت ثبت‌شده هنگام سقوط، فقط بخشی از کل جمعیت گوگوریو را نشان می‌دهد و برخی از این موارد در نظریه اکثریت بررسی شده‌اند.
در مجموع، معمولاً جمعیت گوگوریو را در یک دوره خاص یا در پایان آن، با ضرب تعداد افراد هر خانوار در ۴ تا ۶ نفر، حدود ۳ تا ۴ میلیون نفر تخمین می‌زنند.

### نظریه مقیاس بزرگ
گرچه معمولاً گفته می‌شود جمعیت گوگوریو هنگام سقوط ۶۷۰ هزار خانوار بوده، اما این تنها برآورد سلسله تانگ است و جمعیت واقعی احتمالاً بیشتر بوده است. با این حال، شمار واقعی گوگوریویی‌های اصیل احتمالاً حتی به ۵ میلیون نفر هم نمی‌رسیده است.
در منابع رایج، با توجه به توانایی نظامی گوگوریو، فرضیه‌ای وجود دارد که جمعیت آن بیش از ۳ میلیون نفر بوده است، اما برخی محاسبات محتاطانه‌تر، با فرض ۱۰۰ هزار سرباز از جمعیت ۳٫۵ میلیون نفری و دوره خدمت طولانی، عدد را کمتر در نظر می‌گیرند. به‌طور سنتی، برای بسیج ۳۰۰ هزار سرباز، باید دست‌کم ۱ میلیون نیروی نظامی و حدود ۱ میلیون خانوار وجود داشته باشد.
در حالت عادی، اگر فقط ۵٪ جمعیت یک کشور به ارتش ملحق شوند، این عدد نزدیک به حد نهایی است. در مورد بکجه هم همین نسبت لحاظ می‌شود. همچنین، باید توجه داشت که تانگ فقط بخش غربی گوگوریو را اشغال کرده بود و جمعیت گوگوریو، پس از جنگ‌ها کاهش یافته بود، بنابراین رقم ۷۰۰ هزار خانوار باید حداقل جمعیت گوگوریو در نظر گرفته شود نه تمام آن، زیرا جمعیت گوگوریو فراتر از نظریه کتاب تانگ بوده است، زیرا تانگ با احتساب جمعیت اشغال شده گوگوریو این تعداد را عنوان کرده است.
برخی پژوهشگران معتقدند رقم ۷۰۰ هزار خانوار، همان خانوارهای مشمول مالیات و نظام وظیفه است و تعداد خانوارهای واقعی (طبیعی) حدود ۱٫۵ میلیون خانوار (یعنی جمعیتی حدود ۷ تا ۸ میلیون نفر) بوده است. این دیدگاه نقطه مقابل فرضیه جمعیت ۱ میلیون نفری است. حتی در دوره چوسون نیز تعداد خانوارهای واقعی بیشتر از خانوارهای کلی ثبت‌شده بود و دولت هم به این موضوع آگاه بود.
البته، دربارهٔ این فرضیات انتقادهایی هم وجود دارد، مثلاً اینکه توان نظامی گوگوریو شاید برای بزرگ‌نمایی موفقیت‌های ارتش تانگ اغراق شده باشد، یا اینکه اصلاً آیا چنین جمعیتی برای یک دولت باستانی در شمال کره و منچوری ممکن بوده یا نه. به‌ویژه دیدگاه (جمعیت بسیار بالا) به دلیل اختلاف با سایر پژوهش‌ها و منشأ آن در پژوهش‌های کره شمالی، در کره جنوبی چندان مورد استناد قرار نمی‌گیرد.

## ارتش

### گه‌ماموسا؛ سواره نظام قدرتمند

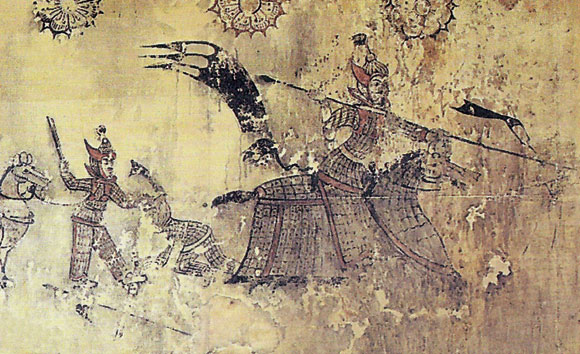
یک زره پوش گوگوریویی گه‌ماموسا

گه‌ماموسا (کره‌ای: 가에마무사; هانجا: 鎧馬武士) ارتش سواره نظام گوگوریو است است که در منابع کهن کره‌ای برای سواره‌نظام سنگین زره‌پوش به کار رفته است. این واژه به معنی «جنگجویی که تمام بدنش پوشیده از آهن است» می‌باشد، کاتاگرافت گوگوریو و کاتاگرافت امپراتوری ایرانی اشکانیان بسیار به هم شباهت دارند.
از سده سوم میلادی، به دلیل وجود معادن آهن در منطقهٔ لیاونینگ، گوگوریو به ساخت زره‌های فولادی پیشرفته پرداخت. نقاشی‌های دیوارنگارهٔ مقبره‌ها (مثل آرامگاه آناک شماره ۳) از اوایل سده چهارم نمایانگر سربازان و اسبانی با زره و کلاه‌خود آهنی‌اند. در دوره‌های اوج گوگوریو – به ویژه در زمان امپراتور گوانگ‌گه‌تو بزرگ (حدود ۳۹۱–۴۱۳ میلادی) – این سواره‌نظام سنگین توسعه یافته و نیروی ضربت اصلی لشکر محسوب می‌شد.
همزمان با فتوحات گستردهٔ امپراتور گوانگ‌گه‌تو بزرگ، اغلب فرماندهی این یگان‌ها را خود او به عهده داشت و لشکر سنگین زره‌پوش، در فتح مناطقی همچون: بکجه، کنفدراسیون گایا و مهاجمان ژاپنی نقشی تعیین‌کننده داشت.
پس از گوانگ‌گه‌تو بزرگ نیز پسرش جانگسو بیستمین فرمانروای گوگوریو در ابتدا شیلا در سال ۴۶۸ میلادی به شیلا حمله کرد سپس در ۴۷۵ میلادی بکجه را تسخیر و نهایتاً در ۴۸۹ میلادی بار دیگر به شیلا تاخت و تاز کرد و پیروز شد و بدین ترتیب شیلا تا سال‌ها خراجگزار امپراتوری گوگوریو شد.

### ساختار زره‌ها و تسلیحات
تجهیزات گه‌ماموسا به شکلی طراحی شده بود که همزمان اسب و سوار را در برابر ضربات کشنده محافظت کند. بر اساس منابع باستانی و مطالعات باستان‌شناسی، ویژگی‌های اصلی آن عبارت بودند از:
1. وزن کلی:مجموع زره کامل سوار و زره اسب حدود ۶۵–۷۵ کیلوگرم برآورد می‌شود.
2. زره بدنی: ترکیبی از صفحات فلزی (چالگاپ) بر روی هم چسبیده بود که تنه، سر و قسمت‌های پایین بدن سوار را کامل می‌پوشاند. این صفحات کلفت و فولادی با ضربات متعدد کوبیده شده و سخت‌افزاری محکم به وجود می‌آوردند.
3. زره اسب: اسبان حامل گه‌ماموسا نیز زره‌پوش بودند. نقاشی‌های دیواری و نمونه‌های موزه‌ای نشان می‌دهند کلاهک فلزی مخصوصی (ماپیونگاپ) روی سر اسب را می‌پوشانید و حفاظت می‌کرد. پوشش‌های بلند فلزی بدن اسب را می‌پوشاند تا زیر زین و کمر حیوان نیز محافظت شوند. برای مچ و پاهای اسب نیز نوارهای فلزی معوج نصب می‌شد. بدین ترتیب، سر، گردن و بدن اسب تا زیر زین کاملاً زرهی بودند و فقط سم‌ها بدون پوشش می‌ماندند.
4. تسلیحات: سلاح اصلی گه‌ماموسا نیزه‌ای بلند (سخ) بود که برای شکستن خطوط دشمن و حمله از فاصله طراحی شده بود. در کنار نیزه، شمشیرهای بلند (مانند 환두대도) یا سنبه کوتاه در کمر همراه داشتند تا درگیری نزدیک را به‌عهده بگیرند. برخی منابع اشاره کرده‌اند که ممکن است از کمان نیز استفاده می‌کرده‌اند، اما وظیفه اصلی آنها نیروی ضربت در نبرد روان جنگ بود.

### نقش جنگی و مشارکت در نبردها
گه‌ماموسا در صفوف سنگین لشکر گوگوریو قرار می‌گرفت و در نبردهای هجومی و تدافعی نقشی کلیدی داشت.
در فتوحات امپراتوری گوگوریو، این سواره‌نظام پیشتاز حملات بود و خطوط دشمن را می‌شکست. برای مثال در فتح مناطق همسایه (شیلا، بکجه، گایا، بویو، مناطق مختلف چین و حتی در برابر یورش‌های ژاپن) فرمانروایان گوگوریو و به‌ویژه گوانگ‌گه‌تو بزرگ شخصاً رهبری گه‌ماموسا را بر عهده داشتند. در نبردهای دفاعی نیز بر اساس دیوارنگاره‌های گوگوریو، این سواره‌نظام در ستون جلویی حرکت می‌کرد و مانع پیشروی دشمن می‌شد. به‌عنوان مثال، در دیواره‌نگاره‌های آرامگاه‌های آناک و توکهونگ‌رینگ، گه‌ماموسا همیشه در ردیف نخست جلوی ارابهٔ پادشاه و شاهزادگان دیده می‌شود و در صف مقدم می‌راند. همین ساختار به آنها اجازه می‌داد در میدان نبرد مانند نفربر زرهی عمل کنند؛ یعنی با عبور از میان رگبار تیر و تبر دشمن، راه را برای پیاده‌نظام و سواره‌نظام سبک‌تر باز کنند.
در جنگ‌های مشهور دورهٔ پایانی گوگوریو نیز، مانند جنگ‌های گوگوریو–تانگ در میانهٔ قرن هفتم، احتمالاً همچنان از گه‌ماموسا استفاده می‌شد. هرچند منابع مستقیم کمیاب است، اما می‌توان پذیرفت که وظیفهٔ شکستن خطوط تانگ و متفرق کردن دشمن به این واحد واگذار می‌شد. (در نبرد معروف آنشی در سال ۶۴۵ میلادی، هرچند گوگوریو نهایتاً پیروز شد، نقشی که سواره‌نظام سنگین در دفاع و ضدحمله داشت برجسته گزارش شده است)
نیروی نظامی گوگوریو برخلاف ساختار عشیره‌ای اولیه، در دوره‌های بعدی خود تحت فرمان مرکزی و سازمانی یکپارچه بود. پژوهش‌ها نشان می‌دهند که امپراتور گوگوریو فرمانده اصلی جنگی بود و حتی پادشاه «گوآن‌یانگ» (کاهرافنگ) عنوان «فرمانده عالی (征東大將軍)» دریافت کرد. در دوره گوانگ گائتو بزرگ (۳۹۱–۴۱۲ م)، ارتش به ششگان اصلی (شناساگر، سنگین‌سواران، پیاده‌سربازان، تیراندازان، توپ‌بران و گارد) تقسیم و تحت فرماندهی متمرکز سازمان یافت؛ خود پادشاه شخصاً نیروی اصلی را هدایت می‌کرد.
- پرسنل فرماندهی: در سطح عالی، فرماندهانی چون «大模達» (Damo-dal – شبیه به «فرمانده کل») و «末客» (Malgak – نوعی ژنرال) وجود داشتند؛ مثلاً در قرن هفتم میلادی، اقیانوس‌سالار ییوج‌گون از خاندان یئون (연개소문) با لقب «막리지» (Makliji – مقامی نظامی رفیع) به «大模達» منصوب شد و حق فرماندهی عملی ارتش را به‌دست گرفت.این افراد معمولاً از نجبای بزرگ ارتش (大族) بودند. در سطح پایین‌تر، هر استان (部) دارای فرماندهان محلی به نام «욕살» بود که مأمور هماهنگی دفاع منطقه‌ای بودند. در کنار این ساختار رسمی، واحد آموزشی-نظامی «경당 (扃堂)» نیز وجود داشت که جوانان نجیب‌زاده را برای خدمات دولتی و نظامی آماده می‌کرد.

### مأموریت‌ها و نقش در فتوحات
در دوره گوانگ‌گه‌تو بزرگ ارتش گوگوریو بیش از ۵۰ هزار نفر را به درخواست شاه شیلای جنوبی اعزام کرد تا مانع حمله مشترک بکجه و ژاپن شوند؛ این نیرو توانست تا منطقه پایین دست رود نکتونگ (نزدیک پادو) پیشروی کرده و ائتلاف بکجه و ژاپن را شکست دهد.
در همین دوران، گوانگ‌گه‌تو بزرگ از شمال و شرق نیز لشکرکشی‌هایی انجام داد و موفق شد به قبیله‌های موئونگ و رود یالو تا چین میانه حمله کند و موئویگنو (後燕) را پشت مرزهای شمالی بازدارد.
پس از گوانگ‌گه‌تو بزرگ، پسرش امپراتور جانگسو (۴۱۳–۴۵۳ م) با انتقال پایتخت به پیونگ‌یانگ استراتژی خود را به سمت جنوب تغییر داد؛ او توانست در ۴۷۲ م بخش‌های غربی رود یالو را تصرف کند و قلمرو گوگوریو را در شمال شبه‌جزیره کره تثبیت نماید.
در نبردهای کلیدی، گروه ویژه ای (احتمالا چئونگون) به شکل یک واحد خط‌شکن یا گارد ویژه ممکن است بوده باشد. در سلسله فرمان‌های سلطنتی آمده که «نیروی زره‌پوش» ارتش گوگوریو در کنگ‌های مهم جنوبی آشکارترین اثر را بر استراتژی‌های کشورهای همسایه داشت، لذا این گروه به احتمال بسیار در فتح سرزمین‌های بکجه (در دوره گوانگ‌گه‌تو بزرگ و جانگسو) و شیلا (در زمان جانگسو) دفاع در برابر مهاجمان خارجی و کشاندن نبردها تا سواحل شرق به کار گرفته می‌شد.

### آموزش و تمرین
آموزش سربازان و داوطلبان گوگوریو فراتر از مانورهای نظامی مرسوم بود. به گزارش منابع چینی از دوره تانگ، در «경당»، جوانان نجیب خانواده‌های سرشناش برای سال‌ها تحت تعلیم قرار می‌گرفتند. آنان علاوه بر مطالعات کنفوسیوس، مهارت تیراندازی با کمان و مهارت‌های رزمی را فرا می‌گرفتند؛ هدف این بود که این جوانان پس از رسیدن به بلوغ بتوانند یا در دستگاه حکومتی مشغول شوند یا به صفوف ارتش بپیوندند.
به‌طور کلی، پادشاهان گوگوریو شکارهای دسته‌جمعی و تمرینات نظامی را نیز به‌عنوان بخشی از آماده‌سازی ارتش برگزار می‌کردند تا مهارت فردی و آمادگی عملی سربازان را افزایش دهند. دانش نظامی و فنون سوارکاری و تیراندازی در میان سربازان گوگوریو بسیار بالا بود.

### تاکتیک‌ها و استراتژی‌های نظامی
ارتش گوگوریو به داشتن اسب‌سواران سنگین‌زره (عقاب‌سواران) مشهور بود. گزارش‌ها نشان می‌دهد که گوگوریو واحدهای زره‌پوش سواره‌نظام با کیفیت برابر با پادشاهی‌های چین می‌ساخت؛ گوئنگائتو با تشکیل یگان سنگین‌سواره (همراه با توسعه صنعتی فولاد) توانست تا قلعه‌های لیائودونگ را بگیرد و قبایل شمالی مانچوری را وادار به عقب‌نشینی کند.
علاوه بر حمله زره‌پوشان، ارتش گوگوریو از شگردهای غافلگیرانه بهره می‌گرفت؛ برای نمونه، در نبرد معروف سال‌سو (۶۱۲ م) کُـتل سوارت امپراتوری سویی را به کمین انداخت و نابود کرد. در نبردهای سبک‌تر، از رزم ترکیبی کمانداران و نیزه‌داران استفاده می‌شد. منابع تاریخی و باستان‌شناسی نشان می‌دهند که آموزش تیراندازی با کمان در مراکز «경당» بخشی از تربیت نظامی بود.

### تجهیزات و تسلیحات
گوگوریو در ساخت زره و تجهیزات رزمی توانایی بالایی داشت. هنر آهنگری و زره‌سازی این کشور چنان بود که در بسیاری از بازمانده‌های دیرین (مانند مقبره‌ها) تعداد زیادی زره پوست و کلاه‌خود زرهی یافت شده است. مطالعات باستان‌شناختی می‌گوید در مدفن‌های سرداری این عصر انواع و اقسام سلاح سرد از نیزه‌های بلند با سر مثلثی و نیزه‌های برگ‌شکل گرفته تا شمشیرهای تمام‌فلزی، تبرها، و کمان‌های مرکب به چشم می‌خورند.
به گزارش پژوهش‌های ملی کره، در گورهای اشراف، علاوه بر شمشیر و نیزه، «سلاح‌ها، لوازم سوارکاری و زیورآلات» زیادی به عنوان هدایا و متعلقات تدفین یافت شده که تنوع بالای تسلیحات جنگی را نشان می‌دهد. به‌عنوان مثال، یافته‌هایی از آرامگاه‌های گوگوریو زره‌های فلزی لایه‌ای، تیغه‌های بلند شمشیر و ده‌ها سر نیزه مختلف را برجای گذاشته است.

### موقعیت جغرافیایی فعالیت
نیروهای گوگوریو عمدتاً در سرتاسر قلمرو آن از رود یالو در شمال تا نواحی مرکزی شبه‌جزیره کره در جنوب و حتی بخش‌هایی از مانچوری مرکزی مستقر بودند. در دوره قدرتمندی گوانگ‌گائتو، قلمرو گوگوریو تمام شمال کره و بخش‌های بزرگی از منچوری و حتی مناطقی در مغولستان داخلی را در بر می‌گرفت.
از این رو، چئونگون فرضی احتمالاً در مناطق مرکزی حکومت قرار داشته و در خطوط مقدم نبردهای شمالی (مرز با قبایل ترک‌زبان یا چین شمالی) و جنگ‌های جنوبی (در دره رود هان گانگ و ناحیه کمربند جنوب سئول) فعال بود. برای مثال، لشکر اصلی گوگوریو پس از عبور از سرزمین شیلای میانه، تا حاشیه رود نکتونگ (جنوب) پیشروی کرد و دشمنان را شکست داد.
جغرافیای پویای منچوری با کوه‌ها و دشت‌های فراخ، و آبراهه‌های بزرگ رودخانه‌ای از ویژگی‌های مهم منطقه نبرد بود که تاکتیک‌های رزمی را به‌ویژه استفاده از سواره‌نظام سنگین و سنگرهای کوهستانی تحت تأثیر قرار می‌داد.

### ابعاد اجتماعی و فرهنگی
سربازان گوگوریو از طبقات مختلف بودند. بنا بر منابع تاریخی، بخشی از ارتش را نجیب‌زادگان عظیم تشکیل می‌دادند که از طریق خدمات جنگاوری امتیازات اجتماعی می‌گرفتند. مراکز «경당» که محل آموزش جوانان نجیب‌زاده بود، نشان می‌دهد که طبقه اشراف دست‌کم بخشی از نیروهای باارزش را فراهم می‌کرد؛ دانشجویان اغلب از فرزندان خانواده‌های دولتمند و نجیب بودند که هم تحصیلات دیوانی داشتند و هم آموزش نظامی می‌دیدند.
سایر سربازان از میان دهقانان (سربازان ذخیره) و طبقه متوسط روستاها بودند که بر اساس نظام اجباری خدمت (گوشون) به ارتش پیوسته یا به‌عنوان نیروی کمکی فراخوانده می‌شدند. حتی در منابع دوران گوریو (قرن دوازدهم) آمده که قشر «بی‌جونگ» (دهقانان) بیشترین سهم را در صفوف سپاه داشتند.
فرهنگ نظامی گوگوریو همواره با فرهنگ غنی و تعامل شرق و غرب آمیخته بود. هنر و معماری این عصر، به‌ویژه در نقاشی‌های دیواری مقبره‌ها، تصاویر متعددی از سربازان زره‌پوش بر اسب و صحنه‌های شکار و رزمی دارد که نشان‌دهندهٔ غرور نظامی و تقدس جنگ است. پژوهش‌های امروزی یادآوری می‌کنند که فرهنگ پویای گوگوریو، که ترکیبی از سنّت‌های خود و تأثیرپذیری از چین و قبایل همسایه بود، به‌طور گسترده به بکجه و شیلای جنوب نیز منتقل شد و در شکل‌گیری فرهنگ سه‌پادشاهی مؤثر بود.

## نبردها

### جنگ‌های گوگوریو–وی
در آشفتگی‌های بعد از سقوط سلسله هان، فرمانداری‌های سابق هان از کنترل رهایی یافتند و توسط جنگ‌سالاران مستقل و مختلف حکمرانی شدند. گوگوریو که با این فرمانداری‌هایی که توسط جنگ‌سالاران خشن هدایت می‌شدند احاطه شده بود، اقدام به بهبود روابط با سلسله به تازگی ایجاد شدهٔ سائو وی در چین نمود و در سال ۲۲۰ به ان کشور خراج فرستاد. در سال ۲۳۸، گوگوریو به منظور نابود کردن فرمانداری لیائودونگ وارد یک اتحاد رسمی با وی شد.
زمانی که لیائودونگ سرانجام به دست سائو وی تصرف شد، همکاری بین گوگوریو و وی از بین رفت و گوگوریو به مرزهای غربی لیائودونگ حمله کرد. این موضوع باعث تحریک وی و ضد حمله آن در سال ۲۴۴ شد. بدین ترتیب گوگوریو در سال ۲۴۲ جنگ‌های گوگوریو – وی را آغاز کرد و سعی نمود تا با گرفتن یک دژ چینی دسترسی چینی‌ها را از قلمروهای خود در کره قطع کند. اما کشور وی با حمله و شکست گوگوریو پاسخ این اقدام را داد. پایتخت در هواندو در سال ۲۴۴ توسط نیروهای وی نابود شد. گفته می‌شود که پادشاه دونگچون به همراه ارتش نابود شده‌اش برای مدتی به سرزمین اوکجو در شرق فرار کرد. وی مجدداً در سال ۲۵۹ حمله نمود ولی در یانگمِنگ گوک شکست خورد. بر اساس سامگوک ساگی، پادشاه جونگچون ۵٫۰۰۰ سواره نظام سرآمد را جمع‌آوری کرده و سربازان مهاجم وی را شکست داد و هشت هزار نفر از نیروهای دشمن را سر برید و گوگوریو را مجددا سازماندهی نمود.

### درگیری‌های اواخر قرن ششم و هفتم
در اواخر قرن ششم و اوایل قرن هفتم، گوگوریو اغلب با سلسله‌های سوئی و تانگ چین درگیر درگیری نظامی بود. روابط آن با باکجه و شیلا پیچیده و متناوب بین اتحاد و دشمنی بود. همسایه آن‌ها در شمال غربی، ترک‌های شرقی بود که متحد اسمی گوگوریو بودند.

#### از دست دادن دره رودخانه هان توسط گوگوریو
همان‌طور که گفته شد در سال ۵۵۱ پس از میلاد، بکجه و شیلا برای حمله به گوگوریو و فتح دره رودخانه هان، یک منطقه استراتژیک مهم در نزدیکی مرکز شبه جزیره و یک منطقه کشاورزی بسیار غنی، با یکدیگر متحد شدند که درنهایت شیلا بر منطقه تسلط یافت.
جنگ در وسط شبه‌جزیره کره، پیامدهای بسیار مهمی داشت. این امر عملاً بکجه را به ضعیف‌ترین بازیگر شبه جزیره کره تبدیل کرد و به شیلا یک منبع مهم و منطقه غنی از جمعیت را به عنوان پایگاهی برای توسعه داد. درمقابل، این جنگ باعث شد گوگوریو این منطقه تجاری و پرجمعیت را از دست داده و بخشی از قوایش را به‌جای چین صرف جنوب سازد. همچنین به شیلا دسترسی مستقیم به دریای زرد داد و تجارت مستقیم و دسترسی دیپلماتیک را به سلسله‌های چینی باز کرد و پذیرش فرهنگ چینی توسط شیلا را تسریع کرد؛ بنابراین، شیلا می‌توانست کمتر به گوگوریو برای عناصر تمدن تکیه کند و می‌توانست فرهنگ و فناوری را مستقیماً از چین دریافت کند. این شیب فزاینده شیلا به چین منجر به اتحادی شد که برای گوگوریو در اواخر قرن هفتم فاجعه‌بار بود.

#### جنگ گوگوریو–سویی
در اواخر قرن ششم، چین پس از قرنها تحت اتحاد مجدد دودمان سویی درآمد و یکپارچه شد. این امر با هشدار در گوگوریو مواجه شد و پیونگ‌وون با افزایش تدارکات نظامی و آموزش نیروهای بیشتر، آماده‌سازی برای جنگ آینده را آغاز کرد، عناصر قدرت نیز با درایت شاه پس از دهه‌ها ستیز برای حفظ کشور متحد شدند. سویی به مراتب بزرگتر و قویتر از گوگوریو بود، گوگوریو با سلسله حملاتی مناطق جنوبی و دره رود هان را از شیلا پس گرفت بنابراین مرز جنوبی گوگوریو امن بود. در ابتدا اما، گوگوریو سعی کرد با دادن خراج به سویی، همان‌طور که پادشاهی‌های کره تحت سیستم خراجی چین انجام داده بودند، سویی را راضی کند. با این حال، گوگوریو به اصرار بر رابطه برابر با سویی ادامه داد، چیزی که سویی قبول نداشته و آنان را به‌عنوان حاکم زیردست می‌خواست متعاقباً با حفظ عنوان «ته‌وانگ» (امپراتور به زبان کره‌ای) شرق و حملات مداوم آن به قلمرو سویی، دیوان سویی را به شدت خشمگین کرد. علاوه بر این، شیلا و بکجه که هر دو در معرض حملات و تهدید گوگوریو بودند، از سویی برای مقابله با گوگوریو درخواست کمک کردند زیرا هر سه پادشاهی کره می‌خواستند سرزمین‌های دیگران را برای حکومت بر شبه‌جزیره تصرف کنند و این دو تلاش کردند برای دستیابی به این اهداف، لطف سویی را جلب کنند.
تهاجمات گوگوریو و تلاش‌های آن برای برابر کردن روابط با دودمان سویی در تضاد بود و تنش‌ها را افزایش داد. در سال ۵۹۸، گوگوریو یک حمله پیشگیرانه به لیائوژی چین انجام داد که منجر به نبرد لینوگوان و تسلط نسبی بر ایالت همجوار لیائودونگ شد، این امر موجب شد امپراتور ون دستور حمله زمینی و دریایی گسترده‌ای با صدها هزار نفر را بدهد که همگی به شکست منجر شد، در دریا کل قوای سویی با ترکیبی از حملات نیروی دریایی گوگوریو و طوفان غرق شد و امپراتوری سویی نه تنها کل ناوگان خود بلکه بخش قابل توجهی از ناوگان حمل و نقل با کاربرد عمدتاً تجاری را نیز از دست داد و کشور مختل شد. در زمین نیز پس از ماه‌ها زد و خورد به‌علت ناتوانی در غلبه بر ارتش گوگوریو در نبرد مستقیم و غیرمستقیم و بیماری‌های گسترده با تلفاتی سنگین عقب‌نشینی کردند. پس از این وقایع امپراتور ون بنیان‌گذار سویی با گوگوریو صلح کرد و از خواسته‌های خود دست کشیده، دستور داد دیگر بنیان جنگی با آن گذارده نشود و به عبارتی «اسم آن را نشنود» که جمله‌ای معروف در نوشته‌های مورخان و غیر مورخان آن دوره از او در باب گوگوریوست.
با این حال پسرش به‌عنوان دومین و آخرین امپراتور سوئی راه وی را ادامه نداد و با کانال‌زنی و بسیج همه‌جانبه برای فتح گوگوریو آماده شد؛ اولین کارزار سویی علیه گوگوریو در سال ۶۱۲ بود که در آن سویی، طبق تاریخچه سلسله سوئی و دو سامگوک و کتب تاریخ کهن و نوی تانگ، ۳۰ لشکر، حدود ۱٬۱۳۳٬۸۰۰ سرباز رزمی آموزش دیده و مجرب را بسیج ساخته و ۲ میلیون نیروی شبه نظامی، تدارکاتی و سیاه لشکری، پنج‌هزار ادوات محاصره (عمدتاً منجنیق) و پنجاه هزار سواره نظام خبره نیز روانه گوگوریو کرد؛ طول این ارتش هنگام راهپیمایی به ۴۰۰ کیلومتر می‌رسید. او برای ماه‌ها تمامی دژهای گوگوریو را تحت محاصره درآورد اما هیچ‌یک سقوط نکردند و حتی یک قلعه نیز به تصرف درنیامد؛ در امتداد خط استحکامات گوگوریو در رودخانه لیائو، یک یگان متشکل از ۹ ارتش لشکر زره‌پوش و نخبه، حدود ۳۰۵۰۰۰ سرباز، خطوط دفاعی اصلی را دور زدند و به سمت پایتخت گوگوریو در پیونگ‌یانگ حرکت کردند تا به نیروهای دریایی سویی با ۱۲۰ هزار که دارای نیروهای تدارکاتی و ابزار محاصره بودند، برسند.
با این حال، گوگوریو توانست نیمی از کل نیروی دریایی سویی را طی یک کمین در حوالی پیونگ‌یانگ شکست دهد بنابراین هنگامی که ارتش ۹ لشکر سویی سرانجام به پیونگ‌یانگ رسیدند، آذوقه لازم برای یک محاصره طولانی را نداشتند. نیروهای سویی عقب‌نشینی کردند، اما ژنرال اولجی موندوک با فریب دادن سویی به کمین در رود سالسو، نیروهای گوگوریو را به پیروزی رساند. در نبرد سالسو، سربازان گوگوریو آب را از سدی رها کردند که ارتش سویی را شکافت و راه فرار آنها را قطع کرد. گفته می‌شود که از ۳۰۵٫۰۰۰ سرباز اصلی ۹ لشکر سویی، تنها ۲٫۷۰۰ نفر به سوی چین فرار کردند؛ امپراتور یانگ‌گوانگ پس از مشاهده نابودی بهترین لشگران خود و ناتوانی در دستیابی به حتی یک سکونتگاه توسط ارتشهای رده پایین‌تر که تحت فرماندهی شخص خود بودند دستور به عقب‌نشینی داد.
نبرد ۶۱۳ به‌عنوان سومین یورش نیز ناموفق بود اما بخاطر شورش سراسری در چین بخاطر قحطی و فشار سهمگین ناشی از جنگ، سال ۶۱۳ نیز با شورش ژنرال سویی یانگ ژوانگان علیه امپراتور یانگ پایان یافت، پس از سرکوب شورش وی در ۶۱۴ دوباره حمله کرد برای بار سوم، او توانست یک قلعه و خط اولیه استحکامات را فتح کند اما بخاطر شورشی مجدد و گسترده‌تر مجبور شد به چین بازگردد. امپراتور یانگ در حین جنگ داخلی حمله دیگری به گوگوریو برنامه‌ریزی کرد، اما به دلیل وخامت اوضاع داخلی سویی هرگز نتوانست آن را انجام دهد. سویی به دلیل شورش علیه حکومت امپراتور یانگ و تلاش‌های ناموفق او برای تسخیر گوگوریو ضعیف شد. آنها نمی‌توانستند بیشتر حمله کنند زیرا استان‌های واقع در قلب سویی پشتیبانی لجستیکی ارسال نمی‌کردند. شکستهای فاجعه‌بار سویی عامل اصلی فروپاشی آن و جنگ داخلی خونین متعاقب آن بشمار می‌آید.

#### جنگ‌های گوگوریو–تانگ

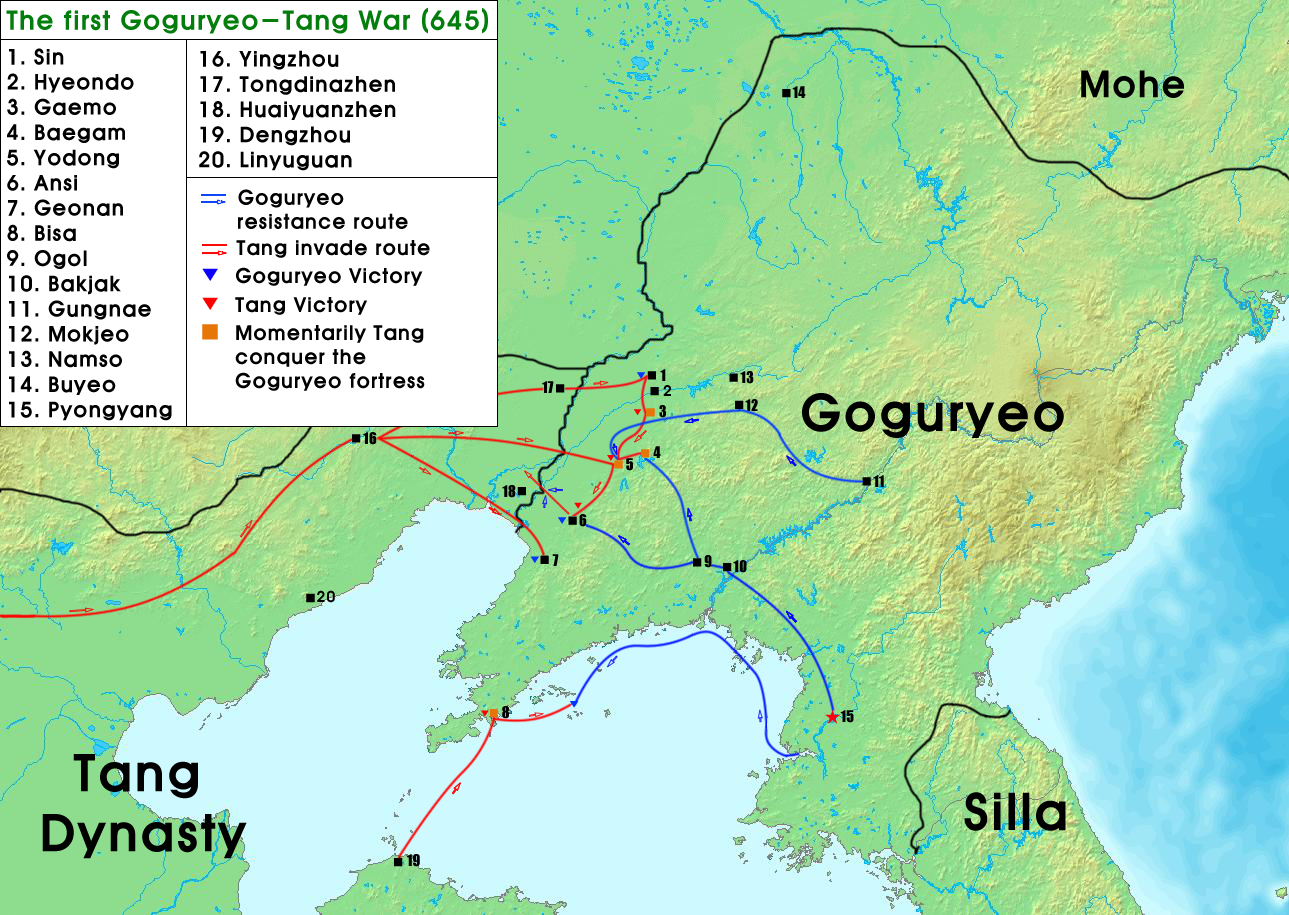
اولین کارزا و عامل اصلی آن به‌شمار می‌رود. در جنگ گوگوریو-تانگ.

در زمستان سال ۶۴۲، پادشاه یونگ‌نیو نسبت به یون گه‌سومون، یکی از اشراف بزرگ گوگوریو، نگرانی داشت و با دیگر مقامات برای کشتن او توطئه کرد. با این حال، یون گه‌سومون خبر توطئه را دریافت کرد و پادشاه یونگ‌نیو و ۱۰۰ مقام را کشت و کودتا را آغاز کرد. او برادرزاده یونگ‌نیو، گو جانگ، را به عنوان پادشاه بوجانگ به تخت سلطنت نشاند، در حالی که کنترل واقعی گوگوریو را به عنوان ته‌مانگنیجی (جنرالیسیمو: به کره ای: 대막리지؛ هانجا: 大莫離支، موقعیتی معادل یک وزیر و منصب دوگانه مدرن در دست داشت). یون گه‌سومون در آغاز حکومت خود موضع آشتی‌جویانه‌ای در قبال تانگ چین اتخاذ کرد. به عنوان مثال، او از تائوئیسم به بهای بودیسم حمایت کرد و به همین منظور در سال ۶۴۳، فرستادگانی را به دربار تانگ فرستاد و از حکیمان تائوئیست درخواست کرد که هشت نفر از آنها را به گوگوریو مهاجرت کنند. برخی از مورخان این کار را تلاشی برای آرام کردن تانگ و خرید زمان برای آماده شدن برای تهاجم تانگ می‌دانند که یون با توجه به جاه‌طلبی‌هایش برای ضمیمه کردن شیلا اجتناب ناپذیر بود.
با این حال، یون گه‌سومون موضعی تحریک آمیز فزاینده در برابر پادشاهی شیلا و تانگ چین اتخاذ کرد. به زودی، گوگوریو با بکجه اتحاد برقرار کرد و به شیلا حمله کرد، دایا سونگ (هپچون امروزی) و حدود ۴۰ قلعه مرزی توسط اتحاد گوگوریو-بکجه فتح شد. از اوایل قرن هفتم، شیلا هم توسط بکجه و گوگوریو که هنوز به‌طور رسمی متحد نشده بودند، مجبور به دفاع شده بود، اما هر دو می‌خواستند قدرت شیلا را در دره هان از بین ببرند. در طول سلطنت پادشاه جینپیونگ، قلعه‌های متعددی به دست گوگوریو از دست رفت و حملات مداوم تلفاتی بر شیلا و مردم آن وارد کرد. در طول سلطنت جین پیونگ، شیلا درخواست‌های مکرر به چین برای حمله به گوگوریو کرد. اگرچه این تهاجمات در نهایت ناموفق بود، در سال ۶۴۳، بار دیگر تحت فشار اتحاد گوگوریو-باکجه، جانشین جین پیونگ، ملکه سوندوک، از تانگ درخواست کمک نظامی کرد. اگرچه تای‌زونگ در ابتدا پیشنهادهای شیلا برای پرداخت خراج و درخواست‌هایش برای اتحاد را به دلیل زن بودن سوندوک رد کرده بود، اما بعداً به دلیل گسترش قلمرو خود در شرق، این پیشنهاد را پذیرفت. در سال ۶۴۴، تانگ آماده‌سازی برای یک لشکرکشی بزرگ علیه گوگوریو را آغاز کرد.
در سال ۶۴۵، امپراتور تای‌زونگ، که جاه‌طلبی شخصی برای شکست گوگوریو داشت و مصمم بود در جایی که امپراتور یانگ شکست خورده بود، موفق شود، شخصاً حمله به گوگوریو را رهبری کرد. ارتش تانگ تعدادی از قلعه‌های گوگوریو، از جمله قلعه مهم یودونگ/لیادونگ (遼東城، در لیائوانگ امروزی، لیائونینگ) را تصرف کرد. در طول اولین لشکرکشی خود علیه گوگوریو، تای‌زونگ به طرز معروفی سخاوتمندانه به ساکنان شکست خورده قلعه‌های متعدد گوگوریو نشان داد و به سربازانش اجازه غارت و به بردگی گرفتن ساکنان را نداد و هنگامی که با اعتراض فرماندهان و سربازان خود مواجه شد، با پول خود به آنها پاداش داد. شهر آنسی (در هایچنگ امروزی، لیائونینگ)، که آخرین قلعه ای بود که شبه‌جزیره لیائودونگ را از کارهای دفاعی مهم پاک می‌کرد و به سرعت تحت محاصره قرار گرفت. در ابتدا، تایزونگ و نیروهایش به پیشرفت بزرگی دست یافتند، زمانی که نیروهای از نظر عددی پایین‌تر او یک نیروی امدادی گوگوریو را در نبرد کوه جوپیل در هم شکستند. شکست گوگوریو در کوه ژوپیل پیامدهای مهمی داشت، زیرا نیروهای تانگ بیش از ۲۰٫۰۰۰ سرباز گوگوریو را کشتند و ۳۶٫۸۰۰ نفر دیگر را اسیر کردند، که ذخایر نیروی انسانی گوگوریو را برای بقیه درگیری فلج کرد. با این حال، دفاع سرسختانه توسط ژنرال فرمانده دژ آنشی (که نامش بحث‌برانگیز است اما به‌طور سنتی اعتقاد بر این است که یانگ مانچون است) نیروهای تانگ را مهار کرد و در اواخر پاییز، با نزدیک شدن سریع زمستان و پایان یافتن منابع او، نیروهای تانگ تحت فرماندهی شاهزاده لی دائوزونگ در آخرین تلاش برای تصرف شهر تلاش کرد تا بارویی بسازد، اما زمانی که نیروهای گوگوریو موفق شدند کنترل آن را به دست بگیرند، ناکام ماند. پس از آن، تایزونگ تصمیم گرفت در مواجهه با نیروهای تقویتی گوگوریو، بدتر شدن شرایط آب و هوایی و وضعیت دشوار عرضه، عقب‌نشینی کند. این کارزار برای چینی‌های تانگ ناموفق بود، پس از یک محاصره طولانی که بیش از ۶۰ روز به طول انجامید، نتوانستند قلعه آنسی را تصرف کنند. امپراتور تایزونگ بار دیگر در سال‌های ۶۴۷ و ۶۴۸ به گوگوریو حمله کرد، اما هر دو بار شکست خورد.

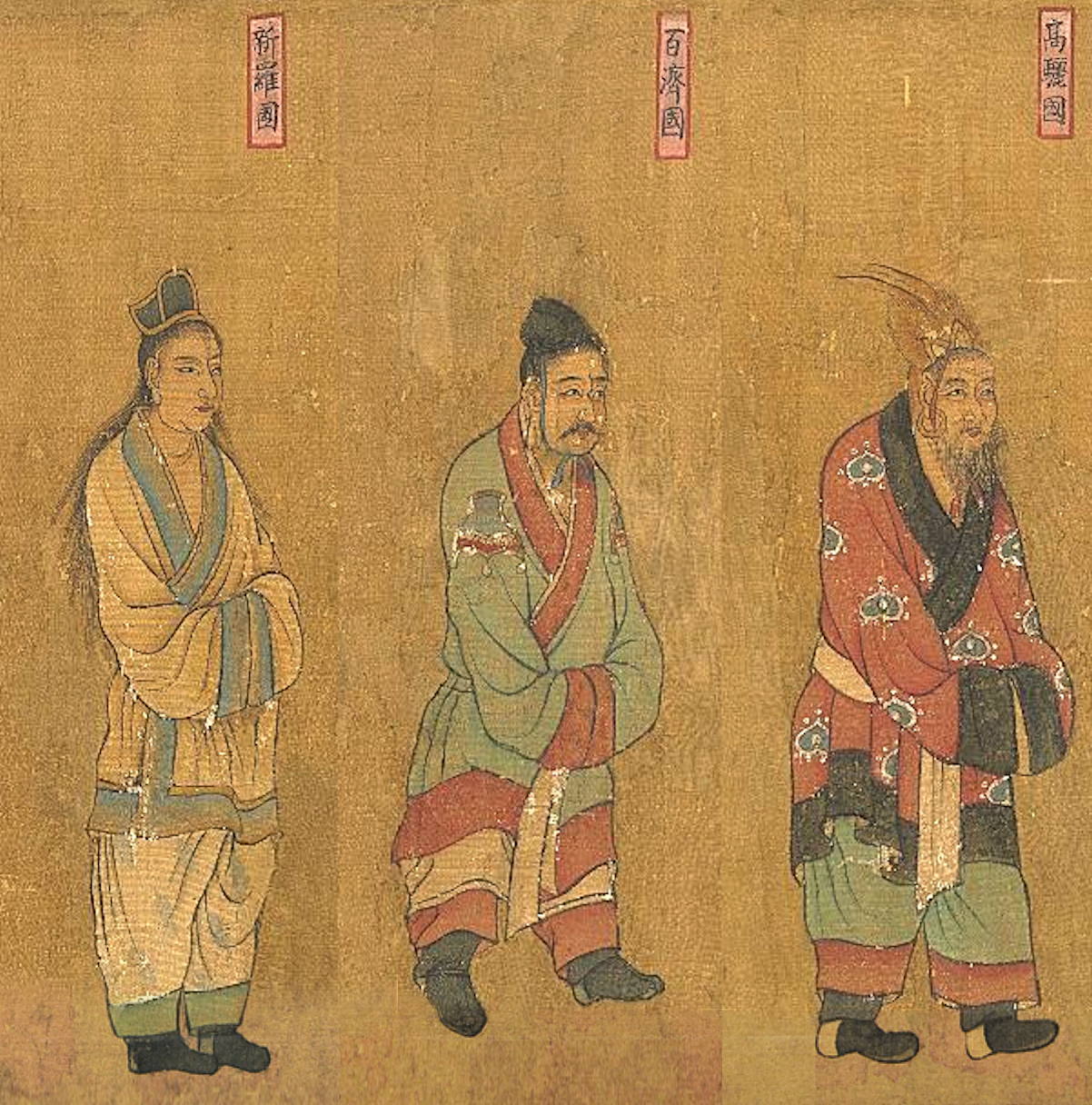
نقاشی فرستادگان سه پادشاهی کره به دربار تانگ: شیلا، بکجه و گوگوریو. پرتره‌های پیشنهاد دوره ای، حدوداً ۶۵۰ پس از میلاد، سلسله تانگ

امپراتور تای‌زونگ تهاجم دیگری را در سال ۶۴۹ آماده کرد، اما در تابستان درگذشت، احتمالاً به دلیل بیماری که در طول لشکرکشی‌های کره ای خود به آن مبتلا شد. پسرش امپراتور گائوزونگ به مبارزات خود ادامه داد. به پیشنهاد کیم چونچو، اتحاد سیلا-تانگ ابتدا بکجه را در سال ۶۶۰ فتح کرد تا اتحاد گوگوریو–بکجه را از بین ببرد و سپس تمام توجه خود را به گوگوریو معطوف کرد. با این حال، امپراتور گائوزونگ نیز نتوانست گوگوریو را به رهبری یون گه‌سومون شکست دهد. یکی از برجسته‌ترین پیروزی‌های یون گه‌سومون در سال ۶۶۲ در نبرد ساسو (蛇水) به دست آمد، جایی که او نیروهای تانگ را نابود کرد و ژنرال مهاجم پانگ شیائوتای (龐孝泰) و هر ۱۳ پسرش را کشت. بنابراین، تا زمانی که یون گه‌سومون زنده بود، تانگ نتوانست گوگوریو را شکست دهد.

#### جنبش‌های احیاگر
پس از سقوط گوگوریو در سال ۶۶۸، بسیاری از مردم گوگوریو با شروع جنبش‌های احیای گوگوریو علیه تانگ و شیلا شورش کردند. از جمله ژئوم موجام، دائه جونگ سانگ و چندین ژنرال معروف بودند. سلسله تانگ تلاش کرد اما نتوانست چندین فرماندهی را برای حکومت بر منطقه ایجاد کند.
در سال ۶۷۷، تانگ بوجانگ را به عنوان "پادشاه چوسون " منصوب کرد و او را به عنوان مسئول فرماندهی لیائودونگ در حفاظت عمومی برای آرام کردن شرق به عهده گرفت. با این حال، بوجانگ در تلاش برای احیای گوگوریو، سازماندهی پناهندگان گوگوریو و متحد شدن با قبایل موهه، به شورش علیه تانگ ادامه داد. او سرانجام در سال ۶۸۱ به سیچوان تبعید شد و سال بعد درگذشت.
حفاظت عمومی برای آرام کردن شرق توسط دولت تانگ برای حکومت و کنترل بر قلمروهای سابق گوگوریو سقوط کرده برقرار شد. ابتدا تحت کنترل ژنرال تانگ خوئه رنگوی قرار گرفت، اما بعداً بوجانگ به دلیل پاسخ‌های منفی مردم گوگوریو جایگزین شد. بوجانگ به دلیل کمک به جنبش‌های احیای گوگوریو به تبعید فرستاده شد، اما فرزندان او جانشین او شدند. نوادگان بوجانگ در همان دوران شورش آن لوشان و شورش لی ژنجی (به کره ای یی جونگ-گی) در شاندونگ از تانگ اعلام استقلال کردند. حفاظت عمومی برای آرام کردن شرق به " گوگوریو کوچک " تغییر نام داد تا اینکه در زمان سلطنت سئون در بالهه جذب شد.
گئوم موجام و آنسونگ برای مدت کوتاهی در قلعه هان (한성، 漢城، در شهرستان چاریونگ امروزی، استان هوانگهه جنوبی) برخاستند، اما وقتی آنسونگ تسلیم شیلا شد، شکست خوردند. گو آنسونگ دستور ترور ژئوم موجام را صادر کرد و به سیلا پناهنده شد و در آنجا مقدار کمی زمین به او داده شد تا بر آن حکومت کند. در آنجا، آنسونگ ایالت بودوک (보덕، 報德) را تأسیس کرد، شورشی را برانگیخت، که به سرعت توسط پادشاه شینمون سرکوب شد. سپس آنسونگ مجبور شد در پایتخت شیلا اقامت کند، عروس شیلا به او داده شد و مجبور شد نام خانوادگی سلطنتی «کیم» را انتخاب کند.
ته جونگسانگ و پسرش ته جویونگ، ژنرال سابق گوگوریو یا رئیس مالگال، پس از سقوط آن در سال ۶۶۸، بیشتر سرزمین شمالی گوگوریو را پس گرفتند و پادشاهی جین (진, 震) را تأسیس کردند که به بالهه تغییر نام داد. بعد از ۷۱۳ در جنوب بالهه، شیلا شبه جزیره کره را در جنوب رود ته‌دونگ کنترل کرد و منچوری (شمال شرقی چین امروزی) توسط بالهه فتح شد. بالهه خود را (به ویژه در مکاتبات دیپلماتیک با ژاپن) جانشین گوگوریو می‌دانست.
در سال ۹۰۱، ژنرال گونگ یه علیه شیلای متحد شورش کرد و بعداً گوگوریو جدید (در سال ۹۱۱ به ته‌بونگ تغییر نام داد) را تأسیس کرد که خود را جانشین گوگوریو می‌دانست. بعدها گوگوریو در مناطق شمالی از جمله سونگاک (که‌سونگ امروزی) که پایگاه پناهندگان گوگوریو بود، سرچشمه گرفت. بعدها پایتخت اصلی گوگوریو در سونگاک، زادگاه وانگ گئون، یک ژنرال برجسته تحت فرماندهی گونگ یه، تأسیس شد. وانگ گئون از نوادگان گوگوریو بود و اصل و نسب خود را به یک قبیله نجیب گوگوریو می‌رساند. در سال ۹۱۸، وانگ گئون گونگ یه را سرنگون کرد و گوریو را به عنوان جانشین گوگوریو تأسیس کرد و ادعای منچوری را به عنوان میراث واقعی گوریو کرد. وانگ گئون در سال ۹۳۶ سه پادشاهی پسین را متحد کرد و گوریو تا سال ۱۳۹۲ بر شبه جزیره کره حکومت کرد.
در قرن دهم، بالهایی سقوط کرد و بسیاری از طبقه حاکم آن و آخرین ولیعهد دای گوانگ هیون به گوریو گریختند. پناهندگان بالهایی به گرمی مورد استقبال قرار گرفتند و توسط وانگ گئون در خانواده حاکم گنجانده شدند، که یک خویشاوندی خانوادگی قوی با بالهایی احساس کرد، بنابراین دو کشور جانشین گوگوریو را متحد کرد.

## سقوط

### دیدگاه مردم
در ابتدا گفته میشود که در نظر مردم کره سقوط گوگوریو غم انگیزترین حادثه میان سه پادشاهی کره است، زیرا این یک سقوط اجباری و برپایه حمله نظامی بود که با خیانت عوامل داخلی و همکاری با جبهه مقابل صورت گرفت، در سپتامبر ۶۶۸ میلادی، پایتخت آن کاملا در آتش سوخت،آنان که مقاومت کردند کشته شدند، مردم بسیاری نیز با زور به تانگ برده شدند، بسیاری نیز در میانهٔ مسیر گوگوریو به تانگ جان باختند، همچنین یکی از بدترین اتفاقات رقم خورده شکست خوردن جنبش های نخستین احیای گوگوریو است که مرتبط با گوم موجام و پادشاه بوجانگ بود، بعد از دستگیری و اعدام گوم موجام و تبعید پادشاه بوجانگ، افرادی که می‌توانستند تاریخ کامل و بدون پرده‌‌پوشانی را به صورت شفاهی در اختیار نویسندگان قرار بدهند نیز اعدام و به قتل رسیدند و بدین گونه تاریخ توسط افرادی نگاشته شد که کاملاً بی‌طرفانه عمل نکردند.و عمدهٔ مطالبی که مرتبط با گوگوریو نگاشته شده، به دلیل فقدان منابع(نابودی اسناد) بیشتر از تاریخ نظامی و روابط خارجی است تا ابعاد مختلف دیگر آن.
بر اساس سنگ نوشته فرزندان وی، یون گه‌سومون در ۶۶۵ یا بر اساس سامگوک ساگی در ۶۶۶ یا بر اساس نیهون شوگی در ۶۶۴ (احتمال می‌رود ۶۶۵ درست‌تر باشد) درگذشت و گوگوریو به دلیل جنگ جانشینی بین پسران و برادر کوچکترش دچار هرج و مرج شد و ضعیف شد. او در ابتدا به عنوان ته‌مانگنیجی، بالاترین مقامی که به تازگی در دوره حکومت یون گه‌سومون به دست آمده بود، توسط بزرگ‌ترین پسرش یون نامسنگ جانشین شد. از آنجایی که یون نامسانگ متعاقباً گشتی را در قلمرو گوگوریو انجام داد، شایعاتی هم مبنی بر اینکه یون نامسنگ قصد دارد برادران کوچکترش یون نامگون و یون نامسان را که مسئولیت آنها را در پیونگ‌یانگ گذاشته بود را بکشد و اینکه یون نامگون و یون را به قتل رساند، منتشر شد. نامسان قصد داشت علیه یون نامسنگ شورش کند. هنگامی که یون نامسنگ متعاقباً مقامات نزدیک خود را به پیونگ‌یانگ فرستاد تا تلاش کنند تا در مورد وضعیت جاسوسی کنند، یون نامگون آنها را دستگیر کرد و خود را ته‌مانگنیجی اعلام کرد و از طرف پادشاه حکم اعدام نامسنگ را صادر کرد. یون نامسنگ پسرش چئون هئون سونگ (泉獻誠) را به تانگ جهت پناهندگی فرستاد، سپس یون نامسنگ نام خانوادگی خود را از یون (淵) به چون (泉) تغییر داد (کلمه یون با نام امپراتور مرتبط بود). امپراتور گائوزونگ این را یک فرصت دید و ارتشی را برای حمله و نابودی گوگوریو فرستاد. در میانه مبارزات قدرت گوگوریو بین جانشینان یون گه‌سومون، برادر کوچکترش، یون جونگتو، به طرف شیلا رفت. از وقایع جاری آن روزها به علت سقوط گوگوریو و آشفتگی اطلاعات اندکی در دسترس است اما تمام کشور دچار تشویش و نزاع و حتی جنگ داخلی شده بود، حکومت مرکزی تضعیف و شهرها و قبایل خود بر خود حکمرانی داشتند که اغلب با کشمکش‌های بسیار همراه بود، جمعیت کشور بخاطر جنگهای مکرر مخصوصاً حملات گاه و بیگاه تانگ در دهه ۴۰ و ۵۰ و ۶۰ کاهش قابل توجه داشته و قحطی ناشی از پیکار زمین سوخته کشور را به اوج بحران رسانیده بود.
در سال ۶۶۷، ارتش چین از رودخانه لیائو عبور کرد و قلعه شین/شین (新城، در فوشون مدرن، لیائونینگ) را تصرف کرد. نیروهای تانگ پس از آن با ضدحمله‌های یون نامگون در روید لیائو مقابله کردند و به یون نامسنگ فراری پیوستند و هر گونه کمک اطلاعاتی ممکن را از آن دریافت کردند، اگرچه در ابتدا به دلیل مقاومت قادر به عبور از رودخانه یالو نبودند. در بهار ۶۶۸، لی شیجی توجه خود را به شهرهای شمالی گوگوریو معطوف کرد و شهر مهم بویو (扶餘، در نونگان امروزی، جیلین) را تصرف کرد. در پاییز ۶۶۸، او از رودخانه یالو عبور کرد و پیونگ‌یانگ را در هماهنگی با دویست هزار نفر از ارتش شیلا بفرماندهی کیم یوشین تحت محاصره قرار داد.
یون نامسان و بوجانگ تسلیم شدند و در حالی که یون نامگون به مقاومت خود در داخل شهر ادامه داد، ژنرال او، راهب بودایی شین سونگ (信誠) علیه او روی آورد و شهر را به نیروهای تانگ تسلیم کرد. یون نامگون سعی کرد خودکشی کند، اما دستگیر شد و تحت درمان قرار گرفت. این پایان گوگوریو بود و تانگ گوگوریو را به قلمرو خود ضمیمه کرد و ژنرال شو رنگویی در ابتدا به عنوان محافظ کل، مسئولیت قلمرو سابق گوگوریو را بر عهده گرفت. اختلافات خشونت‌آمیز و کشتارهای گروه‌های حکمرانی ناشی از مرگ یون گه‌سومون دلیل اصلی پیروزی تانگ و شیلا بود. اتحاد با شیلا نیز به لطف توانایی حمله به گوگوریو از جهت‌های مخالف و کمک‌های نظامی و لجستیکی شیلا حائز اهمیت بود. تانگ پس از سقوط گوگوریو، حفاظت آندونگ را در سرزمین‌های سابق گوگوریو تأسیس کرد.  
با این حال، مقاومت زیادی در برابر حکومت تانگ وجود داشت (که شیلا به آن دامن زد، چرا که از اینکه تانگ به آن قلمرویی از گوگوریو یا قلمروی بکجه را نداد) ناراضی بود، و در سال ۶۶۹، به دنبال دستور امپراتور گائوزونگ، بخشی از مردم گوگوریو مجبور به تبعید به چین شدند. منطقه ای بین رودخانه یانگ تسه و رودخانه هوآی، و همچنین مناطق جنوب کوه‌های کینلینگ و غرب چانگ‌ان، تنها ساکنان قدیمی و ضعیف را در سرزمین اصلی باقی می‌گذارد. بیش از ۲۰۰٫۰۰۰ زندانی از گوگوریو توسط نیروهای تانگ گرفته و به چانگان فرستاده شدند. برخی از افراد وارد خدمت دولت تانگ شدند، مانند گو ساگی و پسرش گائو شیانژی (به زبان کره ای گو سونجی)، ژنرال مشهوری که در نبرد تالاس فرماندهی نیروهای تانگ را بر عهده داشت.
بنابراین شیلا دوسوم شبه جزیره کره را در سال ۶۶۸ متحد کرد، اما اتکای پادشاهی به سلسله تانگ چین بهای خود را داشت. تانگ برای آرام کردن شرق، تحت حاکمیت ژو رنگوی، محافظ عمومی ایجاد کرد، اما با مشکلات فزاینده ای بر ساکنان سابق گوگوریو و همچنین مقاومت شیلا در برابر باقی ماندن حضور تانگ در شبه جزیره کره مواجه شد. شیلا مجبور شد به زور در برابر تحمیل حکومت چین بر کل شبه جزیره مقاومت کند که منجر به جنگ شیلا–تانگ شد، اما قدرت خود آن‌ها فراتر از رود ته‌دونگ (پیونگ یانگ) گسترش نیافته بود.  اگرچه نیروهای تانگ از مناطق جنوب رودخانه تادونگ اخراج شدند، شیلا هرگز نتوانست قلمروهای سابق گوگوریو در شمال رود ته‌دونگ را که تحت سلطه تانگ بود، به دست آورد و مرز آن تنها تا پیونگ یانگ باقی ماند.

### پس از سقوط و احیا
پس از تسلیم، بوجانگ به پایتخت امپراتوری تانگ، چانگآن (شیان امروزی) برده شد. امپراتور گائوزونگ تانگ ابتدا با او با احترام رفتار کرد و حتی به او مقام فرماندار چوسون (ایالت لیائودونگ) را داد، اما بعداً به دلیل اینکه او قصد احیای گوگوریو را داشت، او را به تبعیدگاه دوری در جنوب چین امروزی فرستادند و در نهایت در همان‌جا درگذشت.
گروه‌های احیای گوگوریو به رهبری ژنرال گوموجام با پیمان‌شکنی شیلا شکست خورده و از بین رفتند اما پس از تضعیف موقعیت تانگ در دهه نود قرن هفتم در منطقه ناشی از جنگ‌های آنان در مناطق دیگر با خیتان و استپ نشینان، مردمان گوگوریوی سابق به همراه افراد قلعه‌هایی که هنوز انگشت شمار مقاومت می‌کردند دست به جنگ زدند و با پیروزی در نبرد چون‌مون‌ریونگ توانستند به همراهی قبایل موهه (مالگال)، کشور جدیدی را به جانشینی گوگوریو تأسیس کنند به نام بالهه. بعدها گوگوریوی جدید، ته بونگ و نهایتاً حاکمیت پنج قرنه گوریو خود را جانشین و احیاگر گوگوریو خواندند، نام گوریو همان گوگوریو می‌باشد که نام خانوادگی سلطنتی پادشاه گوگوریو یعنی «گو» از آن برداشته شده است؛ نام کره نیز ریشه در همین واژه دارد.

## فهرست پادشاهان
پادشاهان گوگوریو از عنوان ته‌وانگ («بزرگ‌ترین پادشاه») استفاده می‌کردند.
| #  | پرتره | نام (های) شخصی              | نام (های) شخصی                                      | دوران زندگانی (میلادی) | نام (های) پسامرگ                   | نام (های) پسامرگ                                        | دوران پادشاهی (میلادی) | توضیحات                      | توضیحات                                 |
| #  | پرتره | فارسی                       | هانگول/هانجا                                        | دوران زندگانی (میلادی) | فارسی                              | هانگول/هانجا                                            | دوران پادشاهی (میلادی) | نسبت با پادشاه پیشین         | پایتخت                                  |
| -- | ----- | --------------------------- | --------------------------------------------------- | ---------------------- | ---------------------------------- | ------------------------------------------------------- | ---------------------- | ---------------------------- | --------------------------------------- |
| ۱  |       | گو جومونگ گو چومو گو سانگهه | 고주몽 (高朱蒙) 고추모 (高鄒牟) 고상해 (高象解)     | ۵۸ ق. م~۱۹ ق. م        | چومو سونگ دونگمیونگ دونگمیونگ سونگ | 추모성왕 (鄒牟聖王) 동명왕 (東明王) 동명성왕 (東明聖王) | ۱۹ ق. م~۳۷ میلادی      | بنیان‌گذار گوگوریو            | جولبون‌سونگ                              |
| ۲  |       | هه یوری هه یوریو هه نوری    | 해유리 (解琉璃) 해유류 (解孺留) 해누리 (解類利)     | ۳۸ ق. م~۱۸ میلادی      | یوری یوریمیونگ                     | 유리왕 (琉璃王) 유리명왕 (琉璃明王)                     | ۱۹ ق. م~۱۸ میلادی      | پسر دونگمیونگ                | جولبون‌سونگ از ۳ میلادی گونگنه‌سونگ       |
| ۳  |       | هه موهیول                   | 해무휼 (解無恤)                                     | ۴~۴۴                   | تموشین ته هه‌جوریو                  | 대무신왕 (大武神王) 대해주류왕 (大解朱留王)             | ۱۸~۴۴                  | پسر یوریمیونگ                | گونگنه‌سونگ                              |
| ۴  |       | هه سکجو                     | 해색주 (解色朱)                                     | ۱۵~۴۸                  | مینجانگ                            | 민중왕 (閔中王)                                         | ۴۴~۴۸                  | پسر یوریمیونگ                | گونگنه‌سونگ                              |
| ۵  |       | هه وو هه ئه‌رو هه مانگنه     | 해우 (解憂) 해애루 (解愛婁) 해막래 (解莫來)         | ۳۰~۵۳                  | موبون                              | 모본왕 (慕本王)                                         | ۴۸~۵۳                  | پسر تموشین                   | گونگنه‌سونگ                              |
| ۶  |       | گو گونگ گو اوسو             | 고궁 (高宮) 고어수 (高於漱)                         | ۴۷~۱۴۶                 | ته‌جو گوکجو                         | 태조[대]왕 (太祖[大]王) 국조왕 (國祖王)                 | ۵۳~۱۴۶                 | نوه یوریمیونگ                | گونگنه‌سونگ                              |
| ۷  |       | گو سوسونگ                   | 고수성 (高遂成)                                     | ۷۱~۱۶۵                 | چاده                               | 차대왕 (次大王)                                         | ۱۴۶~۱۶۵                | برادر ته‌جو                   | گونگنه‌سونگ                              |
| ۸  |       | گو بکگو                     | 고백고 (高伯固) 고백구 (高伯句)                     | ۸۹~۱۷۹                 | شینده                              | 신대왕 (新大王)                                         | ۱۶۵~۱۷۹                | برادر ته‌جو و چاده            | گونگنه‌سونگ                              |
| ۹  |       | گو ناممو                    | 고남무 (高男武)                                     | ؟ ~۱۹۷                 | گگوگچون گوکیانگ                    | 고국천왕 (故國川王) 국양왕 (國襄王)                     | ۱۷۹~۱۹۷                | پسر شینده                    | گونگنه‌سونگ                              |
| ۱۰ |       | گو یونوو گو لیمو            | 고연우 (高延優) 고이이모 (高伊夷謨)                 | ؟ ~۲۲۷                 | سانسانگ                            | 산상왕 (山上王)                                         | ۱۹۷~۲۲۷                | پسر شینده                    | گونگنه‌سونگ                              |
| ۱۱ |       | گو وویگو گو ویگونگ گو گیوچه | 고우위거 (高憂位居) 고위궁 (高位宮) 고교체 (高郊彘) | ۲۰۹~۲۴۸                | دونگچون دونگیانگ                   | 동천왕 (東川王) 동양왕 (東襄王)                         | ۲۲۷~۲۴۸                | پسر سانسانگ                  | گونگنه‌سونگ                              |
| ۱۲ |       | گو یونبول                   | 고연불 (高然弗)                                     | ۲۲۱~۲۷۰                | جونگچون جونگ‌یانگ                   | 중천왕 (中川王) 중양왕 (中襄王)                         | ۲۴۸~۲۷۰                | پسر دونگچون                  | گونگنه‌سونگ                              |
| ۱۳ |       | گو یانگنو گو یاگو           | 고약로 (高藥盧) 고약우 (高若友)                     | ؟ ~۲۹۲                 | سوچون سویانگ                       | 서천왕 (西川王) 서양왕 (西襄王)                         | ۲۷۰~۲۹۲                | پسر جونگچون                  | گونگنه‌سونگ                              |
| ۱۴ |       | گو سانگبو گو ساپشیرو        | 고상부 (高相夫) 고삽시루 (高歃矢婁)                 | ؟ ~۳۰۰                 | بونگسانگ چیگال                     | 봉상왕 (烽上王) 치갈왕 (雉葛王)                         | ۲۹۲~۳۰۰                | پسر سوچون                    | گونگنه‌سونگ                              |
| ۱۵ |       | گو اولبول گو اوبول          | 고을불 (高乙弗) 고우불 (高憂弗)                     | ؟ ~۳۳۱                 | میچون هویانگ                       | 미천왕 (美川王) 호양왕 (好壤王)                         | ۳۰۰~۳۳۱                | نوه سوچون                    | گونگنه‌سونگ                              |
| ۱۶ |       | گو سایو گو یو گو سه         | 고사유 (高斯由) 고유 (高劉) 고쇠 (高釗)             | ؟ ~۳۷۱                 | گگوگوون                            | 고국원왕 (故國原王)                                     | ۳۳۱~۳۷۱                | پسر میچون                    | گونگنه‌سونگ                              |
| ۱۷ |       | گو گوبو                     | 고구부 (高丘夫)                                     | ؟ ~۳۸۴                 | سوسوریم                            | 소수림왕 (小獸林王)                                     | ۳۷۱~۳۸۴                | پسر گگوگوون                  | گونگنه‌سونگ                              |
| ۱۸ |       | گو ایریون گو اوجیجی         | 고이련 (高伊連) 고어지지 (高於只支)                 | ؟ ~۳۹۱                 | گگوگ‌یانگ                           | 고국양왕 (故國壤王)                                     | ۳۸۴~۳۹۱                | پسر گگوگوون                  | گونگنه‌سونگ                              |
| ۱۹ |       | گو دامدوک                   | 고담덕 (高談德)                                     | ۳۷۴~۴۱۳                | گوانگ‌گه‌تو بزرگ                     | 광개토왕 (廣開土王)                                     | ۳۹۱~۴۱۳                | پسر گگوگ‌یانگ                 | گونگنه‌سونگ                              |
| ۲۰ |       | گو گوریون گو یون            | 고거련 (高巨連) 고연 (高璉)                         | ۳۹۴~۴۹۱                | جانگسو                             | 장수왕 (長壽王)                                         | ۴۱۳~۴۹۱                | پسر گوانگ‌گه‌تو بزرگ           | گونگنه‌سونگ از ۴۲۷ میلادی پیونگ‌یانگ سونگ |
| ۲۱ |       | گو ناوون گو اون             | 고나운 (高羅雲) 고운 (高雲)                         | ؟ ~۵۱۹                 | مونجامیونگ                         | 문자명왕 (文咨明王)                                     | ۴۹۱~۵۱۹                | نوه جانگسو                   | پیونگ‌یانگ سونگ                          |
| ۲۲ |       | گو هونگان گو آن             | 고흥안 (高興安) 고안 (高安)                         | ؟ ~۵۳۱                 | آنجانگ                             | 안장왕 (安藏王)                                         | ۵۱۹~۵۳۱                | پسر مونجامیونگ               | پیونگ‌یانگ سونگ                          |
| ۲۳ |       | گو بویون گو یون             | 고보연 (高寶延) 고연 (高延)                         | ؟ ~۵۴۵                 | آن‌وون                              | 안원왕 (安原王)                                         | ۵۳۱~۵۴۵                | پسر مونجامیونگ               | پیونگ‌یانگ سونگ                          |
| ۲۴ |       | گو پیونگسونگ                | 고평성 (高平成)                                     | ؟ ~۵۵۹                 | یانگ‌وون یانگگانگ                   | 양원왕 (陽原王) 양강왕 (陽崗王)                         | ۵۴۵~۵۵۹                | پسر آن‌وون                    | پیونگ‌یانگ سونگ                          |
| ۲۵ |       | گو یانگسونگ گو یانگ گو تانگ | 고양성 (高陽成) 고양 (高陽) 고탕 (高湯)             | ؟ ~۵۹۰                 | پیونگ‌وون پیونگگانگ                 | 평원왕 (平原王) 평강왕(平岡王)                          | ۵۵۹~۵۹۰                | پسر یانگ‌وون                  | پیونگ‌یانگ سونگ                          |
| ۲۶ |       | گو ته‌وون گو وون             | 고태원 (高泰院) 고원 (高元)                         | ؟ ~۶۱۸                 | یونگ‌یانگ پیونگیانگ                 | 영양왕 (嬰陽王) 평양왕 (平陽王)                         | ۵۹۰~۶۱۸                | پسر پیونگ‌وون                 | پیونگ‌یانگ سونگ                          |
| ۲۷ |       | گو گونمو گو مو گو سونگ      | 고건무 (高建武) 고무 (高武) 고성 (高成)             | ؟ ~۶۴۲                 | یونگ‌نیو                            | 영류왕 (榮留王)                                         | ۶۱۸~۶۴۲                | پسر پیونگ‌وون                 | پیونگ‌یانگ سونگ                          |
| ۲۸ |       | گو بوجانگ گو جانگ           | 고보장 (高寶藏) 고장 (高藏)                         | ؟ ~۶۶۸                 | ندارد                              | ندارد                                                   | ۶۴۲~۶۶۸                | برادرزاده یونگ‌یانگ و یونگ‌نیو | پیونگ‌یانگ سونگ                          |

## تبارنامه پادشاهان
|                                           |                                           |                                           |                                           |                                           |                                           |  |  |                                               |                                               |                                               |                                               |                                               |                                               |                                                   |                                                   | دودمان گو                                                      |                                                   |                                                   |                                                   |                                                |                                                |            |            |                                              |                                              |                                              |                                              |                                              |                                              |  |  |                        |                        |                        |                        |                        |                        |  |  |  |  |  |  |  |  |  |  |  |  |  |  |  |  |
|                                           |                                           |                                           |                                           |                                           |                                           |  |  |                                               |                                               |                                               |                                               |                                               |                                               |                                                   |                                                   | ۱ امپراتور دونگمیونگ 동명왕 امپراتور گوگوریو ۳۷ ق. م ~ ۱۹ ق. م |                                                   |                                                   |                                                   |                                                |                                                |            |            |                                              |                                              |                                              |                                              |                                              |                                              |  |  |                        |                        |                        |                        |                        |                        |  |  |  |  |  |  |  |  |  |  |  |  |  |  |  |  |
|                                           |                                           |                                           |                                           |                                           |                                           |  |  |                                               |                                               |                                               |                                               |                                               |                                               |                                                   |                                                   |                                                                |                                                   |                                                   |                                                   |                                                |                                                |            |            |                                              |                                              |                                              |                                              |                                              |                                              |  |  |                        |                        |                        |                        |                        |                        |  |  |  |  |  |  |  |  |  |  |  |  |  |  |  |  |
|                                           |                                           |                                           |                                           |                                           |                                           |  |  |                                               |                                               |                                               |                                               |                                               |                                               |                                                   |                                                   |                                                                |                                                   |                                                   |                                                   |                                                |                                                |            |            |                                              |                                              |                                              |                                              |                                              |                                              |  |  |                        |                        |                        |                        |                        |                        |  |  |  |  |  |  |  |  |  |  |  |  |  |  |  |  |
|                                           |                                           |                                           |                                           |                                           |                                           |  |  | امپراتوران هه                                 | امپراتوران هه                                 | امپراتوران هه                                 | امپراتوران هه                                 | امپراتوران هه                                 | امپراتوران هه                                 |                                                   |                                                   |                                                                |                                                   |                                                   |                                                   |                                                |                                                |            |            | دودمان بویو                                  | دودمان بویو                                  | دودمان بویو                                  | دودمان بویو                                  | دودمان بویو                                  | دودمان بویو                                  |  |  |                        |                        |                        |                        |                        |                        |  |  |  |  |  |  |  |  |  |  |  |  |  |  |  |  |
|                                           |                                           |                                           |                                           |                                           |                                           |  |  | امپراتوران هه                                 | امپراتوران هه                                 | امپراتوران هه                                 | امپراتوران هه                                 | امپراتوران هه                                 | امپراتوران هه                                 | ۲ امپراتور یوریمیونگ 유리명왕 ۱۹ ق. م ~ ۱۸ میلادی | ۲ امپراتور یوریمیونگ 유리명왕 ۱۹ ق. م ~ ۱۸ میلادی | ۲ امپراتور یوریمیونگ 유리명왕 ۱۹ ق. م ~ ۱۸ میلادی              | ۲ امپراتور یوریمیونگ 유리명왕 ۱۹ ق. م ~ ۱۸ میلادی | ۲ امپراتور یوریمیونگ 유리명왕 ۱۹ ق. م ~ ۱۸ میلادی | ۲ امپراتور یوریمیونگ 유리명왕 ۱۹ ق. م ~ ۱۸ میلادی |                                                |                                                | بیریو 비류 | بیریو 비류 | بیریو 비류                                   | بیریو 비류                                   | بیریو 비류                                   | بیریو 비류                                   | دودمان بویو                                  | دودمان بویو                                  |  |  | اونجو 온조 پادشاه بکجه | اونجو 온조 پادشاه بکجه | اونجو 온조 پادشاه بکجه | اونجو 온조 پادشاه بکجه | اونجو 온조 پادشاه بکجه | اونجو 온조 پادشاه بکجه |  |  |  |  |  |  |  |  |  |  |  |  |  |  |  |  |
|                                           |                                           |                                           |                                           |                                           |                                           |  |  |                                               |                                               |                                               |                                               |                                               |                                               | ۲ امپراتور یوریمیونگ 유리명왕 ۱۹ ق. م ~ ۱۸ میلادی | ۲ امپراتور یوریمیونگ 유리명왕 ۱۹ ق. م ~ ۱۸ میلادی | ۲ امپراتور یوریمیونگ 유리명왕 ۱۹ ق. م ~ ۱۸ میلادی              | ۲ امپراتور یوریمیونگ 유리명왕 ۱۹ ق. م ~ ۱۸ میلادی | ۲ امپراتور یوریمیونگ 유리명왕 ۱۹ ق. م ~ ۱۸ میلادی | ۲ امپراتور یوریمیونگ 유리명왕 ۱۹ ق. م ~ ۱۸ میلادی |                                                |                                                | بیریو 비류 | بیریو 비류 | بیریو 비류                                   | بیریو 비류                                   | بیریو 비류                                   | بیریو 비류                                   |                                              |                                              |  |  | اونجو 온조 پادشاه بکجه | اونجو 온조 پادشاه بکجه | اونجو 온조 پادشاه بکجه | اونجو 온조 پادشاه بکجه | اونجو 온조 پادشاه بکجه | اونجو 온조 پادشاه بکجه |  |  |  |  |  |  |  |  |  |  |  |  |  |  |  |  |
|                                           |                                           |                                           |                                           |                                           |                                           |  |  |                                               |                                               |                                               |                                               |                                               |                                               |                                                   |                                                   |                                                                |                                                   |                                                   |                                                   |                                                |                                                |            |            |                                              |                                              |                                              |                                              |                                              |                                              |  |  |                        |                        |                        |                        |                        |                        |  |  |  |  |  |  |  |  |  |  |  |  |  |  |  |  |
|                                           |                                           |                                           |                                           |                                           |                                           |  |  |                                               |                                               |                                               |                                               |                                               |                                               |                                                   |                                                   | امپراتوران گو                                                  |                                                   |                                                   |                                                   |                                                |                                                |            |            |                                              |                                              |                                              |                                              |                                              |                                              |  |  |                        |                        |                        |                        |                        |                        |  |  |  |  |  |  |  |  |  |  |  |  |  |  |  |  |
| ۳ امپراتور تموشین 대무신왕 ۱۸ ~ ۴۴ میلادی | ۳ امپراتور تموشین 대무신왕 ۱۸ ~ ۴۴ میلادی | ۳ امپراتور تموشین 대무신왕 ۱۸ ~ ۴۴ میلادی | ۳ امپراتور تموشین 대무신왕 ۱۸ ~ ۴۴ میلادی | ۳ امپراتور تموشین 대무신왕 ۱۸ ~ ۴۴ میلادی | ۳ امپراتور تموشین 대무신왕 ۱۸ ~ ۴۴ میلادی |  |  | ۴ امپراتور مینجانگ 민중왕 ۴۴ ~ ۴۸ میلادی      | ۴ امپراتور مینجانگ 민중왕 ۴۴ ~ ۴۸ میلادی      | ۴ امپراتور مینجانگ 민중왕 ۴۴ ~ ۴۸ میلادی      | ۴ امپراتور مینجانگ 민중왕 ۴۴ ~ ۴۸ میلادی      | ۴ امپراتور مینجانگ 민중왕 ۴۴ ~ ۴۸ میلادی      | ۴ امپراتور مینجانگ 민중왕 ۴۴ ~ ۴۸ میلادی      |                                                   |                                                   | گو جه‌سا 고재사                                                 | گو جه‌سا 고재사                                    | گو جه‌سا 고재사                                    | گو جه‌سا 고재사                                    | گو جه‌سا 고재사                                 | گو جه‌سا 고재사                                 |            |            | پادشاهی بکجه                                 | پادشاهی بکجه                                 | پادشاهی بکجه                                 | پادشاهی بکجه                                 | پادشاهی بکجه                                 | پادشاهی بکجه                                 |  |  |                        |                        |                        |                        |                        |                        |  |  |  |  |  |  |  |  |  |  |  |  |  |  |  |  |
| ۳ امپراتور تموشین 대무신왕 ۱۸ ~ ۴۴ میلادی | ۳ امپراتور تموشین 대무신왕 ۱۸ ~ ۴۴ میلادی | ۳ امپراتور تموشین 대무신왕 ۱۸ ~ ۴۴ میلادی | ۳ امپراتور تموشین 대무신왕 ۱۸ ~ ۴۴ میلادی | ۳ امپراتور تموشین 대무신왕 ۱۸ ~ ۴۴ میلادی | ۳ امپراتور تموشین 대무신왕 ۱۸ ~ ۴۴ میلادی |  |  | ۴ امپراتور مینجانگ 민중왕 ۴۴ ~ ۴۸ میلادی      | ۴ امپراتور مینجانگ 민중왕 ۴۴ ~ ۴۸ میلادی      | ۴ امپراتور مینجانگ 민중왕 ۴۴ ~ ۴۸ میلادی      | ۴ امپراتور مینجانگ 민중왕 ۴۴ ~ ۴۸ میلادی      | ۴ امپراتور مینجانگ 민중왕 ۴۴ ~ ۴۸ میلادی      | ۴ امپراتور مینجانگ 민중왕 ۴۴ ~ ۴۸ میلادی      |                                                   |                                                   | گو جه‌سا 고재사                                                 | گو جه‌سا 고재사                                    | گو جه‌سا 고재사                                    | گو جه‌سا 고재사                                    | گو جه‌سا 고재사                                 | گو جه‌سا 고재사                                 |            |            | پادشاهی بکجه                                 | پادشاهی بکجه                                 | پادشاهی بکجه                                 | پادشاهی بکجه                                 | پادشاهی بکجه                                 | پادشاهی بکجه                                 |  |  |                        |                        |                        |                        |                        |                        |  |  |  |  |  |  |  |  |  |  |  |  |  |  |  |  |
|                                           |                                           |                                           |                                           |                                           |                                           |  |  |                                               |                                               |                                               |                                               |                                               |                                               |                                                   |                                                   |                                                                |                                                   |                                                   |                                                   |                                                |                                                |            |            |                                              |                                              |                                              |                                              |                                              |                                              |  |  |                        |                        |                        |                        |                        |                        |  |  |  |  |  |  |  |  |  |  |  |  |  |  |  |  |
| ۵ امپراتور موبون 모본왕 ۴۸ ~ ۵۳ میلادی    | ۵ امپراتور موبون 모본왕 ۴۸ ~ ۵۳ میلادی    | ۵ امپراتور موبون 모본왕 ۴۸ ~ ۵۳ میلادی    | ۵ امپراتور موبون 모본왕 ۴۸ ~ ۵۳ میلادی    | ۵ امپراتور موبون 모본왕 ۴۸ ~ ۵۳ میلادی    | ۵ امپراتور موبون 모본왕 ۴۸ ~ ۵۳ میلادی    |  |  | ۶ امپراتور ته‌جو 턔조왕 ۵۳ ~ ۱۴۶میلادی         | ۶ امپراتور ته‌جو 턔조왕 ۵۳ ~ ۱۴۶میلادی         | ۶ امپراتور ته‌جو 턔조왕 ۵۳ ~ ۱۴۶میلادی         | ۶ امپراتور ته‌جو 턔조왕 ۵۳ ~ ۱۴۶میلادی         | ۶ امپراتور ته‌جو 턔조왕 ۵۳ ~ ۱۴۶میلادی         | ۶ امپراتور ته‌جو 턔조왕 ۵۳ ~ ۱۴۶میلادی         |                                                   |                                                   | ۷ امپراتور چاده 차대왕 ۱۴۶ ~ ۱۶۵ میلادی                        | ۷ امپراتور چاده 차대왕 ۱۴۶ ~ ۱۶۵ میلادی           | ۷ امپراتور چاده 차대왕 ۱۴۶ ~ ۱۶۵ میلادی           | ۷ امپراتور چاده 차대왕 ۱۴۶ ~ ۱۶۵ میلادی           | ۷ امپراتور چاده 차대왕 ۱۴۶ ~ ۱۶۵ میلادی        | ۷ امپراتور چاده 차대왕 ۱۴۶ ~ ۱۶۵ میلادی        |            |            | ۸ امپراتور شینده 신대왕 ۱۶۵ ~ ۱۷۹ میلادی     | ۸ امپراتور شینده 신대왕 ۱۶۵ ~ ۱۷۹ میلادی     | ۸ امپراتور شینده 신대왕 ۱۶۵ ~ ۱۷۹ میلادی     | ۸ امپراتور شینده 신대왕 ۱۶۵ ~ ۱۷۹ میلادی     | ۸ امپراتور شینده 신대왕 ۱۶۵ ~ ۱۷۹ میلادی     | ۸ امپراتور شینده 신대왕 ۱۶۵ ~ ۱۷۹ میلادی     |  |  |                        |                        |                        |                        |                        |                        |  |  |  |  |  |  |  |  |  |  |  |  |  |  |  |  |
| ۵ امپراتور موبون 모본왕 ۴۸ ~ ۵۳ میلادی    | ۵ امپراتور موبون 모본왕 ۴۸ ~ ۵۳ میلادی    | ۵ امپراتور موبون 모본왕 ۴۸ ~ ۵۳ میلادی    | ۵ امپراتور موبون 모본왕 ۴۸ ~ ۵۳ میلادی    | ۵ امپراتور موبون 모본왕 ۴۸ ~ ۵۳ میلادی    | ۵ امپراتور موبون 모본왕 ۴۸ ~ ۵۳ میلادی    |  |  | ۶ امپراتور ته‌جو 턔조왕 ۵۳ ~ ۱۴۶میلادی         | ۶ امپراتور ته‌جو 턔조왕 ۵۳ ~ ۱۴۶میلادی         | ۶ امپراتور ته‌جو 턔조왕 ۵۳ ~ ۱۴۶میلادی         | ۶ امپراتور ته‌جو 턔조왕 ۵۳ ~ ۱۴۶میلادی         | ۶ امپراتور ته‌جو 턔조왕 ۵۳ ~ ۱۴۶میلادی         | ۶ امپراتور ته‌جو 턔조왕 ۵۳ ~ ۱۴۶میلادی         |                                                   |                                                   | ۷ امپراتور چاده 차대왕 ۱۴۶ ~ ۱۶۵ میلادی                        | ۷ امپراتور چاده 차대왕 ۱۴۶ ~ ۱۶۵ میلادی           | ۷ امپراتور چاده 차대왕 ۱۴۶ ~ ۱۶۵ میلادی           | ۷ امپراتور چاده 차대왕 ۱۴۶ ~ ۱۶۵ میلادی           | ۷ امپراتور چاده 차대왕 ۱۴۶ ~ ۱۶۵ میلادی        | ۷ امپراتور چاده 차대왕 ۱۴۶ ~ ۱۶۵ میلادی        |            |            | ۸ امپراتور شینده 신대왕 ۱۶۵ ~ ۱۷۹ میلادی     | ۸ امپراتور شینده 신대왕 ۱۶۵ ~ ۱۷۹ میلادی     | ۸ امپراتور شینده 신대왕 ۱۶۵ ~ ۱۷۹ میلادی     | ۸ امپراتور شینده 신대왕 ۱۶۵ ~ ۱۷۹ میلادی     | ۸ امپراتور شینده 신대왕 ۱۶۵ ~ ۱۷۹ میلادی     | ۸ امپراتور شینده 신대왕 ۱۶۵ ~ ۱۷۹ میلادی     |  |  |                        |                        |                        |                        |                        |                        |  |  |  |  |  |  |  |  |  |  |  |  |  |  |  |  |
|                                           |                                           |                                           |                                           |                                           |                                           |  |  |                                               |                                               |                                               |                                               |                                               |                                               |                                                   |                                                   |                                                                |                                                   |                                                   |                                                   |                                                |                                                |            |            |                                              |                                              |                                              |                                              |                                              |                                              |  |  |                        |                        |                        |                        |                        |                        |  |  |  |  |  |  |  |  |  |  |  |  |  |  |  |  |
|                                           |                                           |                                           |                                           |                                           |                                           |  |  |                                               |                                               |                                               |                                               |                                               |                                               |                                                   |                                                   | ۱۰ امپراتور سانسانگ 산상왕 ۱۹۷ ~ ۲۲۷ میلادی                    | ۱۰ امپراتور سانسانگ 산상왕 ۱۹۷ ~ ۲۲۷ میلادی       | ۱۰ امپراتور سانسانگ 산상왕 ۱۹۷ ~ ۲۲۷ میلادی       | ۱۰ امپراتور سانسانگ 산상왕 ۱۹۷ ~ ۲۲۷ میلادی       | ۱۰ امپراتور سانسانگ 산상왕 ۱۹۷ ~ ۲۲۷ میلادی    | ۱۰ امپراتور سانسانگ 산상왕 ۱۹۷ ~ ۲۲۷ میلادی    |            |            | ۹ امپراتور گگوگچون 고국천왕 ۱۷۹ ~ ۱۹۷ میلادی | ۹ امپراتور گگوگچون 고국천왕 ۱۷۹ ~ ۱۹۷ میلادی | ۹ امپراتور گگوگچون 고국천왕 ۱۷۹ ~ ۱۹۷ میلادی | ۹ امپراتور گگوگچون 고국천왕 ۱۷۹ ~ ۱۹۷ میلادی | ۹ امپراتور گگوگچون 고국천왕 ۱۷۹ ~ ۱۹۷ میلادی | ۹ امپراتور گگوگچون 고국천왕 ۱۷۹ ~ ۱۹۷ میلادی |  |  |                        |                        |                        |                        |                        |                        |  |  |  |  |  |  |  |  |  |  |  |  |  |  |  |  |
|                                           |                                           |                                           |                                           |                                           |                                           |  |  |                                               |                                               |                                               |                                               |                                               |                                               |                                                   |                                                   | ۱۰ امپراتور سانسانگ 산상왕 ۱۹۷ ~ ۲۲۷ میلادی                    | ۱۰ امپراتور سانسانگ 산상왕 ۱۹۷ ~ ۲۲۷ میلادی       | ۱۰ امپراتور سانسانگ 산상왕 ۱۹۷ ~ ۲۲۷ میلادی       | ۱۰ امپراتور سانسانگ 산상왕 ۱۹۷ ~ ۲۲۷ میلادی       | ۱۰ امپراتور سانسانگ 산상왕 ۱۹۷ ~ ۲۲۷ میلادی    | ۱۰ امپراتور سانسانگ 산상왕 ۱۹۷ ~ ۲۲۷ میلادی    |            |            | ۹ امپراتور گگوگچون 고국천왕 ۱۷۹ ~ ۱۹۷ میلادی | ۹ امپراتور گگوگچون 고국천왕 ۱۷۹ ~ ۱۹۷ میلادی | ۹ امپراتور گگوگچون 고국천왕 ۱۷۹ ~ ۱۹۷ میلادی | ۹ امپراتور گگوگچون 고국천왕 ۱۷۹ ~ ۱۹۷ میلادی | ۹ امپراتور گگوگچون 고국천왕 ۱۷۹ ~ ۱۹۷ میلادی | ۹ امپراتور گگوگچون 고국천왕 ۱۷۹ ~ ۱۹۷ میلادی |  |  |                        |                        |                        |                        |                        |                        |  |  |  |  |  |  |  |  |  |  |  |  |  |  |  |  |
|                                           |                                           |                                           |                                           |                                           |                                           |  |  |                                               |                                               |                                               |                                               |                                               |                                               |                                                   |                                                   | ۱۱ امپراتور دونگچون 동천왕 ۲۲۷ ~ ۲۴۸ میلادی                    |                                                   |                                                   |                                                   |                                                |                                                |            |            |                                              |                                              |                                              |                                              |                                              |                                              |  |  |                        |                        |                        |                        |                        |                        |  |  |  |  |  |  |  |  |  |  |  |  |  |  |  |  |
|                                           |                                           |                                           |                                           |                                           |                                           |  |  |                                               |                                               |                                               |                                               |                                               |                                               |                                                   |                                                   |                                                                |                                                   |                                                   |                                                   |                                                |                                                |            |            |                                              |                                              |                                              |                                              |                                              |                                              |  |  |                        |                        |                        |                        |                        |                        |  |  |  |  |  |  |  |  |  |  |  |  |  |  |  |  |
|                                           |                                           |                                           |                                           |                                           |                                           |  |  |                                               |                                               |                                               |                                               |                                               |                                               |                                                   |                                                   | ۱۲ امپراتور جونگچون 중천왕 ۲۴۸ ~ ۲۷۰ میلادی                    |                                                   |                                                   |                                                   |                                                |                                                |            |            |                                              |                                              |                                              |                                              |                                              |                                              |  |  |                        |                        |                        |                        |                        |                        |  |  |  |  |  |  |  |  |  |  |  |  |  |  |  |  |
|                                           |                                           |                                           |                                           |                                           |                                           |  |  |                                               |                                               |                                               |                                               |                                               |                                               |                                                   |                                                   |                                                                |                                                   |                                                   |                                                   |                                                |                                                |            |            |                                              |                                              |                                              |                                              |                                              |                                              |  |  |                        |                        |                        |                        |                        |                        |  |  |  |  |  |  |  |  |  |  |  |  |  |  |  |  |
|                                           |                                           |                                           |                                           |                                           |                                           |  |  |                                               |                                               |                                               |                                               |                                               |                                               |                                                   |                                                   | ۱۳ امپراتور سوچون 서천왕 ۲۷۰ ~ ۲۹۲ میلادی                      |                                                   |                                                   |                                                   |                                                |                                                |            |            |                                              |                                              |                                              |                                              |                                              |                                              |  |  |                        |                        |                        |                        |                        |                        |  |  |  |  |  |  |  |  |  |  |  |  |  |  |  |  |
|                                           |                                           |                                           |                                           |                                           |                                           |  |  |                                               |                                               |                                               |                                               |                                               |                                               |                                                   |                                                   |                                                                |                                                   |                                                   |                                                   |                                                |                                                |            |            |                                              |                                              |                                              |                                              |                                              |                                              |  |  |                        |                        |                        |                        |                        |                        |  |  |  |  |  |  |  |  |  |  |  |  |  |  |  |  |
|                                           |                                           |                                           |                                           |                                           |                                           |  |  |                                               |                                               |                                               |                                               |                                               |                                               |                                                   |                                                   |                                                                |                                                   |                                                   |                                                   |                                                |                                                |            |            |                                              |                                              |                                              |                                              |                                              |                                              |  |  |                        |                        |                        |                        |                        |                        |  |  |  |  |  |  |  |  |  |  |  |  |  |  |  |  |
|                                           |                                           |                                           |                                           |                                           |                                           |  |  | ۱۴ امپراتور بونگسانگ 봉상왕 ۲۹۲ ~ ۳۰۰ میلادی  | ۱۴ امپراتور بونگسانگ 봉상왕 ۲۹۲ ~ ۳۰۰ میلادی  | ۱۴ امپراتور بونگسانگ 봉상왕 ۲۹۲ ~ ۳۰۰ میلادی  | ۱۴ امپراتور بونگسانگ 봉상왕 ۲۹۲ ~ ۳۰۰ میلادی  | ۱۴ امپراتور بونگسانگ 봉상왕 ۲۹۲ ~ ۳۰۰ میلادی  | ۱۴ امپراتور بونگسانگ 봉상왕 ۲۹۲ ~ ۳۰۰ میلادی  |                                                   |                                                   | گو دولگو 고돌고                                                | گو دولگو 고돌고                                   | گو دولگو 고돌고                                   | گو دولگو 고돌고                                   | گو دولگو 고돌고                                | گو دولگو 고돌고                                |            |            |                                              |                                              |                                              |                                              |                                              |                                              |  |  |                        |                        |                        |                        |                        |                        |  |  |  |  |  |  |  |  |  |  |  |  |  |  |  |  |
|                                           |                                           |                                           |                                           |                                           |                                           |  |  | ۱۴ امپراتور بونگسانگ 봉상왕 ۲۹۲ ~ ۳۰۰ میلادی  | ۱۴ امپراتور بونگسانگ 봉상왕 ۲۹۲ ~ ۳۰۰ میلادی  | ۱۴ امپراتور بونگسانگ 봉상왕 ۲۹۲ ~ ۳۰۰ میلادی  | ۱۴ امپراتور بونگسانگ 봉상왕 ۲۹۲ ~ ۳۰۰ میلادی  | ۱۴ امپراتور بونگسانگ 봉상왕 ۲۹۲ ~ ۳۰۰ میلادی  | ۱۴ امپراتور بونگسانگ 봉상왕 ۲۹۲ ~ ۳۰۰ میلادی  |                                                   |                                                   | گو دولگو 고돌고                                                | گو دولگو 고돌고                                   | گو دولگو 고돌고                                   | گو دولگو 고돌고                                   | گو دولگو 고돌고                                | گو دولگو 고돌고                                |            |            |                                              |                                              |                                              |                                              |                                              |                                              |  |  |                        |                        |                        |                        |                        |                        |  |  |  |  |  |  |  |  |  |  |  |  |  |  |  |  |
|                                           |                                           |                                           |                                           |                                           |                                           |  |  |                                               |                                               |                                               |                                               |                                               |                                               |                                                   |                                                   | ۱۵ امپراتور میچون 미천왕 ۳۰۰ ~ ۳۳۱ میلادی                      |                                                   |                                                   |                                                   |                                                |                                                |            |            |                                              |                                              |                                              |                                              |                                              |                                              |  |  |                        |                        |                        |                        |                        |                        |  |  |  |  |  |  |  |  |  |  |  |  |  |  |  |  |
|                                           |                                           |                                           |                                           |                                           |                                           |  |  |                                               |                                               |                                               |                                               |                                               |                                               |                                                   |                                                   |                                                                |                                                   |                                                   |                                                   |                                                |                                                |            |            |                                              |                                              |                                              |                                              |                                              |                                              |  |  |                        |                        |                        |                        |                        |                        |  |  |  |  |  |  |  |  |  |  |  |  |  |  |  |  |
|                                           |                                           |                                           |                                           |                                           |                                           |  |  |                                               |                                               |                                               |                                               |                                               |                                               |                                                   |                                                   | ۱۶ امپراتور گگوگوون 고국원왕 ۳۳۱ ~ ۳۷۱ میلادی                  |                                                   |                                                   |                                                   |                                                |                                                |            |            |                                              |                                              |                                              |                                              |                                              |                                              |  |  |                        |                        |                        |                        |                        |                        |  |  |  |  |  |  |  |  |  |  |  |  |  |  |  |  |
|                                           |                                           |                                           |                                           |                                           |                                           |  |  |                                               |                                               |                                               |                                               |                                               |                                               |                                                   |                                                   |                                                                |                                                   |                                                   |                                                   |                                                |                                                |            |            |                                              |                                              |                                              |                                              |                                              |                                              |  |  |                        |                        |                        |                        |                        |                        |  |  |  |  |  |  |  |  |  |  |  |  |  |  |  |  |
|                                           |                                           |                                           |                                           |                                           |                                           |  |  |                                               |                                               |                                               |                                               |                                               |                                               |                                                   |                                                   |                                                                |                                                   |                                                   |                                                   |                                                |                                                |            |            |                                              |                                              |                                              |                                              |                                              |                                              |  |  |                        |                        |                        |                        |                        |                        |  |  |  |  |  |  |  |  |  |  |  |  |  |  |  |  |
|                                           |                                           |                                           |                                           |                                           |                                           |  |  | ۱۷ امپراتور سوسوریم 소수림왕 ۳۷۱ ~ ۳۸۴ میلادی | ۱۷ امپراتور سوسوریم 소수림왕 ۳۷۱ ~ ۳۸۴ میلادی | ۱۷ امپراتور سوسوریم 소수림왕 ۳۷۱ ~ ۳۸۴ میلادی | ۱۷ امپراتور سوسوریم 소수림왕 ۳۷۱ ~ ۳۸۴ میلادی | ۱۷ امپراتور سوسوریم 소수림왕 ۳۷۱ ~ ۳۸۴ میلادی | ۱۷ امپراتور سوسوریم 소수림왕 ۳۷۱ ~ ۳۸۴ میلادی |                                                   |                                                   | ۱۸ امپراتور گگوگ‌یانگ 고국양왕 ۳۸۴ ~ ۳۹۱ میلادی                 | ۱۸ امپراتور گگوگ‌یانگ 고국양왕 ۳۸۴ ~ ۳۹۱ میلادی    | ۱۸ امپراتور گگوگ‌یانگ 고국양왕 ۳۸۴ ~ ۳۹۱ میلادی    | ۱۸ امپراتور گگوگ‌یانگ 고국양왕 ۳۸۴ ~ ۳۹۱ میلادی    | ۱۸ امپراتور گگوگ‌یانگ 고국양왕 ۳۸۴ ~ ۳۹۱ میلادی | ۱۸ امپراتور گگوگ‌یانگ 고국양왕 ۳۸۴ ~ ۳۹۱ میلادی |            |            |                                              |                                              |                                              |                                              |                                              |                                              |  |  |                        |                        |                        |                        |                        |                        |  |  |  |  |  |  |  |  |  |  |  |  |  |  |  |  |
|                                           |                                           |                                           |                                           |                                           |                                           |  |  | ۱۷ امپراتور سوسوریم 소수림왕 ۳۷۱ ~ ۳۸۴ میلادی | ۱۷ امپراتور سوسوریم 소수림왕 ۳۷۱ ~ ۳۸۴ میلادی | ۱۷ امپراتور سوسوریم 소수림왕 ۳۷۱ ~ ۳۸۴ میلادی | ۱۷ امپراتور سوسوریم 소수림왕 ۳۷۱ ~ ۳۸۴ میلادی | ۱۷ امپراتور سوسوریم 소수림왕 ۳۷۱ ~ ۳۸۴ میلادی | ۱۷ امپراتور سوسوریم 소수림왕 ۳۷۱ ~ ۳۸۴ میلادی |                                                   |                                                   | ۱۸ امپراتور گگوگ‌یانگ 고국양왕 ۳۸۴ ~ ۳۹۱ میلادی                 | ۱۸ امپراتور گگوگ‌یانگ 고국양왕 ۳۸۴ ~ ۳۹۱ میلادی    | ۱۸ امپراتور گگوگ‌یانگ 고국양왕 ۳۸۴ ~ ۳۹۱ میلادی    | ۱۸ امپراتور گگوگ‌یانگ 고국양왕 ۳۸۴ ~ ۳۹۱ میلادی    | ۱۸ امپراتور گگوگ‌یانگ 고국양왕 ۳۸۴ ~ ۳۹۱ میلادی | ۱۸ امپراتور گگوگ‌یانگ 고국양왕 ۳۸۴ ~ ۳۹۱ میلادی |            |            |                                              |                                              |                                              |                                              |                                              |                                              |  |  |                        |                        |                        |                        |                        |                        |  |  |  |  |  |  |  |  |  |  |  |  |  |  |  |  |
|                                           |                                           |                                           |                                           |                                           |                                           |  |  |                                               |                                               |                                               |                                               |                                               |                                               |                                                   |                                                   | ۱۹ امپراتور گوانگ‌گه‌تو بزرگ 광개토대왕 ۳۹۱ ~ ۴۱۲ میلادی         |                                                   |                                                   |                                                   |                                                |                                                |            |            |                                              |                                              |                                              |                                              |                                              |                                              |  |  |                        |                        |                        |                        |                        |                        |  |  |  |  |  |  |  |  |  |  |  |  |  |  |  |  |
|                                           |                                           |                                           |                                           |                                           |                                           |  |  |                                               |                                               |                                               |                                               |                                               |                                               |                                                   |                                                   |                                                                |                                                   |                                                   |                                                   |                                                |                                                |            |            |                                              |                                              |                                              |                                              |                                              |                                              |  |  |                        |                        |                        |                        |                        |                        |  |  |  |  |  |  |  |  |  |  |  |  |  |  |  |  |
|                                           |                                           |                                           |                                           |                                           |                                           |  |  |                                               |                                               |                                               |                                               |                                               |                                               |                                                   |                                                   | ۲۰ امپراتور جانگسو 장수왕 ۴۱۲ ~ ۴۹۱ میلادی                     |                                                   |                                                   |                                                   |                                                |                                                |            |            |                                              |                                              |                                              |                                              |                                              |                                              |  |  |                        |                        |                        |                        |                        |                        |  |  |  |  |  |  |  |  |  |  |  |  |  |  |  |  |
|                                           |                                           |                                           |                                           |                                           |                                           |  |  |                                               |                                               |                                               |                                               |                                               |                                               |                                                   |                                                   |                                                                |                                                   |                                                   |                                                   |                                                |                                                |            |            |                                              |                                              |                                              |                                              |                                              |                                              |  |  |                        |                        |                        |                        |                        |                        |  |  |  |  |  |  |  |  |  |  |  |  |  |  |  |  |
|                                           |                                           |                                           |                                           |                                           |                                           |  |  |                                               |                                               |                                               |                                               |                                               |                                               |                                                   |                                                   | گو جودا 고조다                                                 |                                                   |                                                   |                                                   |                                                |                                                |            |            |                                              |                                              |                                              |                                              |                                              |                                              |  |  |                        |                        |                        |                        |                        |                        |  |  |  |  |  |  |  |  |  |  |  |  |  |  |  |  |
|                                           |                                           |                                           |                                           |                                           |                                           |  |  |                                               |                                               |                                               |                                               |                                               |                                               |                                                   |                                                   |                                                                |                                                   |                                                   |                                                   |                                                |                                                |            |            |                                              |                                              |                                              |                                              |                                              |                                              |  |  |                        |                        |                        |                        |                        |                        |  |  |  |  |  |  |  |  |  |  |  |  |  |  |  |  |
|                                           |                                           |                                           |                                           |                                           |                                           |  |  |                                               |                                               |                                               |                                               |                                               |                                               |                                                   |                                                   | ۲۱ امپراتور مونجامیونگ 문자명왕 ۴۹۱ ~ ۵۱۹ میلادی               |                                                   |                                                   |                                                   |                                                |                                                |            |            |                                              |                                              |                                              |                                              |                                              |                                              |  |  |                        |                        |                        |                        |                        |                        |  |  |  |  |  |  |  |  |  |  |  |  |  |  |  |  |
|                                           |                                           |                                           |                                           |                                           |                                           |  |  |                                               |                                               |                                               |                                               |                                               |                                               |                                                   |                                                   |                                                                |                                                   |                                                   |                                                   |                                                |                                                |            |            |                                              |                                              |                                              |                                              |                                              |                                              |  |  |                        |                        |                        |                        |                        |                        |  |  |  |  |  |  |  |  |  |  |  |  |  |  |  |  |
|                                           |                                           |                                           |                                           |                                           |                                           |  |  |                                               |                                               |                                               |                                               |                                               |                                               |                                                   |                                                   |                                                                |                                                   |                                                   |                                                   |                                                |                                                |            |            |                                              |                                              |                                              |                                              |                                              |                                              |  |  |                        |                        |                        |                        |                        |                        |  |  |  |  |  |  |  |  |  |  |  |  |  |  |  |  |
|                                           |                                           |                                           |                                           |                                           |                                           |  |  | ۲۲ امپراتور آنجانگ 안장왕 ۵۱۹ ~ ۵۳۱ میلادی    | ۲۲ امپراتور آنجانگ 안장왕 ۵۱۹ ~ ۵۳۱ میلادی    | ۲۲ امپراتور آنجانگ 안장왕 ۵۱۹ ~ ۵۳۱ میلادی    | ۲۲ امپراتور آنجانگ 안장왕 ۵۱۹ ~ ۵۳۱ میلادی    | ۲۲ امپراتور آنجانگ 안장왕 ۵۱۹ ~ ۵۳۱ میلادی    | ۲۲ امپراتور آنجانگ 안장왕 ۵۱۹ ~ ۵۳۱ میلادی    |                                                   |                                                   | ۲۳ امپراتور آن‌وون 안원왕 ۵۳۱ ~ ۵۴۵ میلادی                      | ۲۳ امپراتور آن‌وون 안원왕 ۵۳۱ ~ ۵۴۵ میلادی         | ۲۳ امپراتور آن‌وون 안원왕 ۵۳۱ ~ ۵۴۵ میلادی         | ۲۳ امپراتور آن‌وون 안원왕 ۵۳۱ ~ ۵۴۵ میلادی         | ۲۳ امپراتور آن‌وون 안원왕 ۵۳۱ ~ ۵۴۵ میلادی      | ۲۳ امپراتور آن‌وون 안원왕 ۵۳۱ ~ ۵۴۵ میلادی      |            |            |                                              |                                              |                                              |                                              |                                              |                                              |  |  |                        |                        |                        |                        |                        |                        |  |  |  |  |  |  |  |  |  |  |  |  |  |  |  |  |
|                                           |                                           |                                           |                                           |                                           |                                           |  |  | ۲۲ امپراتور آنجانگ 안장왕 ۵۱۹ ~ ۵۳۱ میلادی    | ۲۲ امپراتور آنجانگ 안장왕 ۵۱۹ ~ ۵۳۱ میلادی    | ۲۲ امپراتور آنجانگ 안장왕 ۵۱۹ ~ ۵۳۱ میلادی    | ۲۲ امپراتور آنجانگ 안장왕 ۵۱۹ ~ ۵۳۱ میلادی    | ۲۲ امپراتور آنجانگ 안장왕 ۵۱۹ ~ ۵۳۱ میلادی    | ۲۲ امپراتور آنجانگ 안장왕 ۵۱۹ ~ ۵۳۱ میلادی    |                                                   |                                                   | ۲۳ امپراتور آن‌وون 안원왕 ۵۳۱ ~ ۵۴۵ میلادی                      | ۲۳ امپراتور آن‌وون 안원왕 ۵۳۱ ~ ۵۴۵ میلادی         | ۲۳ امپراتور آن‌وون 안원왕 ۵۳۱ ~ ۵۴۵ میلادی         | ۲۳ امپراتور آن‌وون 안원왕 ۵۳۱ ~ ۵۴۵ میلادی         | ۲۳ امپراتور آن‌وون 안원왕 ۵۳۱ ~ ۵۴۵ میلادی      | ۲۳ امپراتور آن‌وون 안원왕 ۵۳۱ ~ ۵۴۵ میلادی      |            |            |                                              |                                              |                                              |                                              |                                              |                                              |  |  |                        |                        |                        |                        |                        |                        |  |  |  |  |  |  |  |  |  |  |  |  |  |  |  |  |
|                                           |                                           |                                           |                                           |                                           |                                           |  |  |                                               |                                               |                                               |                                               |                                               |                                               |                                                   |                                                   | ۲۴ امپراتور یانگ‌وون 양원왕 ۵۴۵ ~ ۵۵۹ میلادی                    |                                                   |                                                   |                                                   |                                                |                                                |            |            |                                              |                                              |                                              |                                              |                                              |                                              |  |  |                        |                        |                        |                        |                        |                        |  |  |  |  |  |  |  |  |  |  |  |  |  |  |  |  |
|                                           |                                           |                                           |                                           |                                           |                                           |  |  |                                               |                                               |                                               |                                               |                                               |                                               |                                                   |                                                   |                                                                |                                                   |                                                   |                                                   |                                                |                                                |            |            |                                              |                                              |                                              |                                              |                                              |                                              |  |  |                        |                        |                        |                        |                        |                        |  |  |  |  |  |  |  |  |  |  |  |  |  |  |  |  |
|                                           |                                           |                                           |                                           |                                           |                                           |  |  |                                               |                                               |                                               |                                               |                                               |                                               |                                                   |                                                   | ۲۵ امپراتور پیونگ‌وون 평원왕 ۵۵۹ ~ ۵۹۰ میلادی                   |                                                   |                                                   |                                                   |                                                |                                                |            |            |                                              |                                              |                                              |                                              |                                              |                                              |  |  |                        |                        |                        |                        |                        |                        |  |  |  |  |  |  |  |  |  |  |  |  |  |  |  |  |
|                                           |                                           |                                           |                                           |                                           |                                           |  |  |                                               |                                               |                                               |                                               |                                               |                                               |                                                   |                                                   |                                                                |                                                   |                                                   |                                                   |                                                |                                                |            |            |                                              |                                              |                                              |                                              |                                              |                                              |  |  |                        |                        |                        |                        |                        |                        |  |  |  |  |  |  |  |  |  |  |  |  |  |  |  |  |
|                                           |                                           |                                           |                                           |                                           |                                           |  |  |                                               |                                               |                                               |                                               |                                               |                                               |                                                   |                                                   |                                                                |                                                   |                                                   |                                                   |                                                |                                                |            |            |                                              |                                              |                                              |                                              |                                              |                                              |  |  |                        |                        |                        |                        |                        |                        |  |  |  |  |  |  |  |  |  |  |  |  |  |  |  |  |
|                                           |                                           |                                           |                                           |                                           |                                           |  |  | ۲۶ امپراتور یونگ‌یانگ 영양왕 ۵۹۰ ~ ۶۱۸ میلادی  | ۲۶ امپراتور یونگ‌یانگ 영양왕 ۵۹۰ ~ ۶۱۸ میلادی  | ۲۶ امپراتور یونگ‌یانگ 영양왕 ۵۹۰ ~ ۶۱۸ میلادی  | ۲۶ امپراتور یونگ‌یانگ 영양왕 ۵۹۰ ~ ۶۱۸ میلادی  | ۲۶ امپراتور یونگ‌یانگ 영양왕 ۵۹۰ ~ ۶۱۸ میلادی  | ۲۶ امپراتور یونگ‌یانگ 영양왕 ۵۹۰ ~ ۶۱۸ میلادی  |                                                   |                                                   | ۲۷ امپراتور یونگ‌نیو 영류왕 ۶۱۸ ~ ۶۴۲ میلادی                    | ۲۷ امپراتور یونگ‌نیو 영류왕 ۶۱۸ ~ ۶۴۲ میلادی       | ۲۷ امپراتور یونگ‌نیو 영류왕 ۶۱۸ ~ ۶۴۲ میلادی       | ۲۷ امپراتور یونگ‌نیو 영류왕 ۶۱۸ ~ ۶۴۲ میلادی       | ۲۷ امپراتور یونگ‌نیو 영류왕 ۶۱۸ ~ ۶۴۲ میلادی    | ۲۷ امپراتور یونگ‌نیو 영류왕 ۶۱۸ ~ ۶۴۲ میلادی    |            |            | گو ته‌یانگ 고대양                             | گو ته‌یانگ 고대양                             | گو ته‌یانگ 고대양                             | گو ته‌یانگ 고대양                             | گو ته‌یانگ 고대양                             | گو ته‌یانگ 고대양                             |  |  |                        |                        |                        |                        |                        |                        |  |  |  |  |  |  |  |  |  |  |  |  |  |  |  |  |
|                                           |                                           |                                           |                                           |                                           |                                           |  |  | ۲۶ امپراتور یونگ‌یانگ 영양왕 ۵۹۰ ~ ۶۱۸ میلادی  | ۲۶ امپراتور یونگ‌یانگ 영양왕 ۵۹۰ ~ ۶۱۸ میلادی  | ۲۶ امپراتور یونگ‌یانگ 영양왕 ۵۹۰ ~ ۶۱۸ میلادی  | ۲۶ امپراتور یونگ‌یانگ 영양왕 ۵۹۰ ~ ۶۱۸ میلادی  | ۲۶ امپراتور یونگ‌یانگ 영양왕 ۵۹۰ ~ ۶۱۸ میلادی  | ۲۶ امپراتور یونگ‌یانگ 영양왕 ۵۹۰ ~ ۶۱۸ میلادی  |                                                   |                                                   | ۲۷ امپراتور یونگ‌نیو 영류왕 ۶۱۸ ~ ۶۴۲ میلادی                    | ۲۷ امپراتور یونگ‌نیو 영류왕 ۶۱۸ ~ ۶۴۲ میلادی       | ۲۷ امپراتور یونگ‌نیو 영류왕 ۶۱۸ ~ ۶۴۲ میلادی       | ۲۷ امپراتور یونگ‌نیو 영류왕 ۶۱۸ ~ ۶۴۲ میلادی       | ۲۷ امپراتور یونگ‌نیو 영류왕 ۶۱۸ ~ ۶۴۲ میلادی    | ۲۷ امپراتور یونگ‌نیو 영류왕 ۶۱۸ ~ ۶۴۲ میلادی    |            |            | گو ته‌یانگ 고대양                             | گو ته‌یانگ 고대양                             | گو ته‌یانگ 고대양                             | گو ته‌یانگ 고대양                             | گو ته‌یانگ 고대양                             | گو ته‌یانگ 고대양                             |  |  |                        |                        |                        |                        |                        |                        |  |  |  |  |  |  |  |  |  |  |  |  |  |  |  |  |
|                                           |                                           |                                           |                                           |                                           |                                           |  |  |                                               |                                               |                                               |                                               |                                               |                                               |                                                   |                                                   |                                                                |                                                   |                                                   |                                                   |                                                |                                                |            |            | ۲۸ امپراتور بوجانگ 보장왕 ۶۴۲ ~ ۶۶۸ میلادی   |                                              |                                              |                                              |                                              |                                              |  |  |                        |                        |                        |                        |                        |                        |  |  |  |  |  |  |  |  |  |  |  |  |  |  |  |  |
|                                           |                                           |                                           |                                           |                                           |                                           |  |  |                                               |                                               |                                               |                                               |                                               |                                               |                                                   |                                                   |                                                                |                                                   |                                                   |                                                   |                                                |                                                |            |            |                                              |                                              |                                              |                                              |                                              |                                              |  |  |                        |                        |                        |                        |                        |                        |  |  |  |  |  |  |  |  |  |  |  |  |  |  |  |  |
|                                           |                                           |                                           |                                           |                                           |                                           |  |  |                                               |                                               |                                               |                                               |                                               |                                               |                                                   |                                                   |                                                                |                                                   |                                                   |                                                   |                                                |                                                |            |            | گو دوکمو 고덕무                              |                                              |                                              |                                              |                                              |                                              |  |  |                        |                        |                        |                        |                        |                        |  |  |  |  |  |  |  |  |  |  |  |  |  |  |  |  |

## تصویر سازی مدرن

### سریال
1. مجموعه تلویزیونی جومونگ (۲۰۰۶)
2. مجموعه تلویزیونی فرمانروا ته جویونگ(۲۰۰۶)
3. مجموعه تلویزیونی یون گه‌سومون(۲۰۰۶)
4. مجموعه تلویزیونی افسانه(۲۰۰۷)
5. مجموعه تلویزیونی سرزمین بادها(۲۰۰۸)
6. مجموعه تلویزیونی شاهزاده جامیونگ گو(۲۰۰۹)
7. مجموعه تلویزیونی گوانگ‌گه‌تو فاتح بزرگ(۲۰۱۱)
8. مجموعه تلویزیونی گل و شمشیر(۲۰۱۳)
9. مجموعه تلویزیونی طلوع ماه در رودخانه (۲۰۲۱)
10. مجموعه تلویزیونی ملکه وو (۲۰۲۴)

### فیلم
1. نبرد بزرگ(۲۰۱۸)

## مقالات مرتبط دیگر

### نظام اجتماعی
- دامول
- خاندان گو
- سونگ یانگ
- مالگال
- فهرست مردم گوگوریو
- شورای ملی گوگوریو
- رسم ازدواج در گوگوریو
- جویی‌ها
- قانون جینته
- بانو یوها
- بانو یه
- ملکه سوسانو
- بانو هه
- ژنرال اویی
- ژنرال ماری
- ژنرال هیوبو
- ژنرال جوسا
- ژنرال موگول
- ژنرال ماکاک
- ژنرال بو بونو
- بو ویوم
- شاهزاده دوجول
- شاهزاده هه میونگ
- ژنرال گویو
- شاهزاده یوجین
- شاهدخت ناک‌رانگ
- وزیر گودو
- ملکه دواگر
- گو جه‌سا
- یوممو
- گو بوکیانگ
- بونگچو
- موکدورو
- وزیر می‌یو
- ملکه وو
- وزیر اول پاسو
- وزیر چانگ جوری
- وزیر اومو
- وزیر میونگنیم اوسو
- وزیر میونگنیم دپبو
- وزیر سانگنو
- وزیر گو اورو
- وزیر جوبول
- وزیر گانگوا
- کوی بی
- کواک چانگ
- مودورو
- ژنرال گومو
- فنگ هونگ
- ژنرال گوی مانیون
- شاهزاده گو جودا
- گائو یون
- شاهزاده گو ته‌یانگ
- هان‌شانگ
- شاهدخت پیونگ‌گانگ
- راهب هیگوان
- اون دال
- وزیر وانگ ساناک
- ژنرال کونوجا
- ژنرال اولجی موندوک
- وزیر یون جایو
- وزیر یون ته‌جو
- ژنرال کانگ ایشیک
- ژنرال یانگ مانچون
- ژنرال یون گه‌سومون
- بانو یون سویونگ
- ژنرال نوی اومشین
- ژنرال ته جونگسانگ
- ته جویونگ
- سا بوگو
- گو هوانگوون
- ژنرال وانگ مونریم
- یون نامسنگ
- یون نامگون
- یون نامسان
- گو ساگیه
- گائو ژیانچی
- گولسا بیو
- ژنرال گوم موجام
- گو دوکمو
- دامجینگ
- بولدوک

### قبایل
- قبیله گوانو
- قبیله گیرو
- قبیله سونو
- قبیله یونو
- قبیله چولنو

### مکان‌ها

#### چین
- دژ جولبون
- دژ بویو
- دژ شین
- دژ یودونگ
- دژ هیونتو
- دژ گونان
- دژ آنشی
- دژ بکگام
- منطقه یانگزو (یانگجو)
- کوه وونو
- قلعه گونگنه
- دژ بیسا
- چولی جانگسونگ
- دژ گه‌مو
- دژ اوگول
- دژ هواندو
- دژ باکجاک
- دژ نامسو
- دژ یونگدام
- دژ موکجو
- دژ اوگو
- کوه‌های چیان‌شان

#### کره جنوبی
- دژ یونچون دانگپو
- قلعه هوروگورو
- دژ آچاسان
- استحکامات کوه آچاسان

#### کره شمالی
- قلعه پیونگ‌یانگ
- برج اولمیلته
- منطقه اوندال
- دژ آنجو
- دژ هوانگنیونگ
- کاخ آنهک
- چولی جانگسونگ
- دروازه پوتونگ
- غار کرینگول
- موسسه آموزشی ته‌هاک
- مقبره سنگ نگاره‌های یاکسوری
- آرامگاه شماره ۳ آناک
- آرامگاه امپراتور دونگمیونگ
- سه مقبره کانگسو
- معبد یونگ میونگ
- عمارت ریونگ‌وانگ
- دژ خاکی چونگام ری
- دژ ته‌سونگ
- دروازه چیلسونگ
- بنای چونگنیو
- بنای چه‌سونگ
- قلعه چونگبانگ
- موزه پادوک
- معبد جانگانسا
- دیوار بزرگ هوشان
- معبد چونگ رونگسا

#### ژاپن
- معبد کوما
- مقبره تاکاماتسوکا

### نبردها و جنبش‌ها
- جنگ‌های گوگوریو–بویو
- نخستین نبرد گوگوریو–بویو
- نبرد هاکبان ریونگ
- نبرد فتح بویو
- جنگ گوگوریو–سارو
- نبرد جواوون
- جنگ گوگوریو–وی
- دومین جنگ گوگوریو–وی
- لشرکشی‌های گوانگ‌گه‌تو بزرگ
- جنگ گوگوریو–وا
- لشکرکشی‌های جانگسو به جنوب
- نخستین لشکرکشی جانگسو به شیلا
- دومین لشکرکشی جانگسو به شیلا
- سومین لشکرکشی جانگسو به شیلا
- نبرد هان سونگ
- نبردهای امپراتور مونجامیونگ
- نخستین لشکرکشی مونجامیونگ به شیلا
- نبرد دژ اوسان
- نبرد چیانگ
- دومین لشکرکشی مونجامیونگ به بکجه
- نبرد دژ گابول و دژ وونسان
- جنگ‌های گوگوریو–سویی
- نبرد سالسو
- نبرد ایم یوگوان
- نبرد آنشی
- نبرد گونان
- جنگ گوگوریو–شیلا
- جنگ‌های گوگوریو–تانگ
- جنگ دوم گوگوریو و تانگ
- نبرد ساسو
- نبرد گومسان
- نبرد تیانمنلینگ
- جنبش‌های احیای گوگوریو

### چهار خدای گوگوریو
- ققنوس سرخ
- ببر سفید (اسطوره شناسی)
- هیونمو
- اژدهای لاجوردی

### میراث
- هابک
- پرنده سه‌پا
- گوگوریو پیگی
- چرخ حلقه‌ای
- بنای یادبود چونگجو
- ساز سنتی ژئومونگو
- پایتخت و آرامگاه‌های امپراتوری گوگوریو
- قبیله کوما (گوگوریو)
- مجموعه آرامگاه‌های گوگوریو
- دودمان گوجوسان (چوسان قدیم)
- کره‌ای‌سازی
- دژ هواندو
- پادشاهی بالهه
- پادشاهی گوریو
- ته‌جو وانگ گون
- اختلافات بالهه
- گوگوریوی کوچک
- پادشاهی ته‌بونگ
- هنر گوگوریو
- آواز پرنده زرد
- آرامگاه گوانگ‌گه‌تو بزرگ
- سنگ یادبود گوانگ‌گه‌تو بزرگ
- آرامگاه ژنرال
- کالج گوگوریو
- مجسمه بودای برنزی گوگوریو

### پژوهشگران
- کی گیونگ-ریانگ
- نو تائه-دون

## نگارخانه

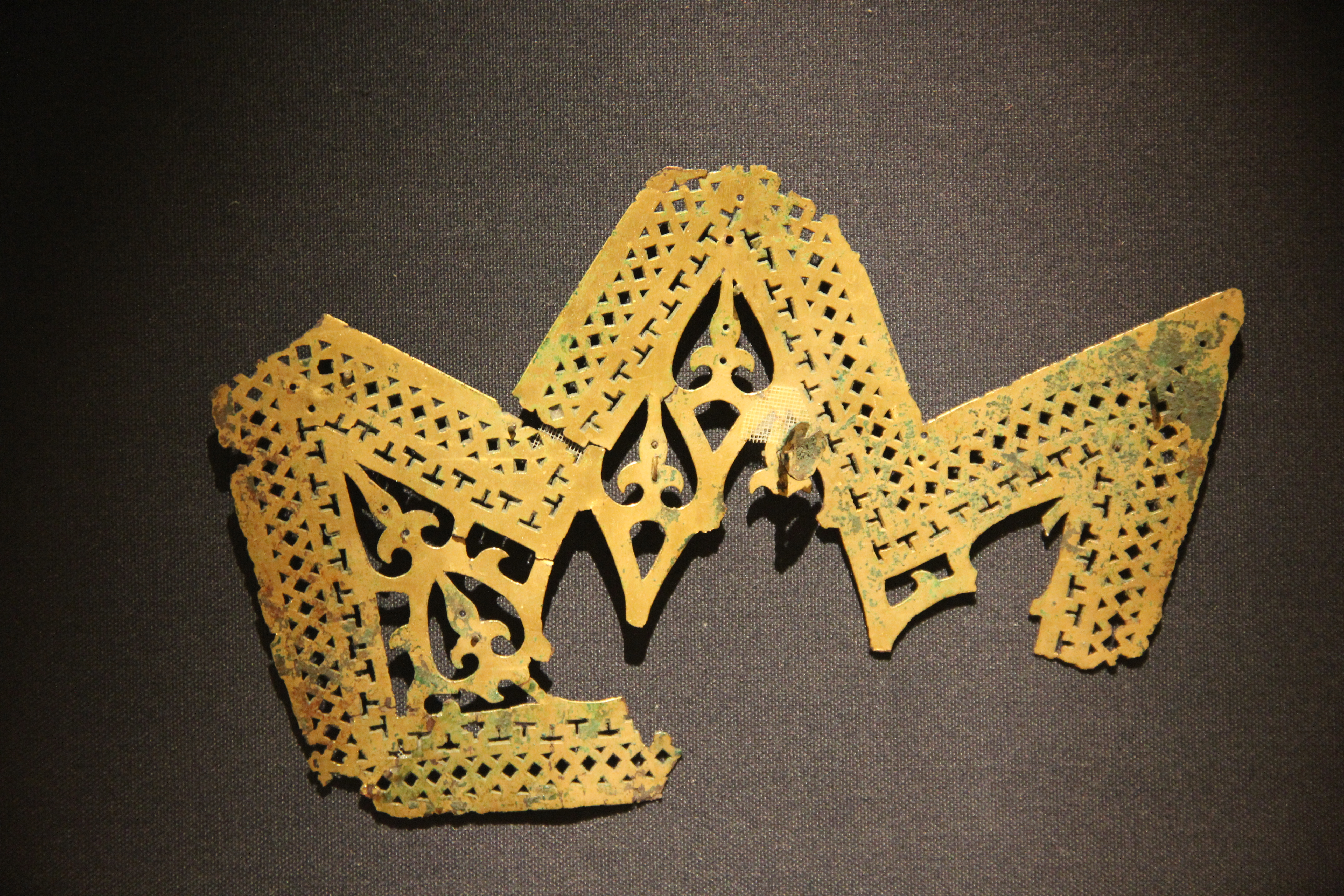
تاج طلایی امپراتور گوگوریو - شماره یک
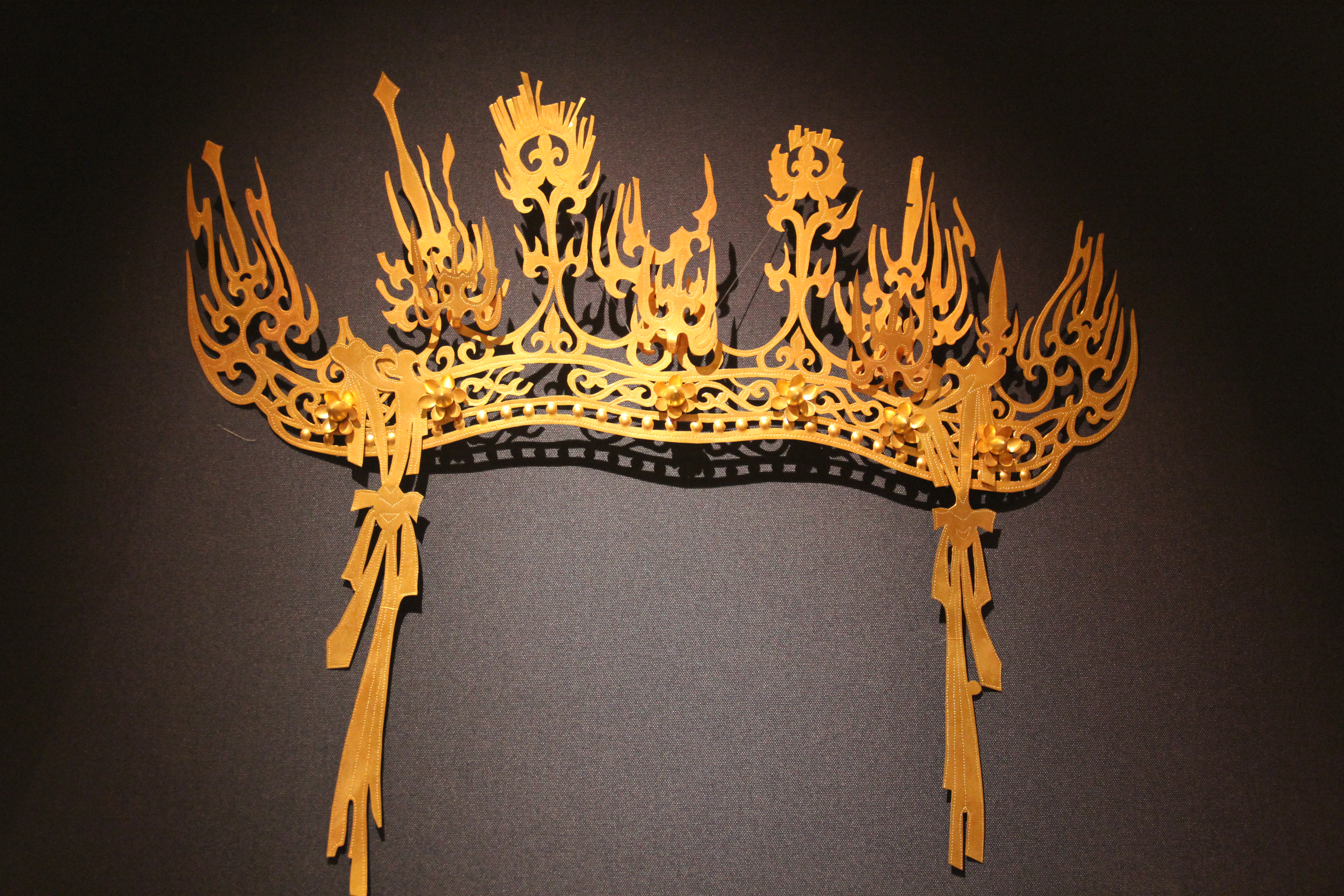
تاج طلایی امپراتور گوگوریو - شماره دو
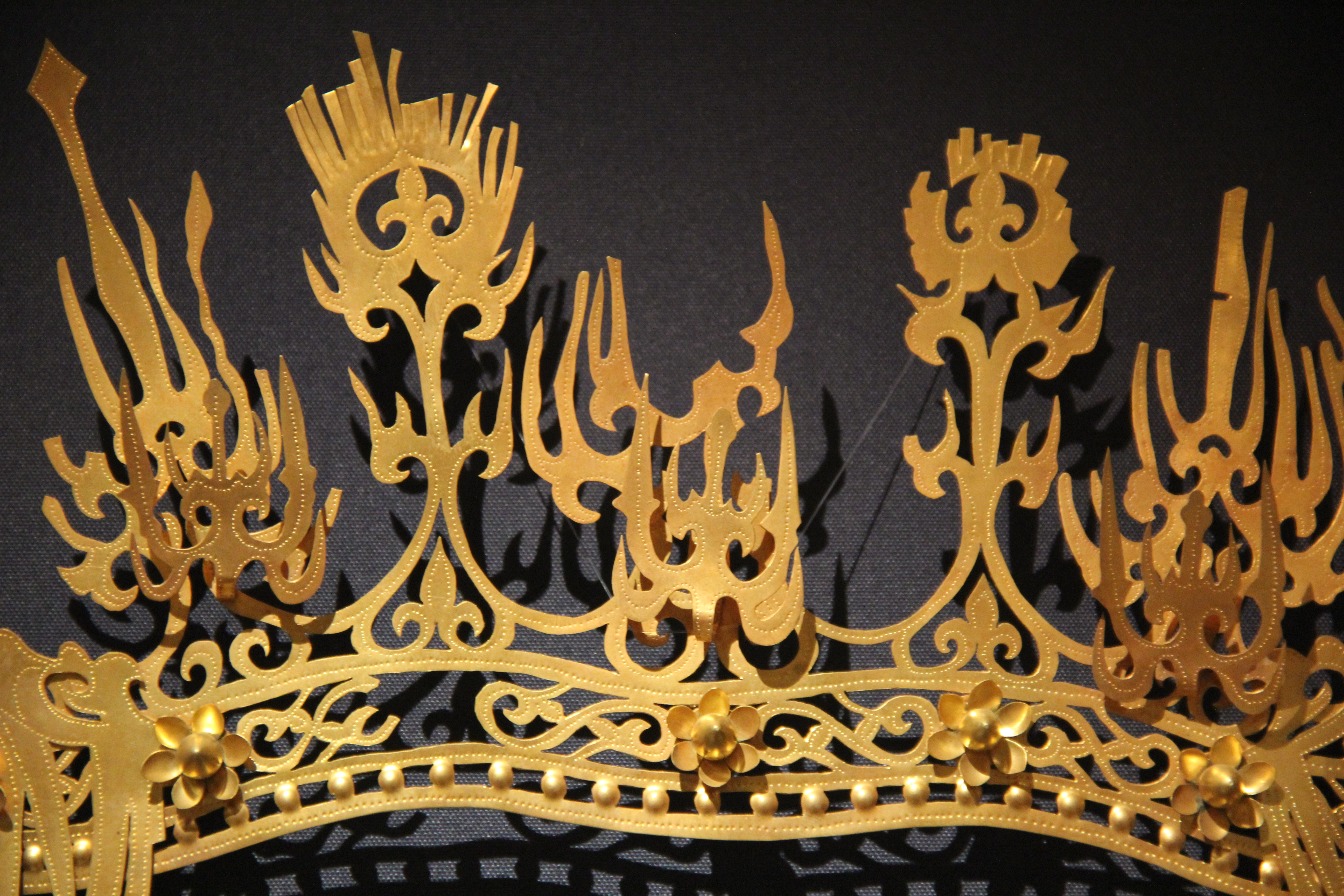
تاج طلایی امپراتور گوگوریو - شماره سه
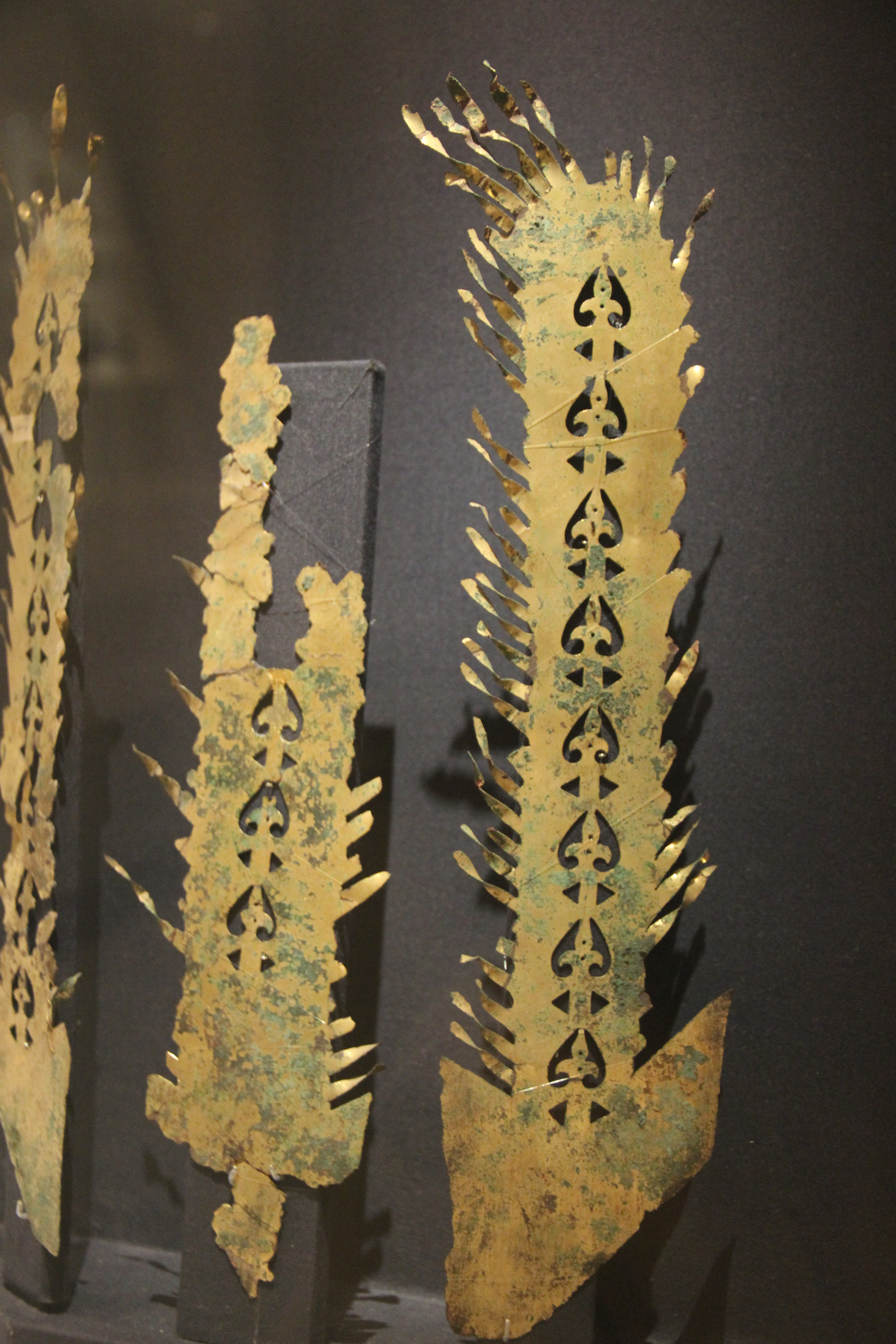
تاج طلایی امپراتور گوگوریو - شماره چهار
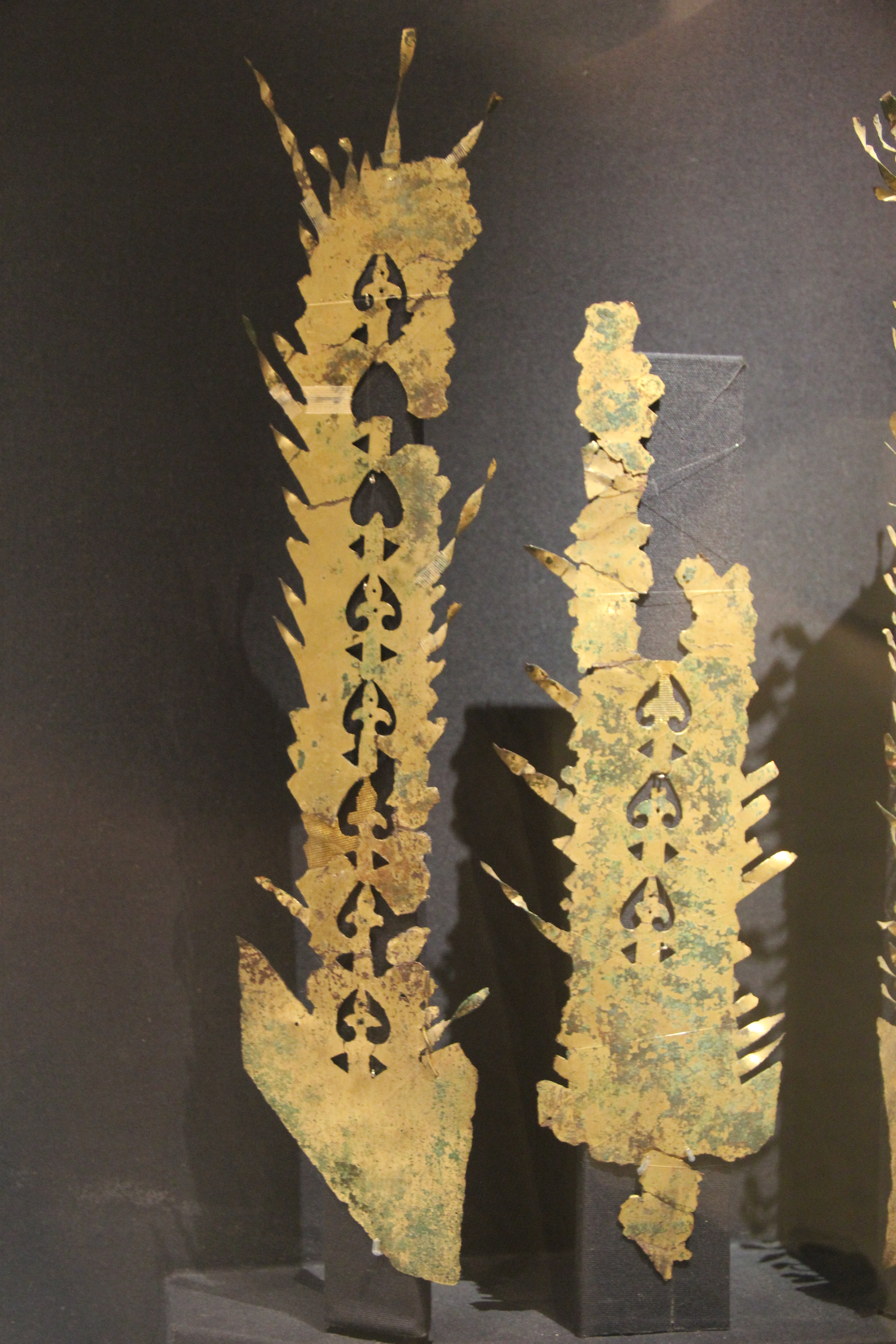
تاج طلایی امپراتور گوگوریو - شماره پنج
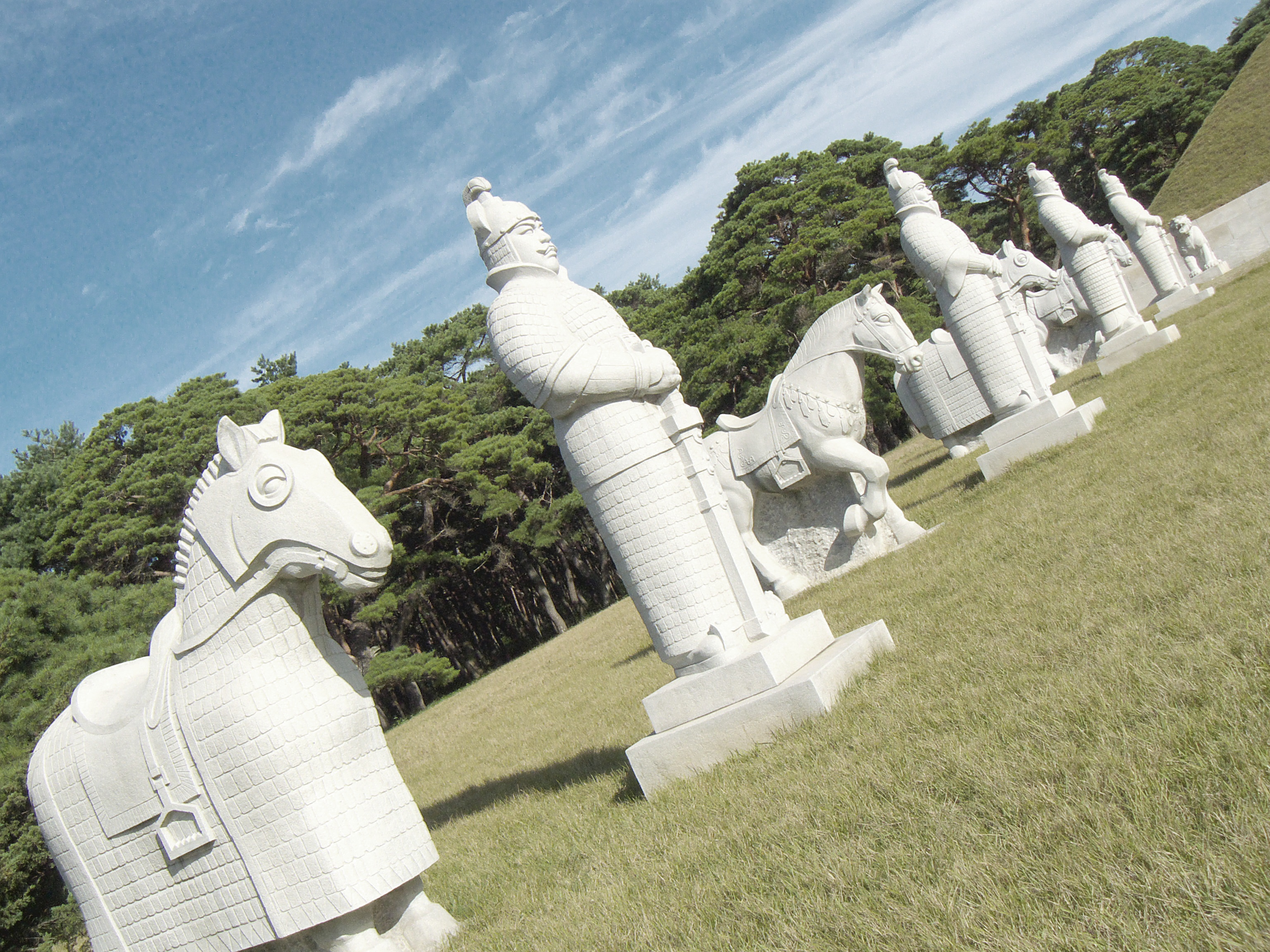
مقبره پادشاه جومونگ - شماره یک
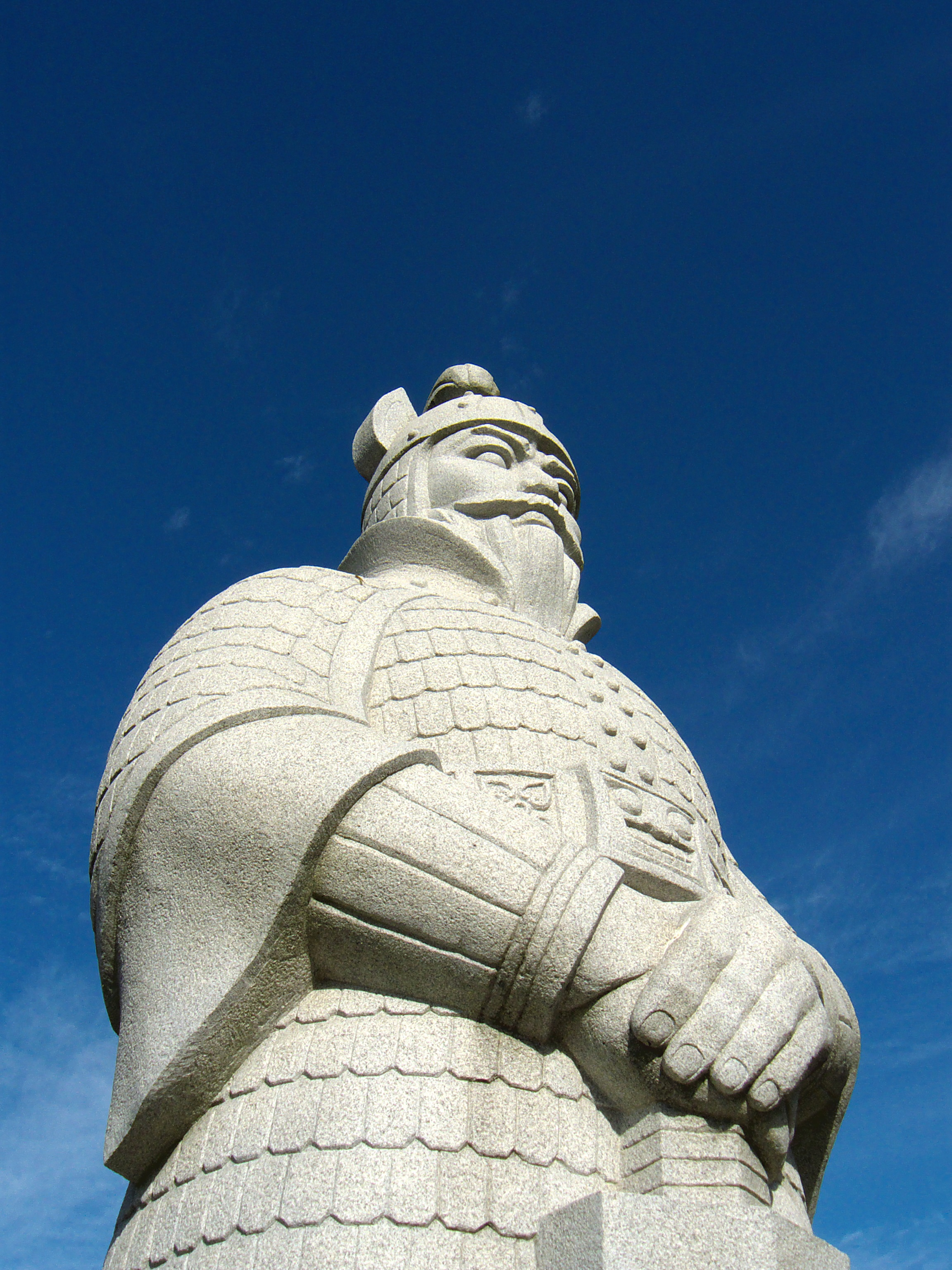
مقبره پادشاه جومونگ - شماره دو
سنگ یادبود گوانگ‌گه‌تو بزرگ
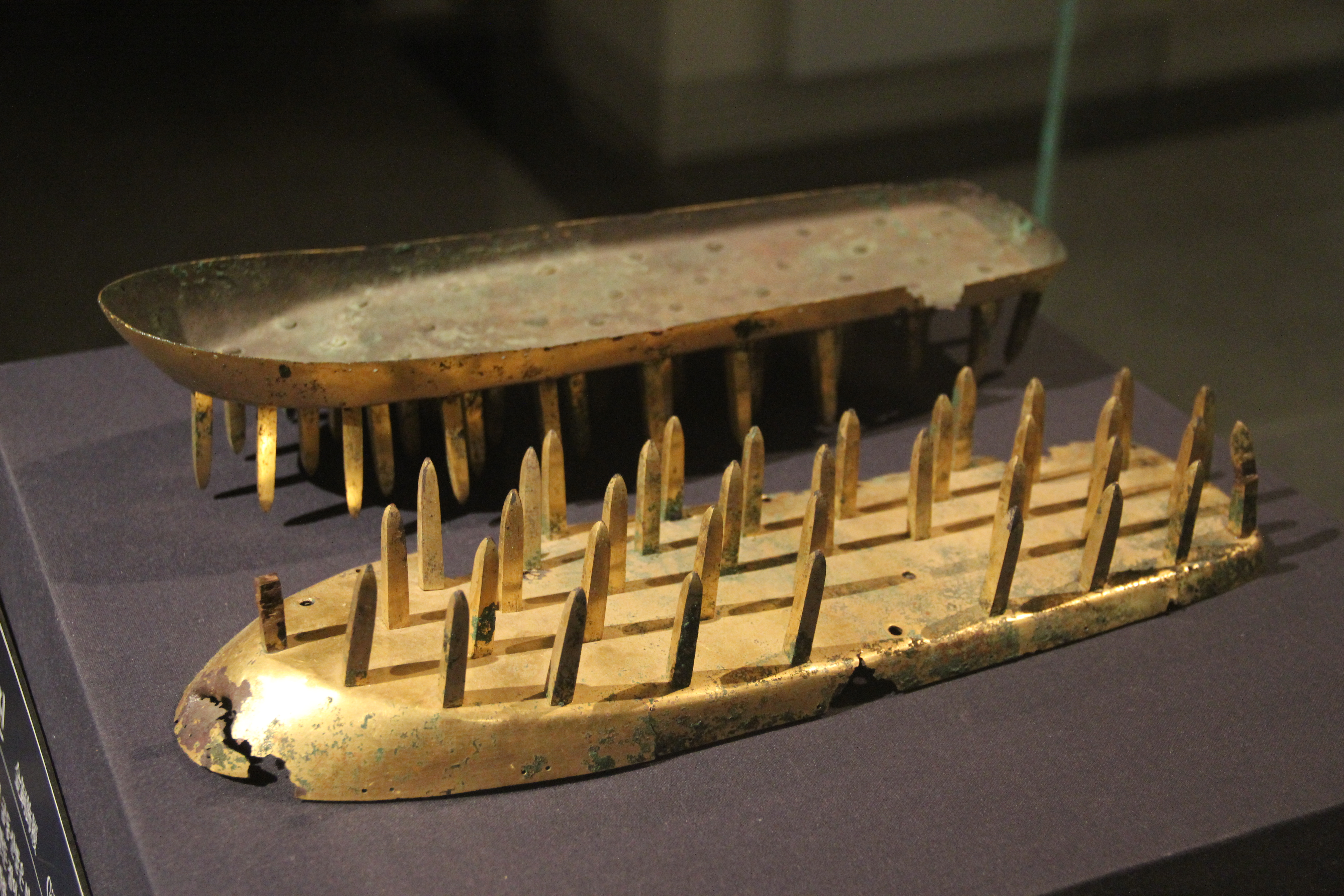
کفش طلایی امپراتوری گوگوریو
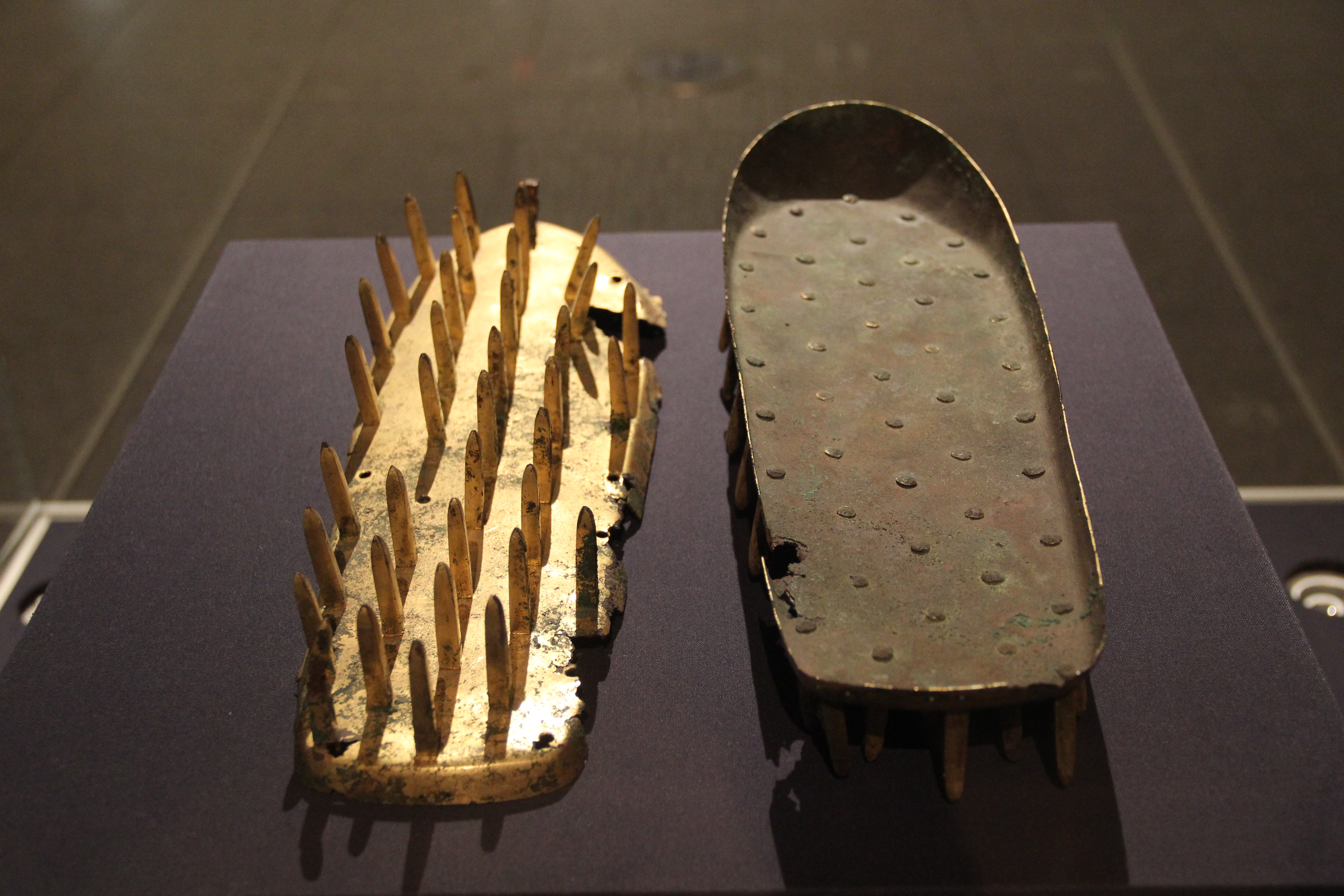
کفش طلایی امپراتوری گوگوریو
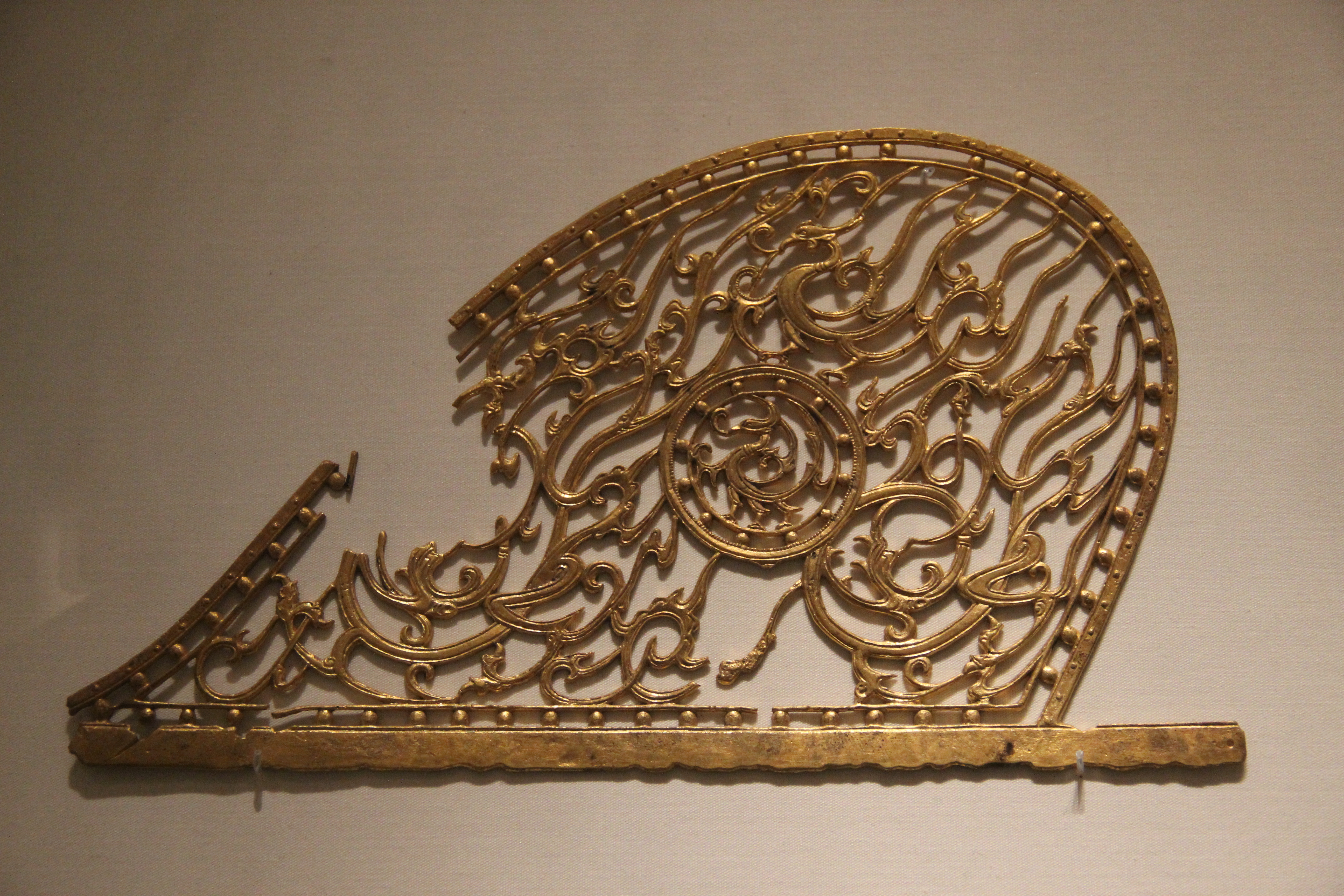
زیورآلات طلایی امپراتوری گوگوریو
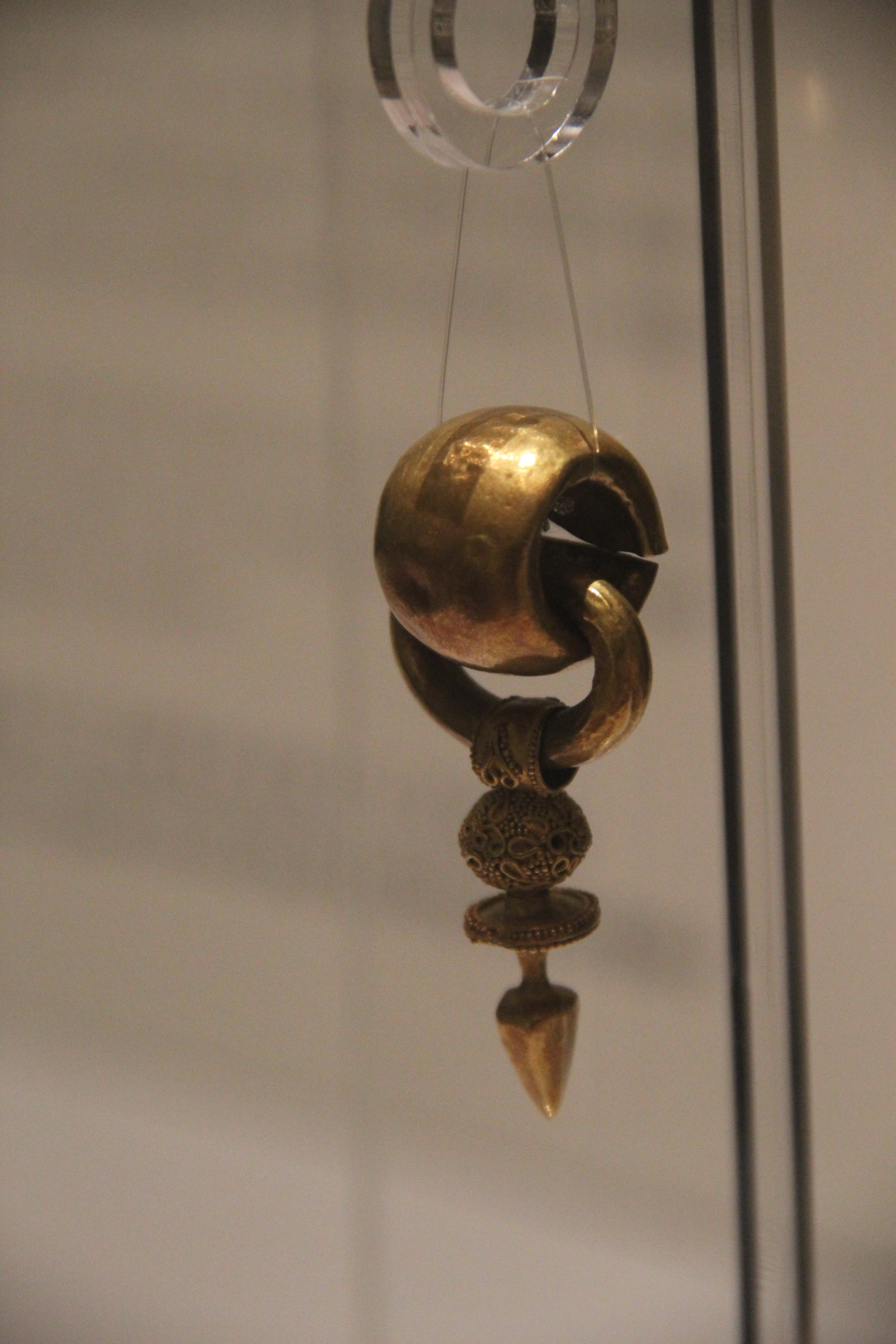
زیورآلات طلایی امپراتوری گوگوریو
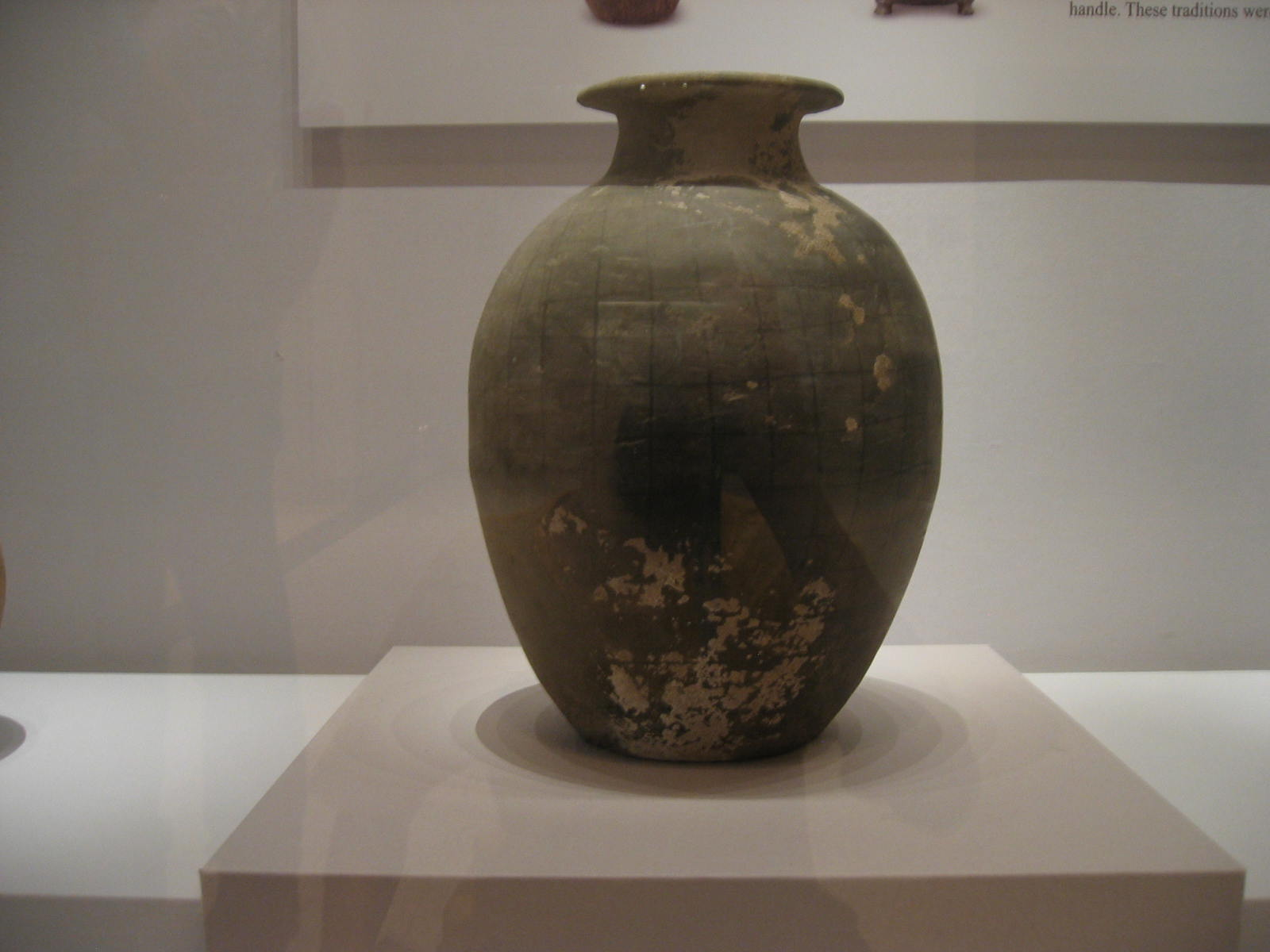
یک کوزه متعلق به امپراتوری گوگوریو
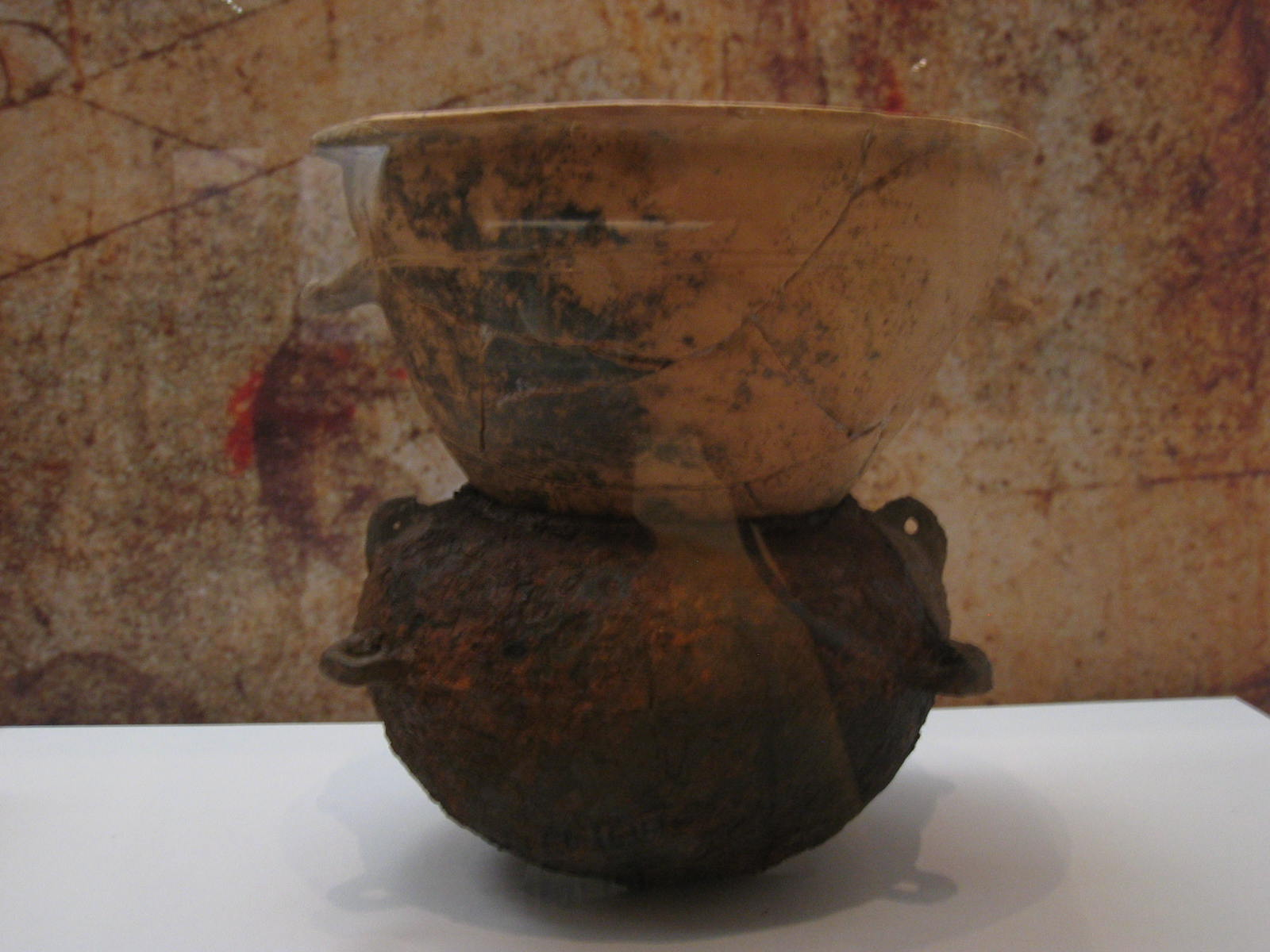
کتری متعلق به امپراتوری گوگوریو
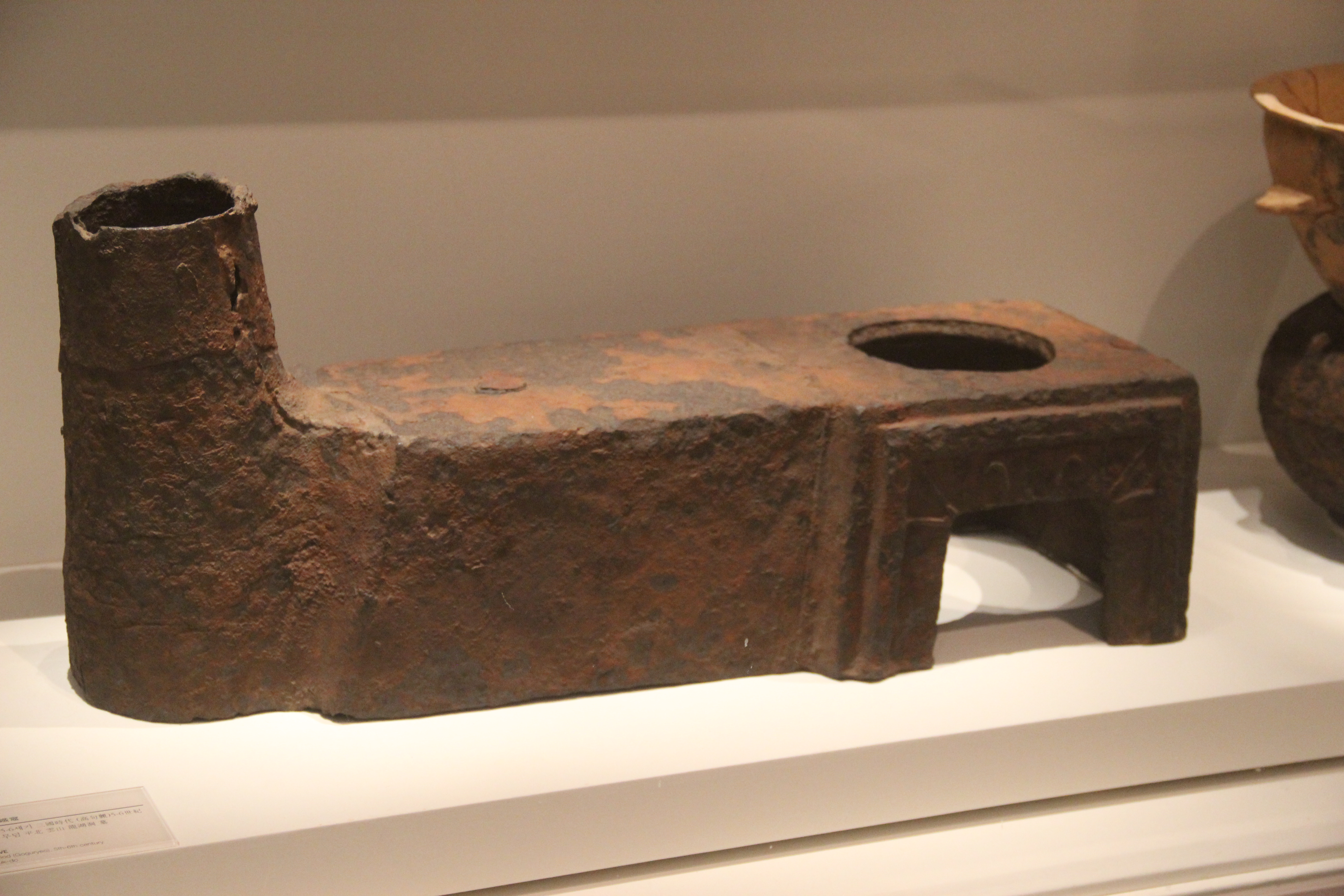
اجاق آهنی متعلق به امپراتوری گوگوریو
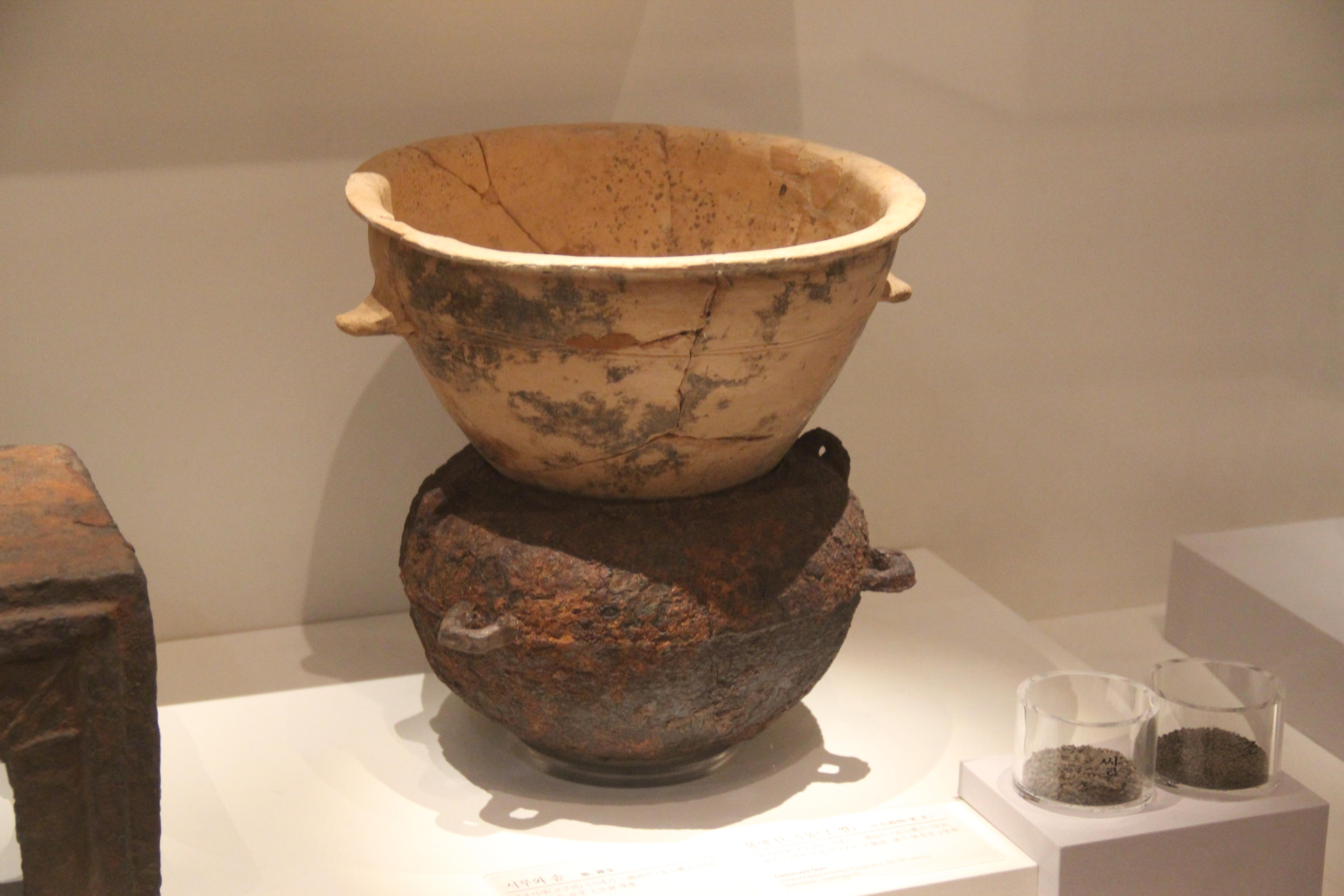
ظرف بخارپز آهنی متعلق به امپراتوری گوگوریو
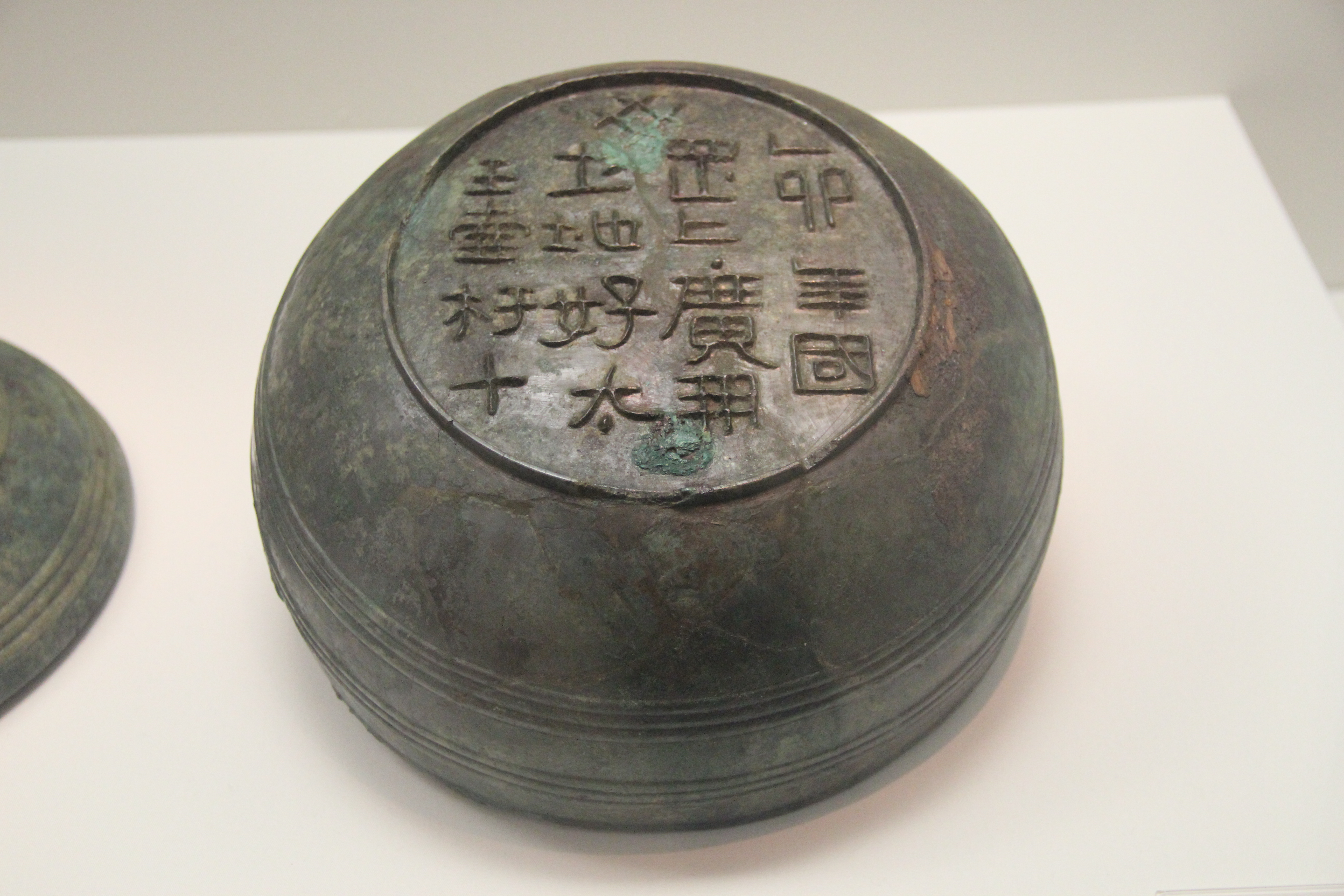
کاسه برنزی متعلق به امپراتوری گوگوریو
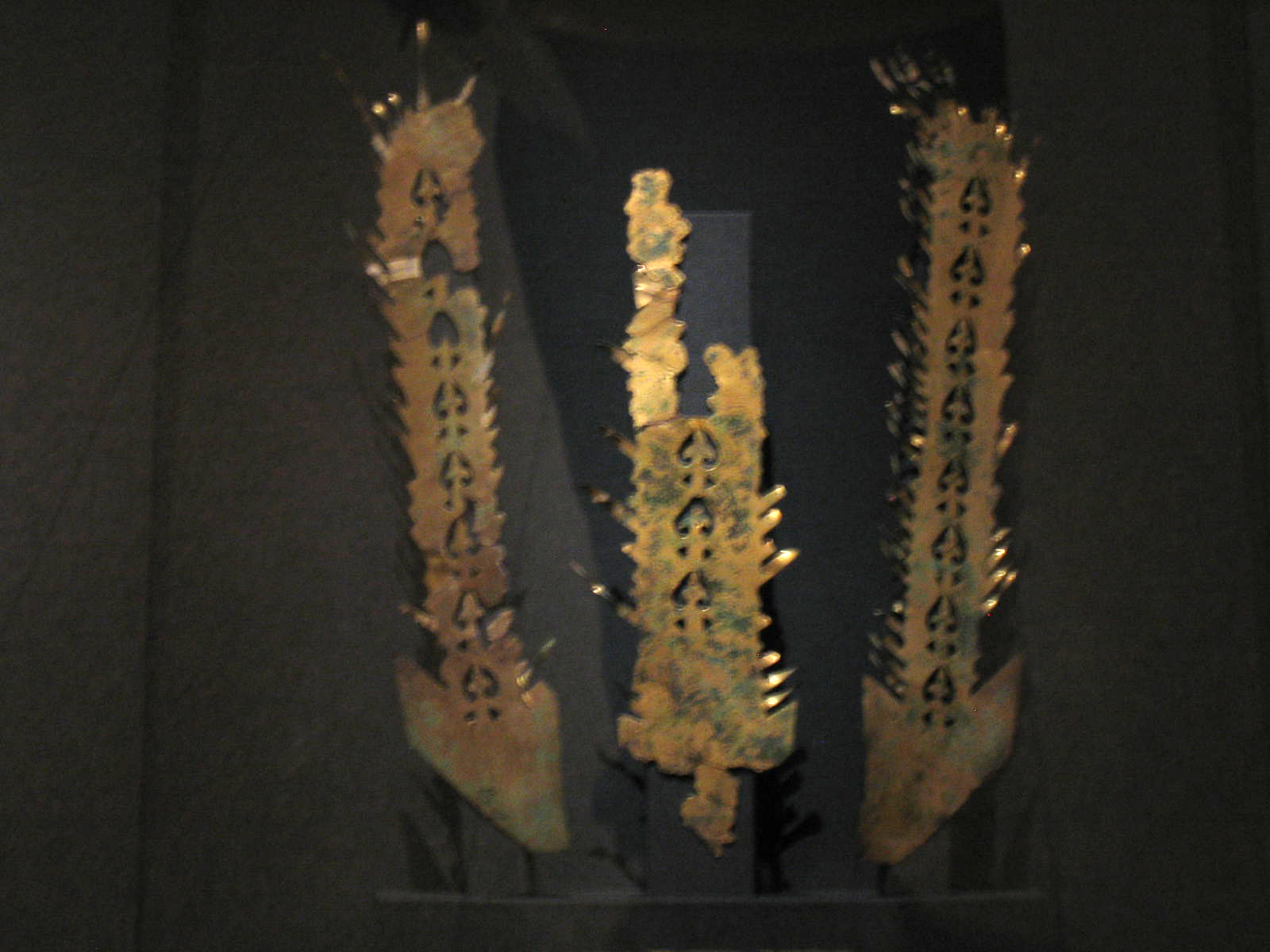
تاج امپراتور گوگوریو
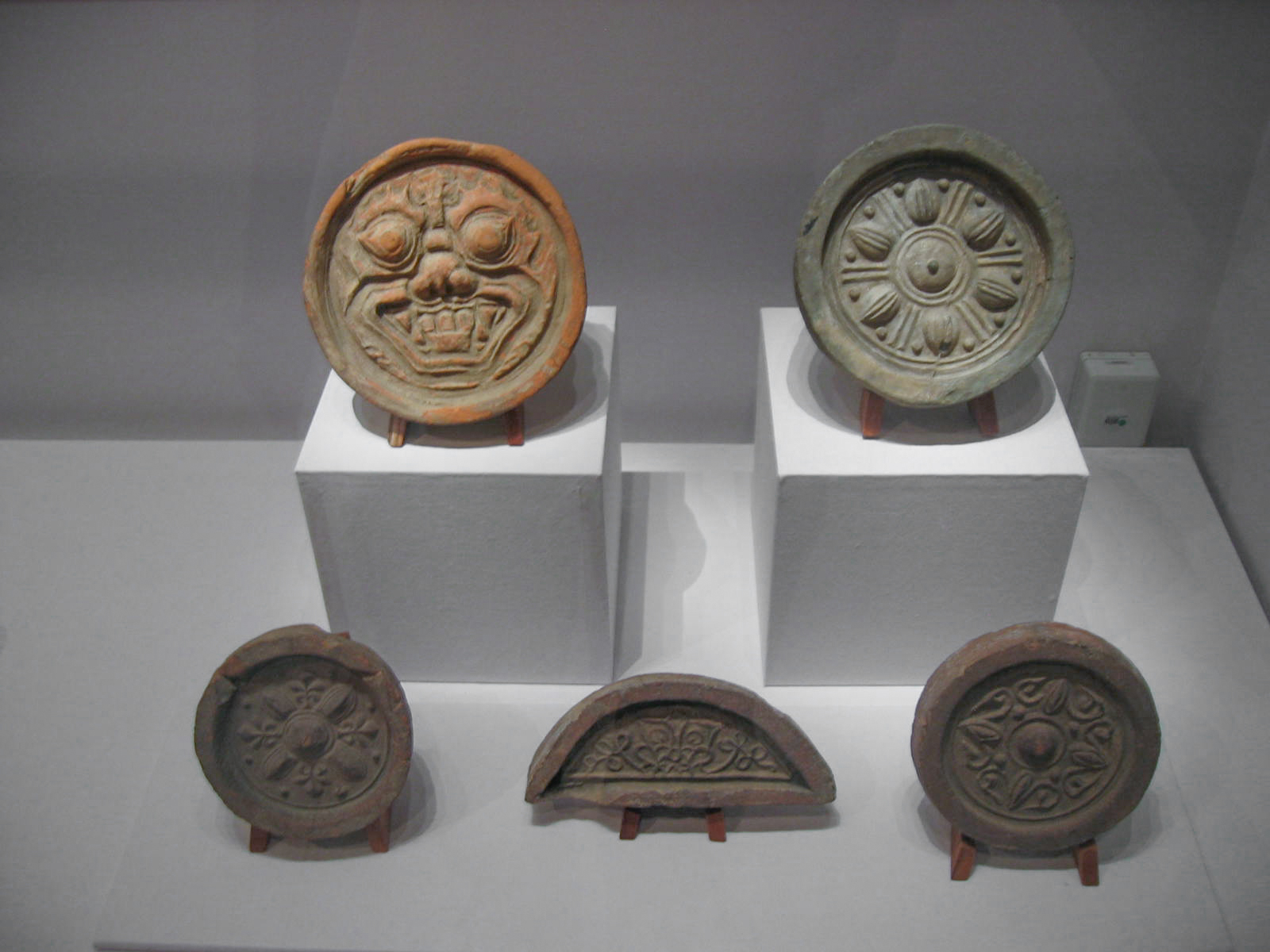
کاشی‌های سقف متعلق به امپراتوری گوگوریو
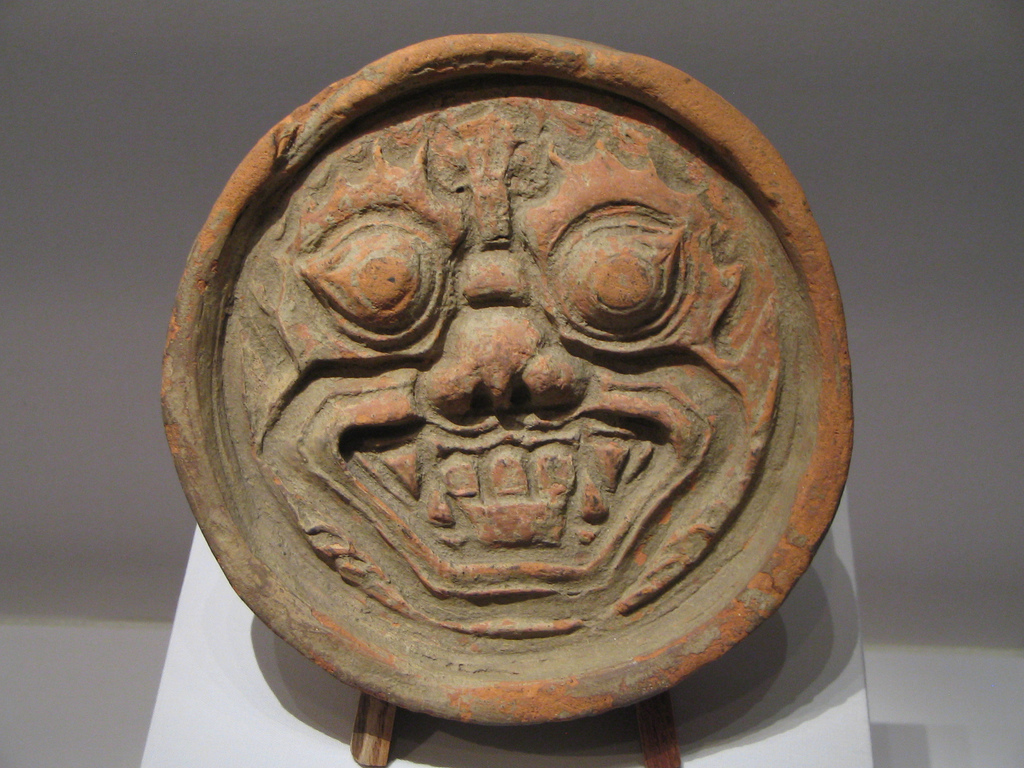
کاشی سقف متعلق به امپراتوری گوگوریو
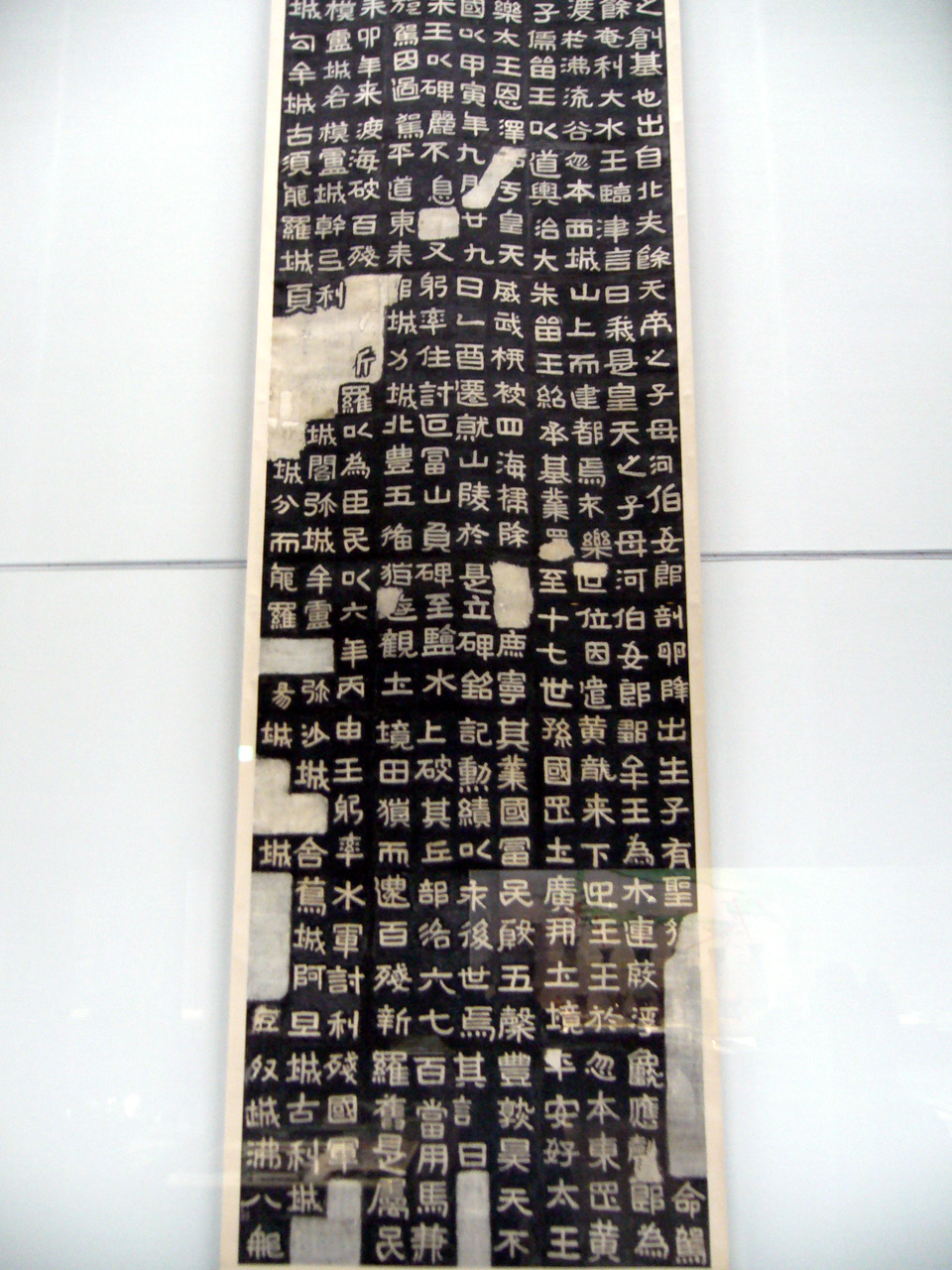
قسمتی از سنگ یادبود گوانگ‌گه‌تو بزرگ
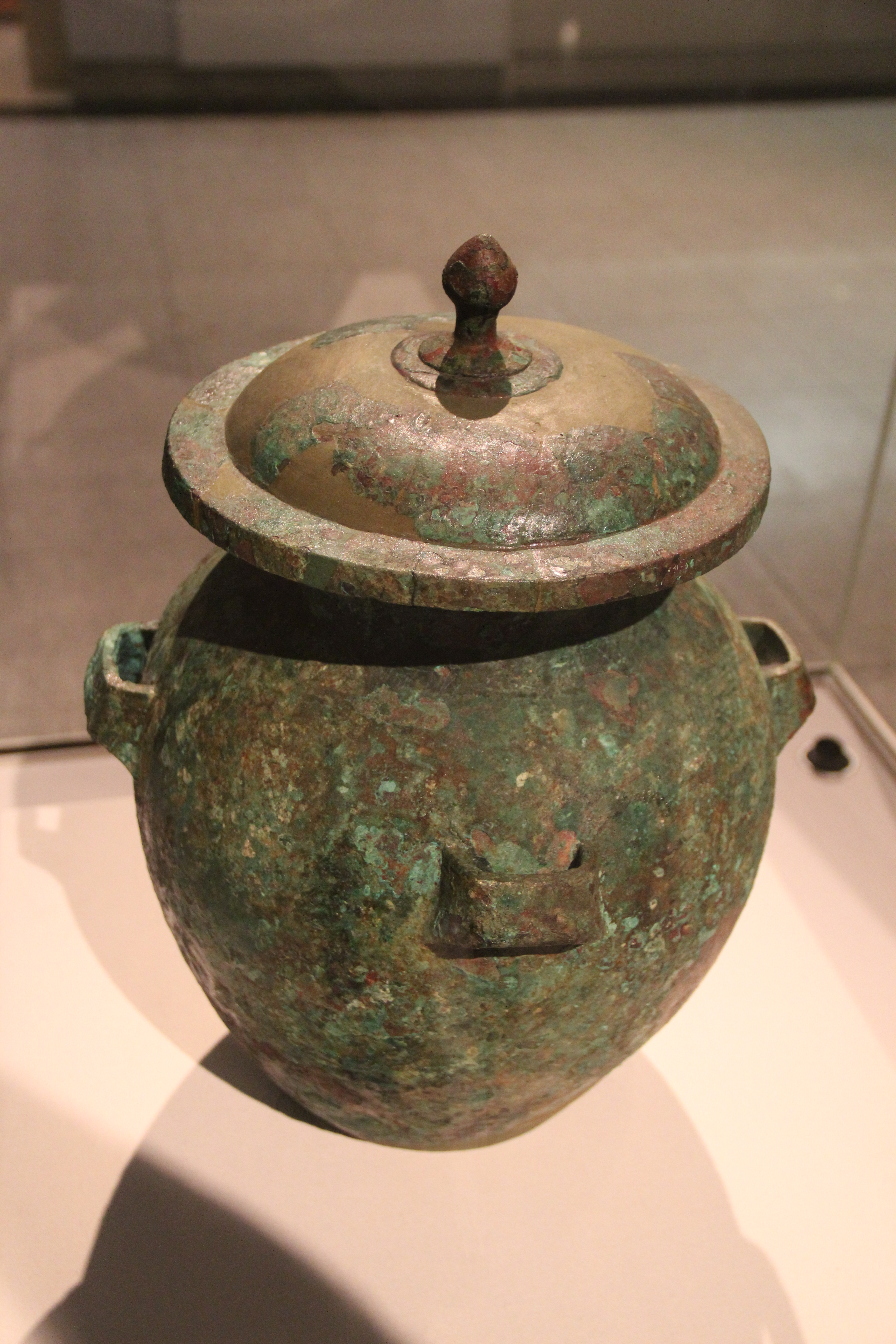
گلدان برنز متعلق به امپراتوری گوگوریو
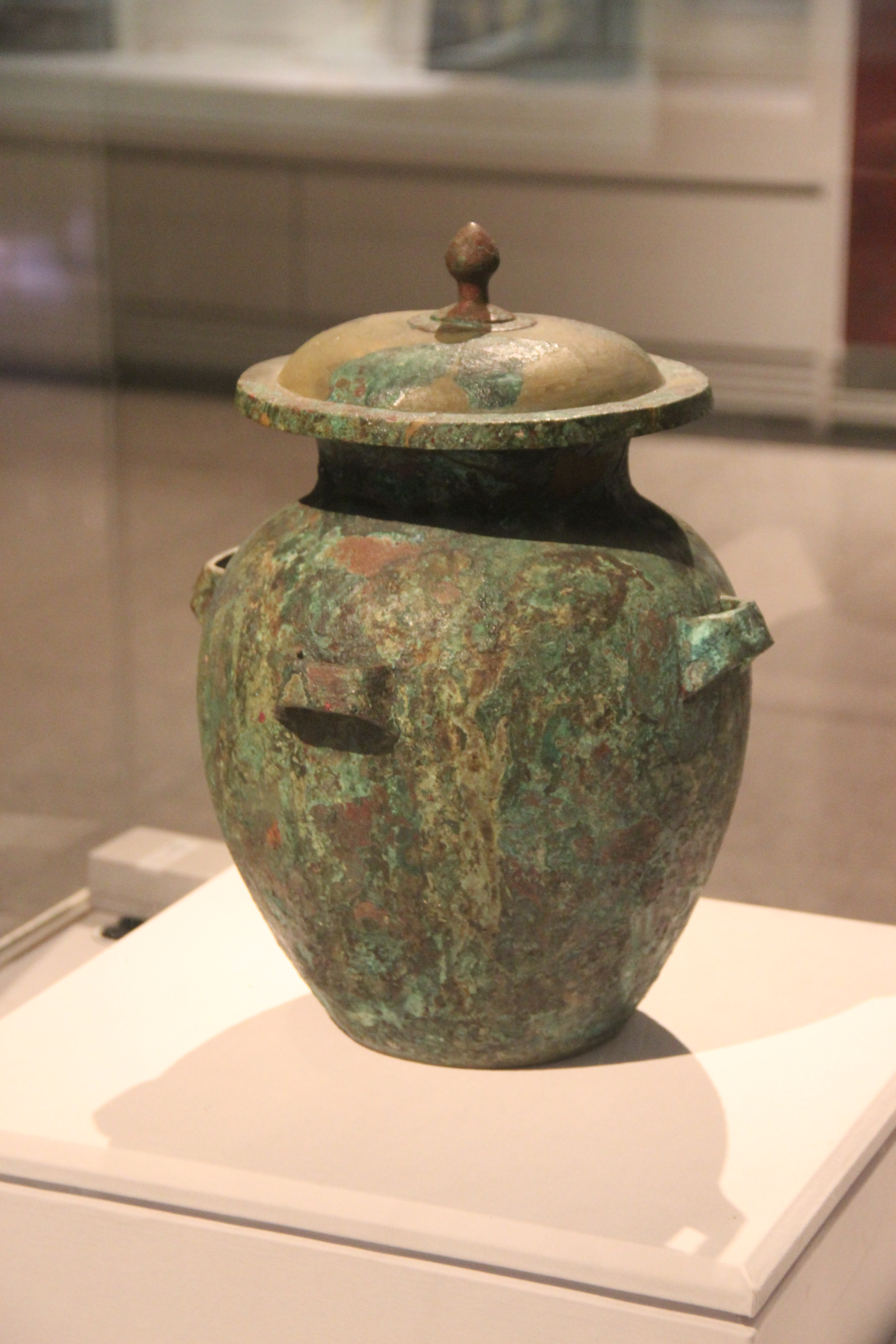
گلدان برنز متعلق به امپراتوری گوگوریو
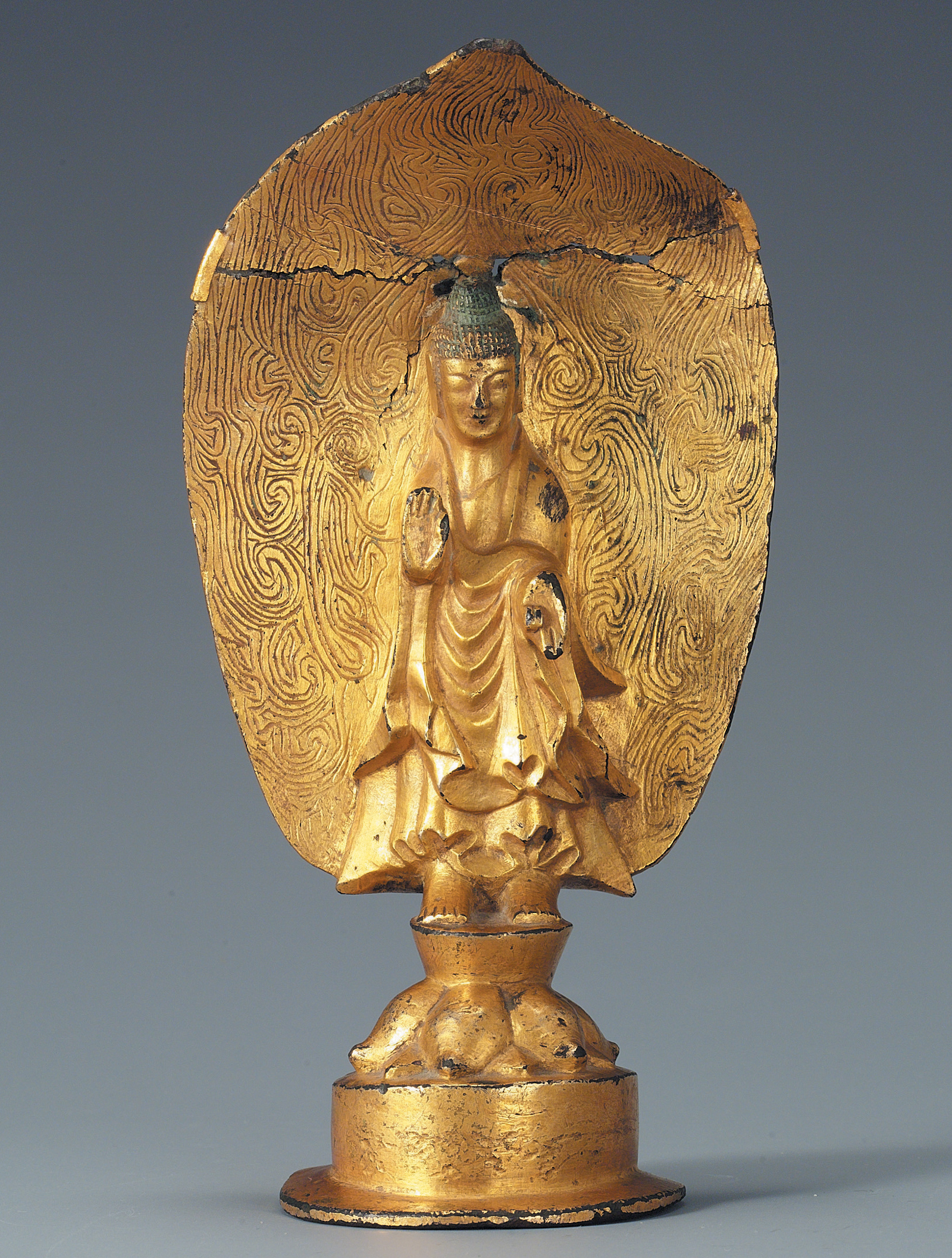
مجسمه طلایی بودا متعلق به امپراتوری گوگوریو
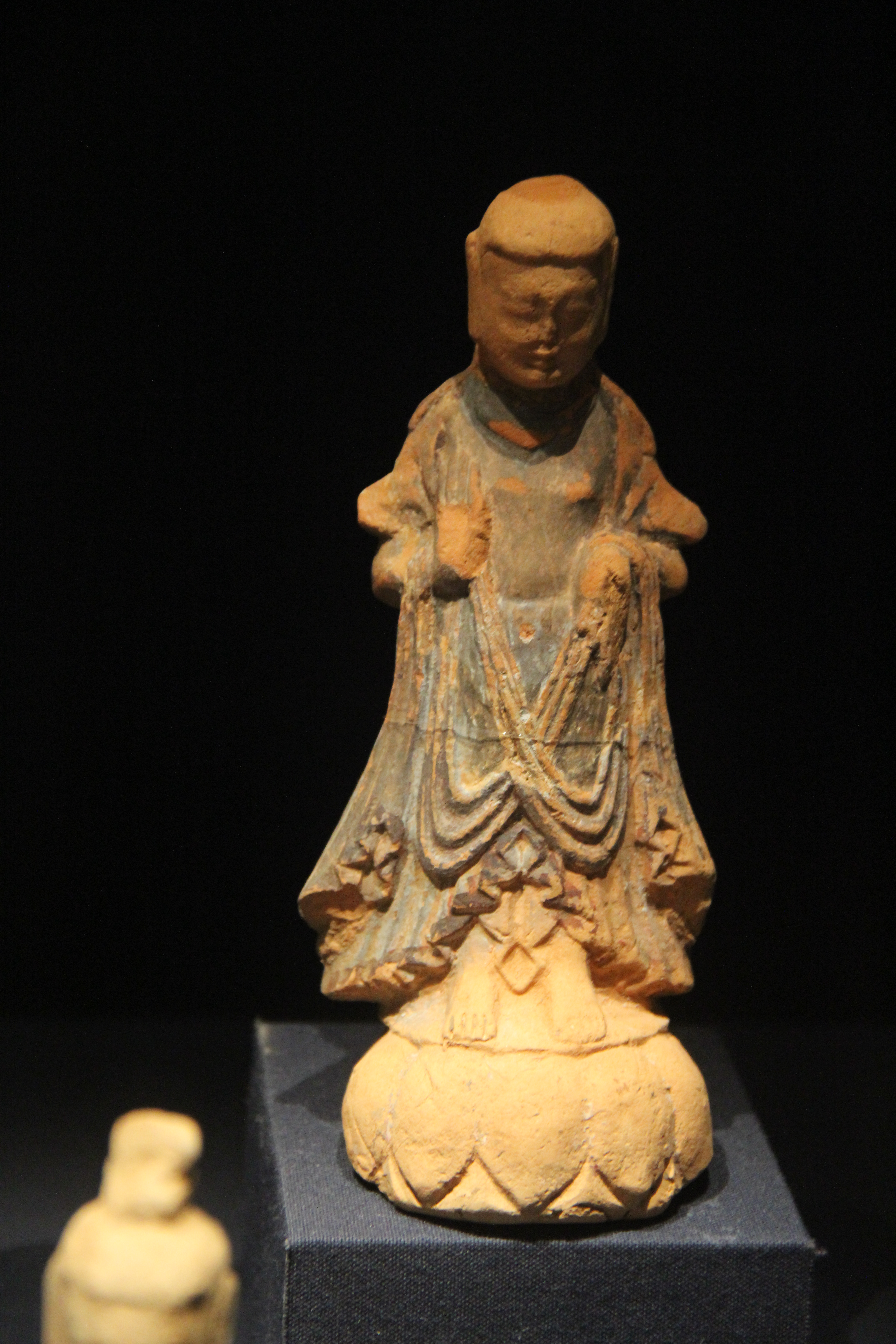
مجسمه بودایی امپراتوری گوگوریو - شماره یک
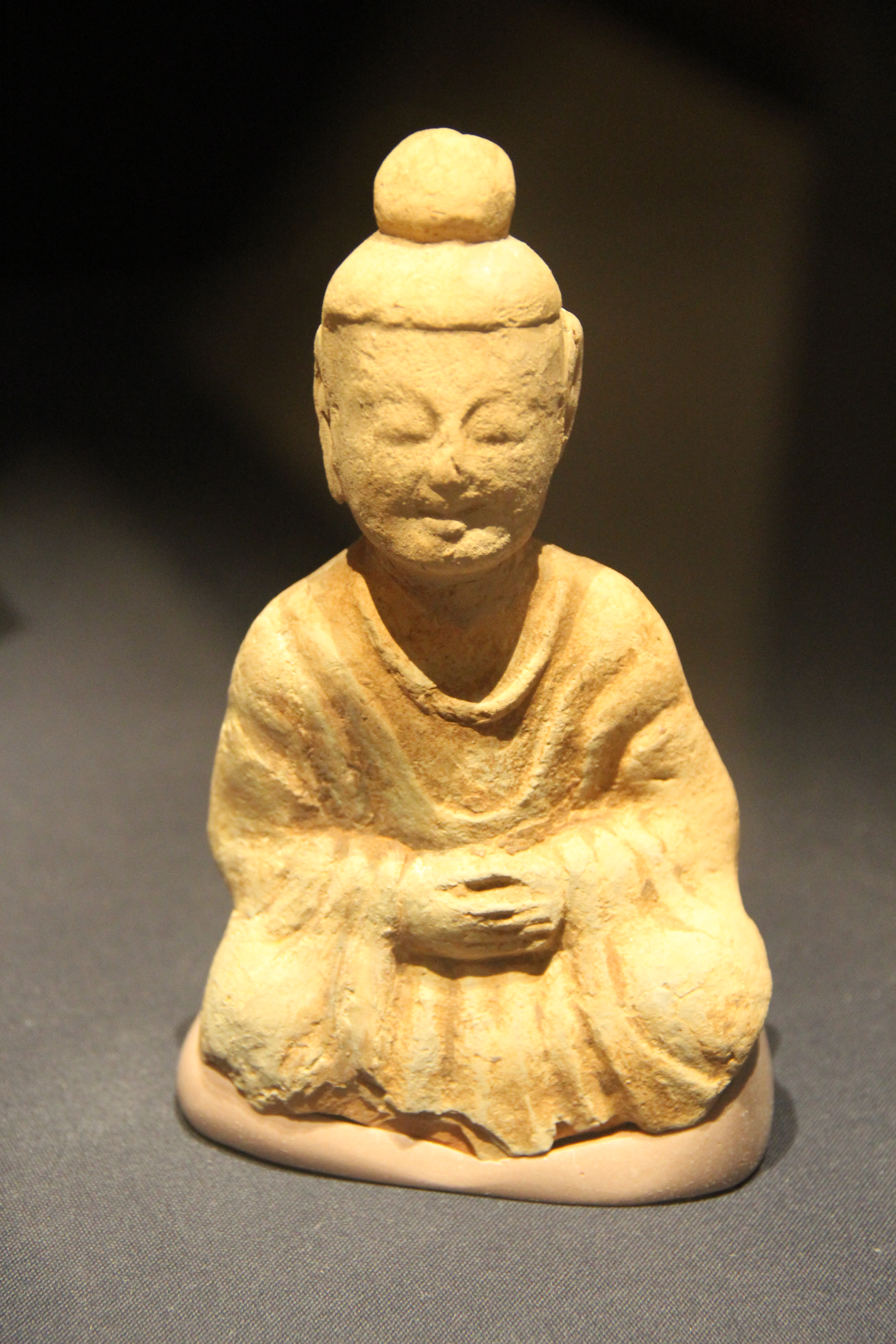
مجسمه بودایی امپراتوری گوگوریو - شماره دو
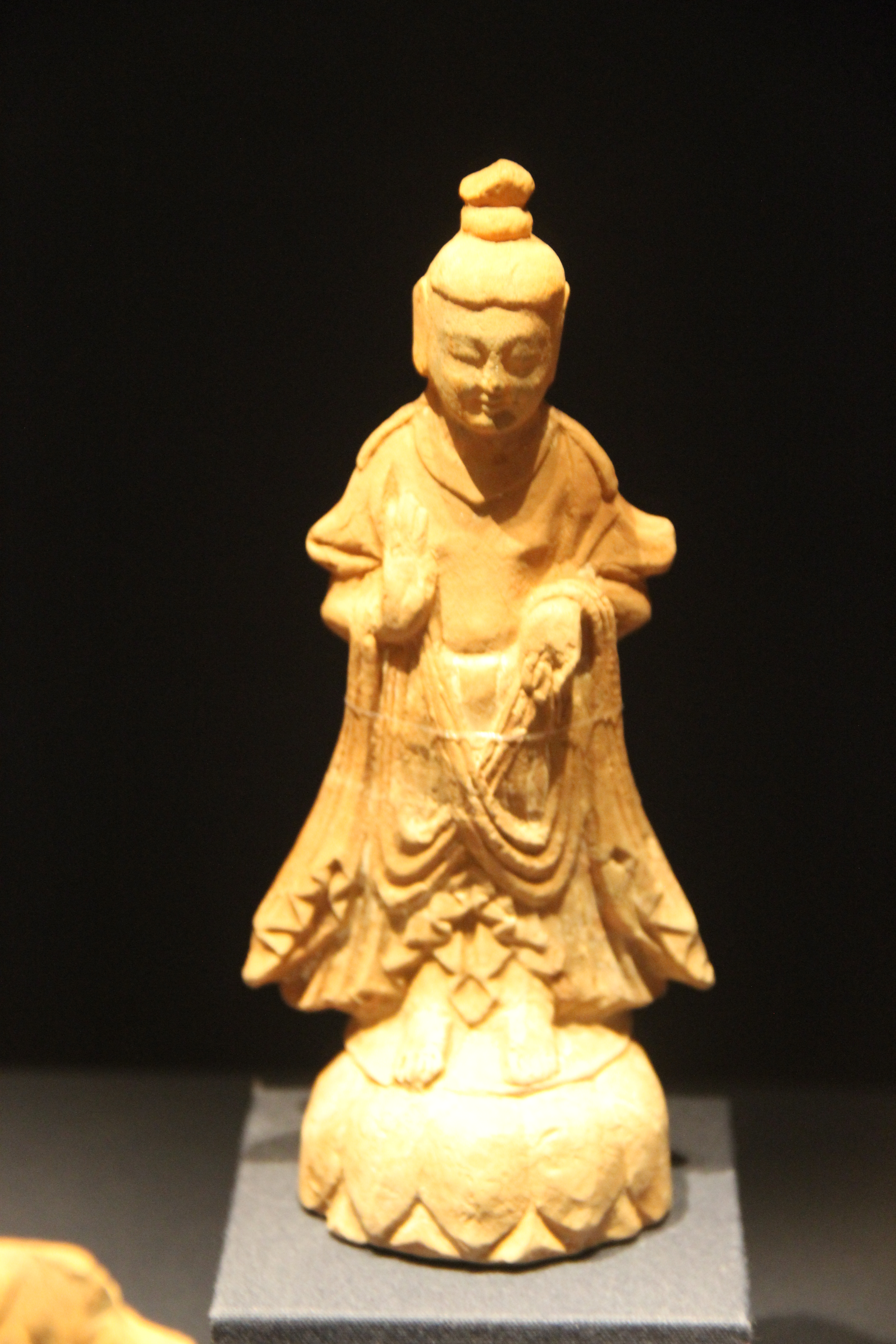
مجسمه بودایی امپراتوری گوگوریو - شماره سه
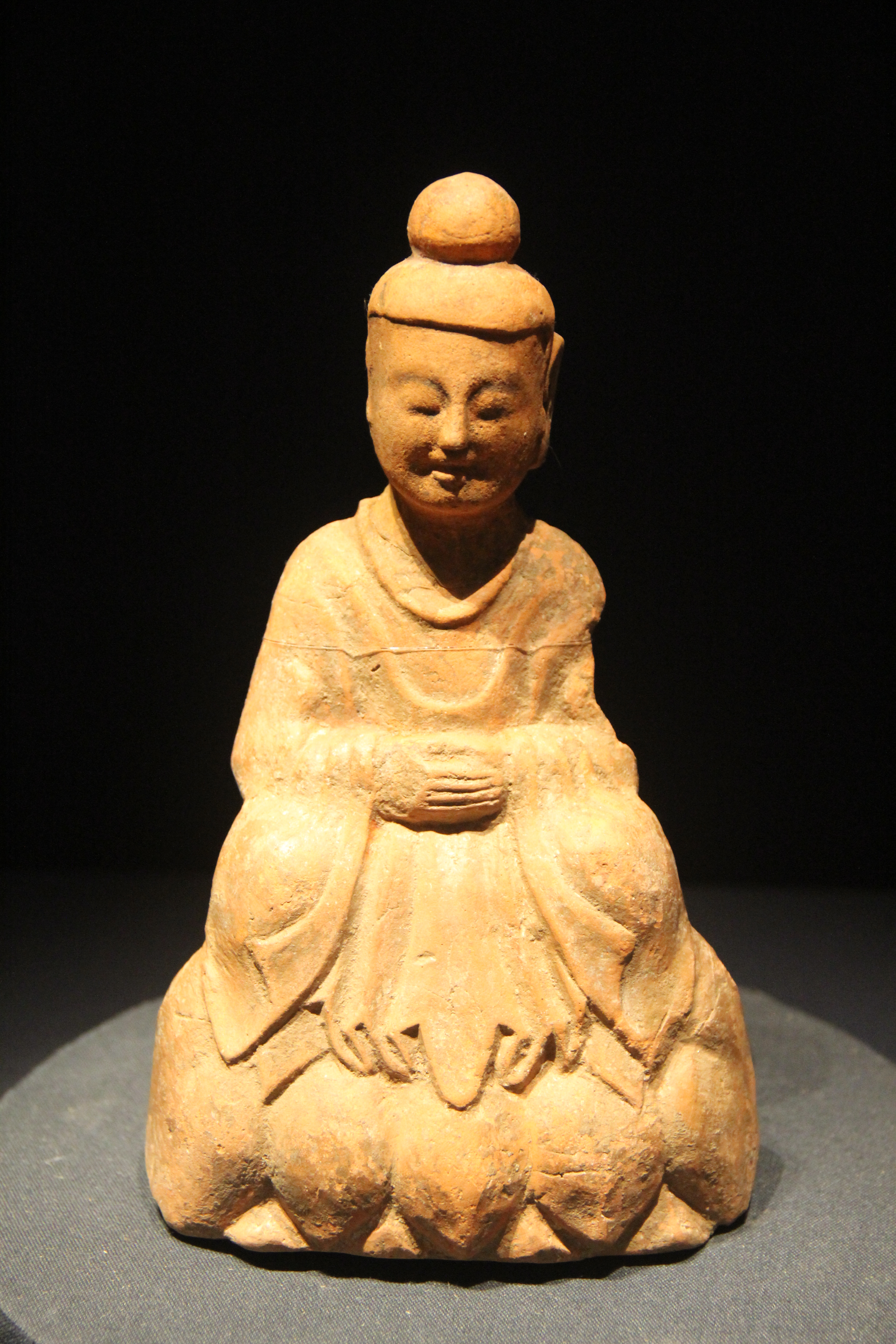
مجسمه بودایی امپراتوری گوگوریو - شماره چهار
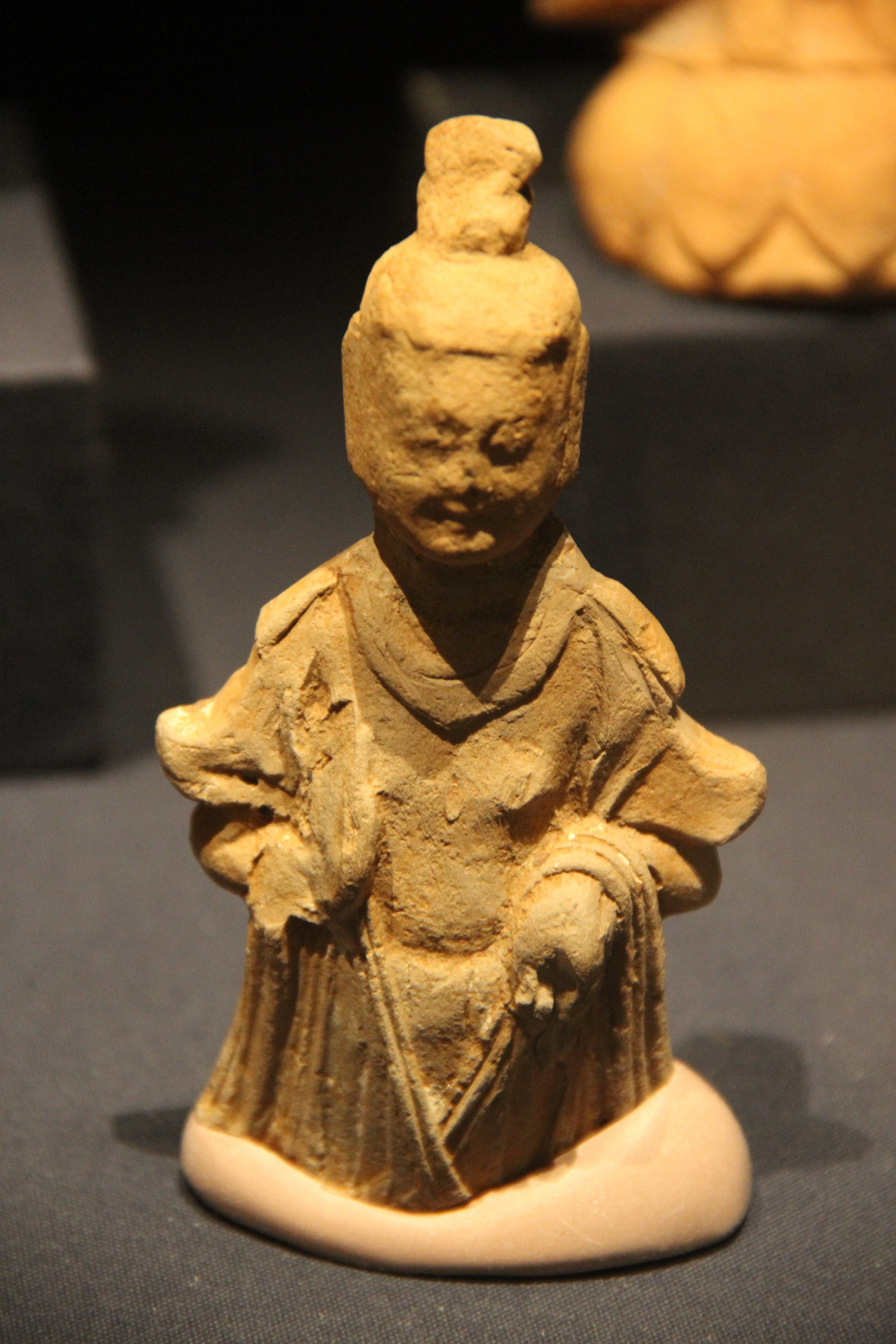
مجسمه بودایی امپراتوری گوگوریو - شماره پنج
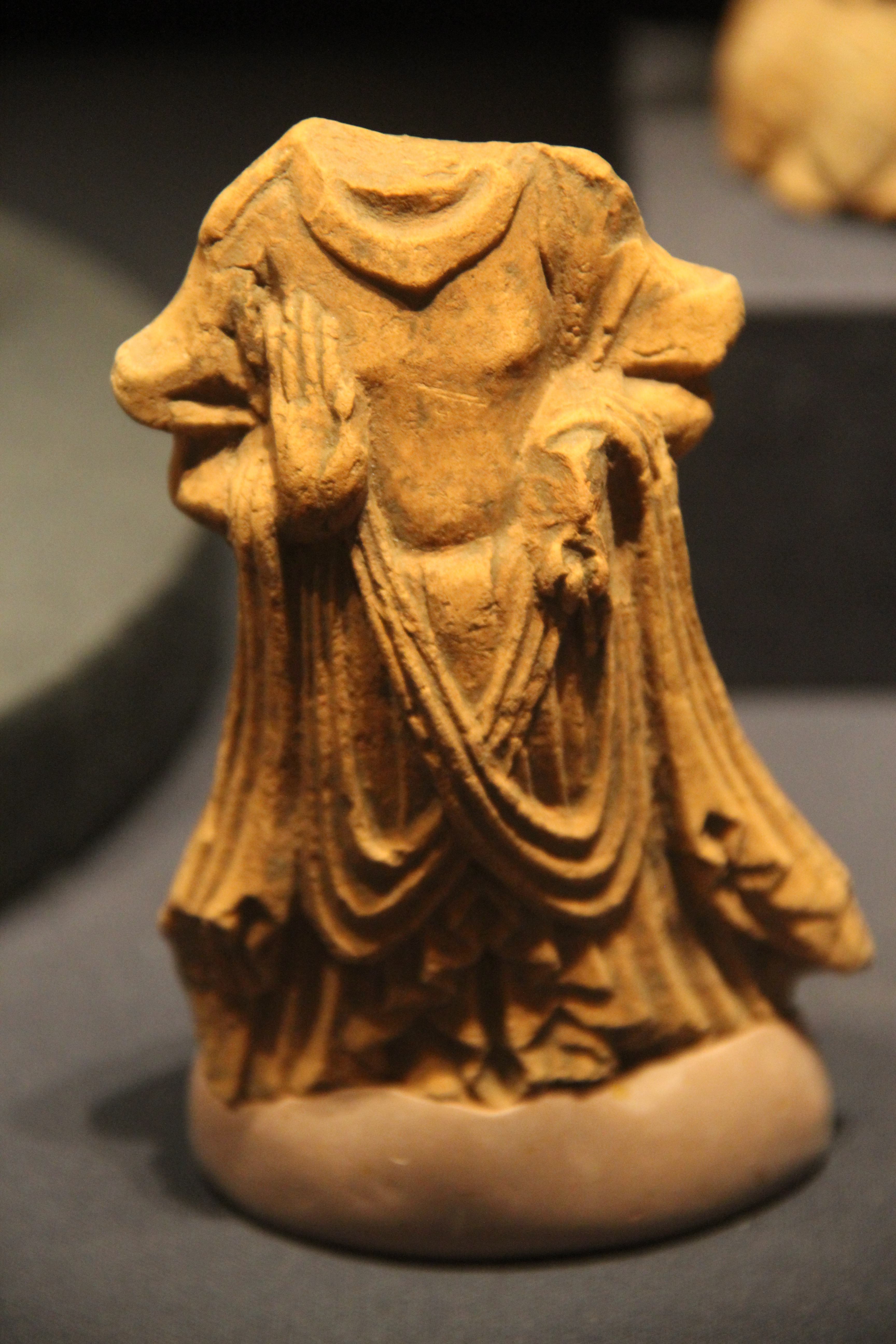
مجسمه بودایی امپراتوری گوگوریو - شماره شش
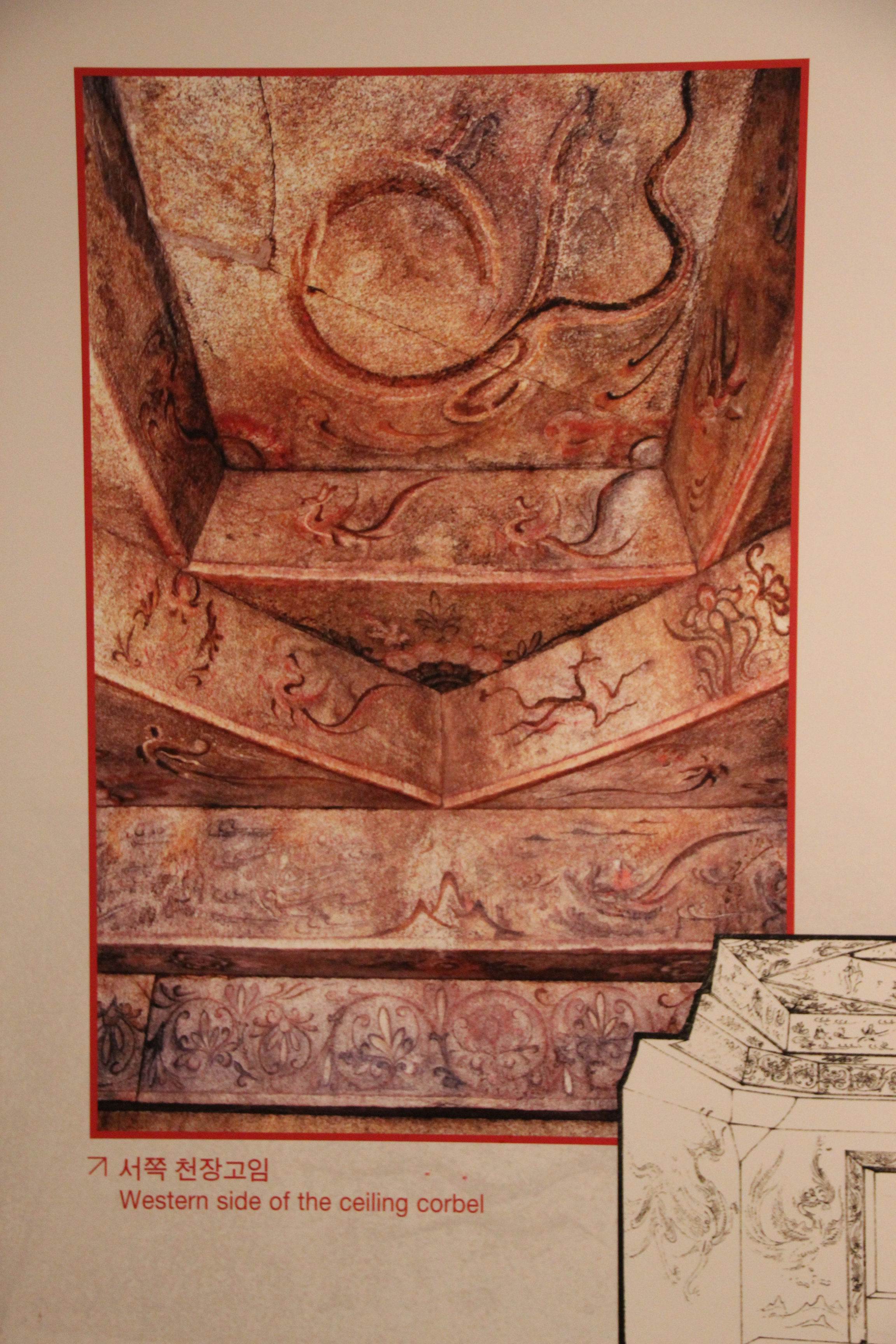
سنگ یادبود امپراتور جانگسو
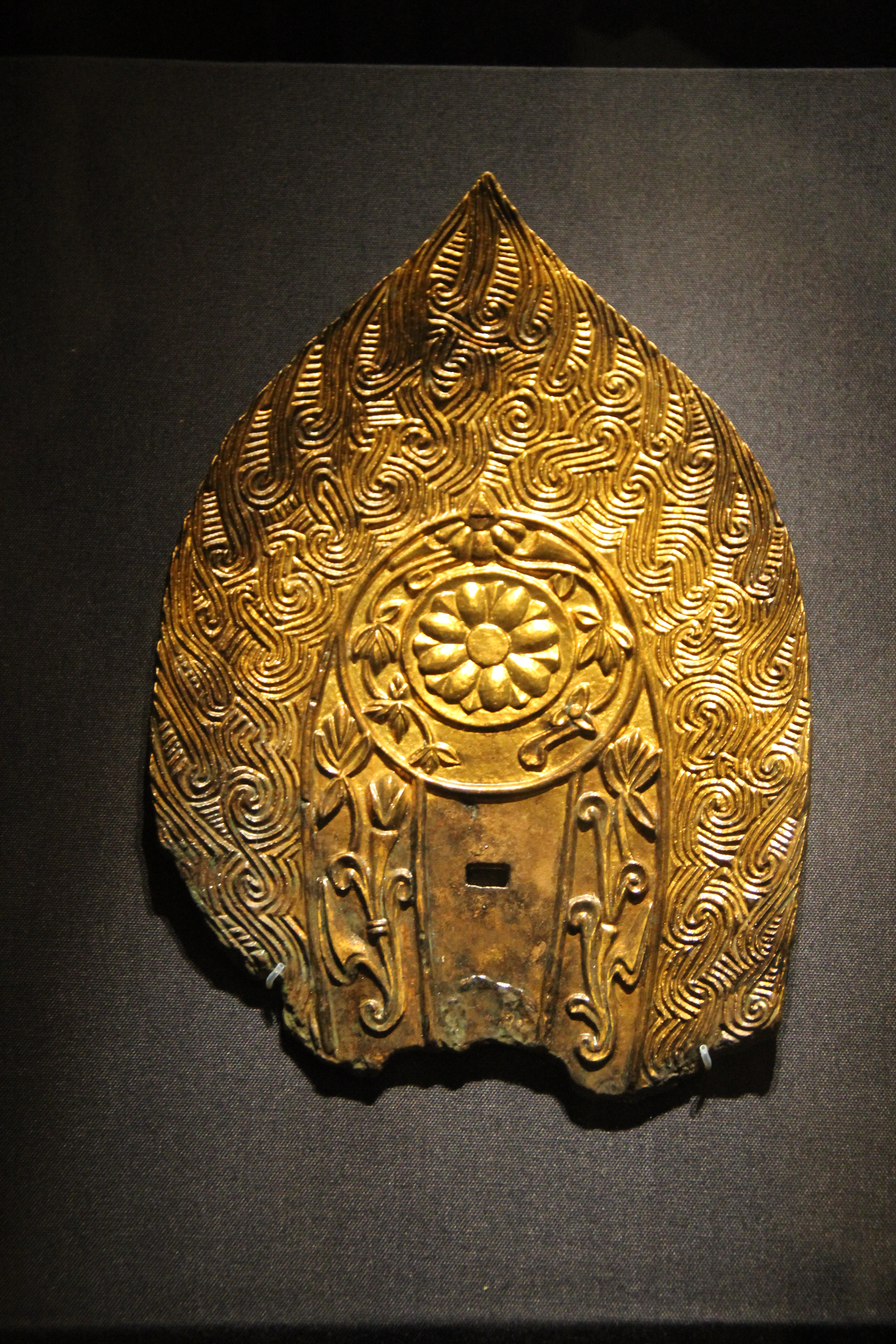
قطعه طلایی بودیسم متعلق به امپراتوری گوگوریو
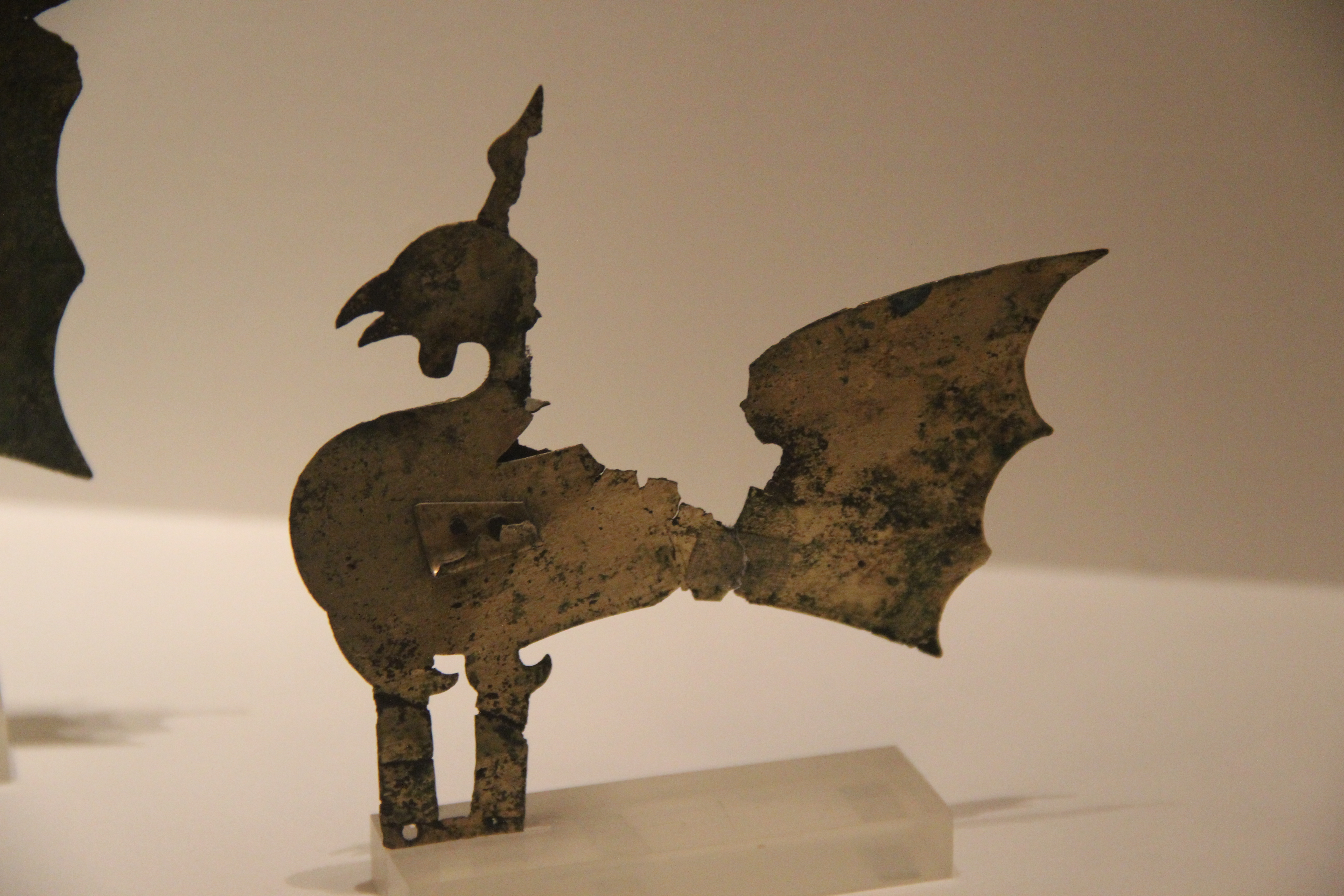
خروس طلایی امپراتوری گوگوریو - شماره یک
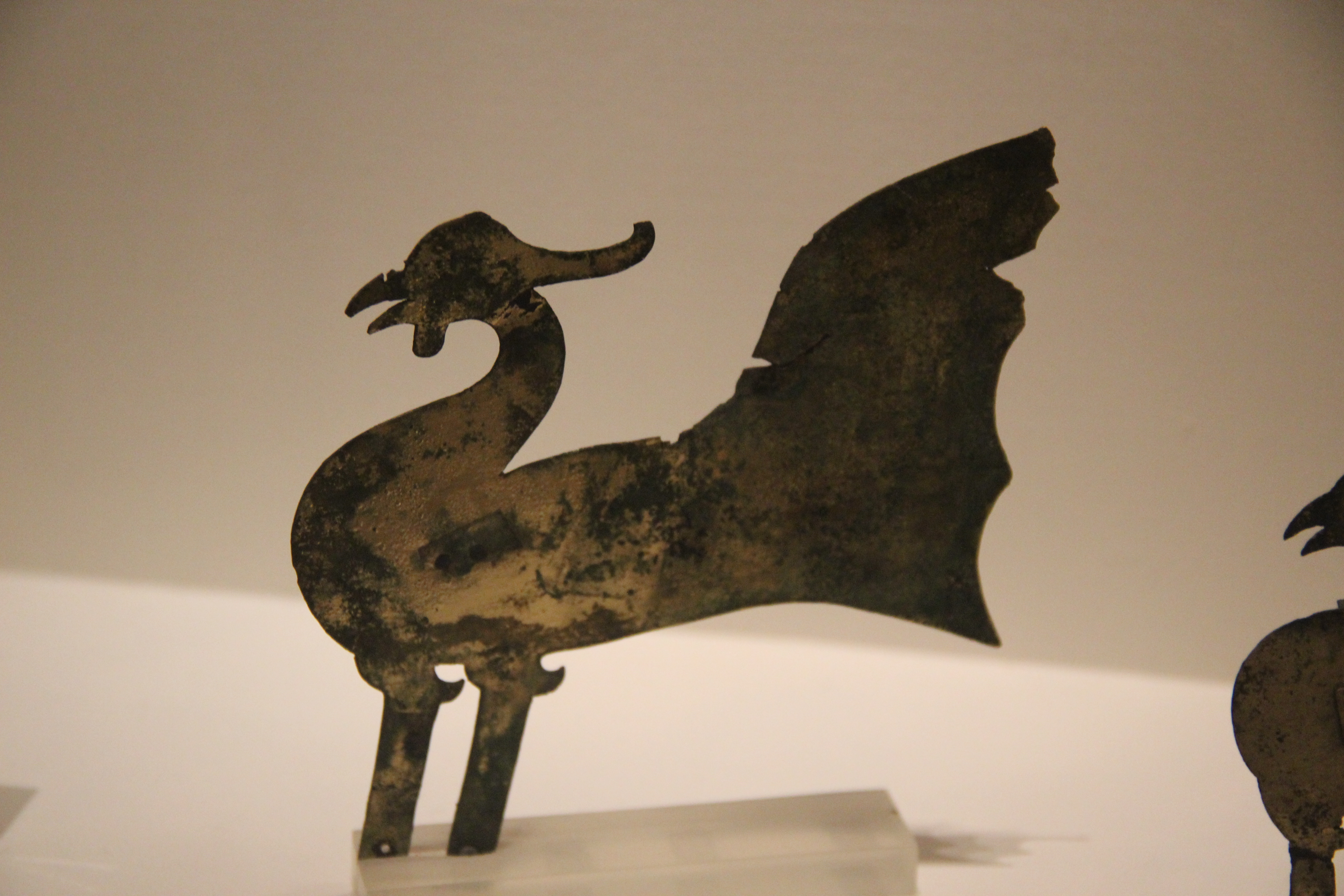
خروس طلایی امپراتوری گوگوریو - شماره دو
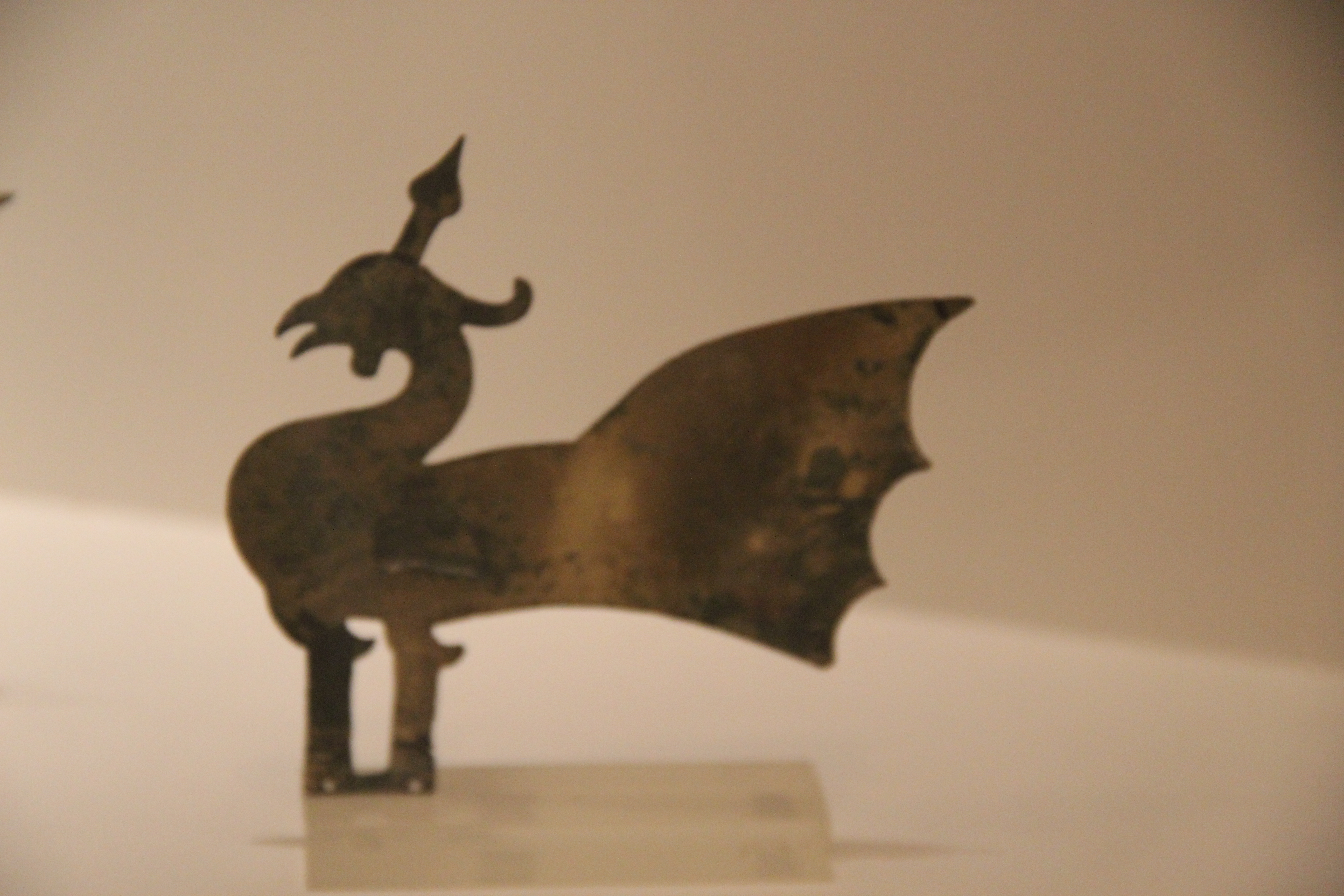
خروس طلایی امپراتوری گوگوریو - شماره سه
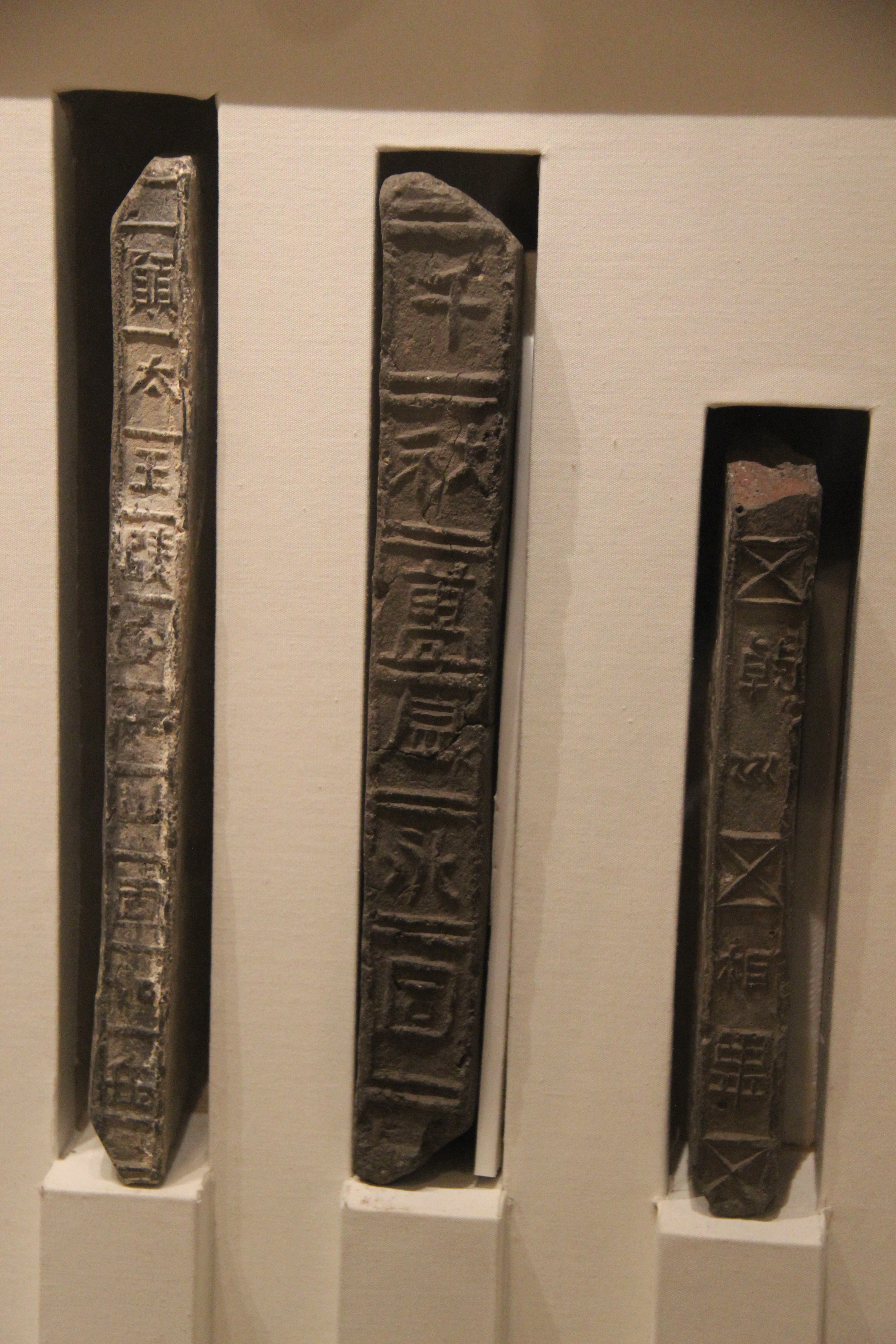
آجرهای حکاکی شده امپراتوری گوگوریو
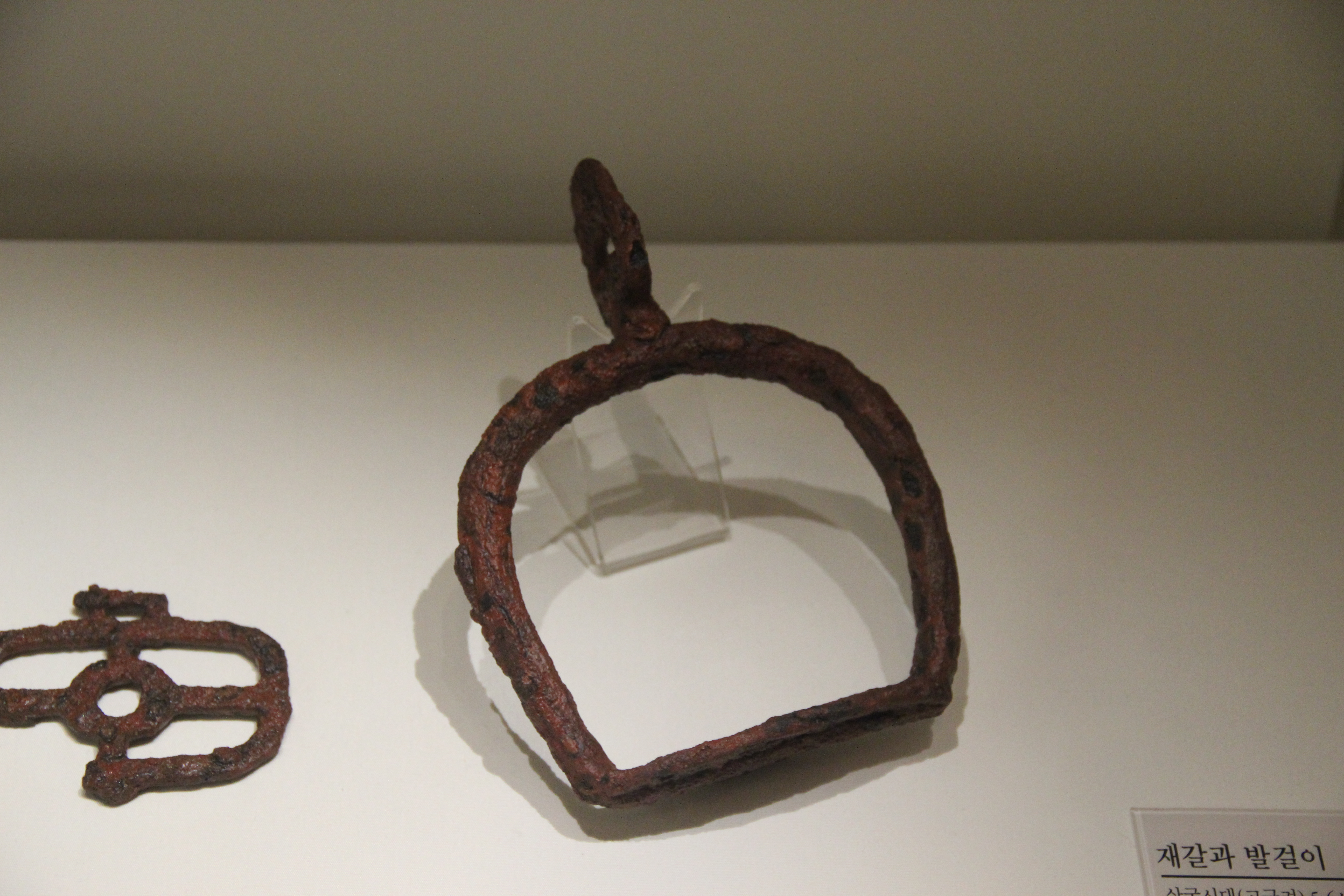
رکاب آهنی متعلق به امپراتوری گوگوریو
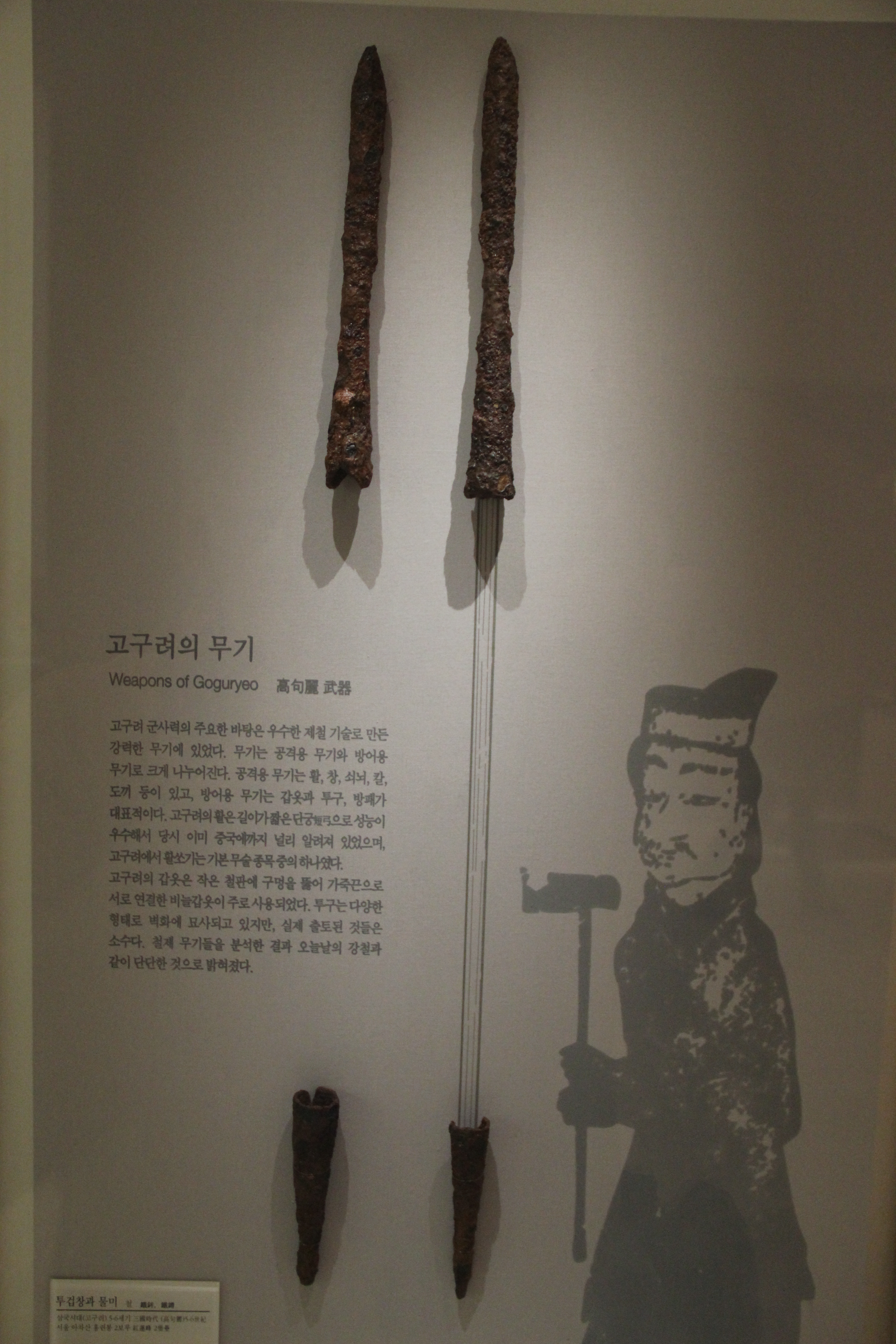
نیزه‌های آهنی امپراتوری گوگوریو
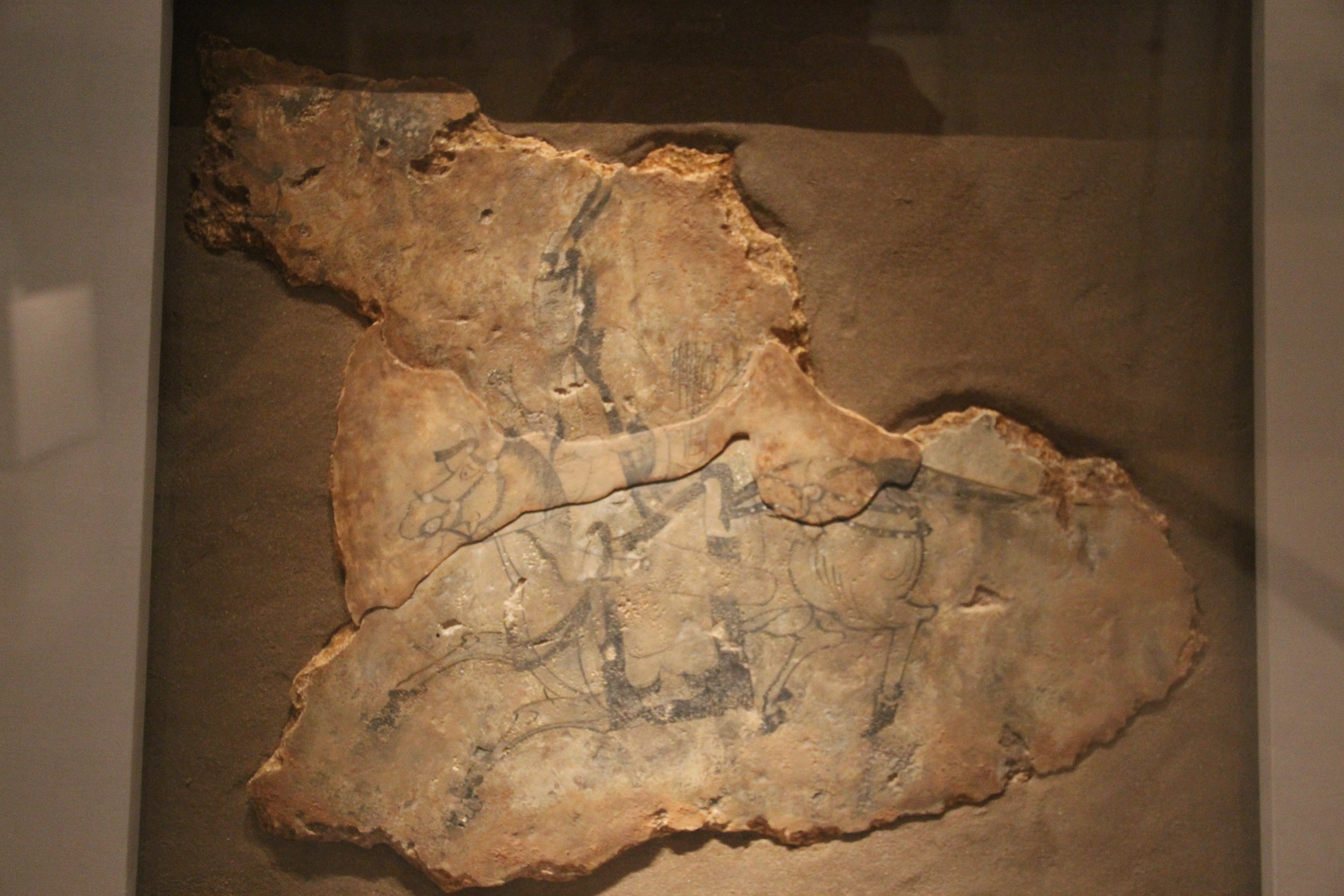
نقاشی اسب متعلق به امپراتوری گوگوریو
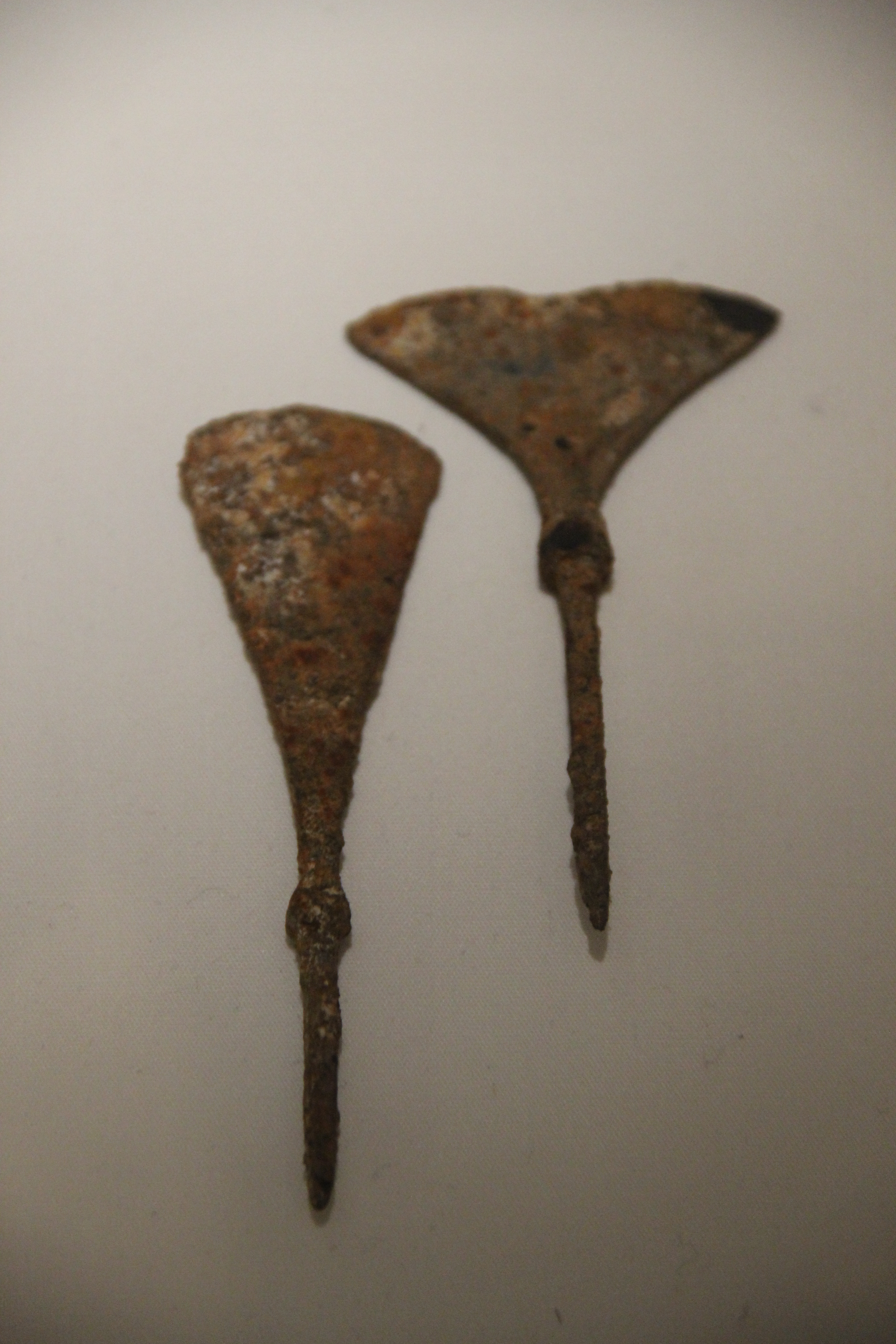
پیکان‌های آهنی متعلق به امپراتوری گوگوریو
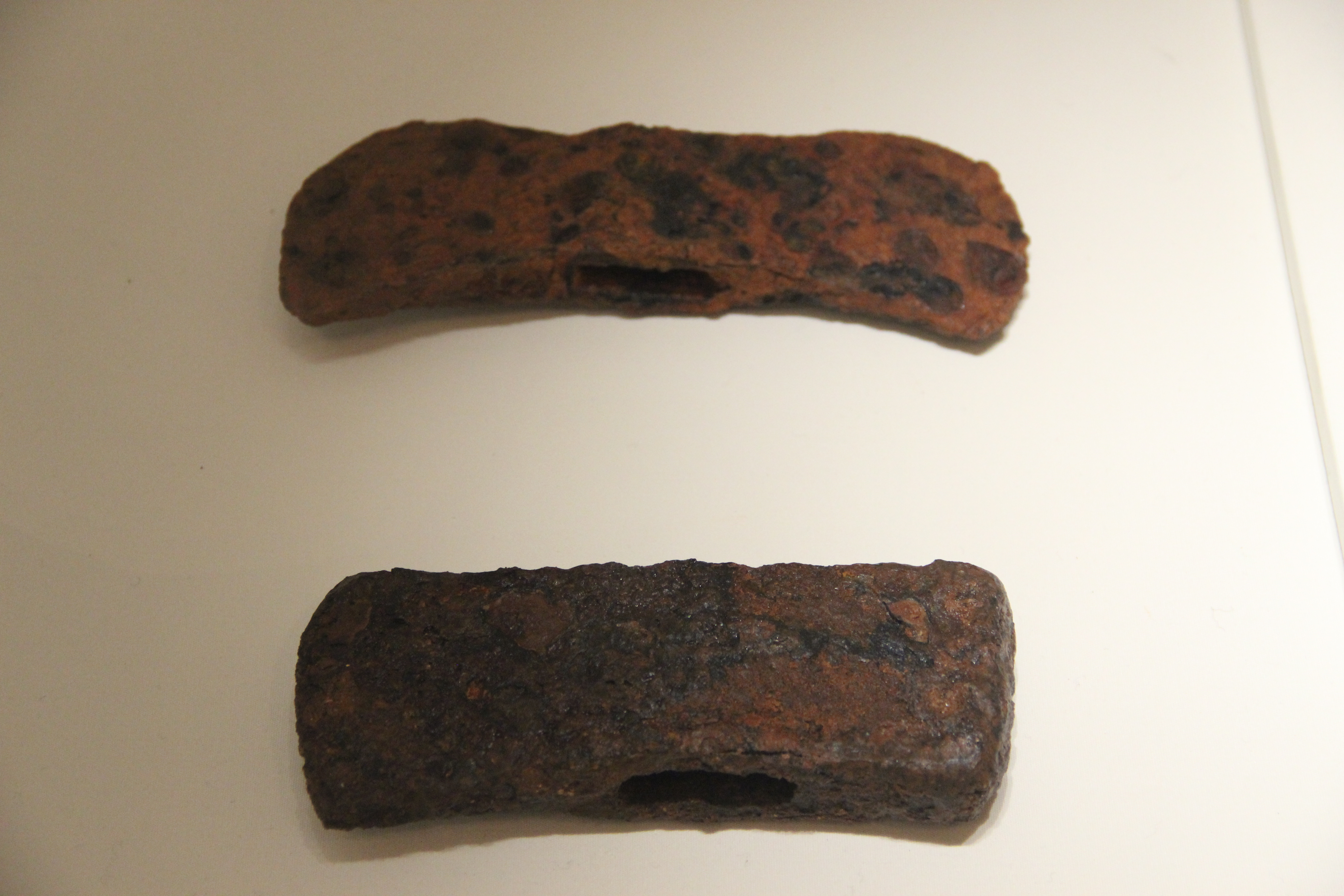
محورهای آهنی متعلق به امپراتوری گوگوریو
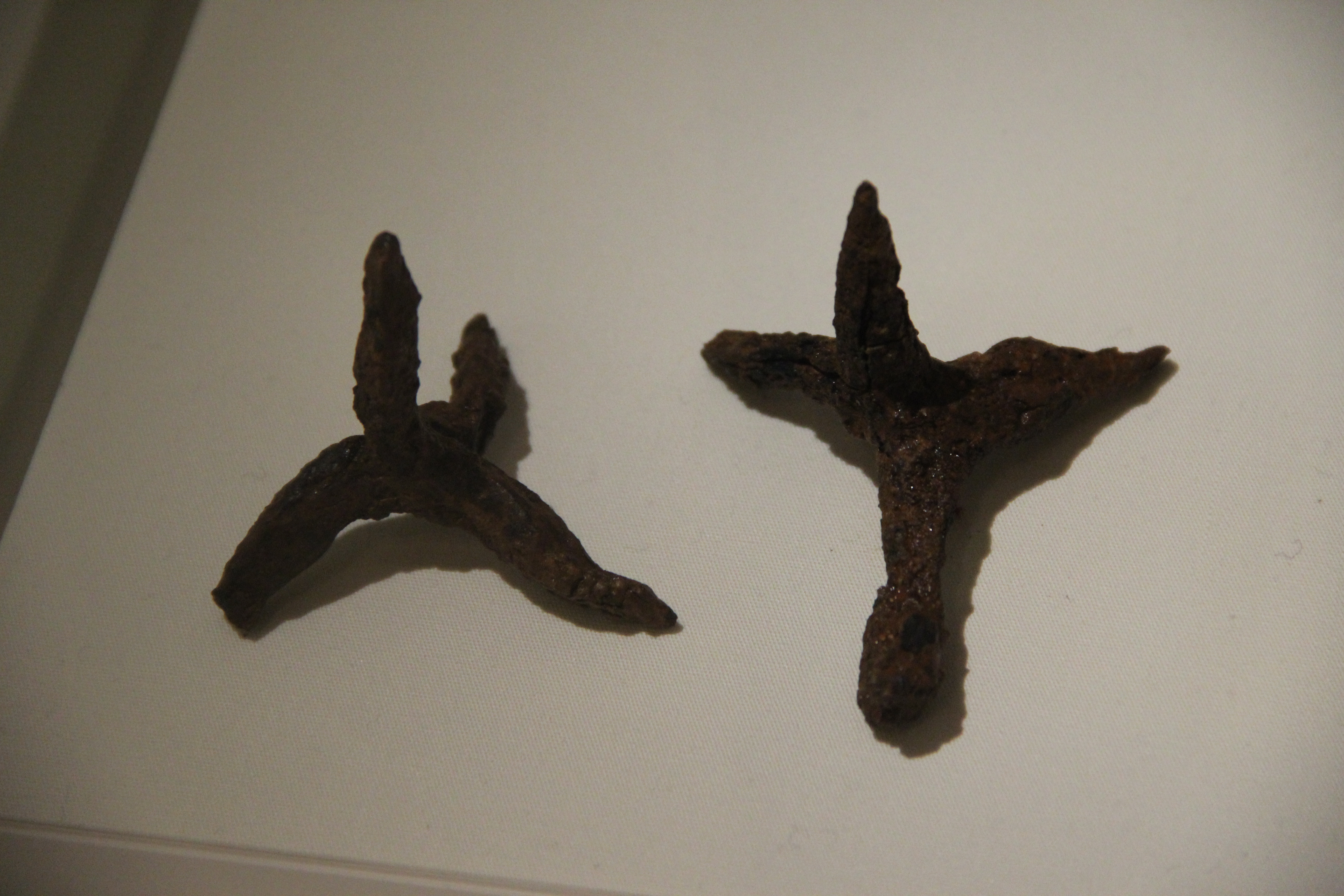
کلوت آهنی متعلق به امپراتوری گوگوریو
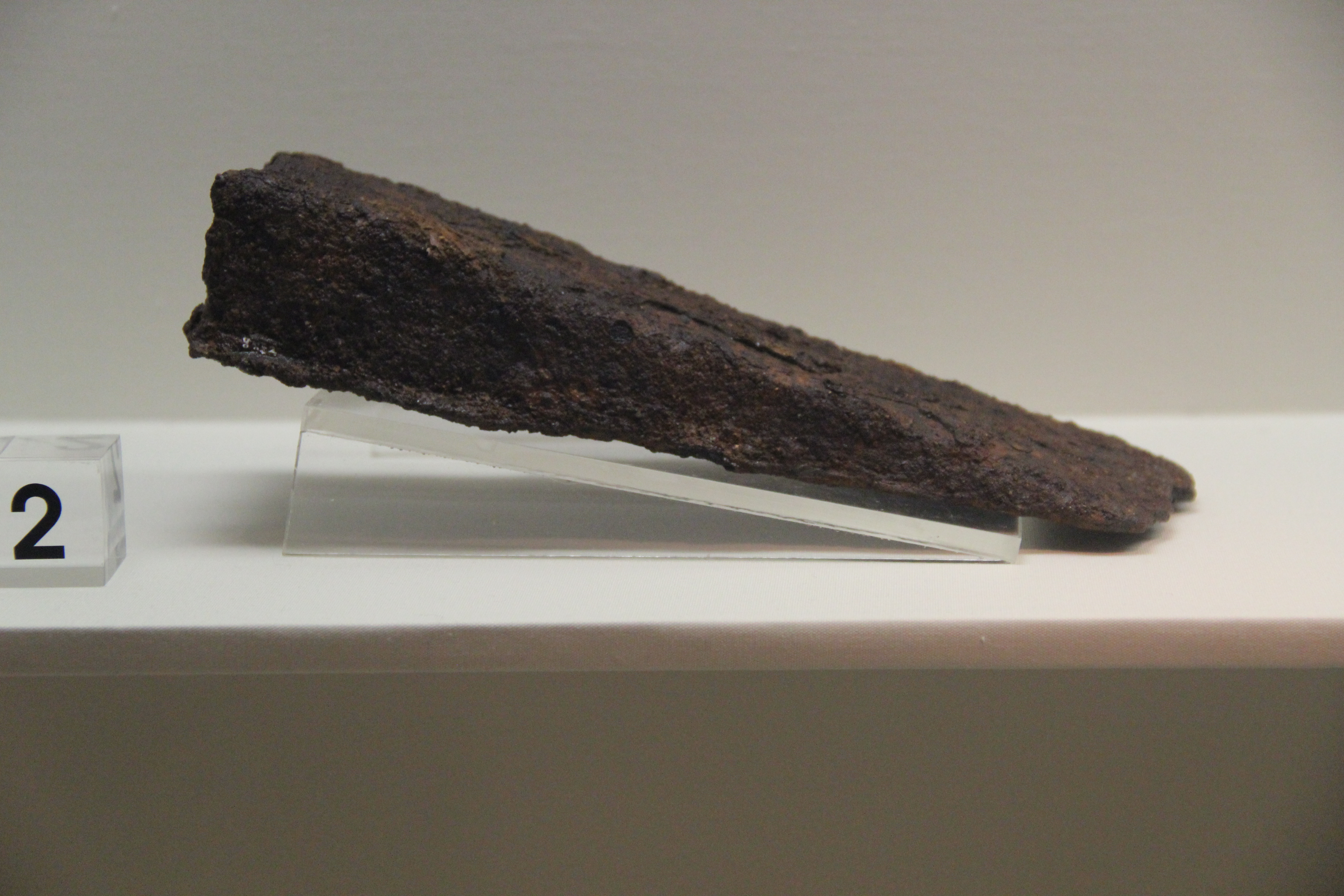
اسکنه آهنی متعلق به امپراتوری گوگوریو
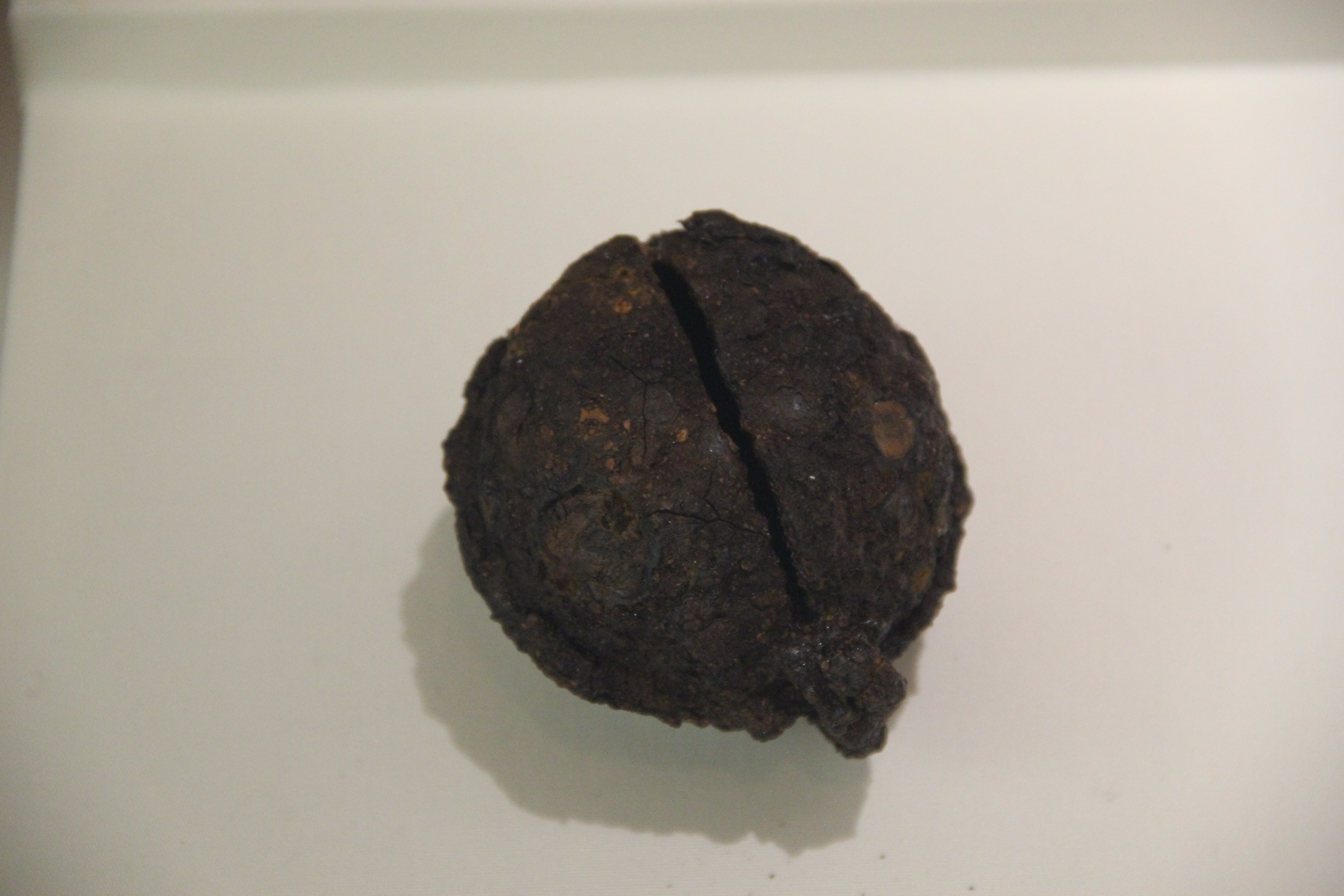
زنگ آهنی اسب متعلق به امپراتوری گوگوریو
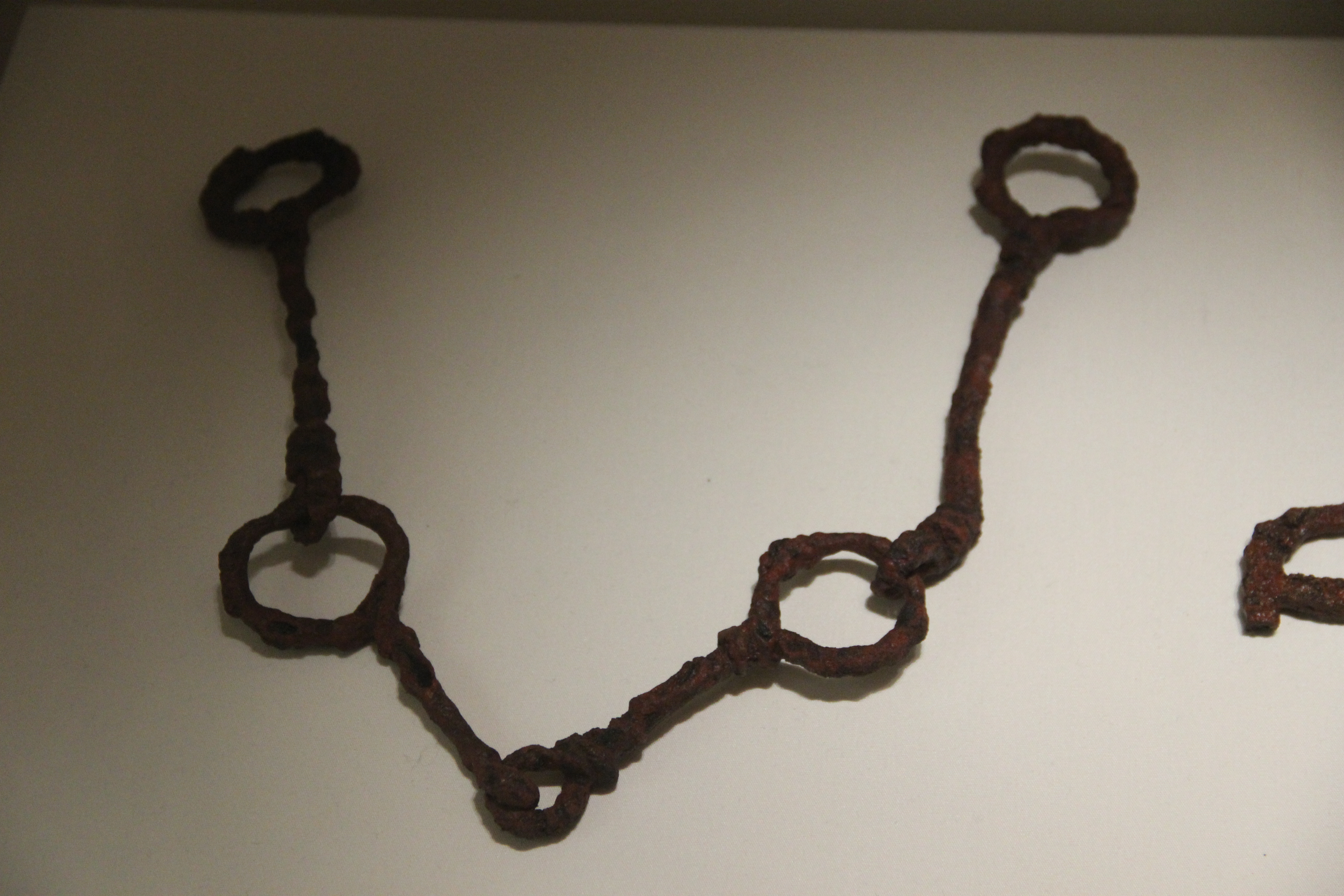
دهنهٔ آهنی(افسار)اسب متعلق به امپراتوری گوگوریو
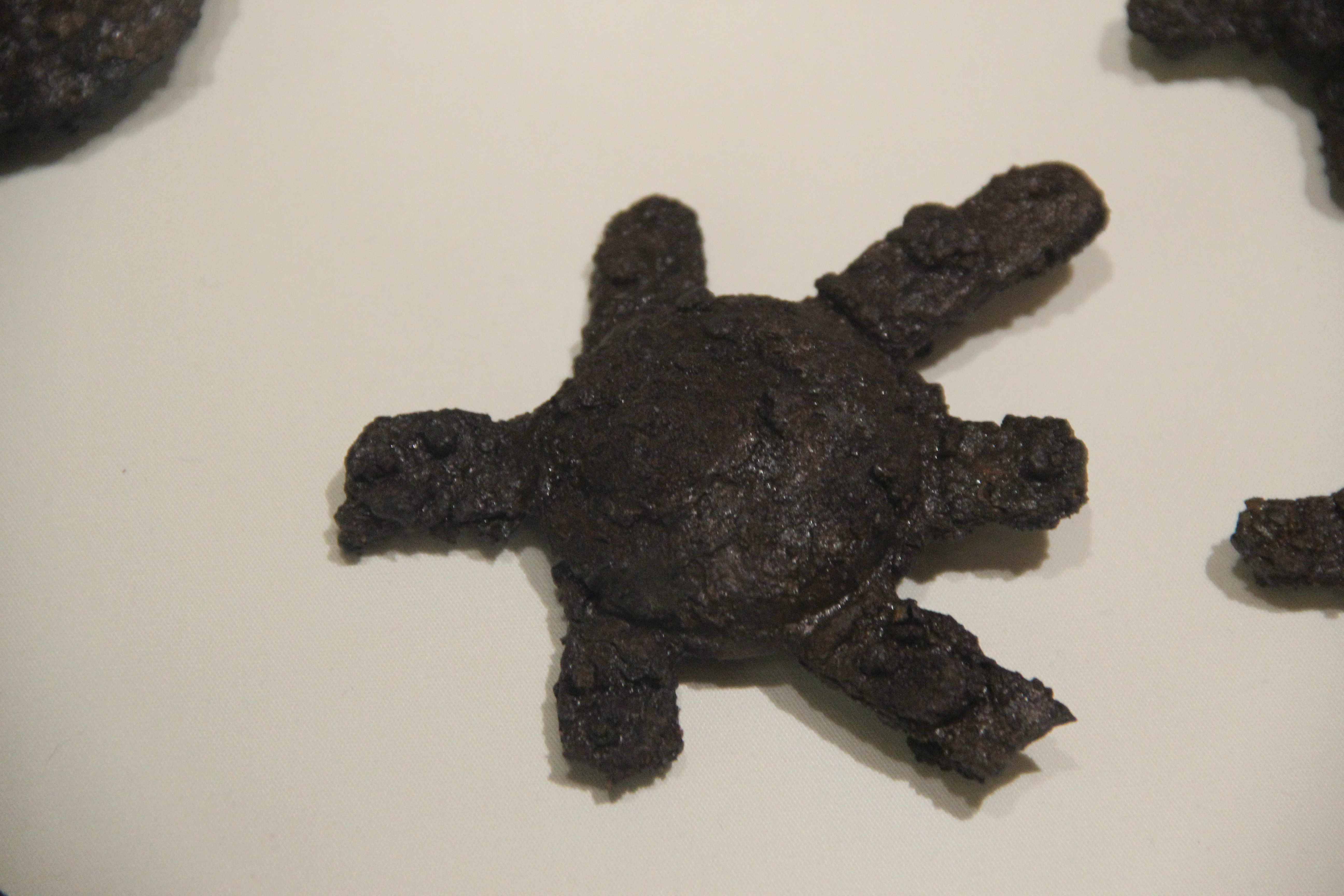
بند اتصال دهنده چرمی متعلق به امپراتوری گوگوریو
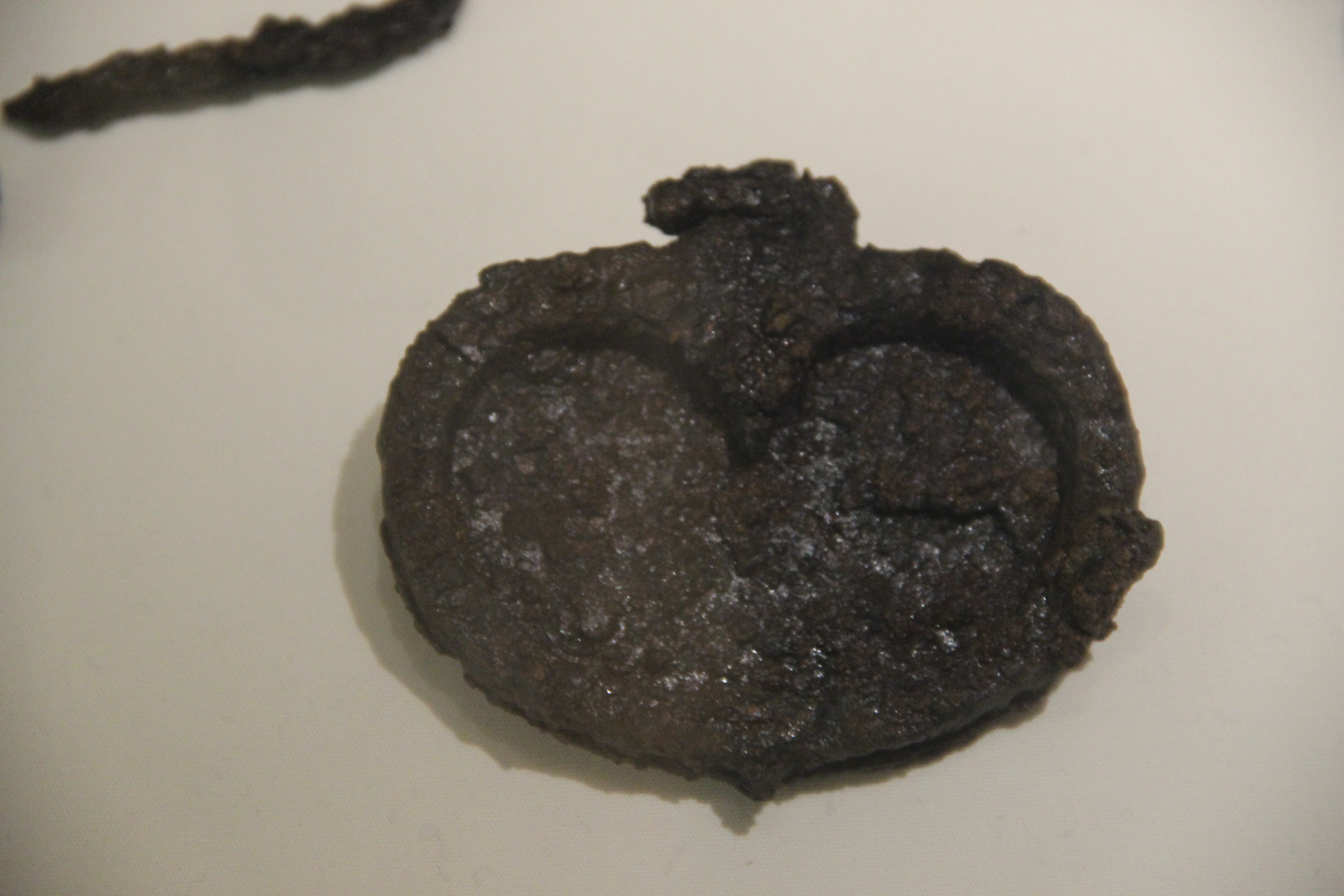
زیور آهنی اسب متعلق به امپراتوری گوگوریو - شماره یک
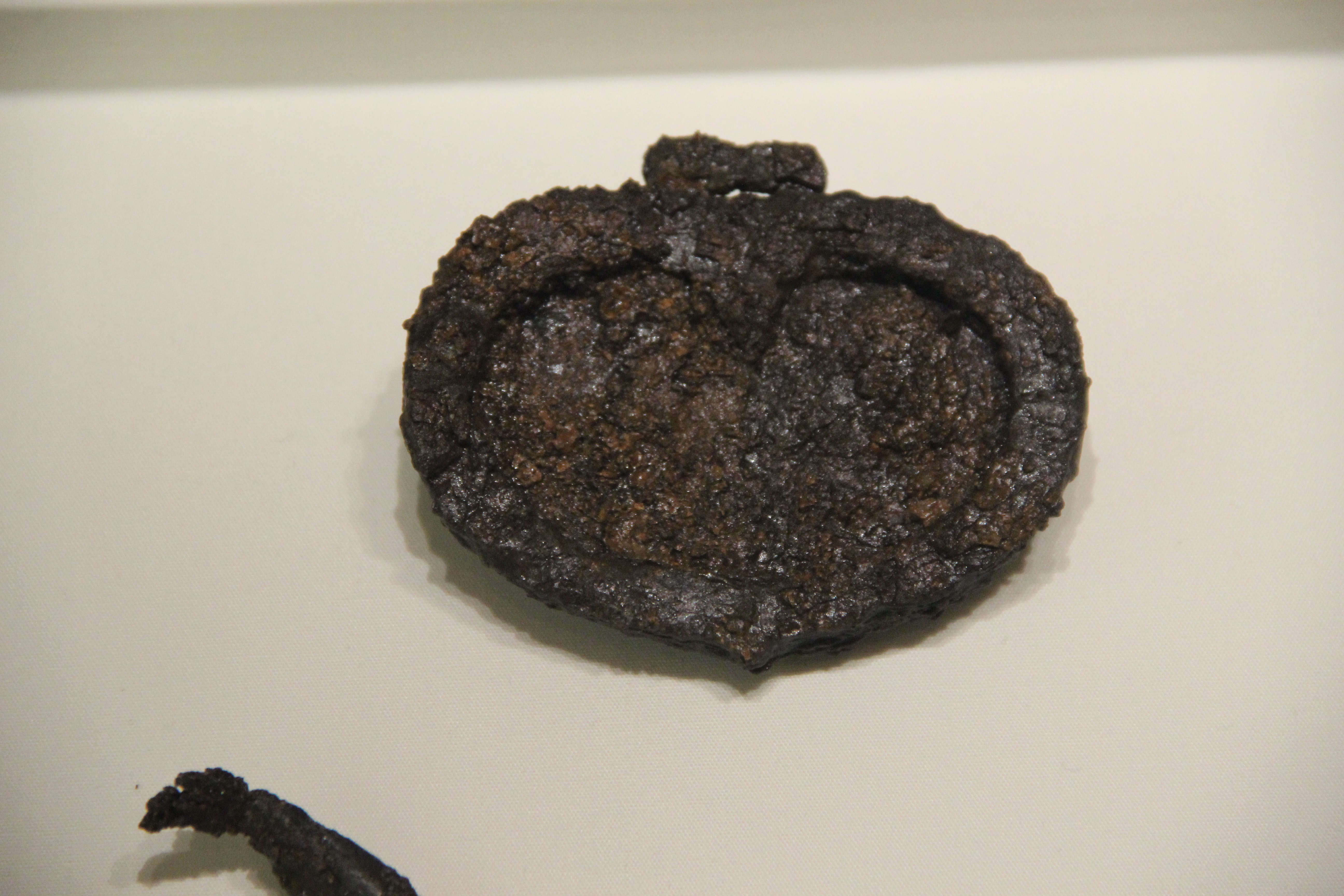
زیور آهنی اسب متعلق به امپراتوری گوگوریو - شماره دو
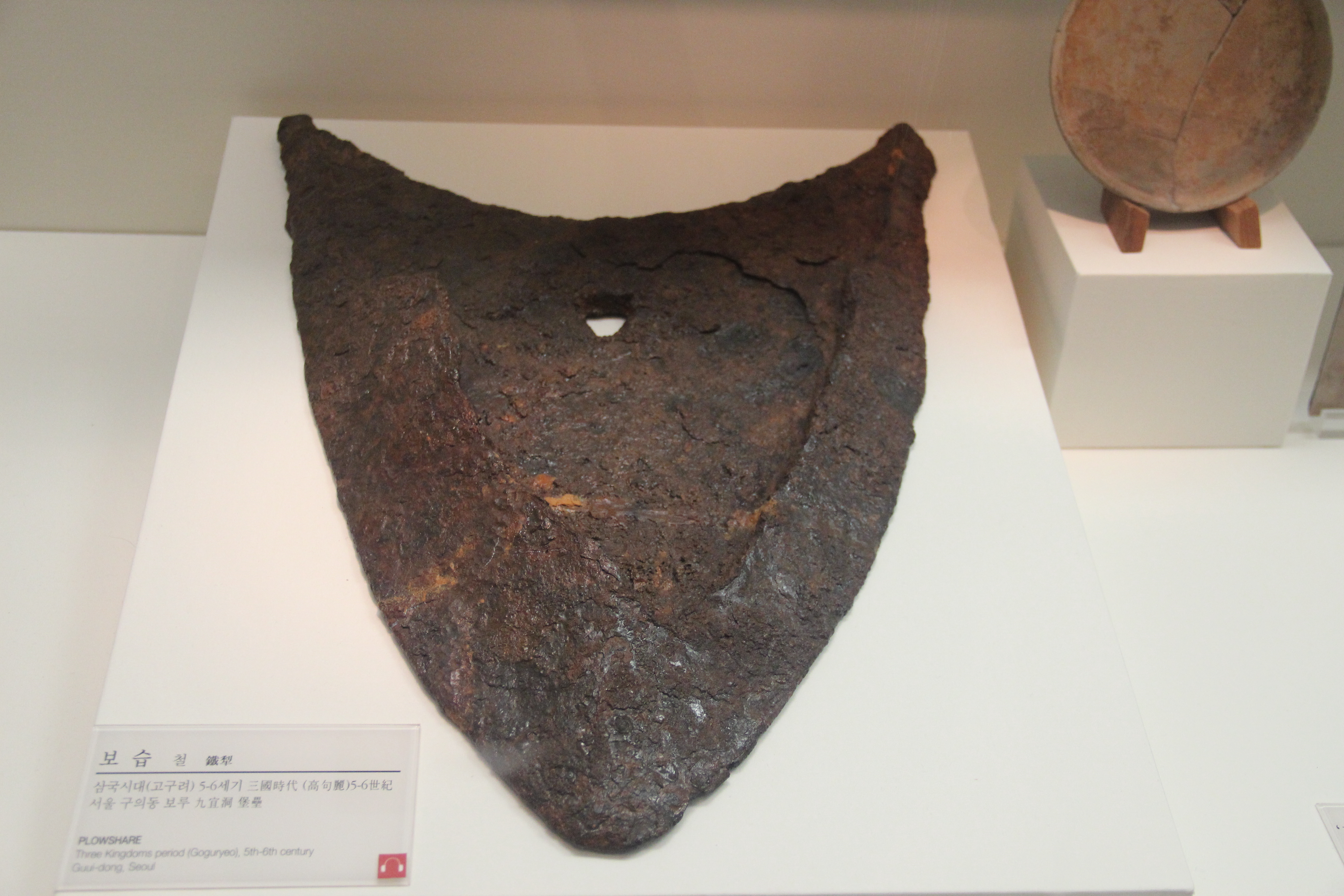
تیغه آهنی گاوآهن متعلق به امپراتوری گوگوریو - شماره یک
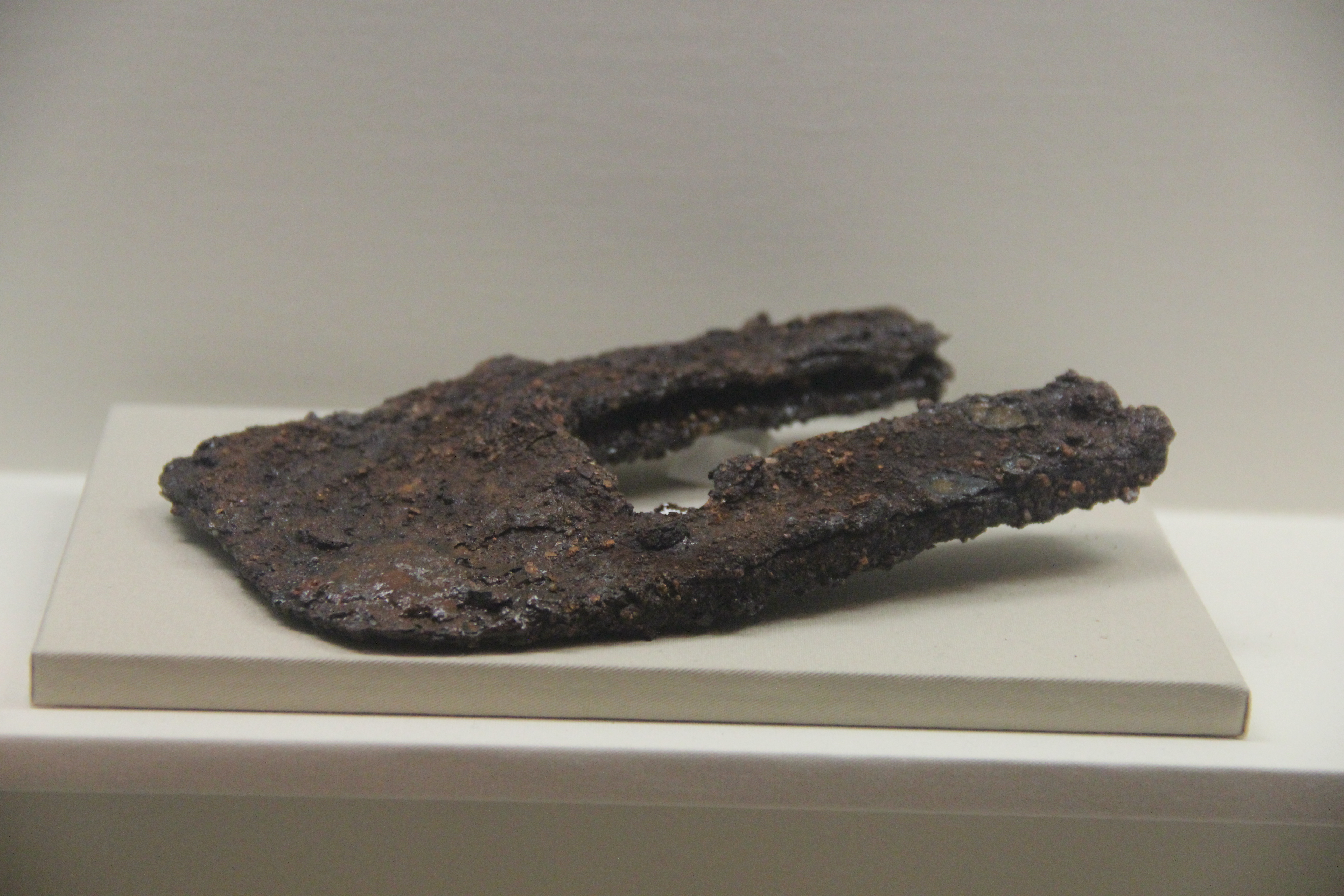
تیغه آهنی گاوآهن متعلق به امپراتوری گوگوریو - شماره دو
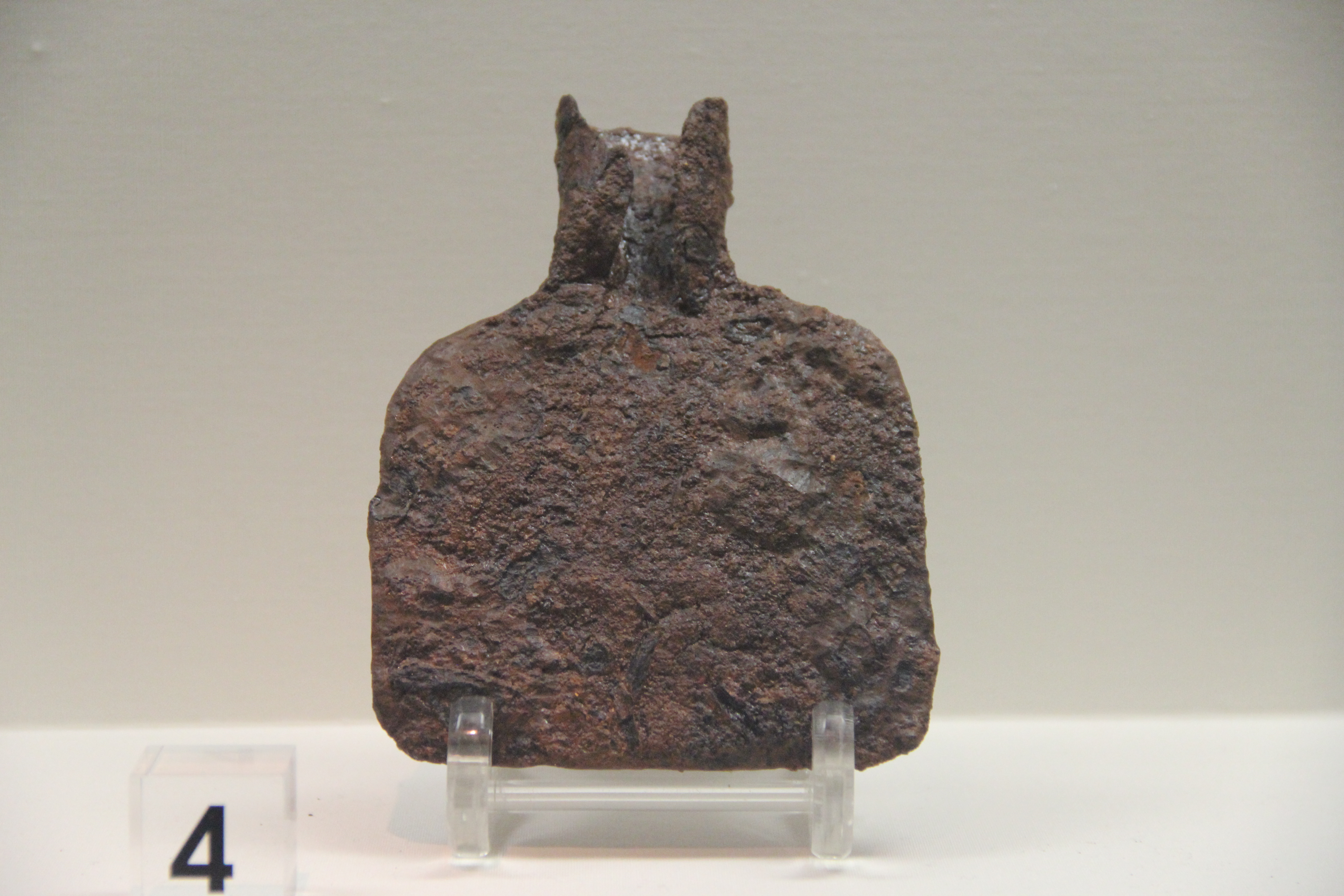
بیل آهنی متعلق به امپراتوری گوگوریو
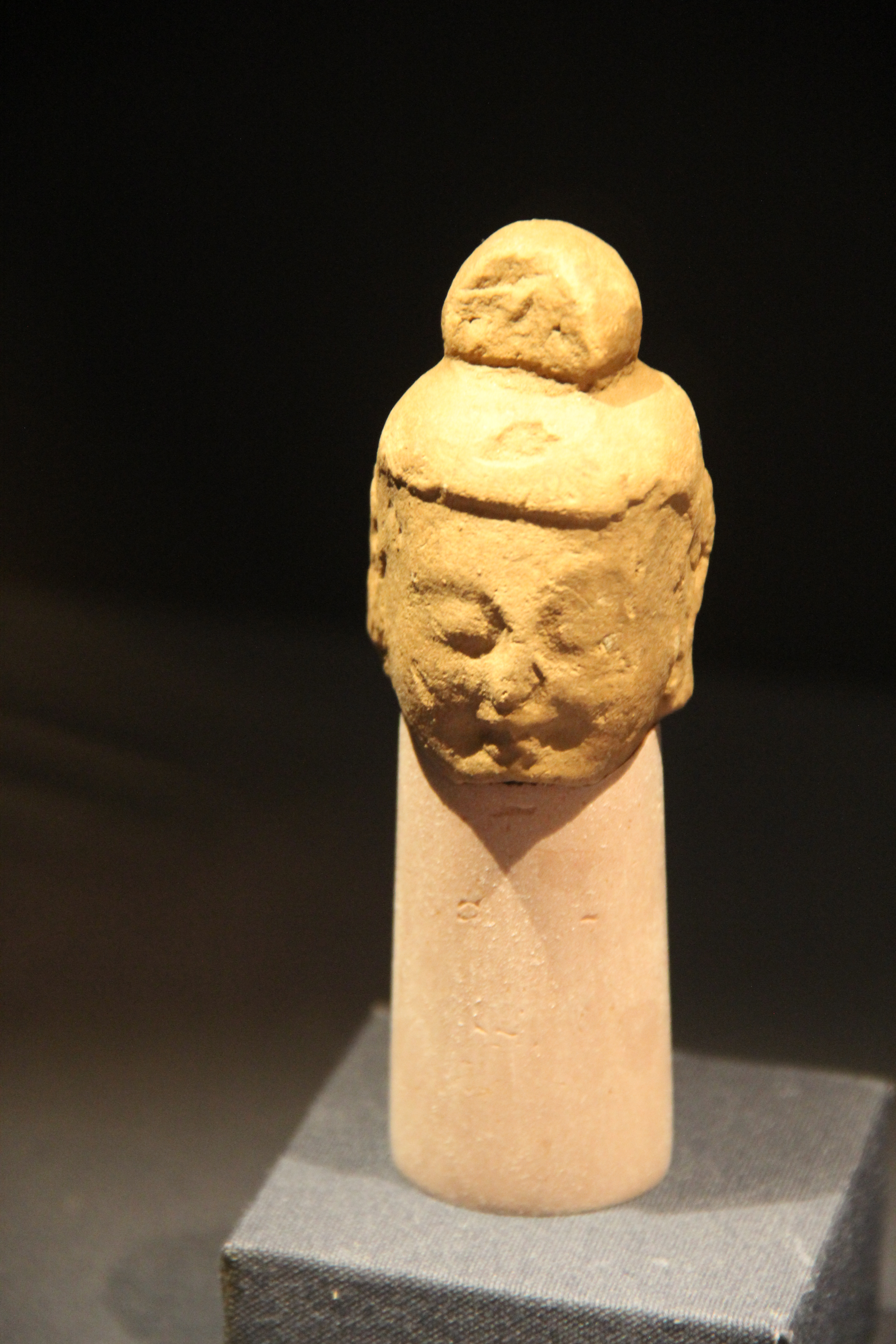
سر سفالی متعلق به امپراتوری گوگوریو
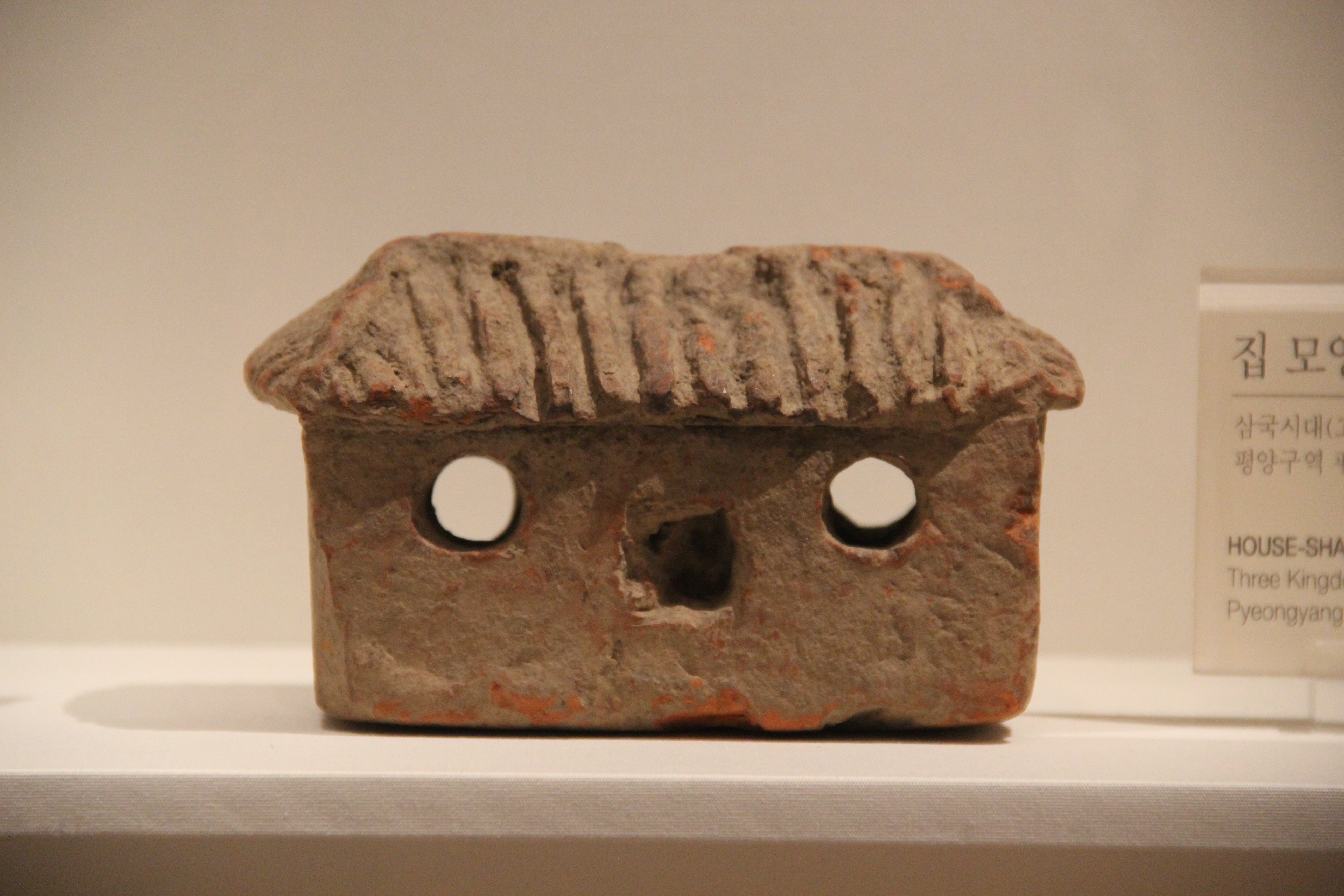
خانه سفالی متعلق به امپراتوری گوگوریو
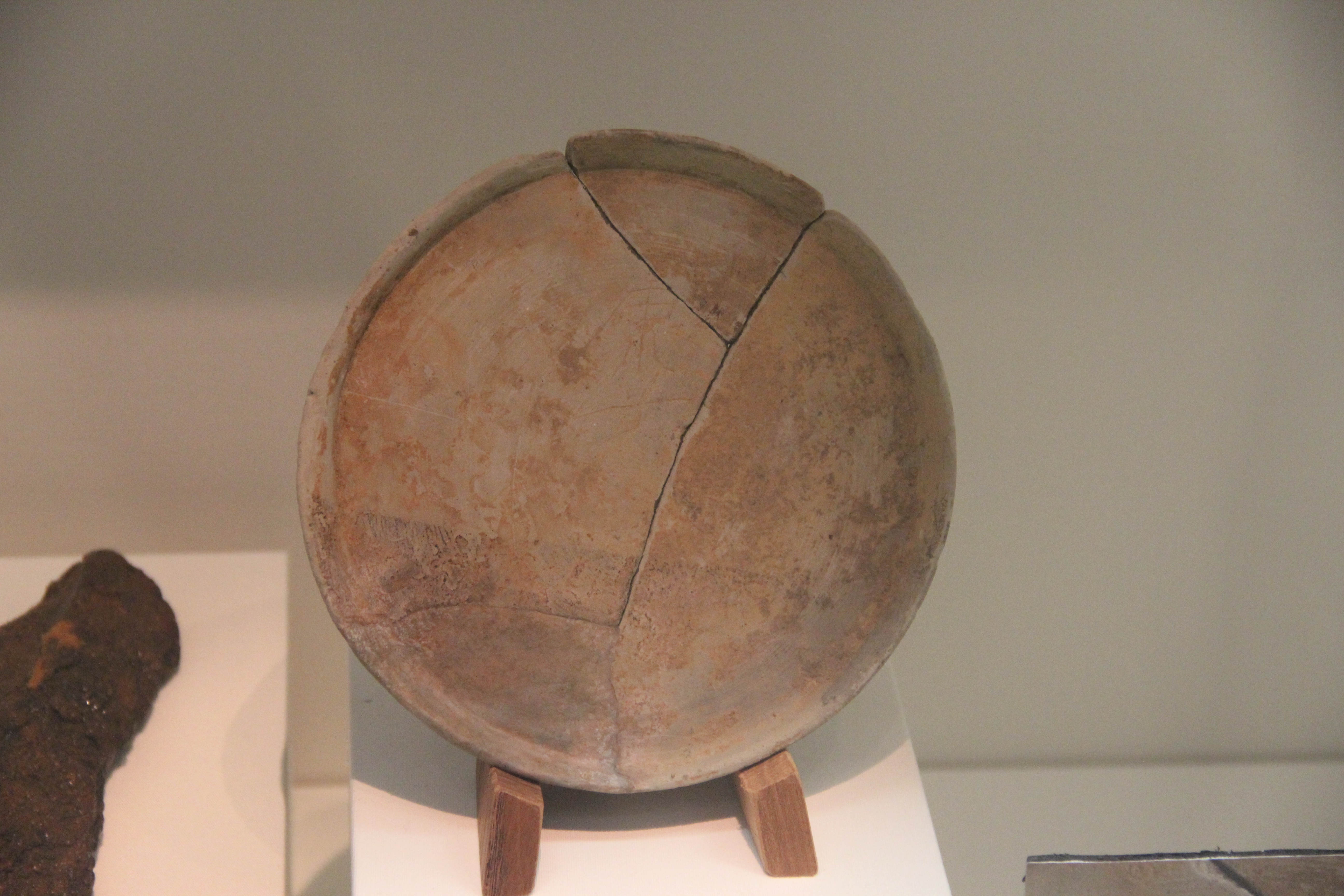
صفحه سفالی متعلق به امپراتوری گوگوریو
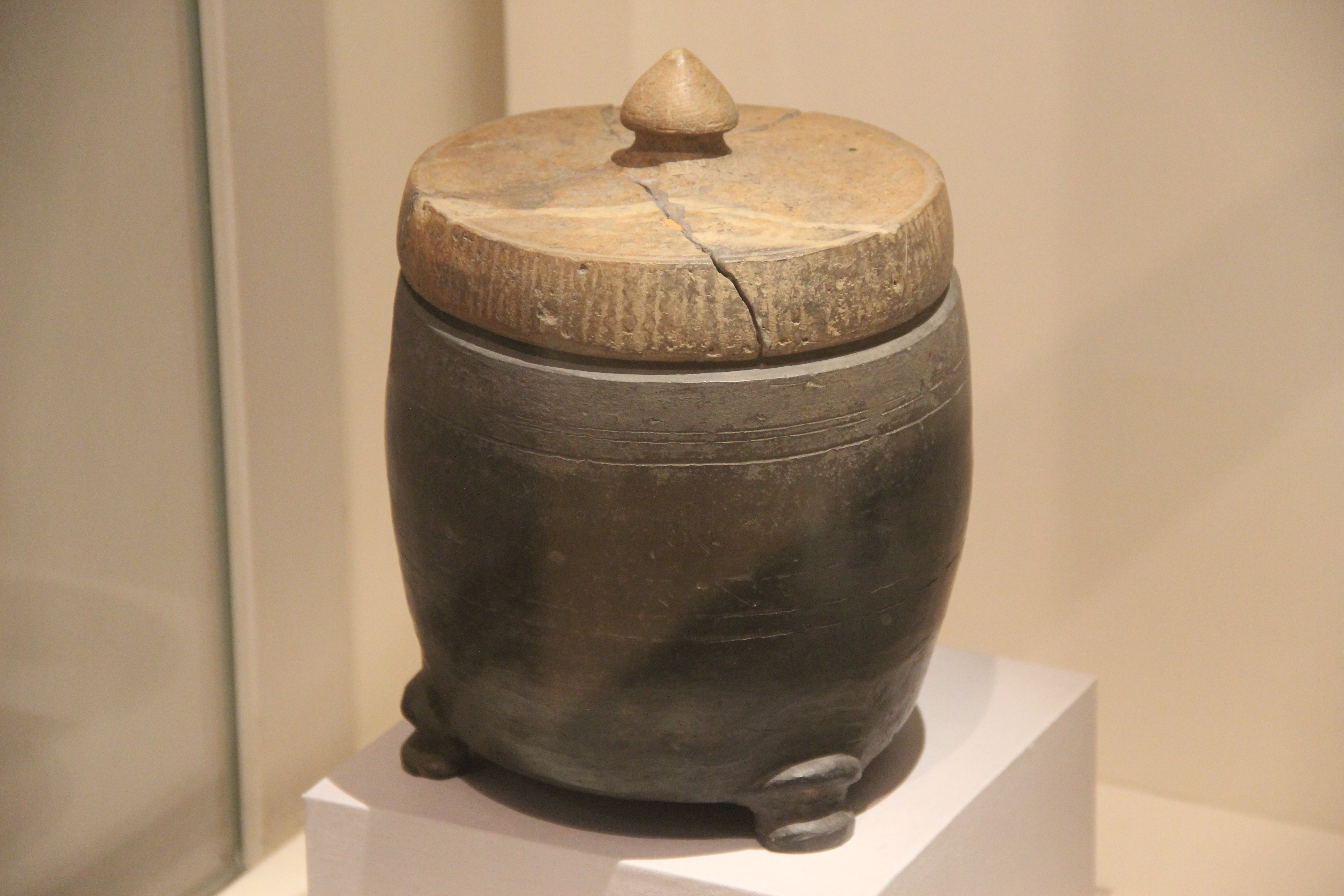
ظرف سفالی متعلق به امپراتوری گوگوریو
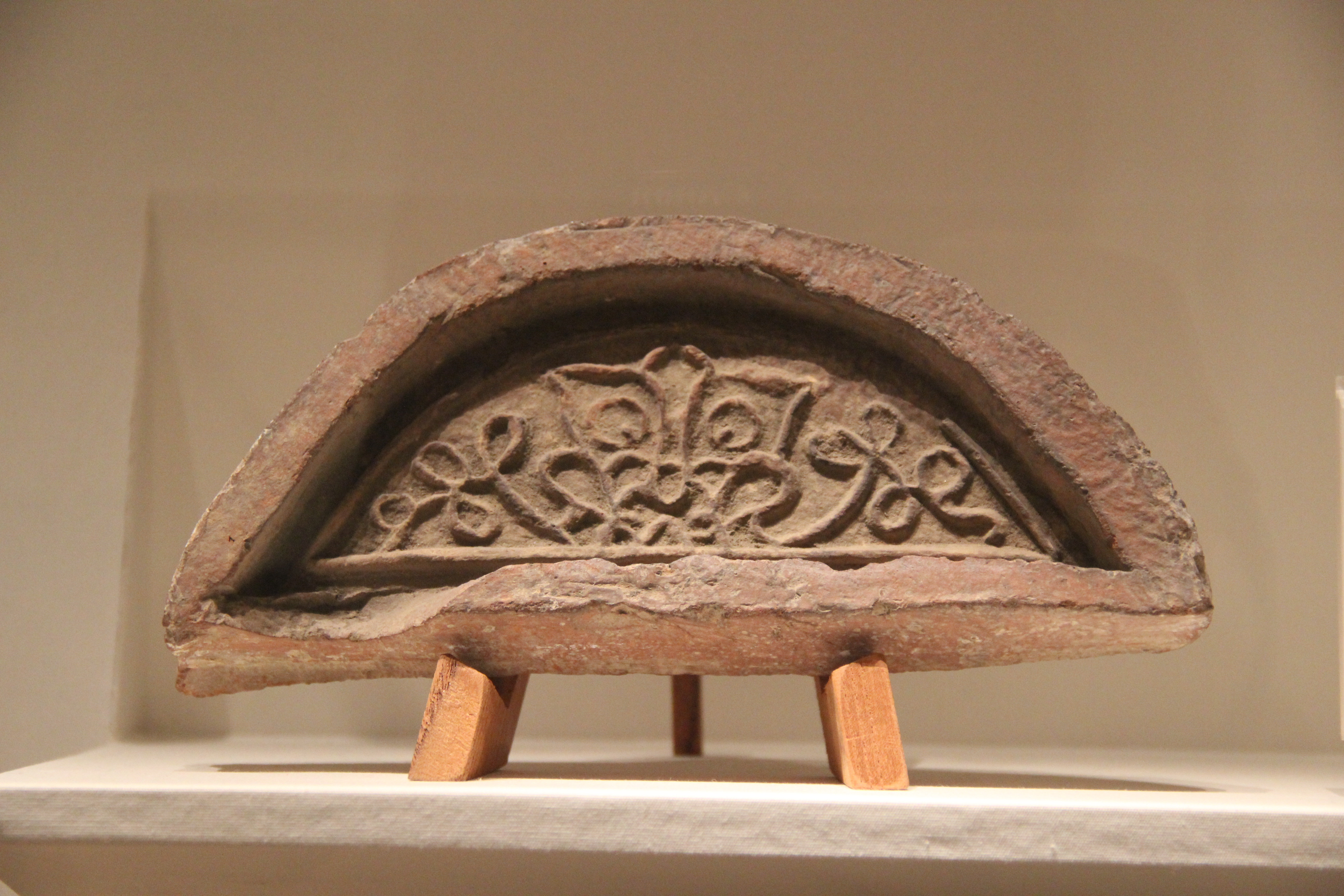
قطعه ای از سقف متعلق به امپراتوری گوگوریو
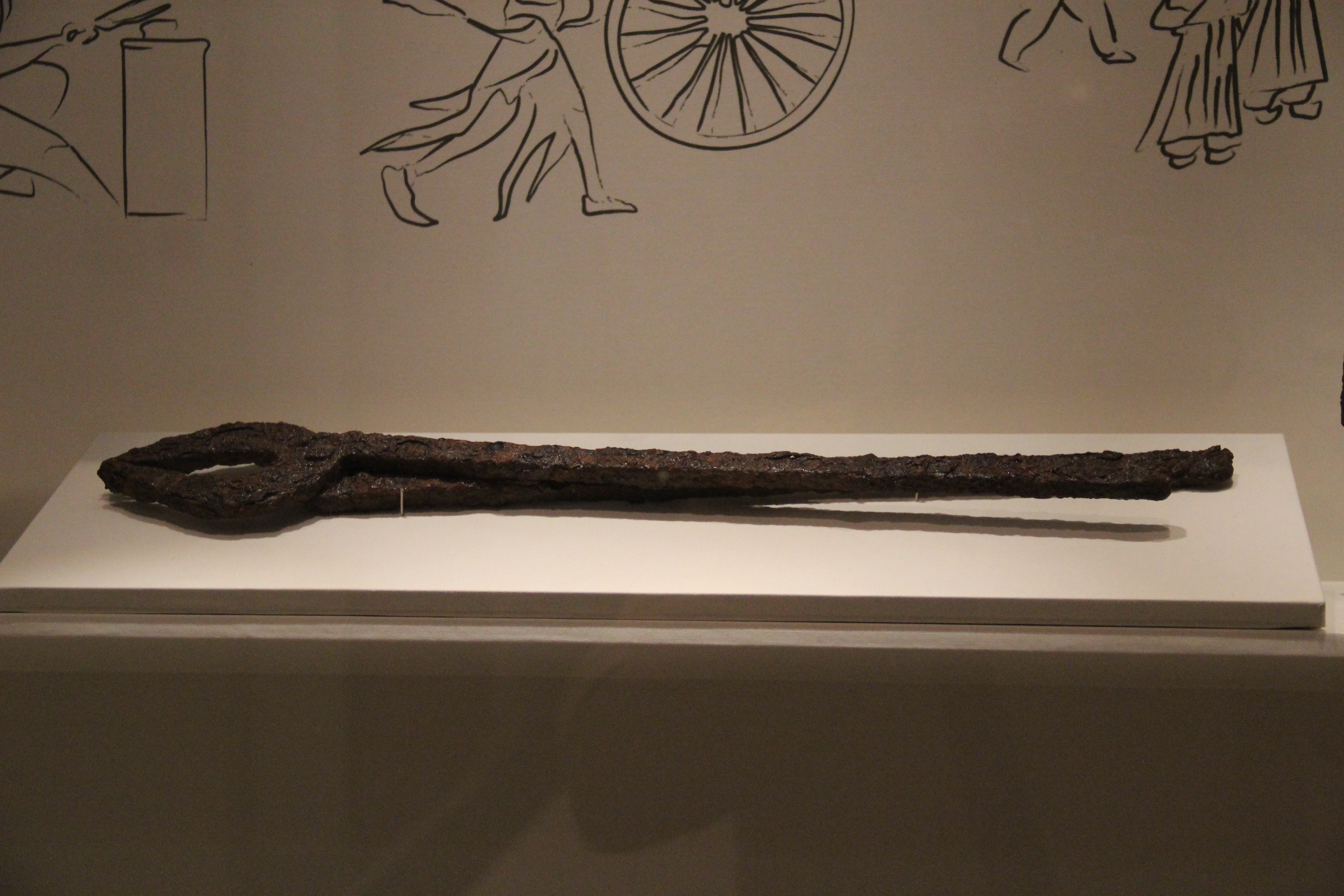
انبر آهنی متعلق به امپراتوری گوگوریو
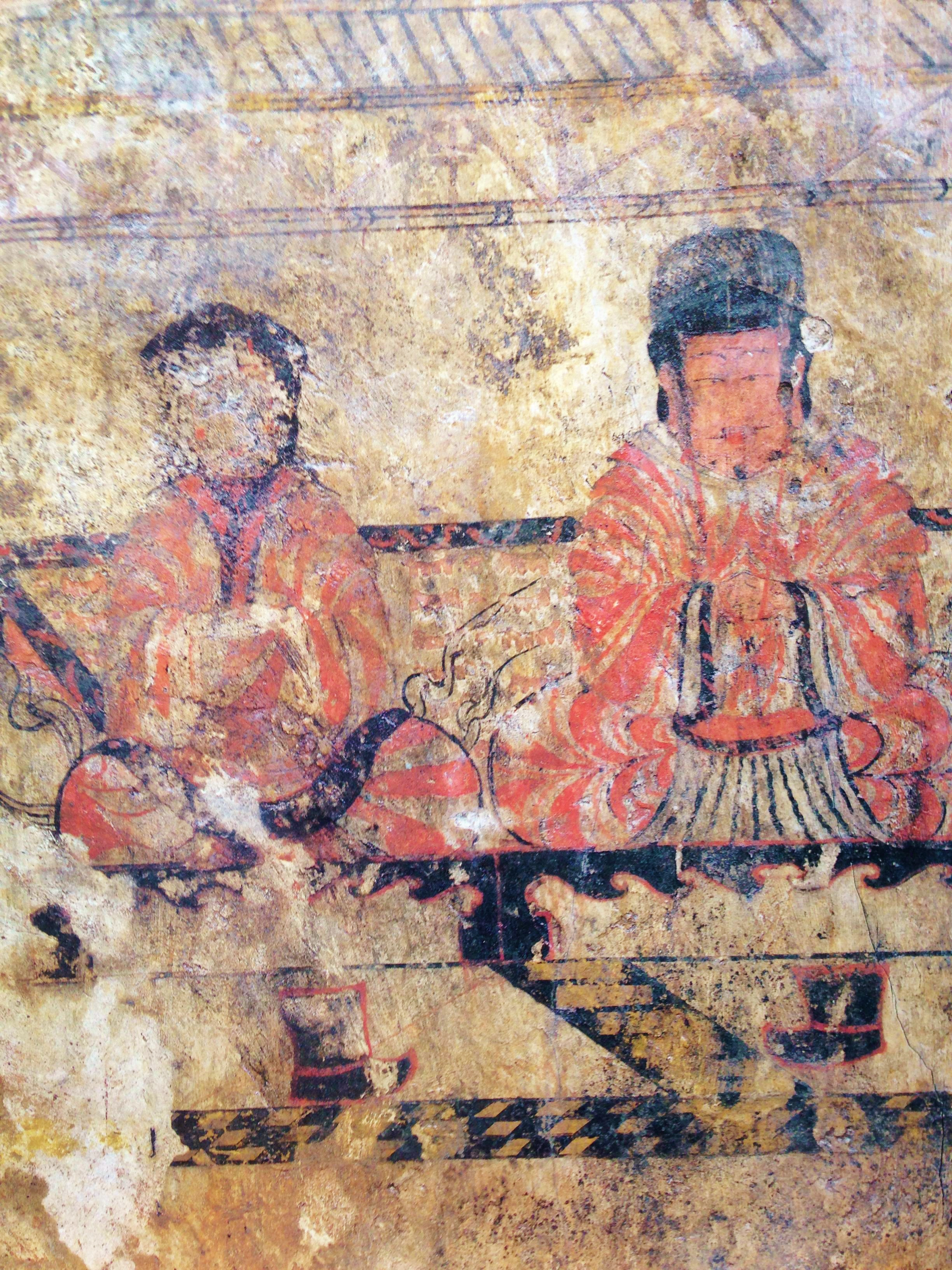
نقاشی ای بر دیواری در مقبره ای از زوج اشرافی - کره شمالی
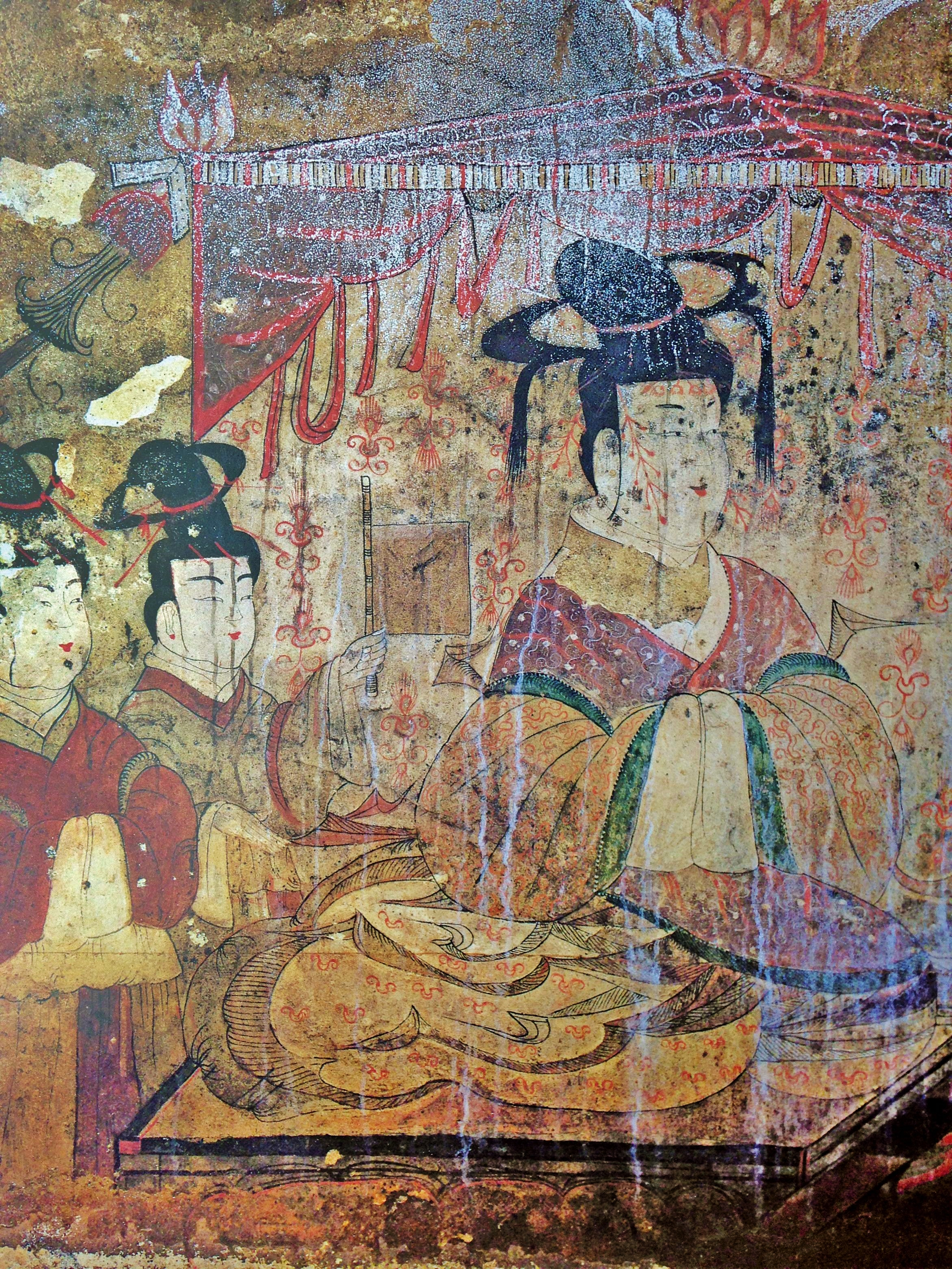
نقاشی ای از زنی همراه خدمتگذارانش در مقبره شماره ۳ آن-آک
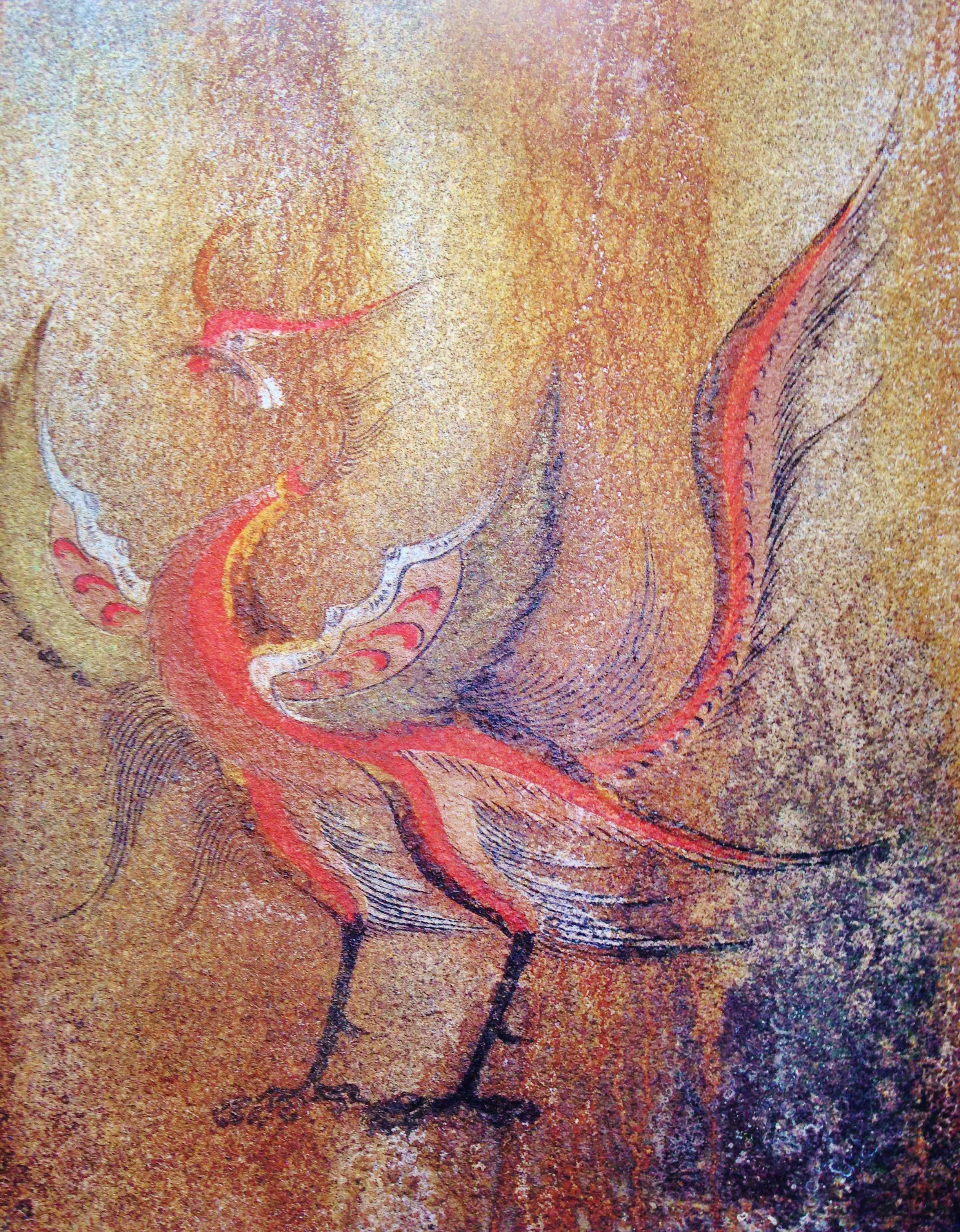
پرنده ای سرخ (احتمالا ققنوس) - مربوط به امپراتوری گوگوریو
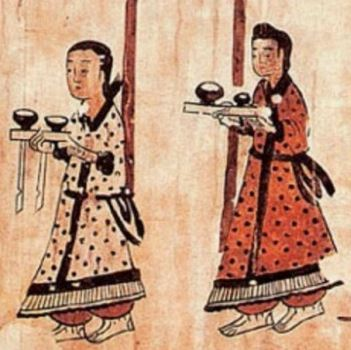
نقاشی ای از دو زن خدمتکار - مربوط به امپراتوری گوگوریو
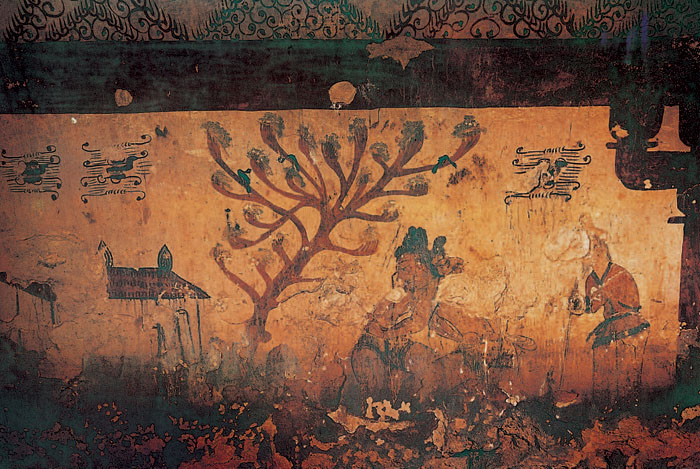
نقاشی از دو مرد در حال کشتی گرفتن در مقبره جیائودی - مربوط به امپراتوری گوگوریو
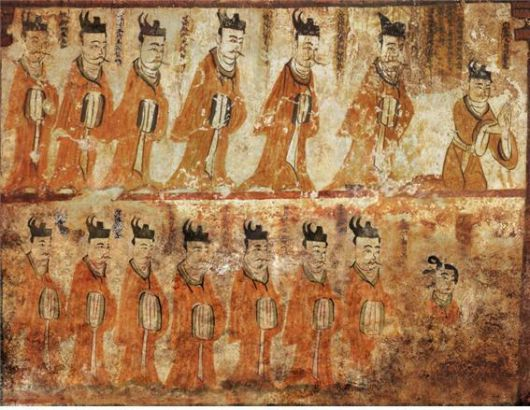
نقاشی ای از ۱۳ فرماندار در آرامگاه دئوکئوک ری - مربوط به امپراتوری گوگوریو
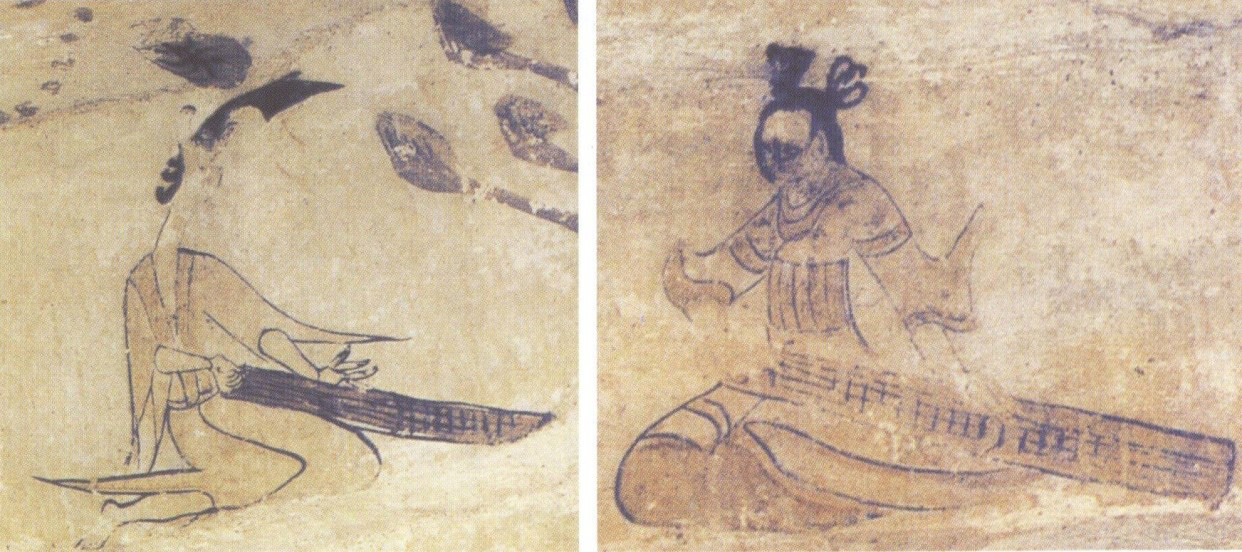
نقاشی از دو نوازنده مربوط به امپراتوری گوگوریو-کره شمالی
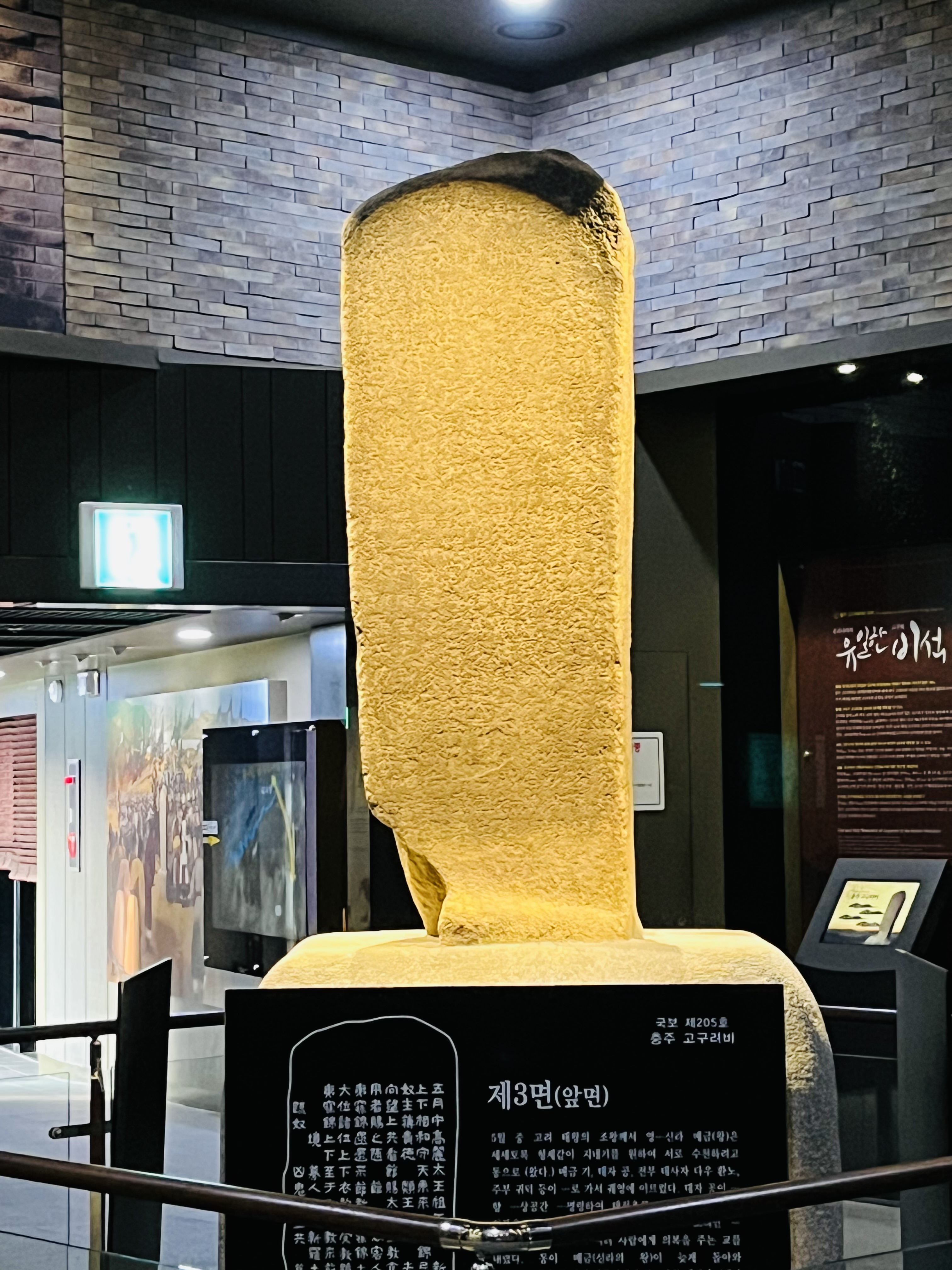
یابود سنگی در چونگجو کره جنوبی-مربوط به امپراتوری گوگوریو(این بنا توسط پادشاه جانگسو بعد از نابودی تمام دشمنان ساخته شد.)
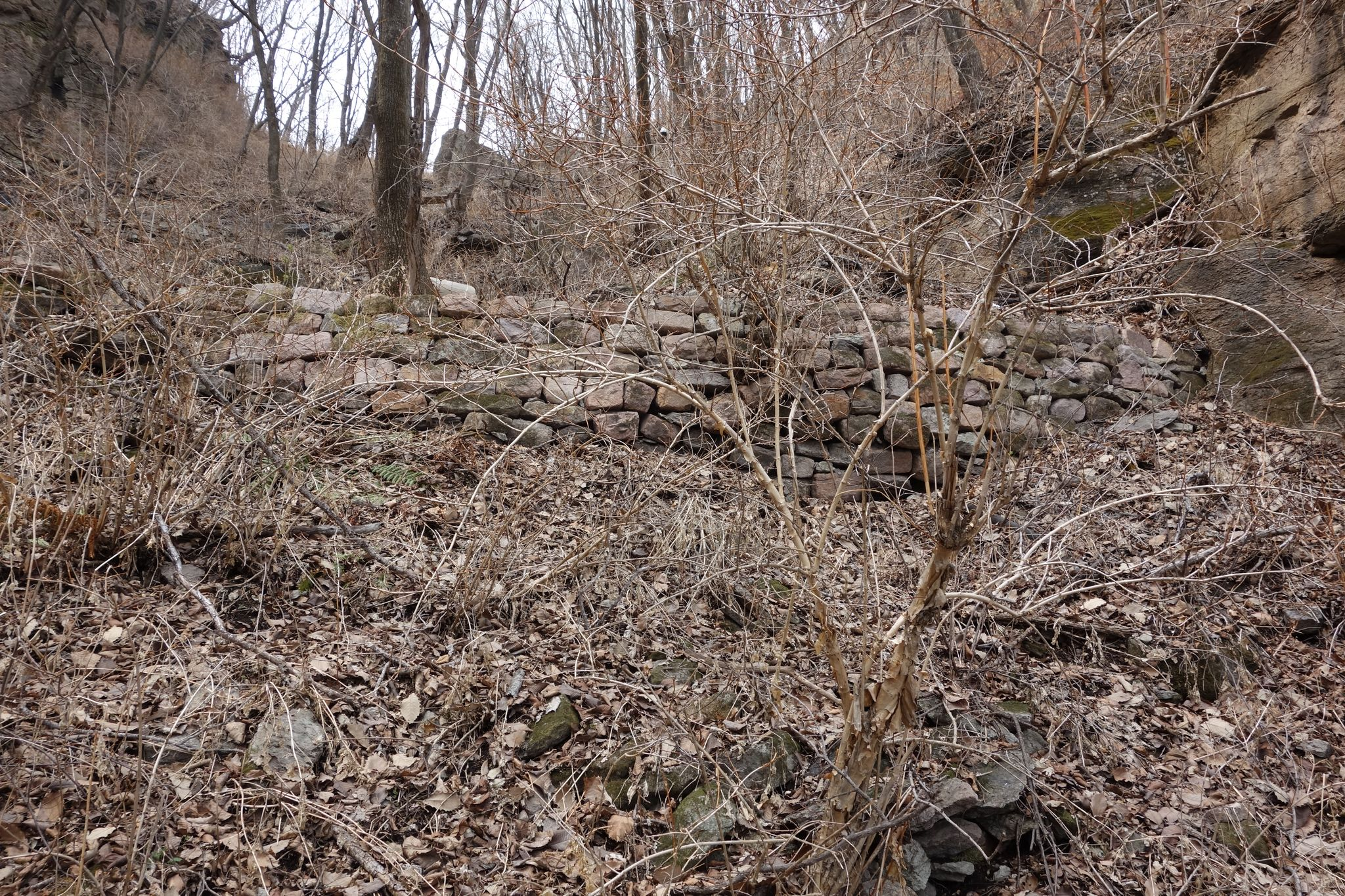
دیوار شهر کوهستانی وونو مربوط به دوران امپراتوری گوگوریو
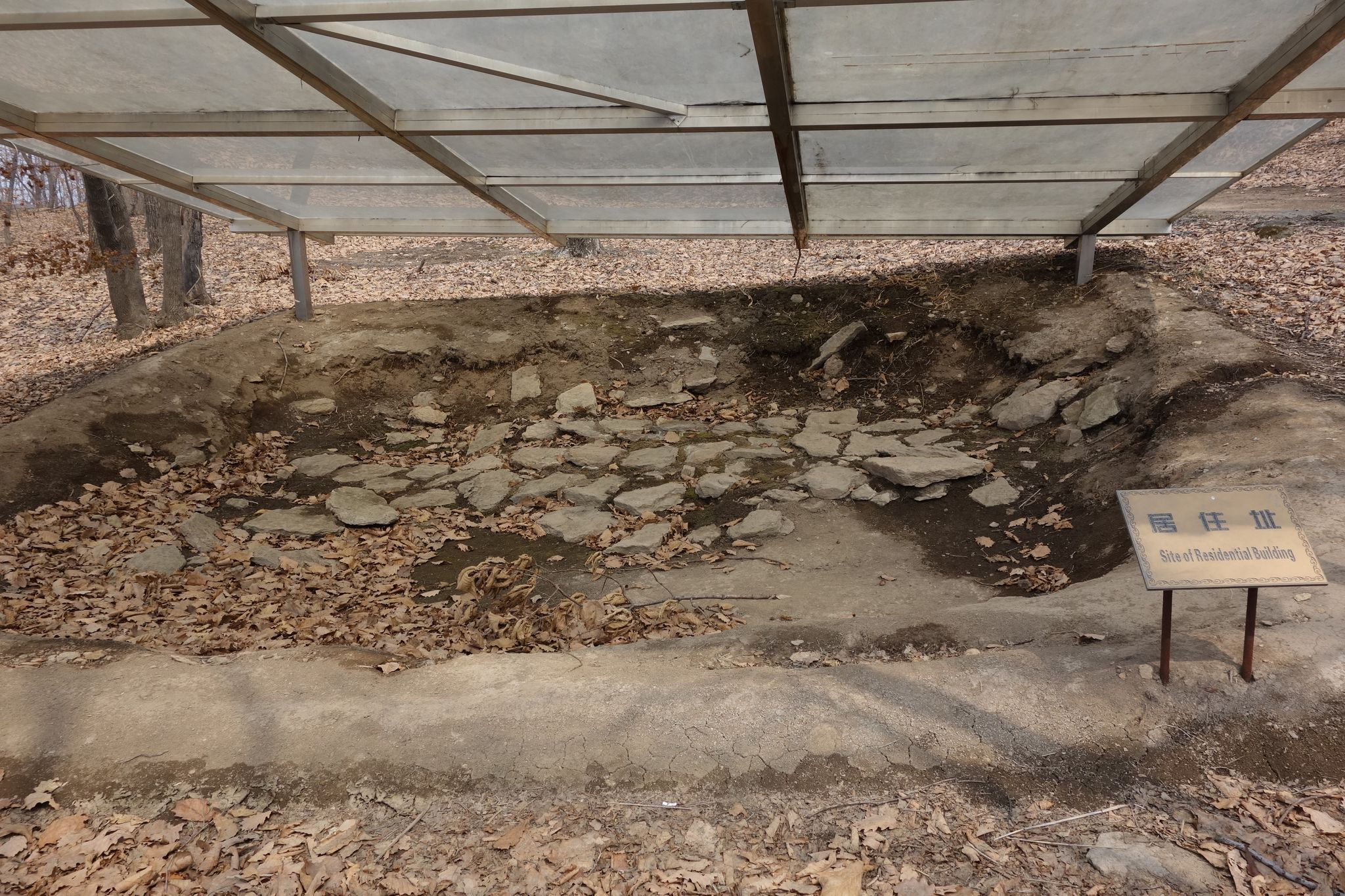
بقایای یک اقامتگاه مربوط به دوران امپراتوری گوگوریو در شهر کوهستانی وونو
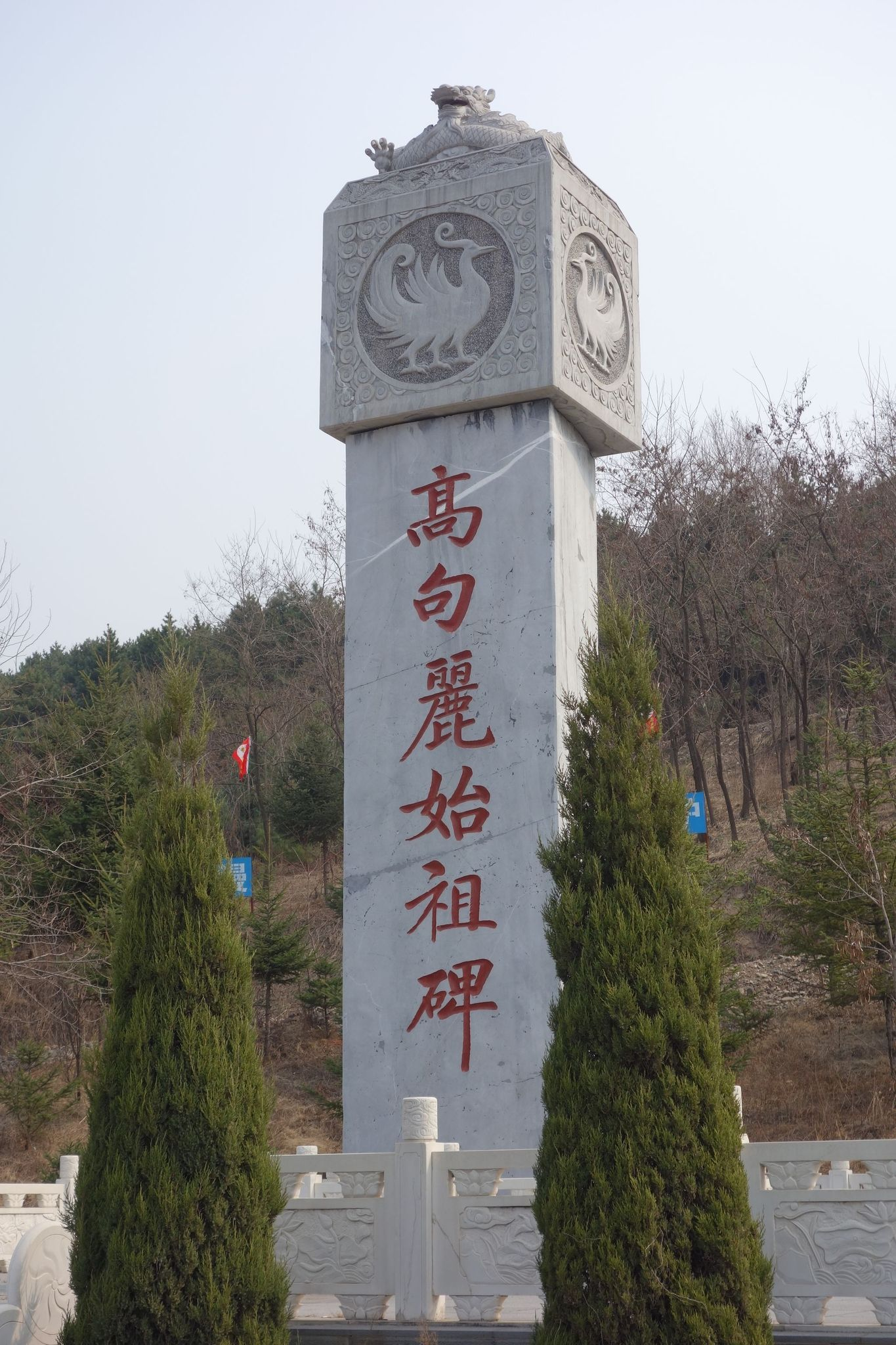
ستون امروزی در ورودی مجموعه کوه وونو، با گلدسته پرنده سه پا که نماد امپراتوری گوگوریو است.
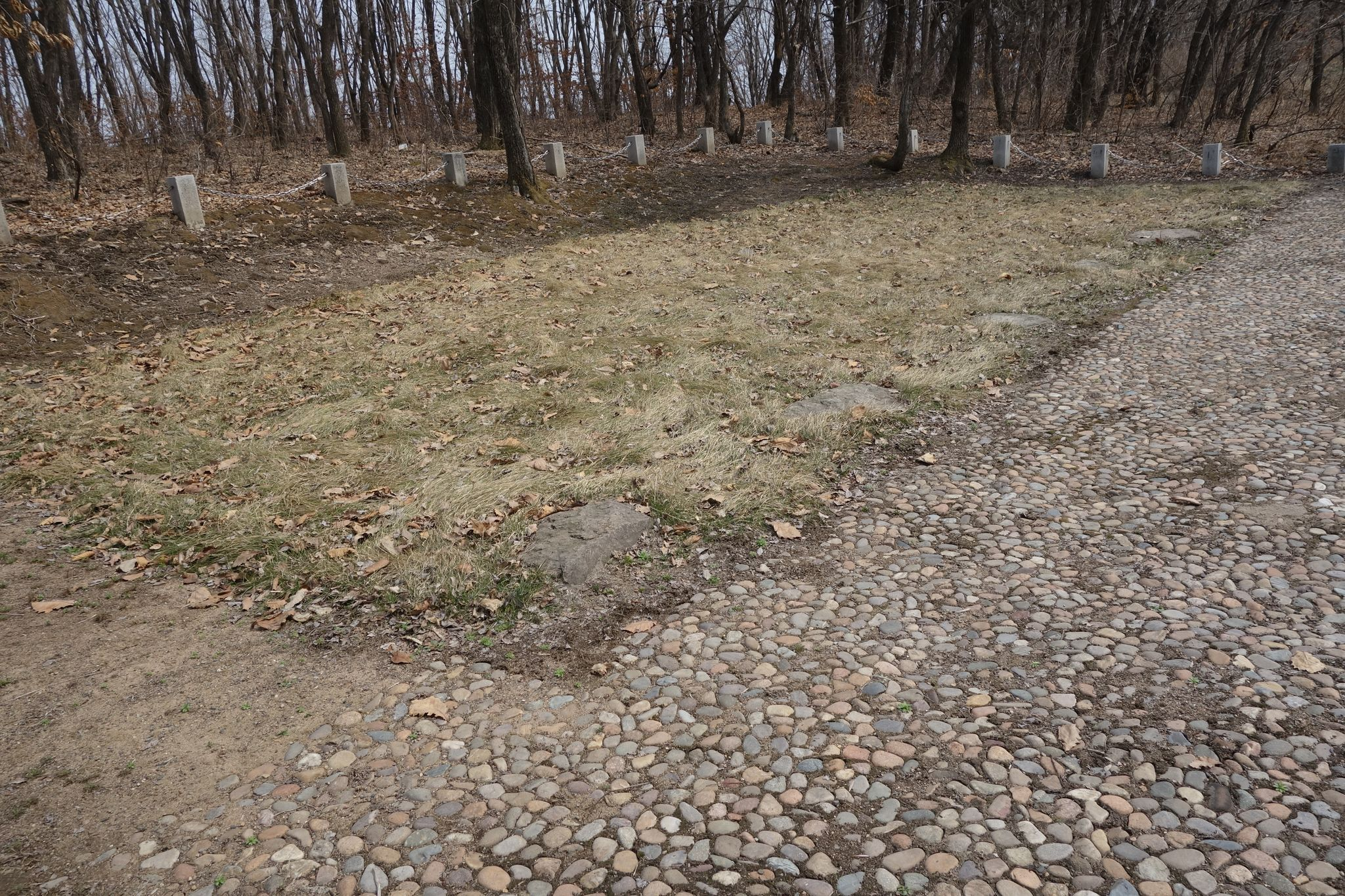
بقایای یک ساختمان مرتبط با دوران امپراتوری گوگوریو در شهر کوهستانی وونو
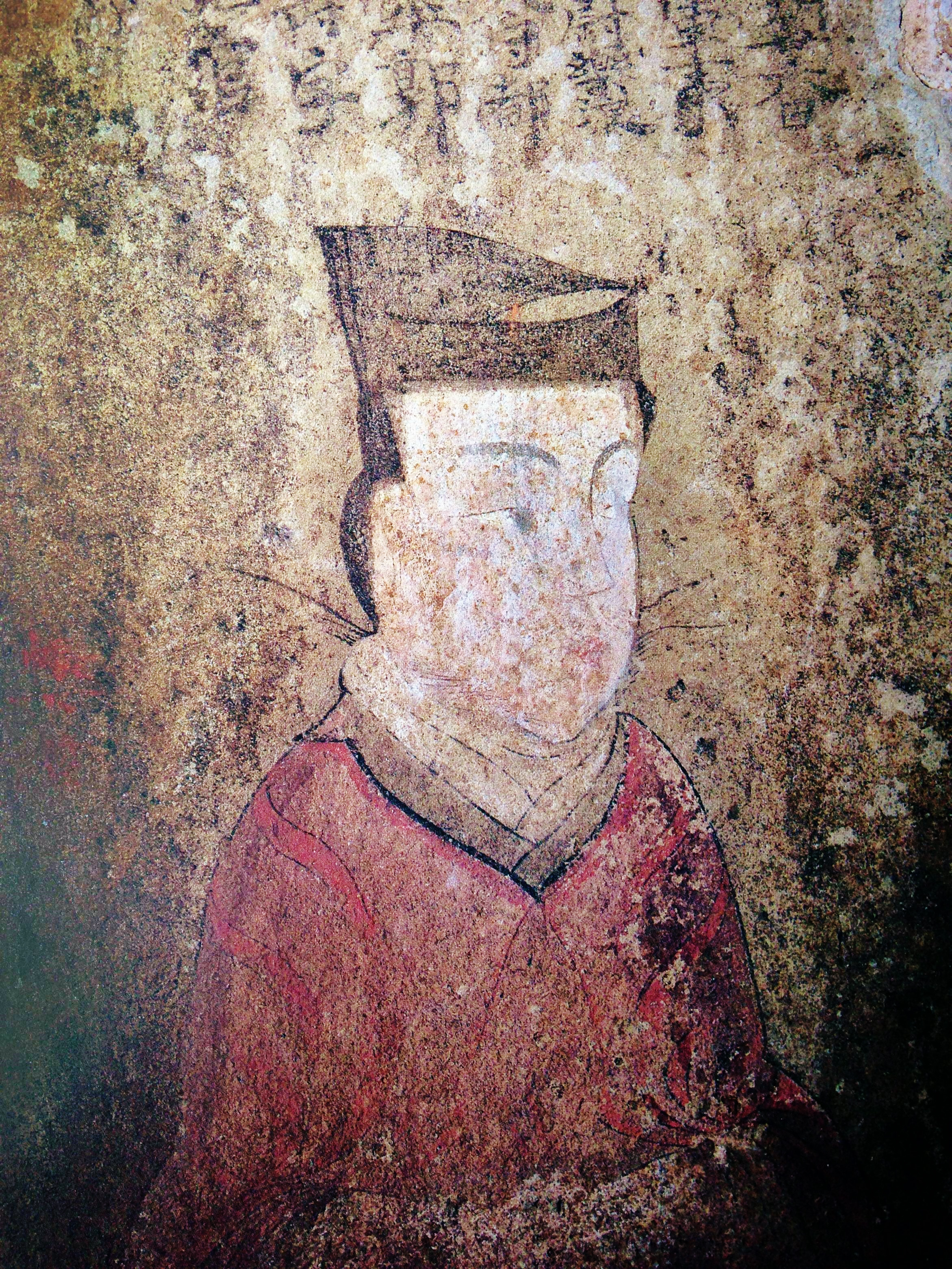
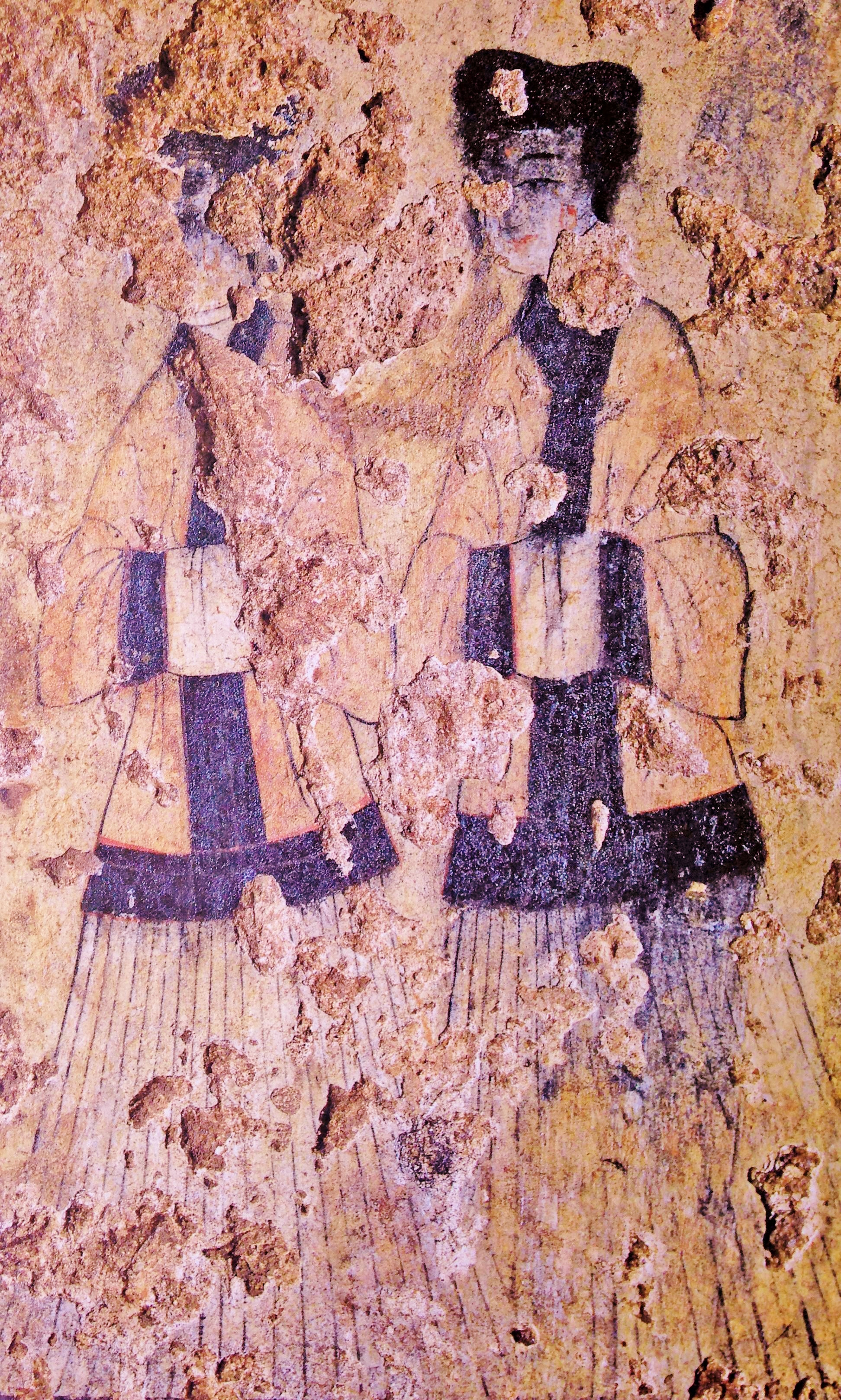
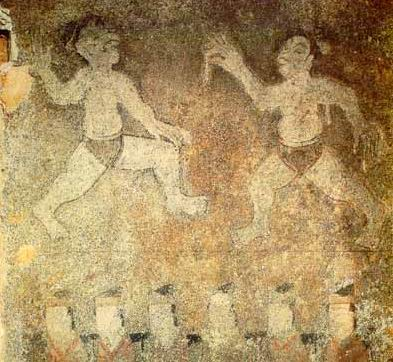
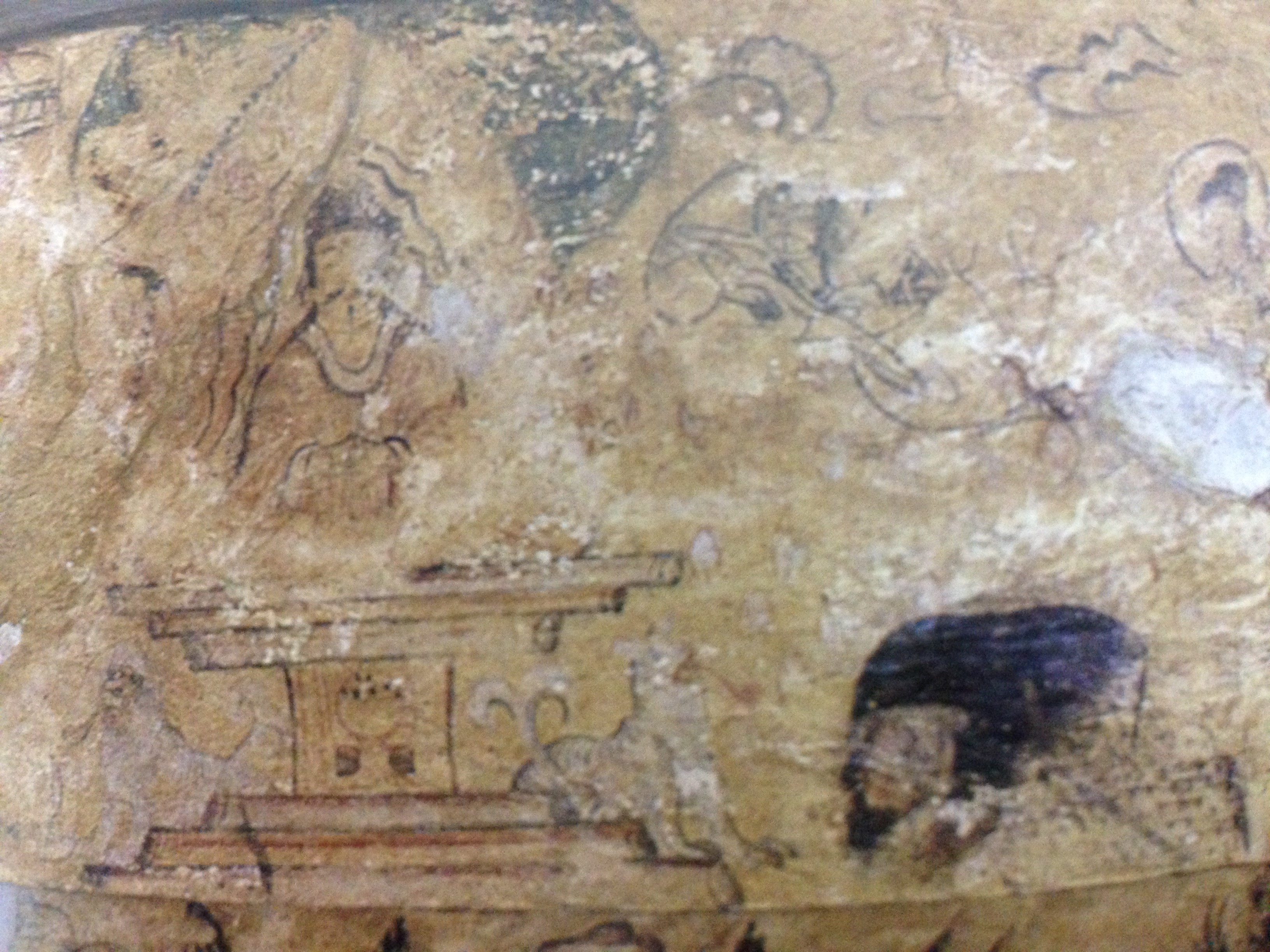
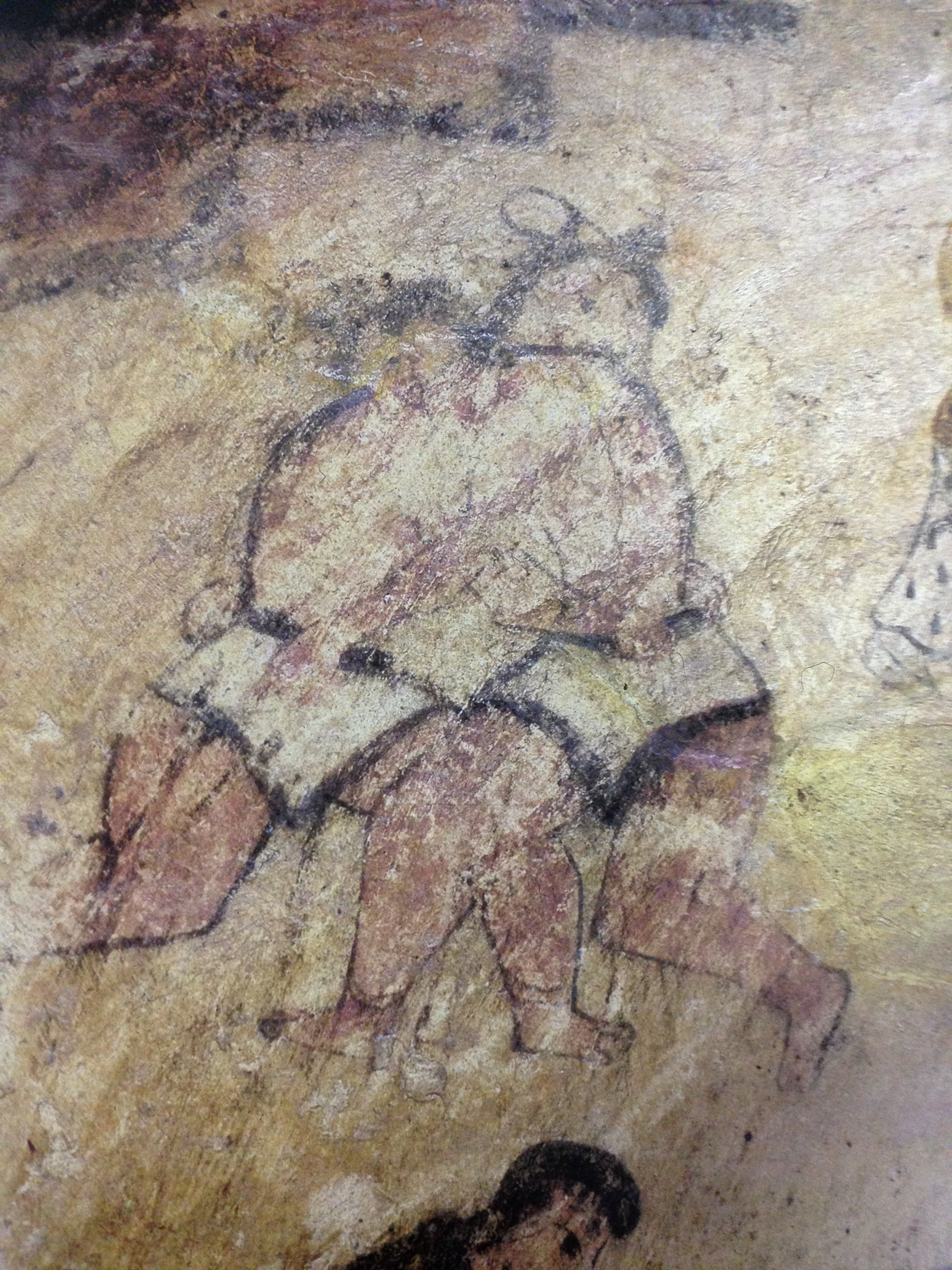
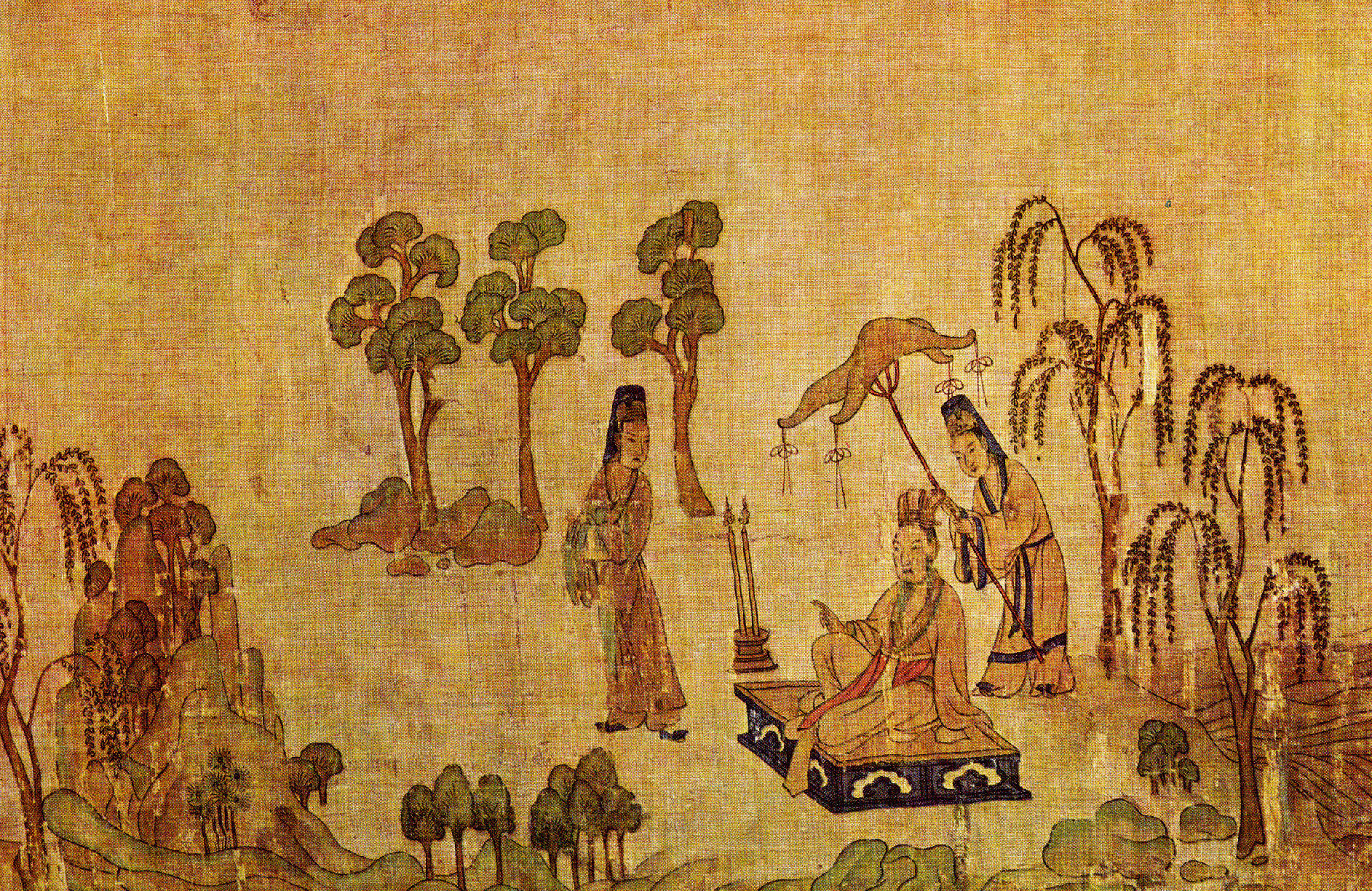
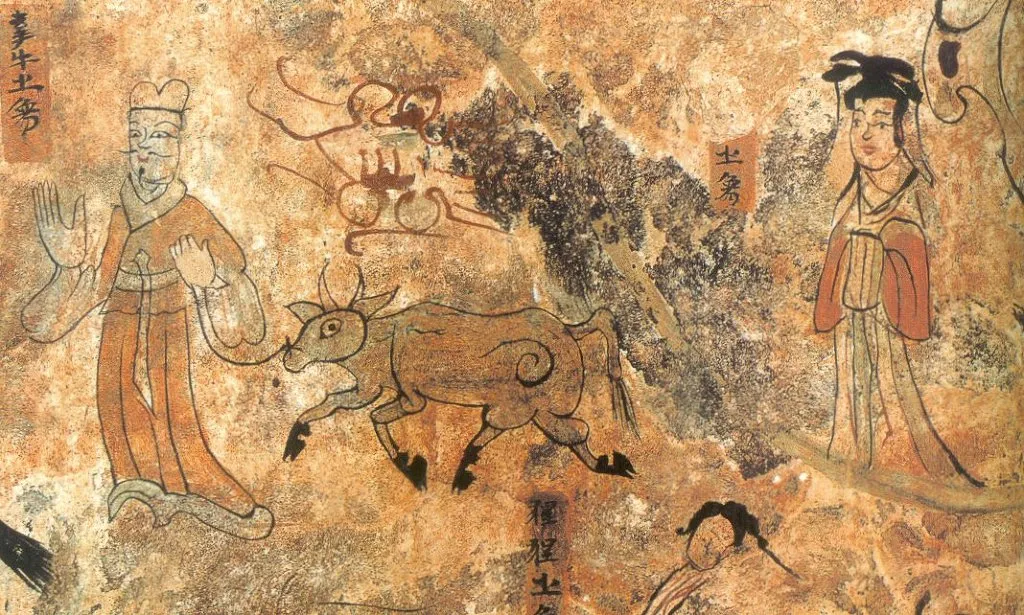
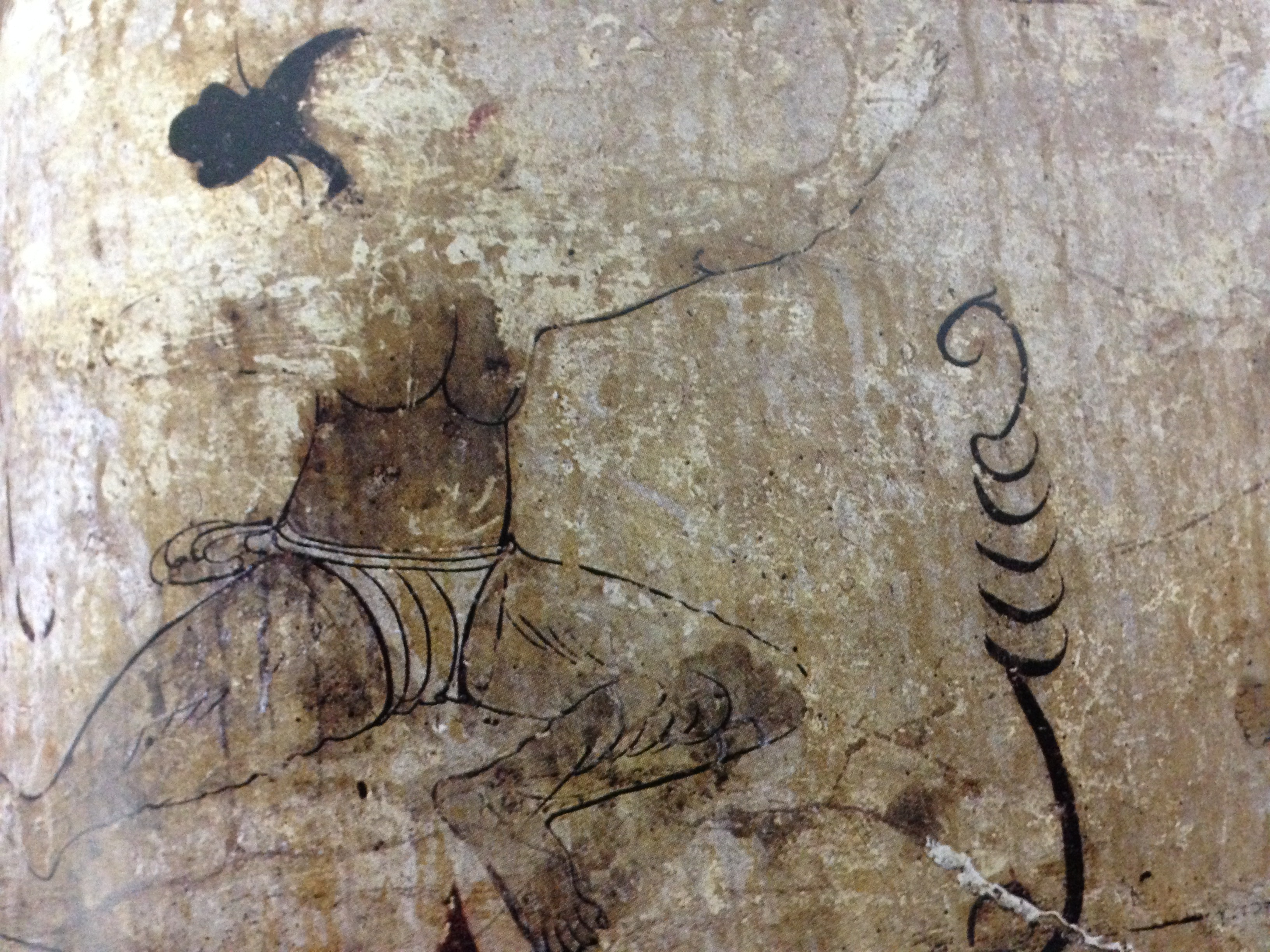
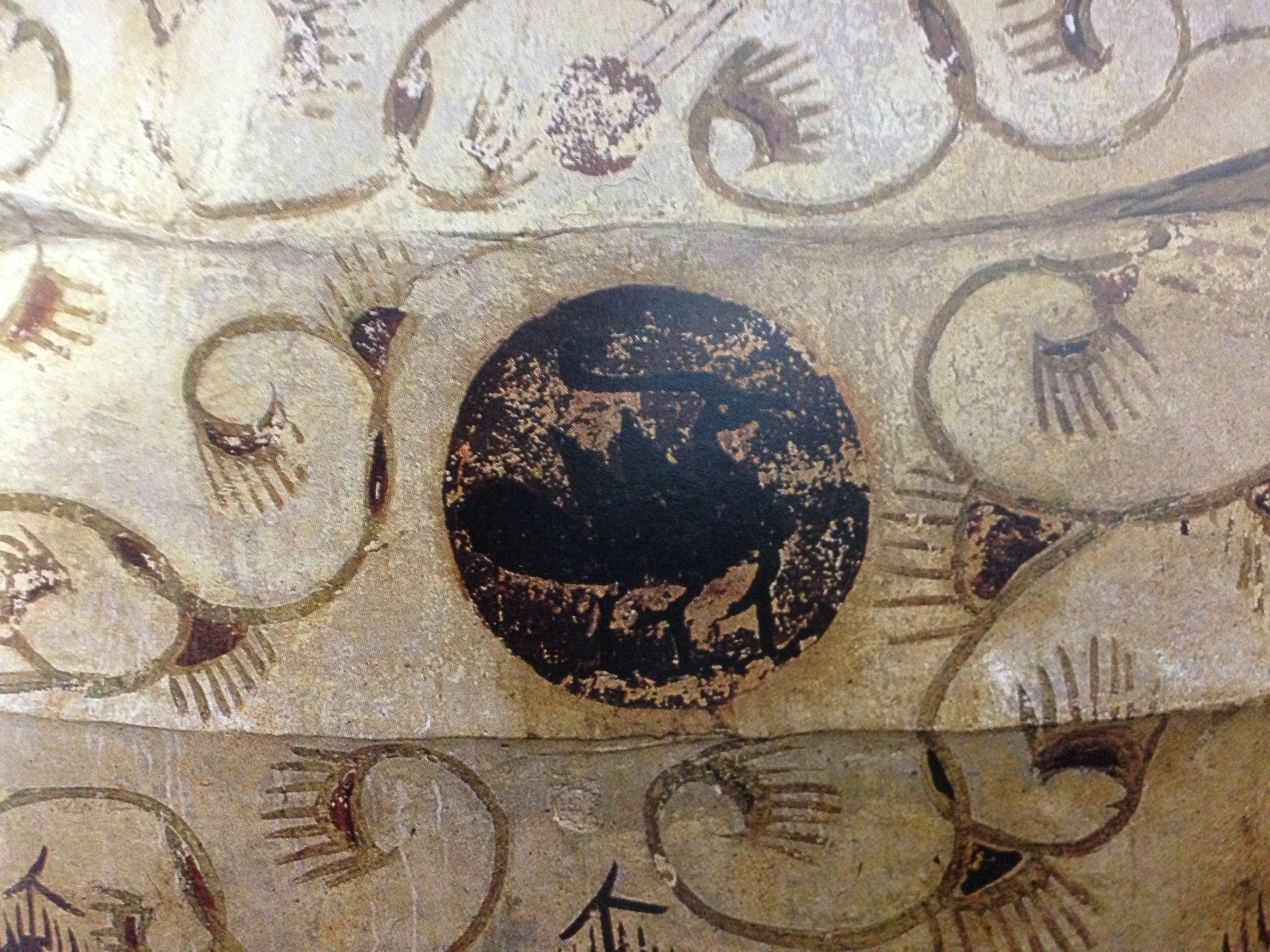
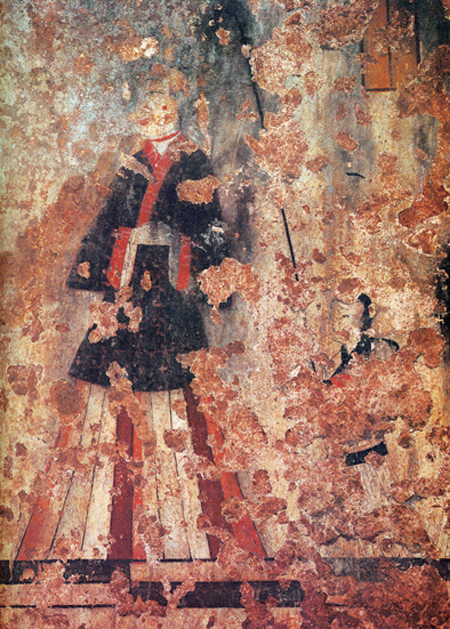
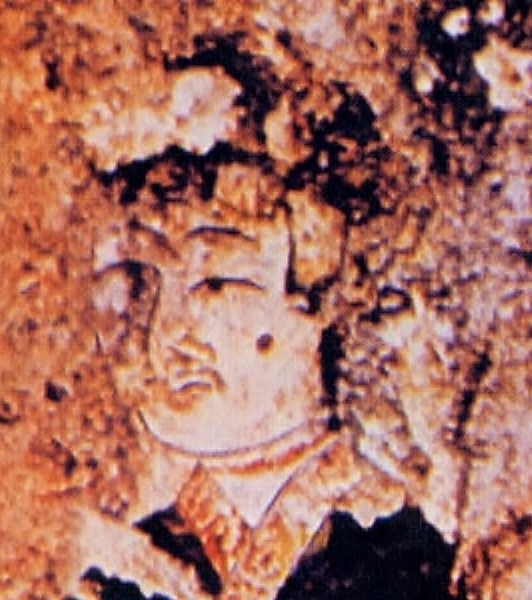
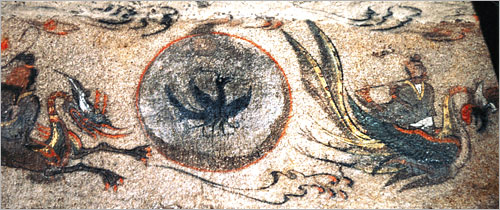
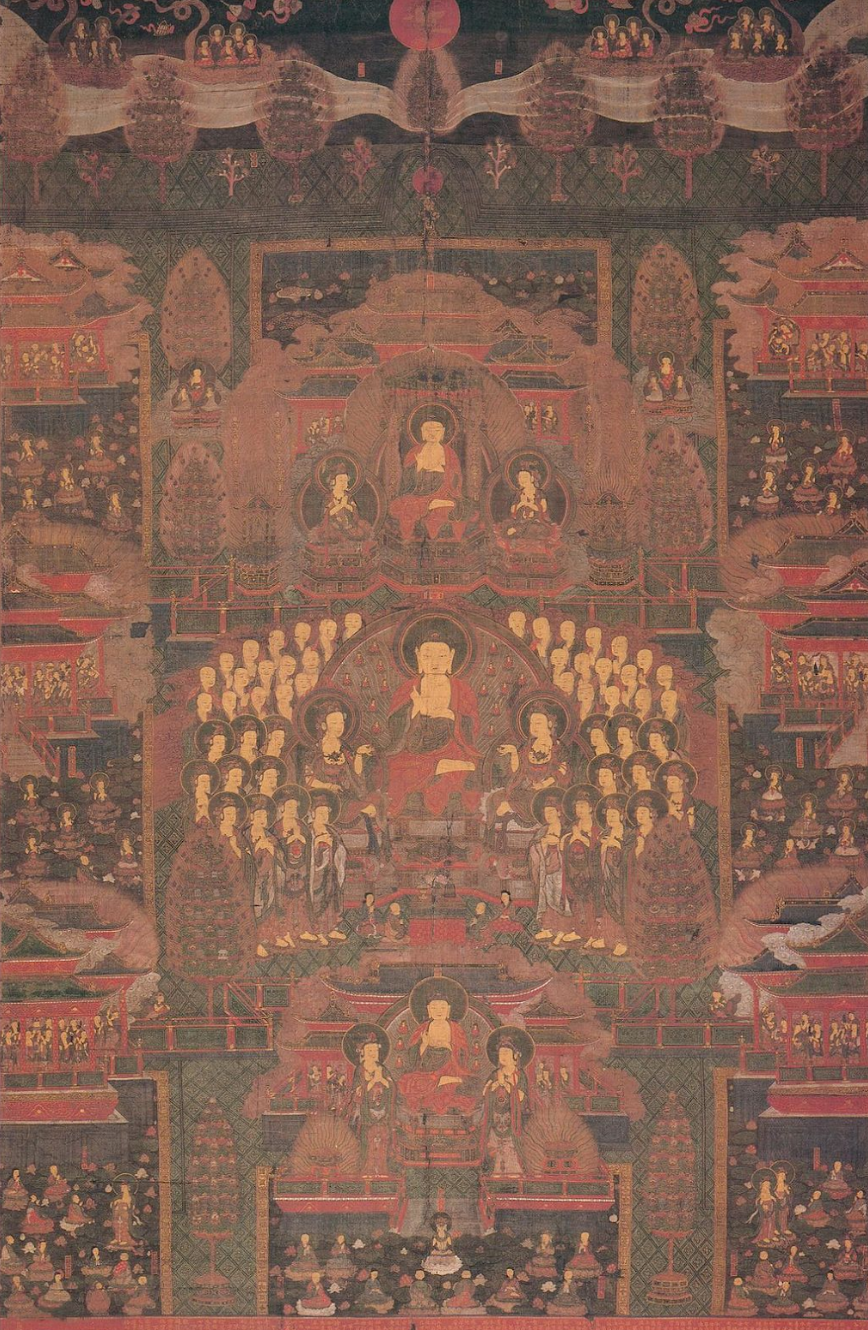
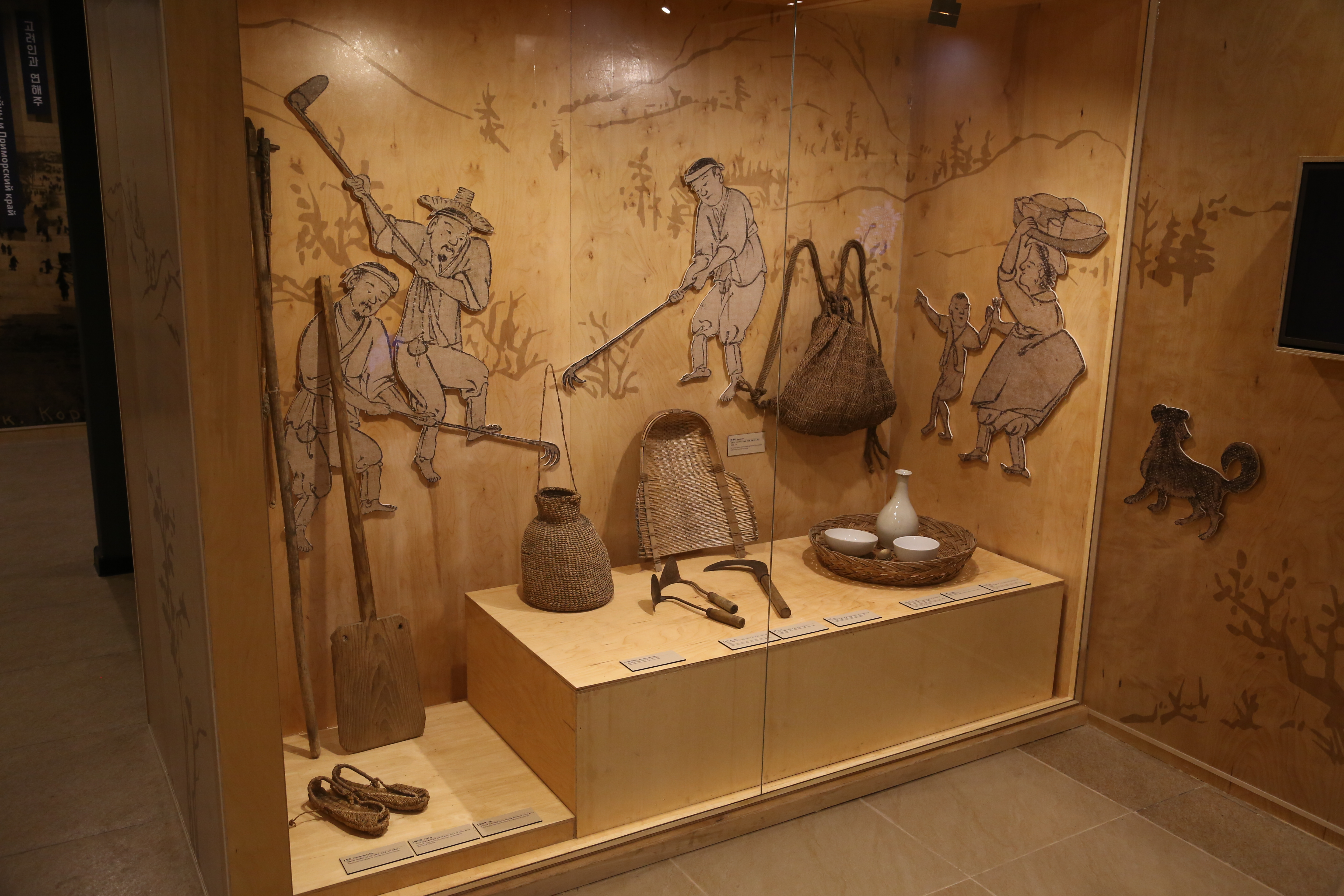
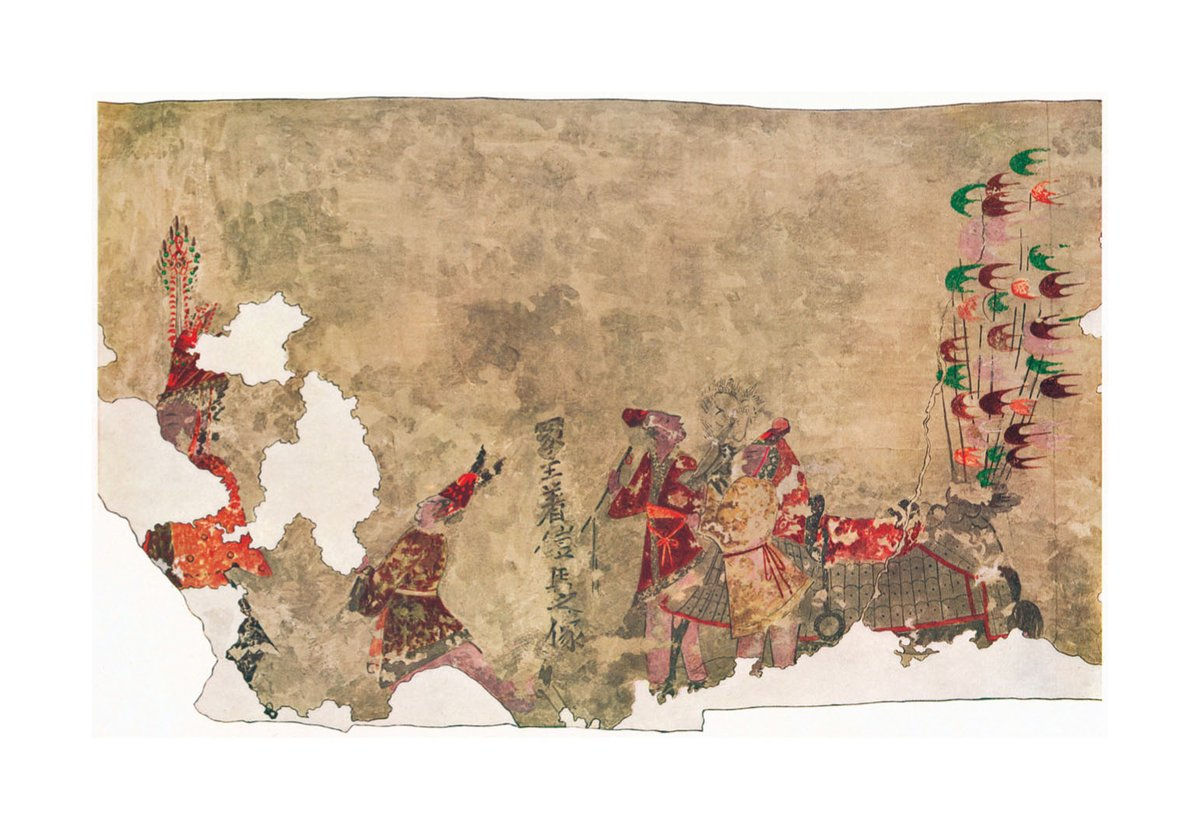
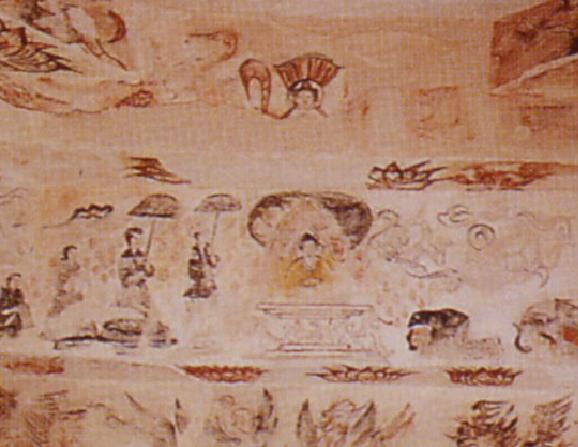
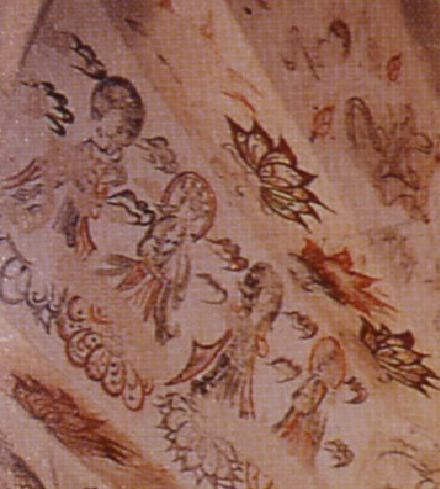
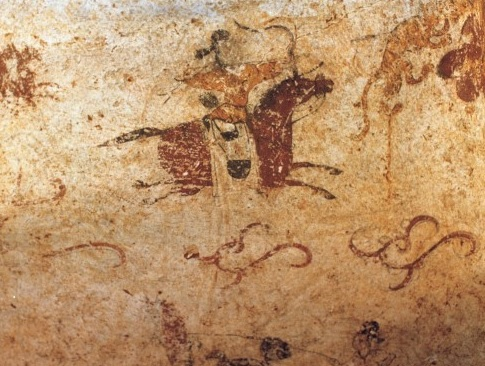